# Arkitektur i Stockholm

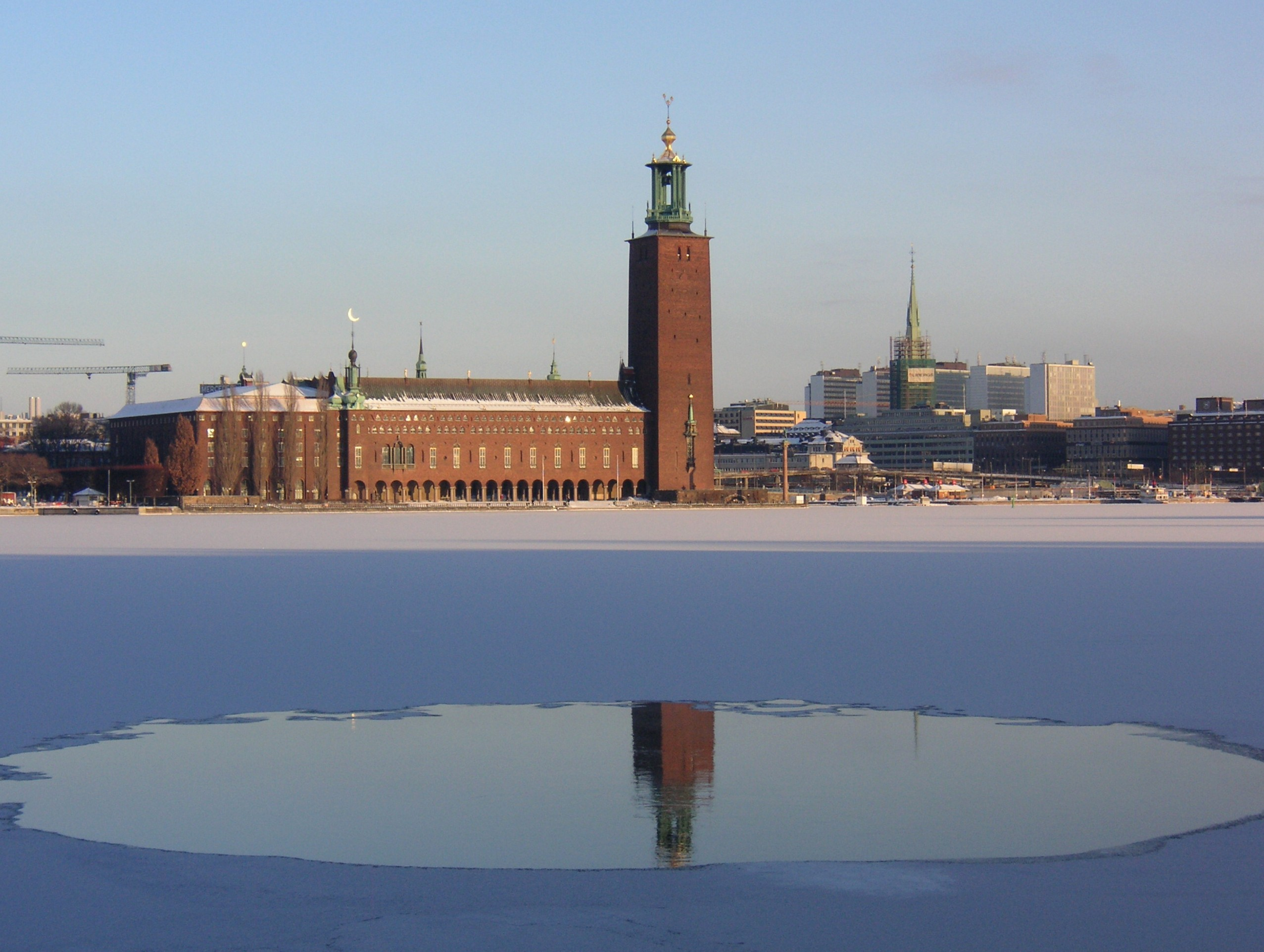
Stockholms stadshus ett exempel för svensk nationalromantik, ritat av arkitekt Ragnar Östberg och invigt 1923. Hötorgsskraporna från 1960-talet och Klara kyrka med anor från 1280-talet syns i bakgrunden. Vy över Riddarfjärden i januari 2006.

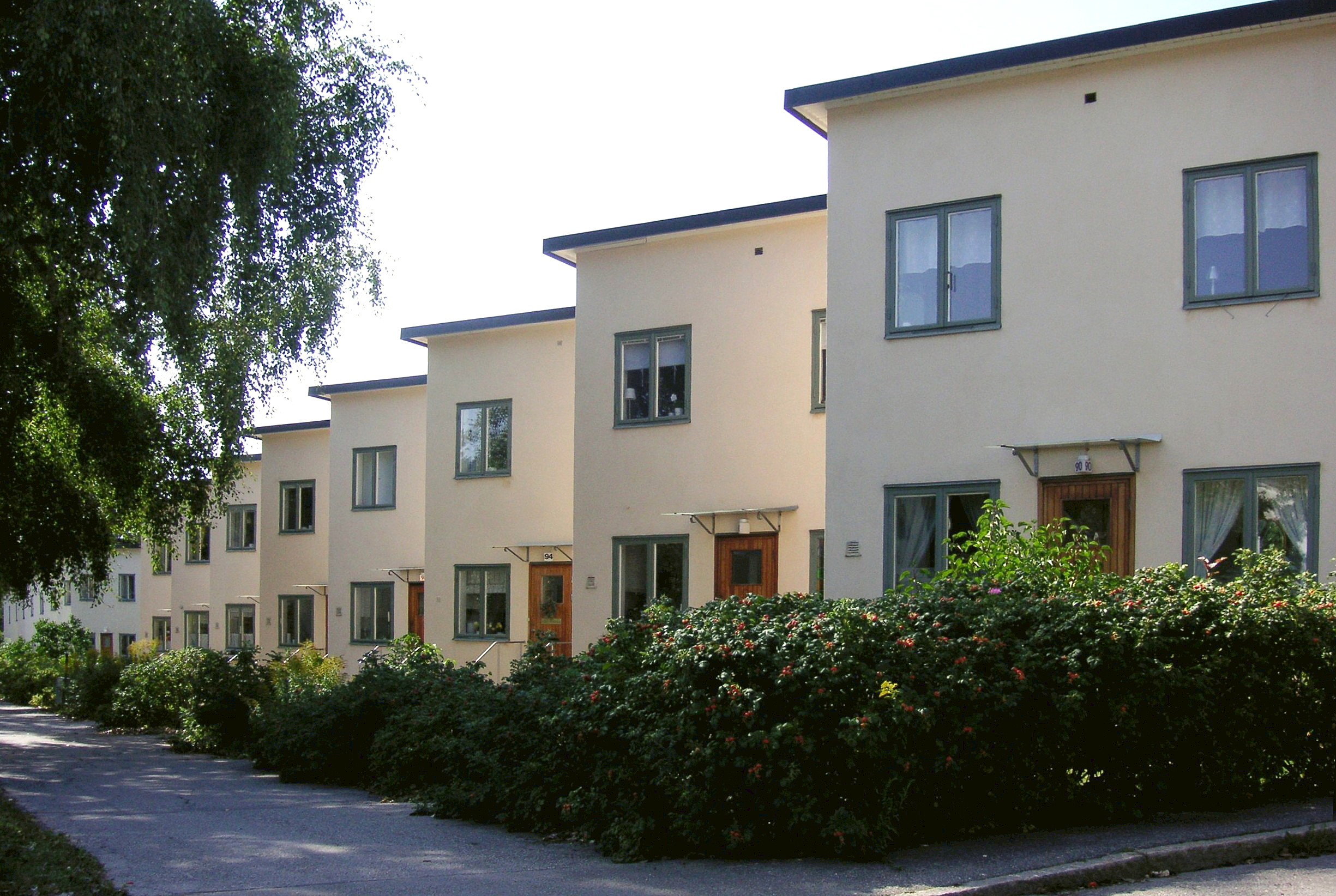
Längs med Ålstensgatan finns de kända Per Albin-radhusen. I ett av dem bodde statsminister Per Albin Hansson. Området uppfördes 1932-1933 av byggmästare Olle Engkvist och ritades av arkitekt Paul Hedqvist. Arkitekturen är typiskt funktionalistisk.

Arkitekturen i Stockholm har en historia som sträcker sig tillbaka till 1200-talet, eventuellt ännu längre. Enligt en del källor kan det ha funnits en enkel försvarsanläggning, en kastal eller liknande, på Stadsholmens nordöstra del kring 1200 eller redan i slutet av 1100-talet. Bebyggelsen i Stockholm har präglats av stadens speciella läge mellan Mälaren och Östersjön, av Hansan, av stormaktstiden och industrialismen, av funktionalismen, av spårvagnens, bilens och tunnelbanans framfart samt av en stark vilja att forma staden till en för sin tid modern levnadsplats.  
De flesta större byggnadsverk i Stockholm har huvudsakligen utformats genom influenser från utlandet. Under 1600- och 1700-talen värvades utländska arkitekter till staden och under senare perioder hämtade svenska arkitekter sin inspiration på sina studieresor i Europa, på 1900-talet även i USA. Utländska trender kom vanligtvis lite senare till Sverige och anpassades då till svensk smak och svensk tradition, där exempelvis nyklassicism blev till svensk gustaviansk stil och 1920-talsklassicism med art déco blev till en egen stilriktning, ofta kallad Swedish grace. 
Stockholms historiska bebyggelse är i stort bevarad, mycket beroende på att staden undsluppit förstöring genom krig, som drabbat så många andra städer i Europa. Stockholms bebyggelse går även hand i hand med stadens infrastruktur, därför handlar denna artikel inte bara om Stockholms byggnader utan berör även stadens större infrastrukturprojekt. Sedan år 2010 arrangerar Stockholms stad en för allmänheten öppen tävling om Årets Stockholmsbyggnad. Arkitektur i Stockholm beskriver bevarade och planerade byggnadsverk i Stockholm med omgivning.

## Bebyggelseutvecklingen

### 1250–1600
Stockholms äldsta stadsdel är Gamla stan och här finner man även stadens äldsta byggnader eller byggnadsrester, exempelvis efter en kastal, föregångaren till Slottet Tre Kronor, som var en borg- och försvarsanläggning som Birger jarl lät uppföra vid 1200-talets mitt och byggnader på Helgeandsholmen från 1200-talets slut. Vid utgrävningar i den så kallade Riksgropen 1978 fann man rester efter stadsmuren från 1500-talet, Helgeandshusets kyrkogård och husgrunder från 1200-talet, av allt detta är inget kvar idag ovan jord. 
När det gäller bevarade byggnadsverk är det oftast kyrkliga eller kungliga byggnader, eftersom dessa i regel var uppförda i beständiga byggnadsmaterial, enklare trähus finns inte kvar från denna tid. Birger jarls torn ansågs länge vara Stockholms äldsta bevarade byggnad, men det är ett försvarstorn i Gustav Vasas befästningsverk från omkring 1530. Idag anses delar av Riddarholmskyrkan från 1280-talet vara Stockholms äldsta. Medan Riddarholmskyrkan blev kungligheternas begravningskyrka så blev Storkyrkan kröningskyrka. Även Storkyrkan har liksom Riddarholmskyrkan byggts om och till åtskilliga gånger. Rester av den första 1200-talskyrkan finns i tornets norra mur. Storkyrkan, eller Sankt Nicolai kyrka, är domkyrka i Stockholms stift.
Utanför dåtidens Stockholm finner man främst Bromma kyrka, en rundkyrka från andra hälften av 1100-talet, Spånga kyrka samt Brännkyrka kyrka från ungefär samma tid som idag betecknas som några av Stockholms äldsta bevarade byggnadsverk. 
På 1430-talet omnämndes Stockholm första gången som Sveriges huvudstad, då hade staden redan växt under 200 år och dess bebyggelse utvecklats i former som kännetecknade handelsstäderna kring Östersjön under Hansan. Under den tiden anlitades gärna tyska hantverkare att uppföra byggnader i Gamla stan och tyska byggtermer flöt in i svenska språket. Under den tiden uppfördes ett gilleshus för tyska köpmän, som sedermera byggdes om till Tyska kyrkan.
På malmarna, som områden norr och söder om Gamla stan kallades, fanns mellan 1200- och 1600-talet bara en enkel bebyggelse i form av bodar och skjul, utan någon planerad form.
Byggnadsverk från tiden

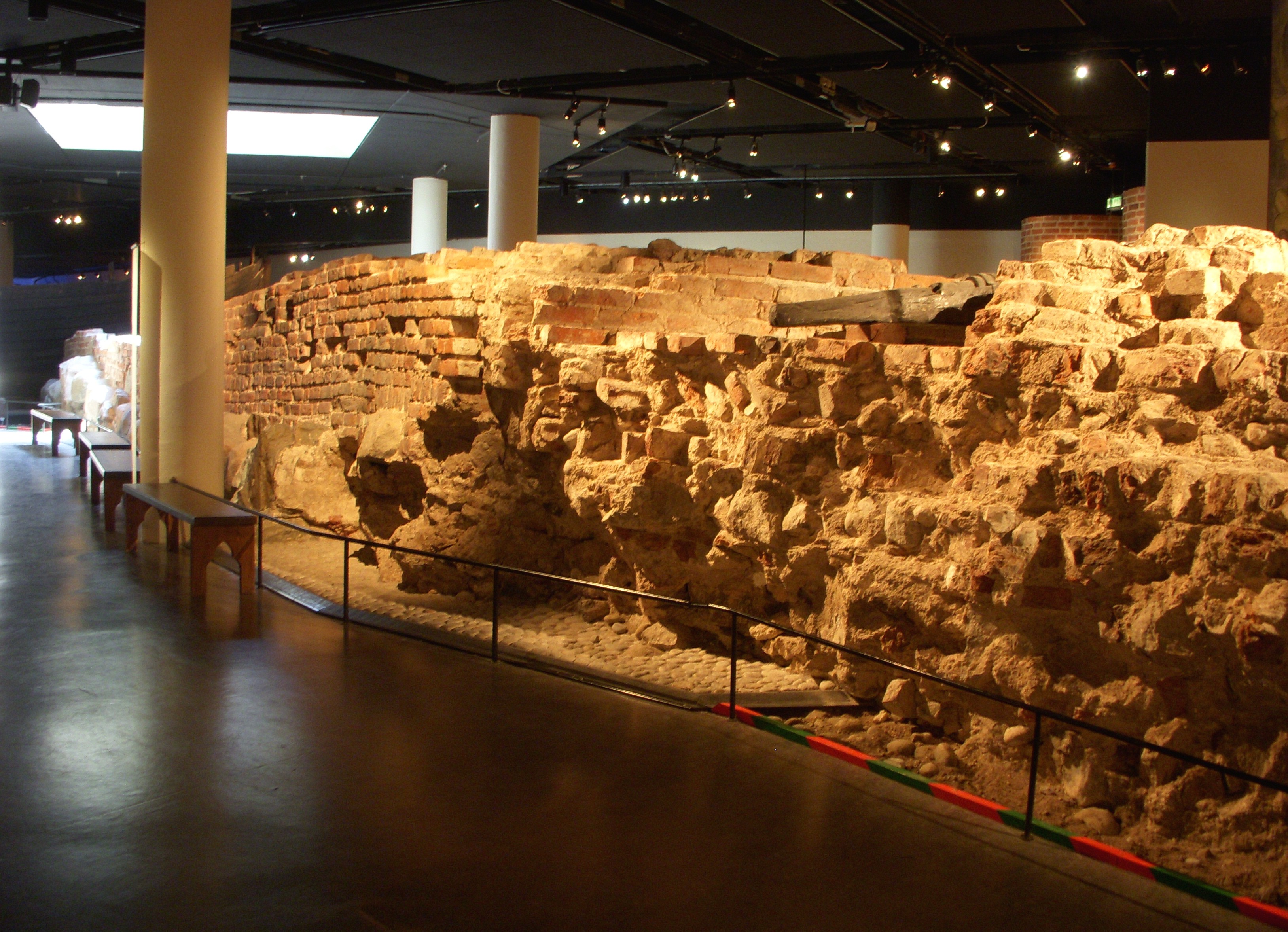
Stockholms stadsmur
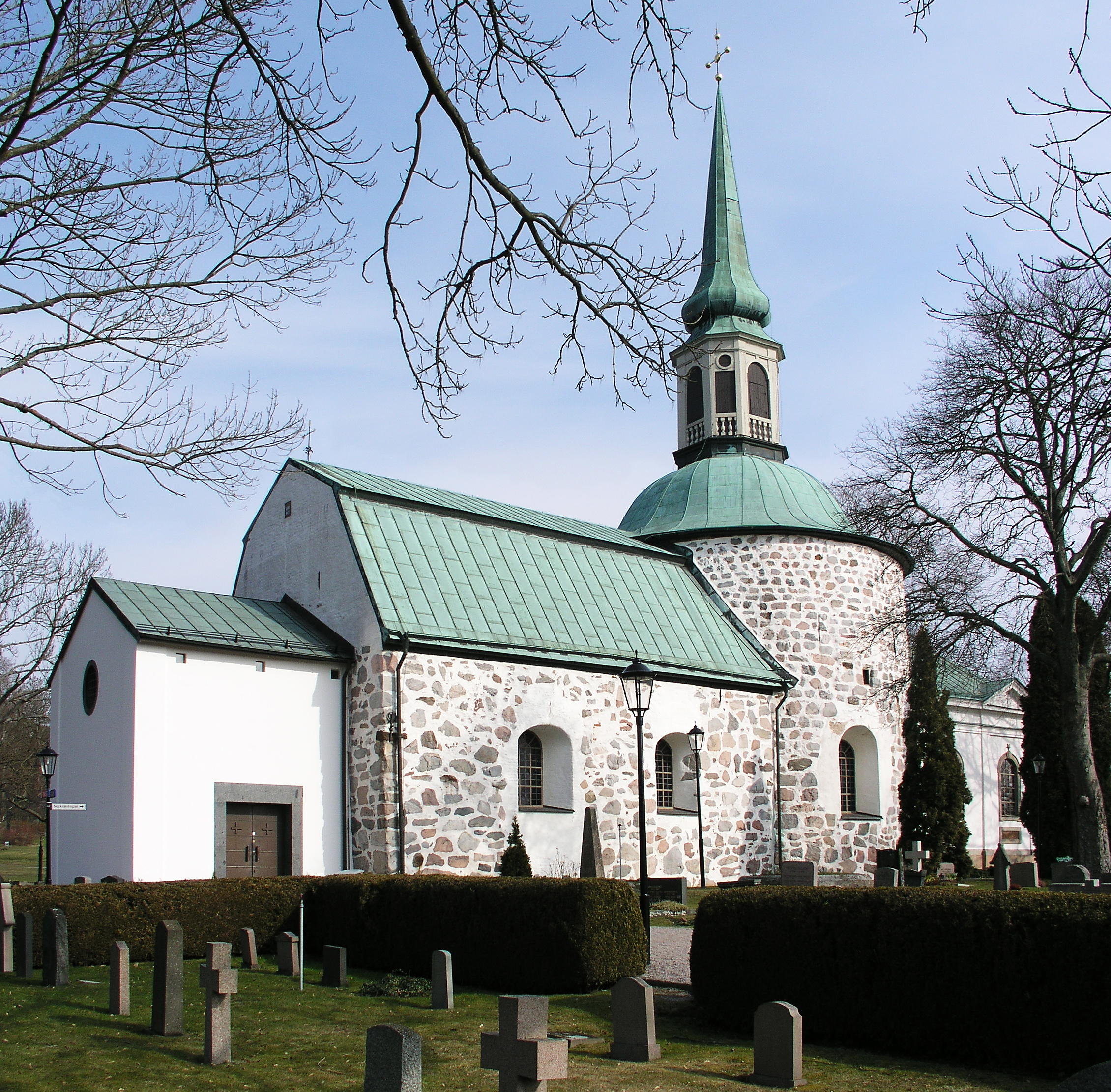
Bromma kyrka
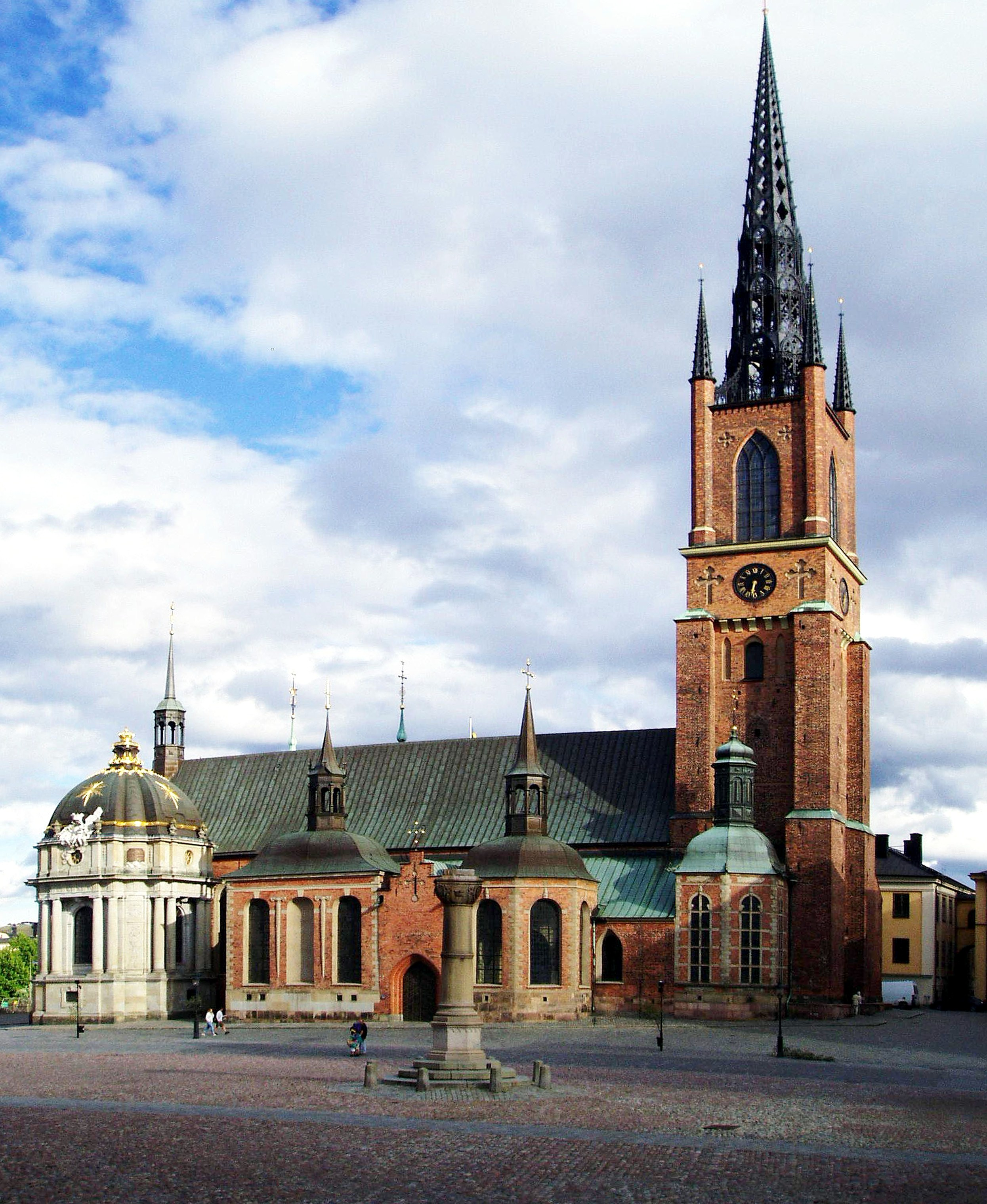
Riddarholmskyrkan
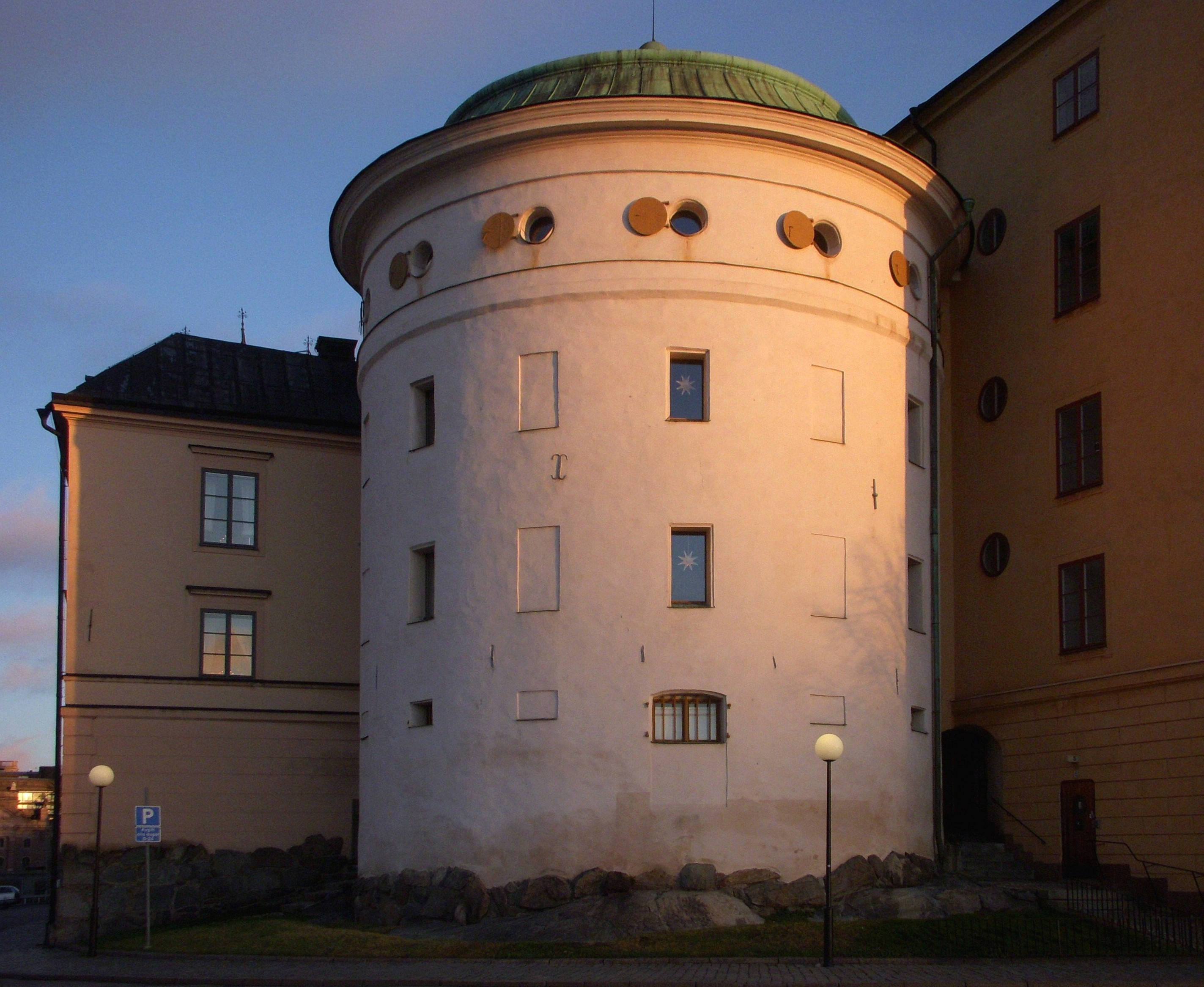
Birger jarls torn

### 1600–1720
Under stormaktstiden utvecklades även Stockholm till en huvudstad av europeisk betydelse. Kraven på att vara en representativ storstad växte, samtidigt ökade folkmängden från 15 000 personer (1635) till 60 000 personer (1685). 1600-talet var en period av enorm befolkningsexpansion och en byggverksamhet utan motstycke före industrialismen.
Nu var staden tvungen att styra expansionen i ordnade former. Omfattande stadsplaneringar påbörjades under 1620-talet och utvecklades under Clas Larsson Fleming på 1630- till 1640-talen. Idéerna kom från renässansen, det skulle vara regelmässiga och rätvinkliga rutnät av gator och kvarter. På Norrmalm var det genomfört, på Södermalm fanns det fortfarande ett ”vildvuxet” gatunät som en karta från 1642 illustrerar. Det byggdes snabbt och på kort tid hade Stockholm fått ett helt nytt ansikte, värdigt en europeisk huvudstad (se Stadsplanering i Stockholm).
Vid 1600-talets mitt efterträddes renässansens stilriktning av fransk och italiensk smak och arkitekter från europeiska länder kallades till Stockholm. Simon de la Vallée kom från Paris och ritade Riddarhuset. Hans son Jean de la Vallée och den tyskfödde Nicodemus Tessin d.ä. blev ledande arkitekter med byggnader som Södra stadshuset, Axel Oxenstiernas palats, Katarina kyrka, Stenbockska palatset, Wrangelska palatset och många fler på sin meritlista. Nicodemus Tessin d.ä. utnämndes 1661 till stadens och därmed landets första stadsarkitekt. Han innehade tjänsten till sin död 1681.
Byggverksamheten i Stockholm kulminerade under 1660- till 1670-talen och avstannade i samband med  Karl XI:s reduktion. År 1697 brann Slottet Tre Kronor och nybyggnaden av Stockholms slott under Nikodemus Tessin d.y. skulle bli den största byggnadsuppgiften fram till 1700-talets mitt. Det nuvarande slottet uppfördes i en blandning av romersk palatsbarock och fransk renässans, det stod färdigt omkring 1750.. 
Utanför staden byggdes vid denna tid också många slotts- och herrgårdsanläggningar, så som Drottningholms slott, Skokloster slott, Karlbergs slott, Hässelby slott, Rosersbergs slott, Ulvsunda slott och Åkeshovs slott.
Byggnadsverk från tiden

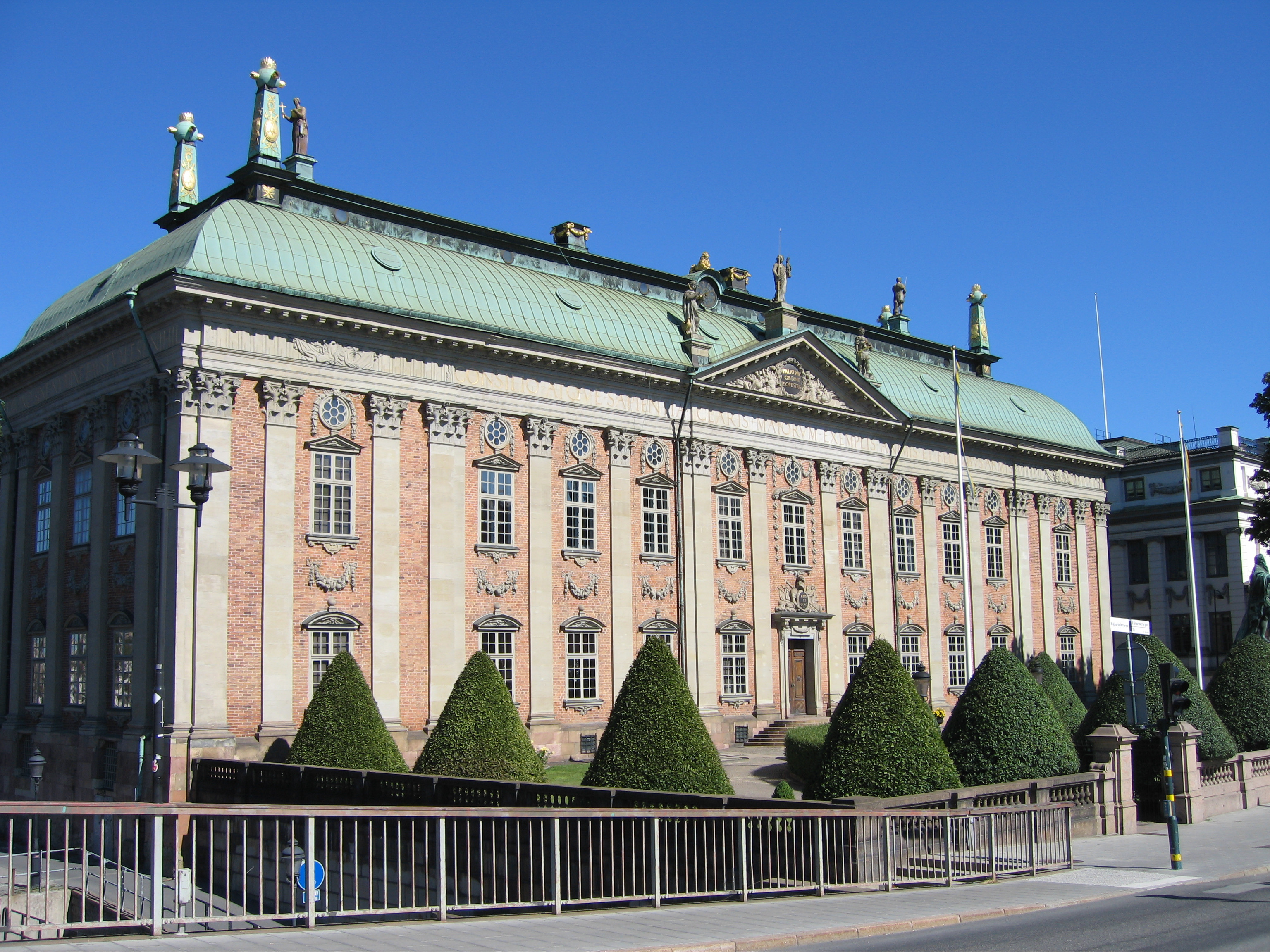
Riddarhuspalatset
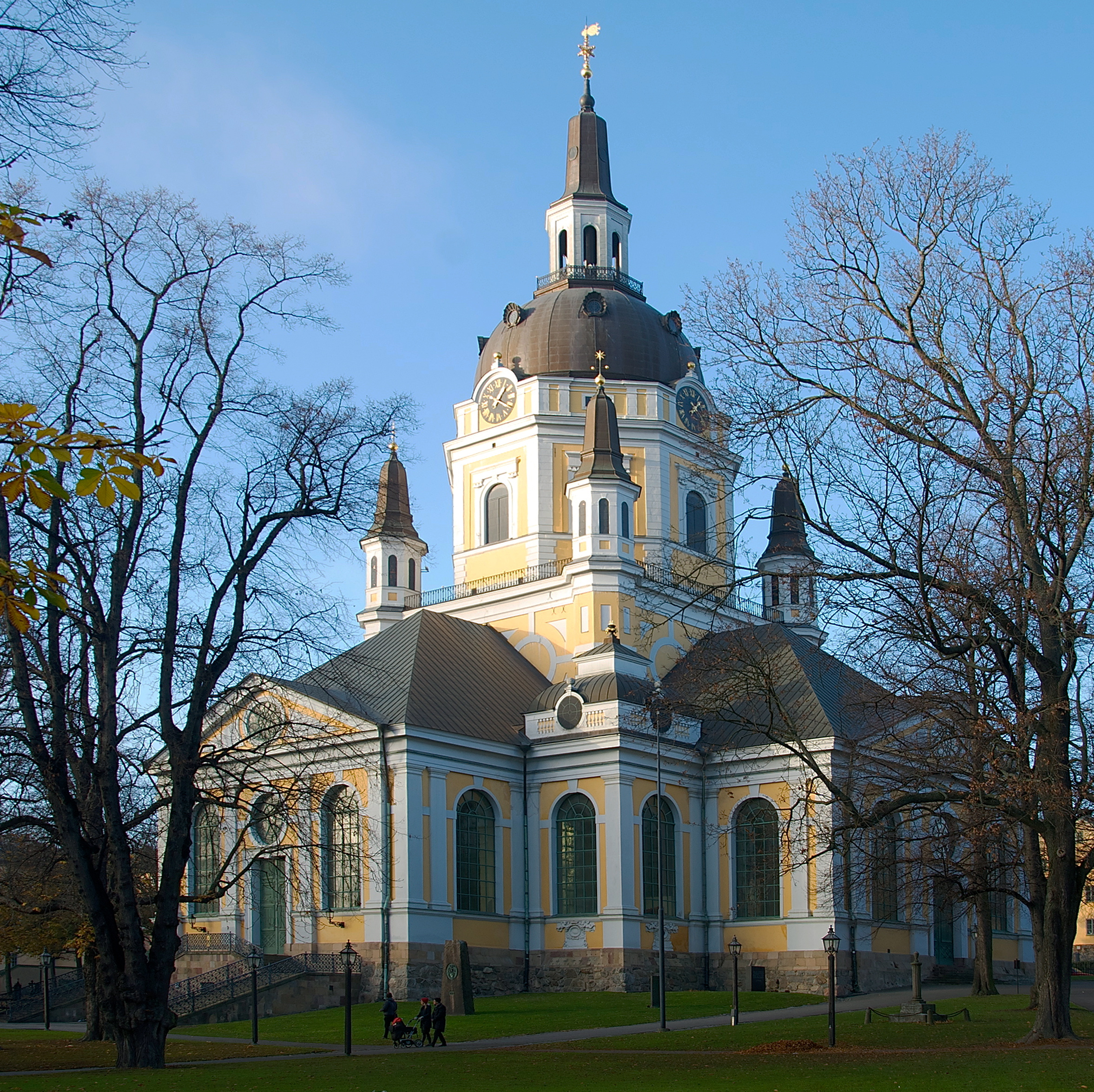
Katarina kyrka
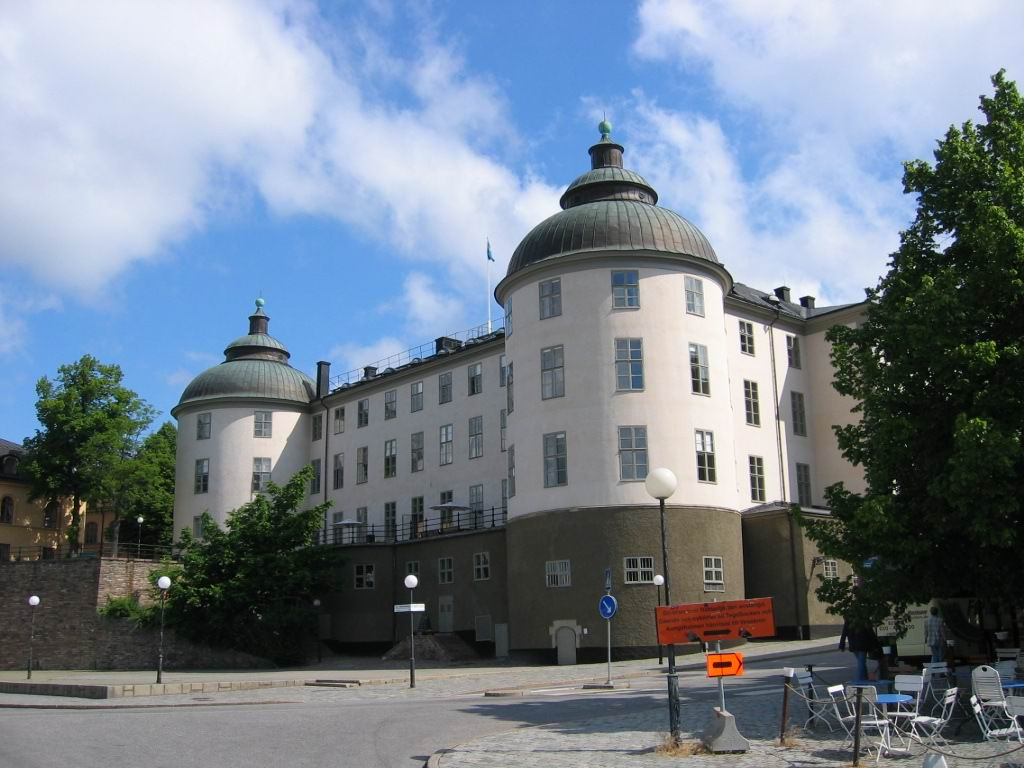
Wrangelska palatset
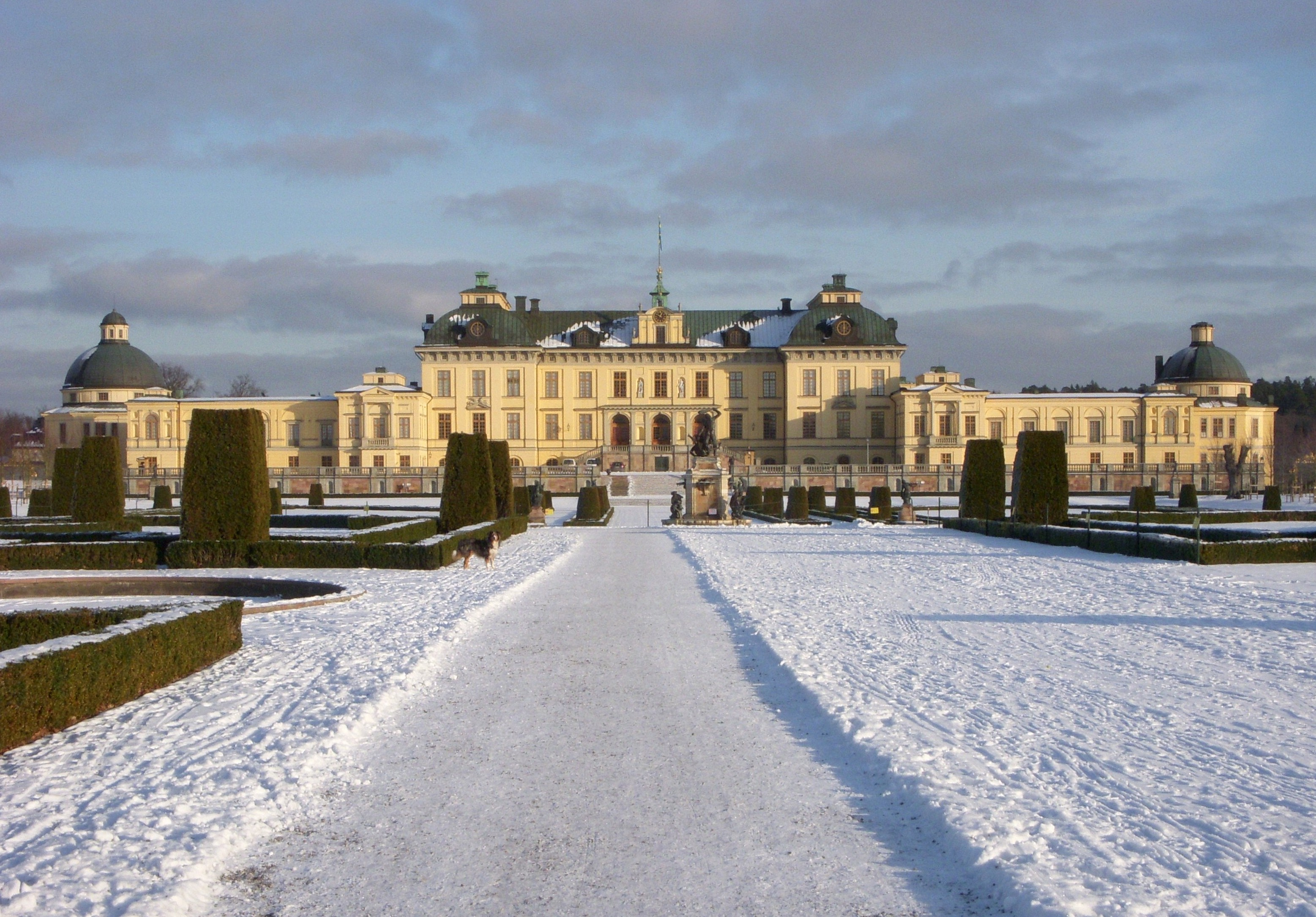
Drottningholms slott
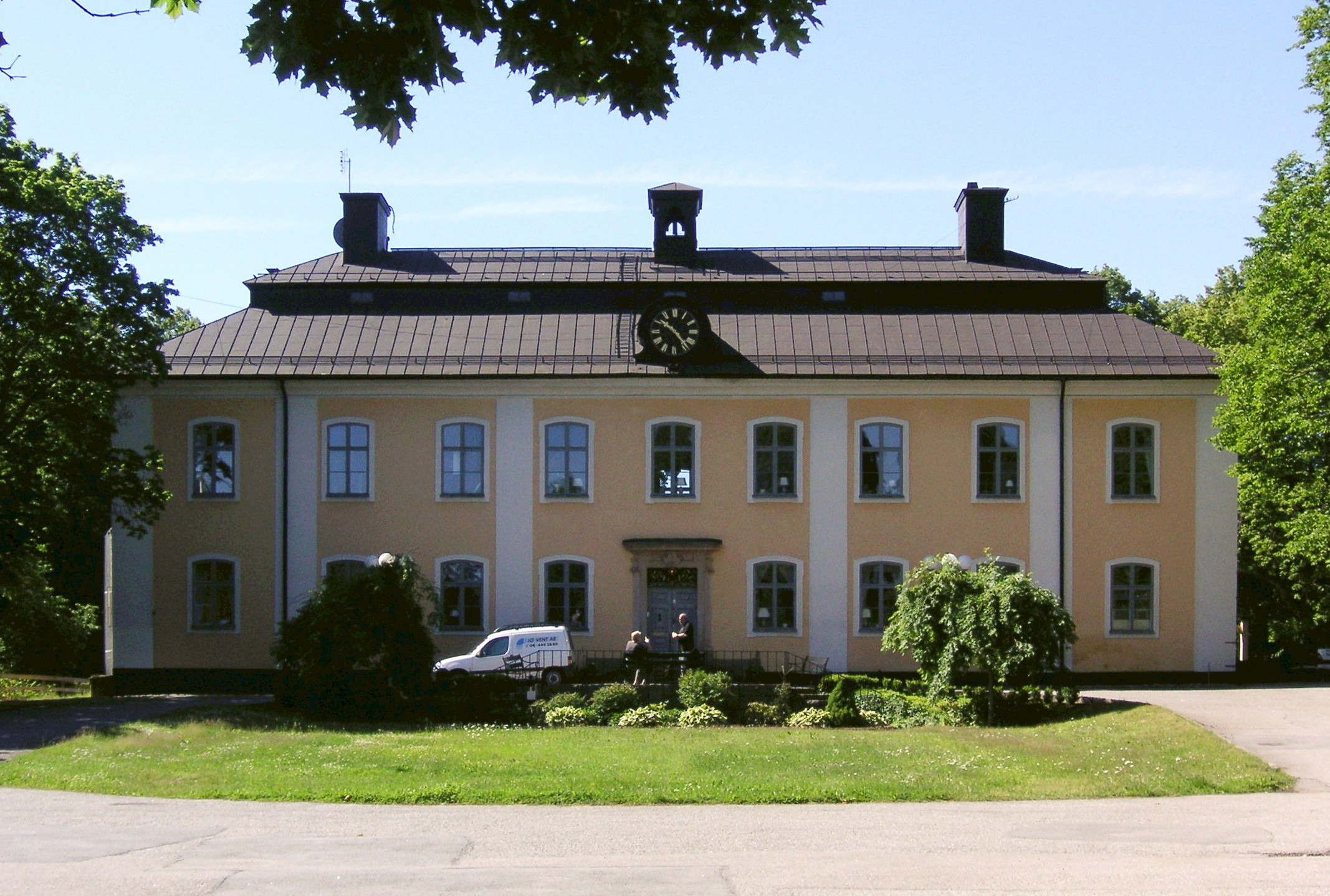
Åkeshovs slott
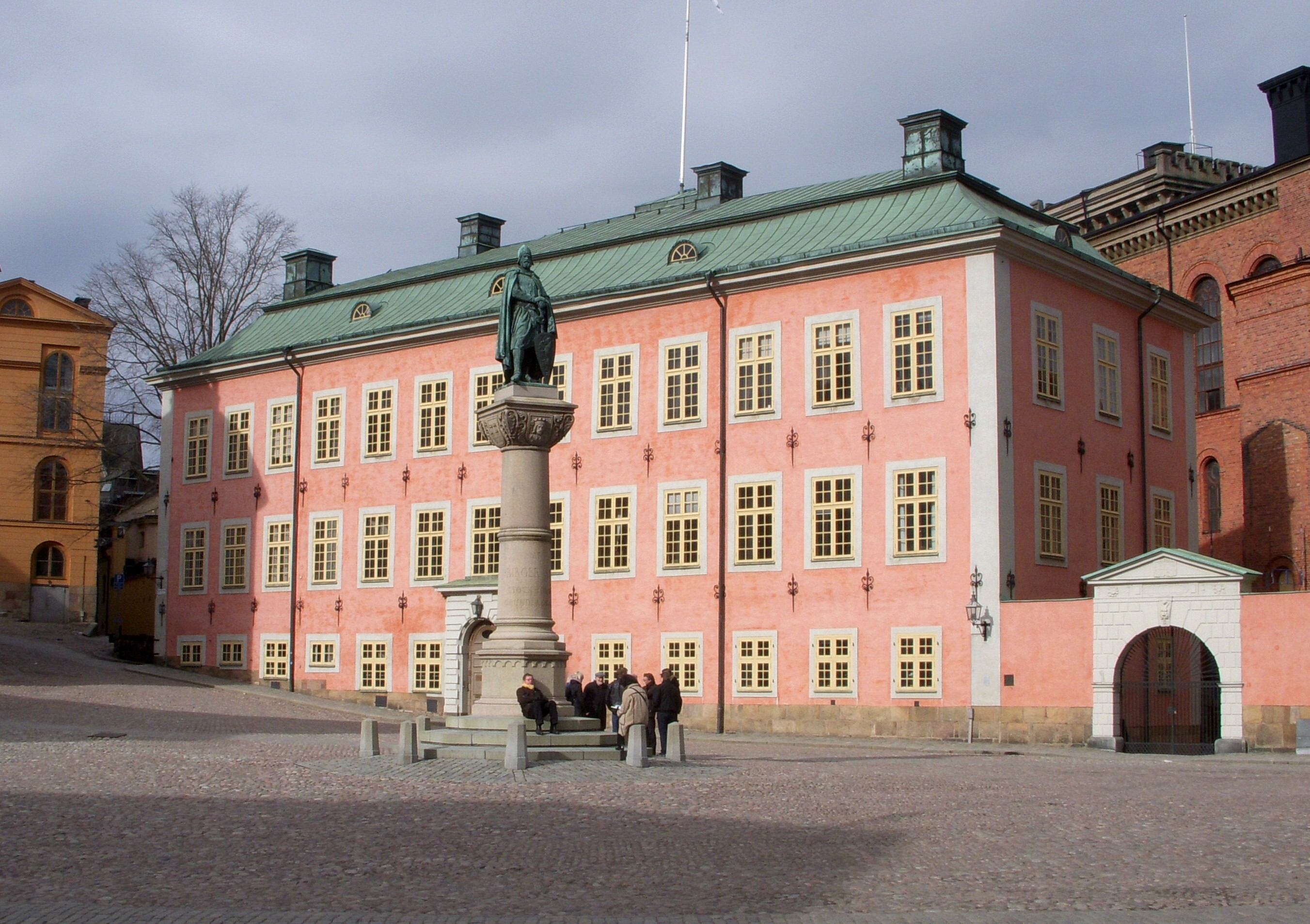
Stenbockska palatset
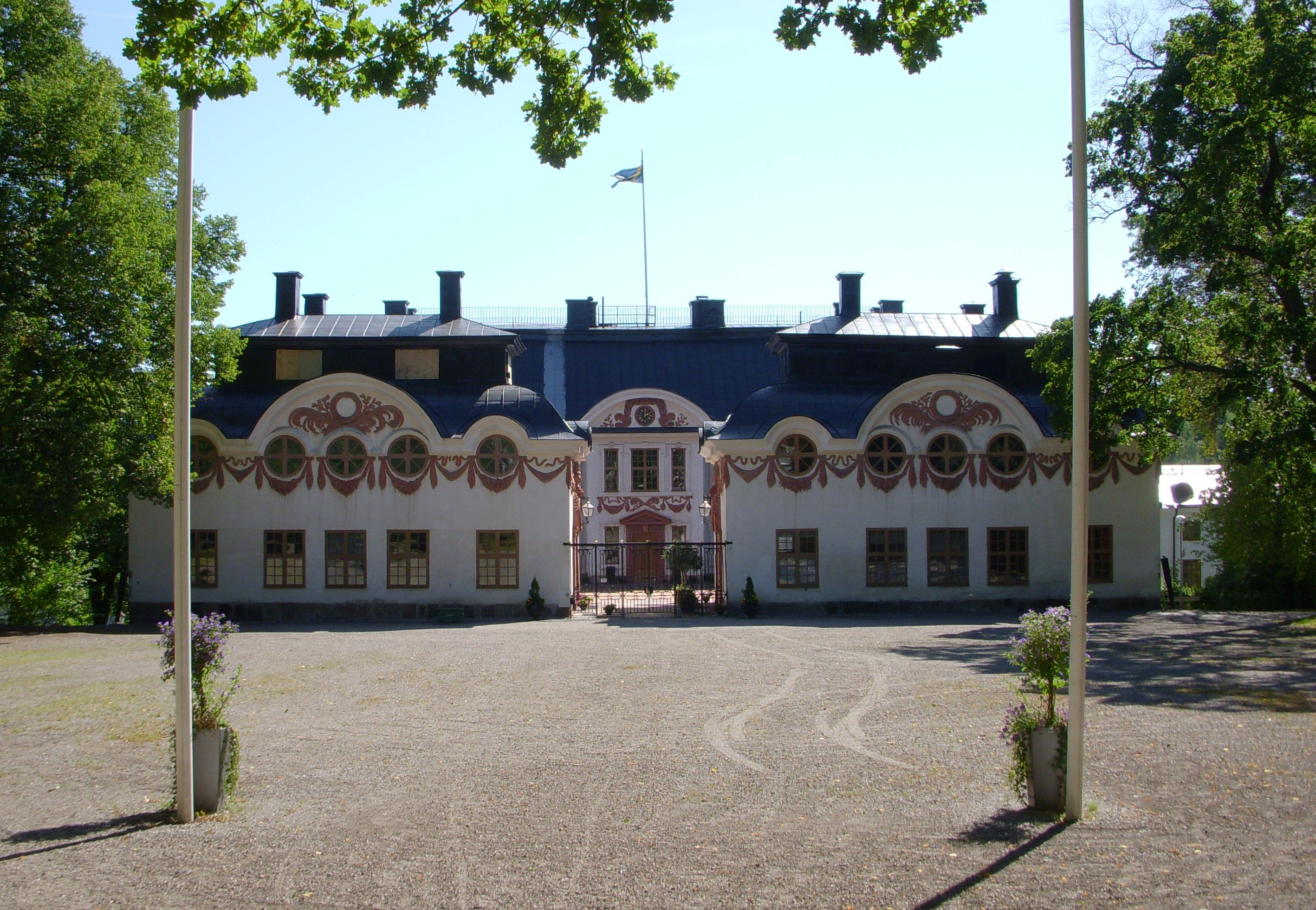
Karlbergs slott
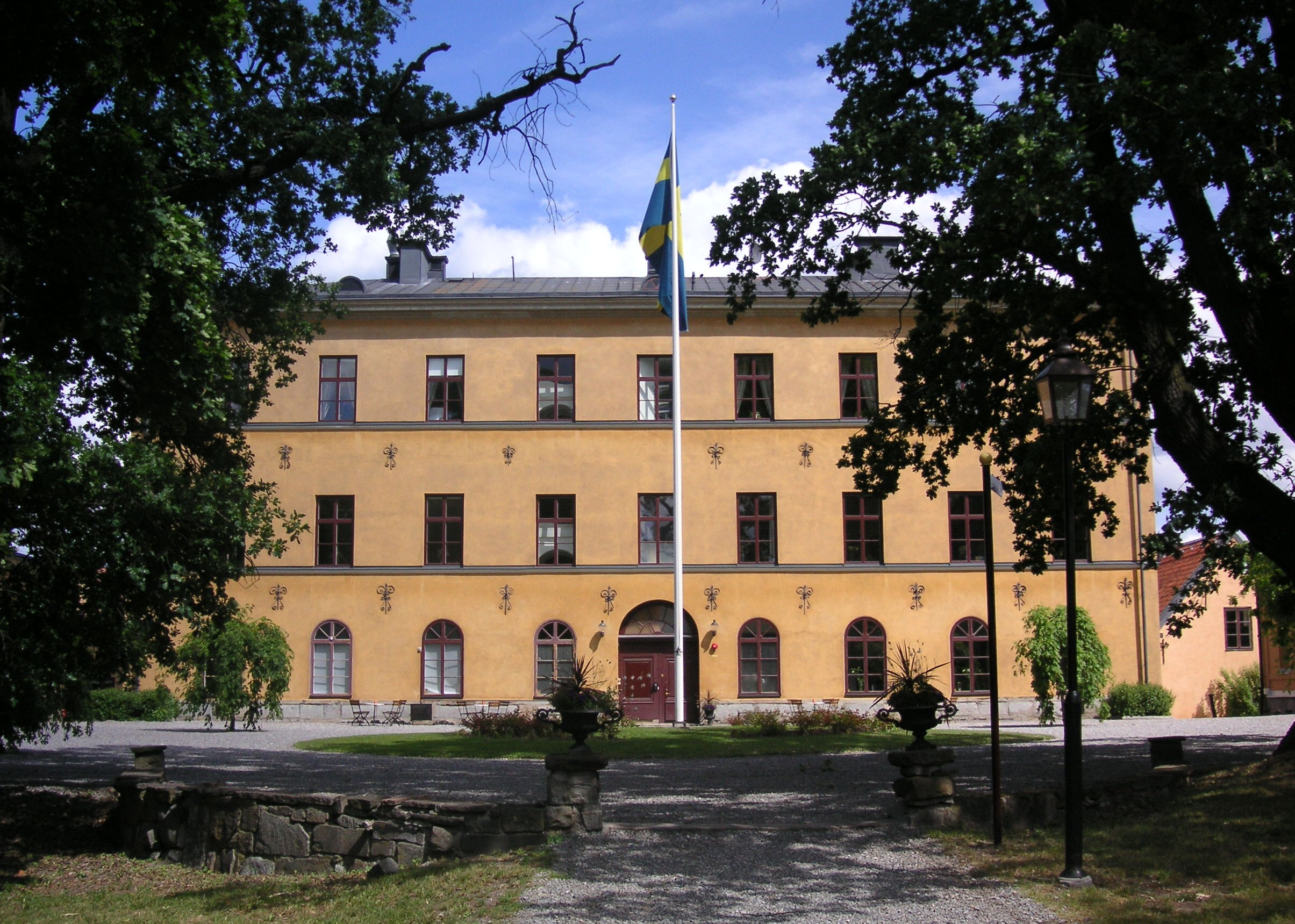
Ulvsunda slott

### 1720–1800
Stockholm växte nu i långsammare takt och man fortsatte i stort att bebygga Flemings rutnät. Befolkningen ökade inte alls och var 1751 samma som 1685, alltså omkring 60 000 personer.  Från år 1718  stod stadens byggnadsfrågor under överinseende av en stadsarkitekt, en av dem var Johan Eberhard Carlberg som med stor kompetens utövade ämbetet mellan 1727 och 1773. Det stora byggnadsprojektet var Stockholms slott som med knappa resurser drevs fram under 60 år från 1690 till omkring 1750, först under Nikodemus Tessin d.y. och efter hans död 1728 under Carl Hårleman. Nicodemus Tessin d.y. lade fram en stadsplan för att förlänga och bredda Sveavägen som en lång boulevard ända ner till Gustav Adolfs torg, denna plan skulle påverka både Lindhagenplanen och Stockholms stadsbyggnadskontor ända fram till 1940-talet.
Under Gustav III:s regeringstid fick Stockholm en tid av kulturell inriktad byggverksamhet. Gustav III, även kallad teaterkungen, byggde Drottningholms slottsteater och det Gustavianska operahuset (Gustav III:s opera) vid Gustav Adolfs torg. Operan revs 1891 till mångas förtvivlan. Under Gustav III byggdes även Hagaparken med många byggnader och anläggningar. Parken anlades av Fredrik Magnus Piper efter engelsk förebild och Louis Jean Desprez, Olof Tempelman och Carl Christoffer Gjörwell, samt  Louis Masreliez ritade byggnader och inredningar. Piper stod även för gestaltningen av Drottningholms engelska park och Gjörwell för Garnisonssjukhuset i Stockholm. Gustav III:s gigantiska projekt med Stora Haga slott avbröts i förtid när Gustav III mördades 1792 och blev bara en stor källargrund i gråsten.
Byggnadsverk från tiden

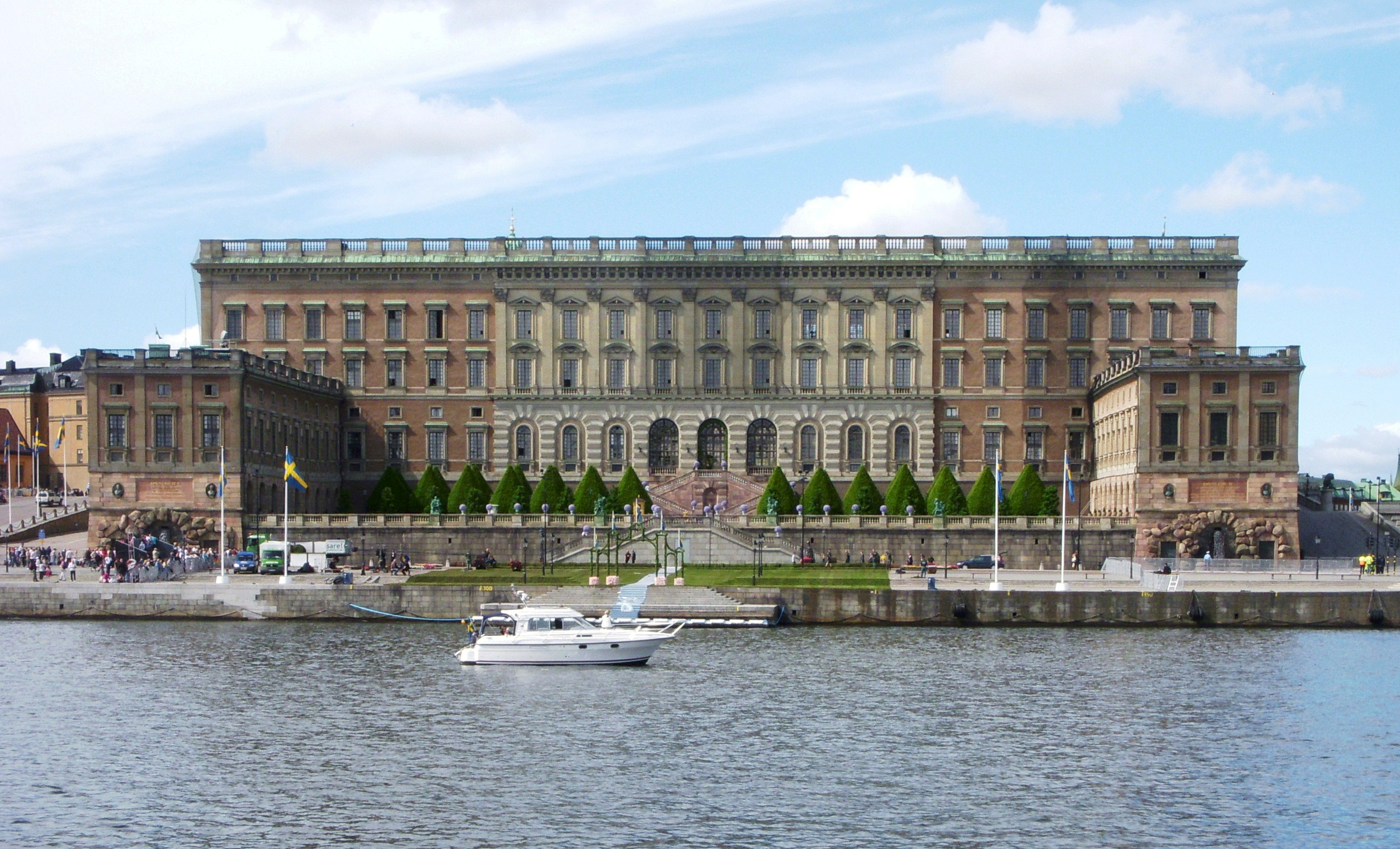
Stockholms slott
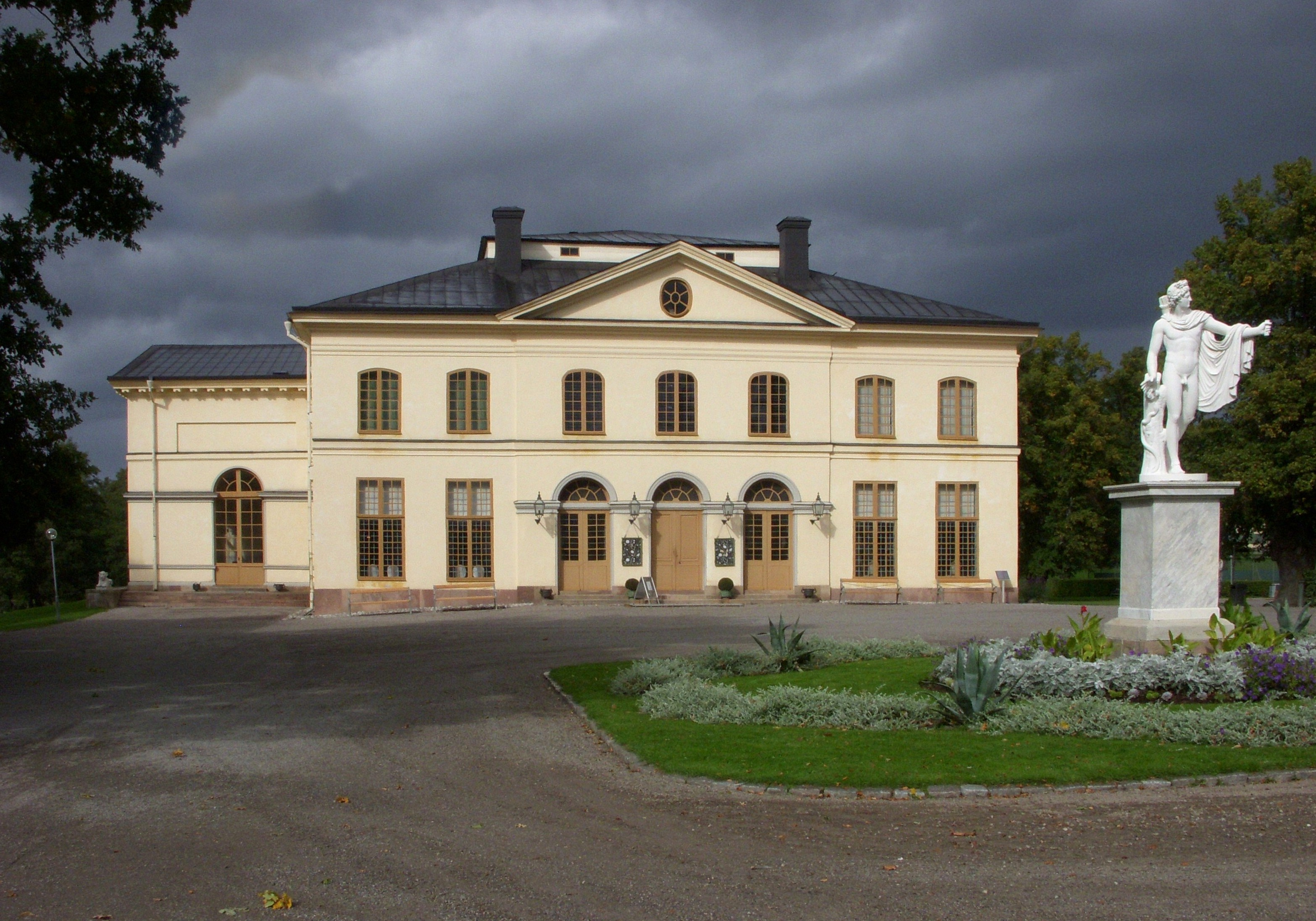
Drottningholmsteatern
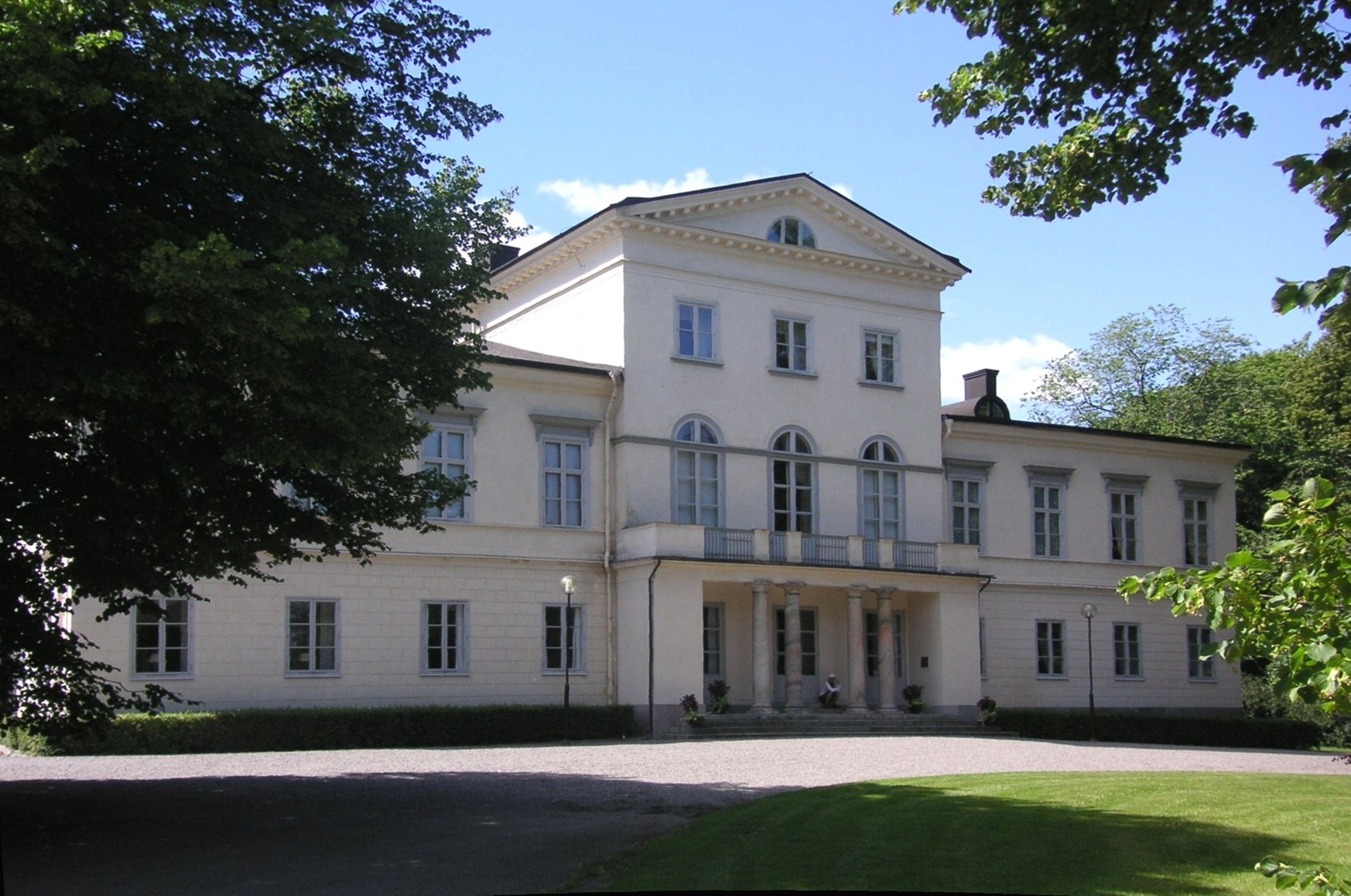
Haga slott
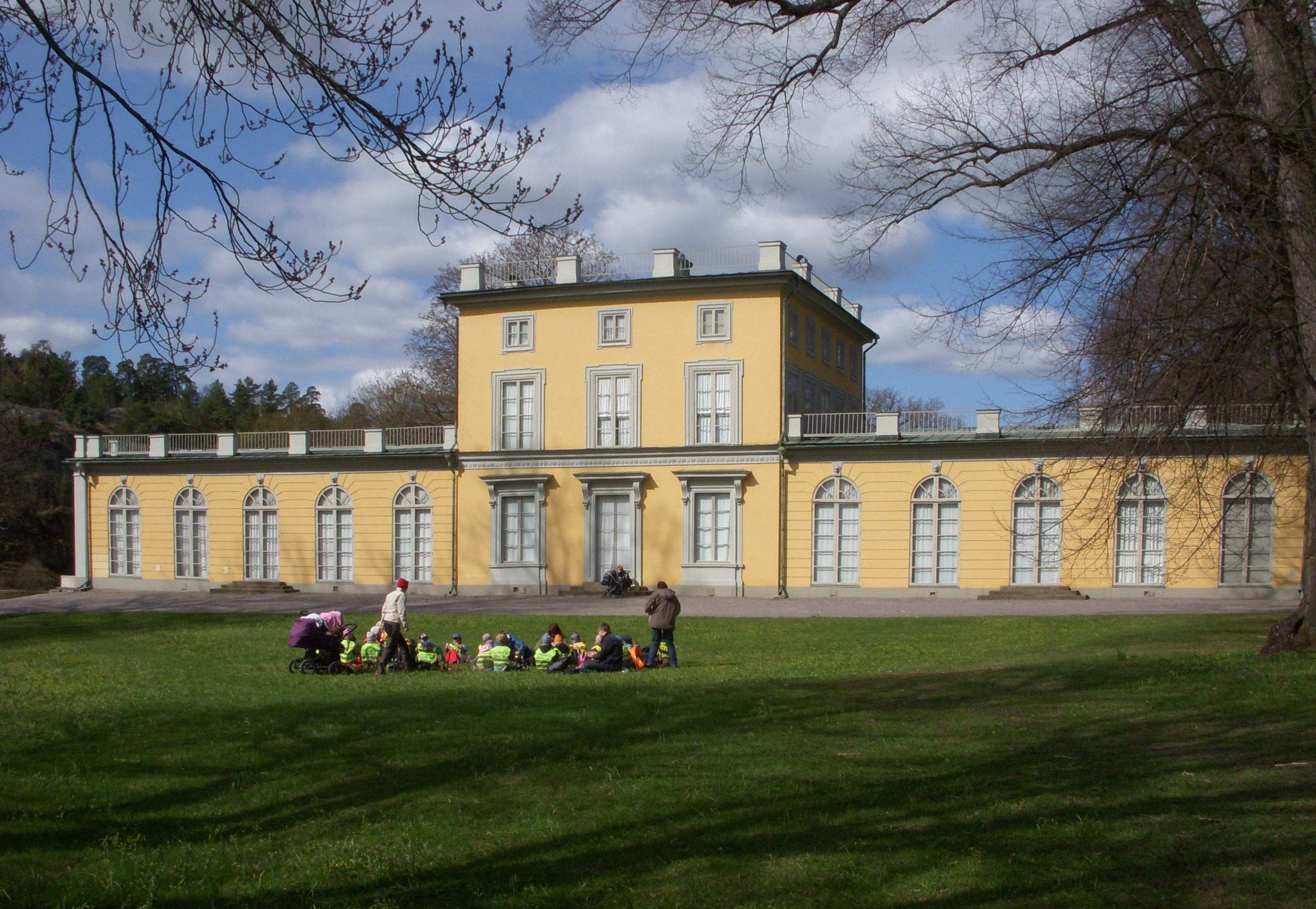
Gustav III:s paviljong
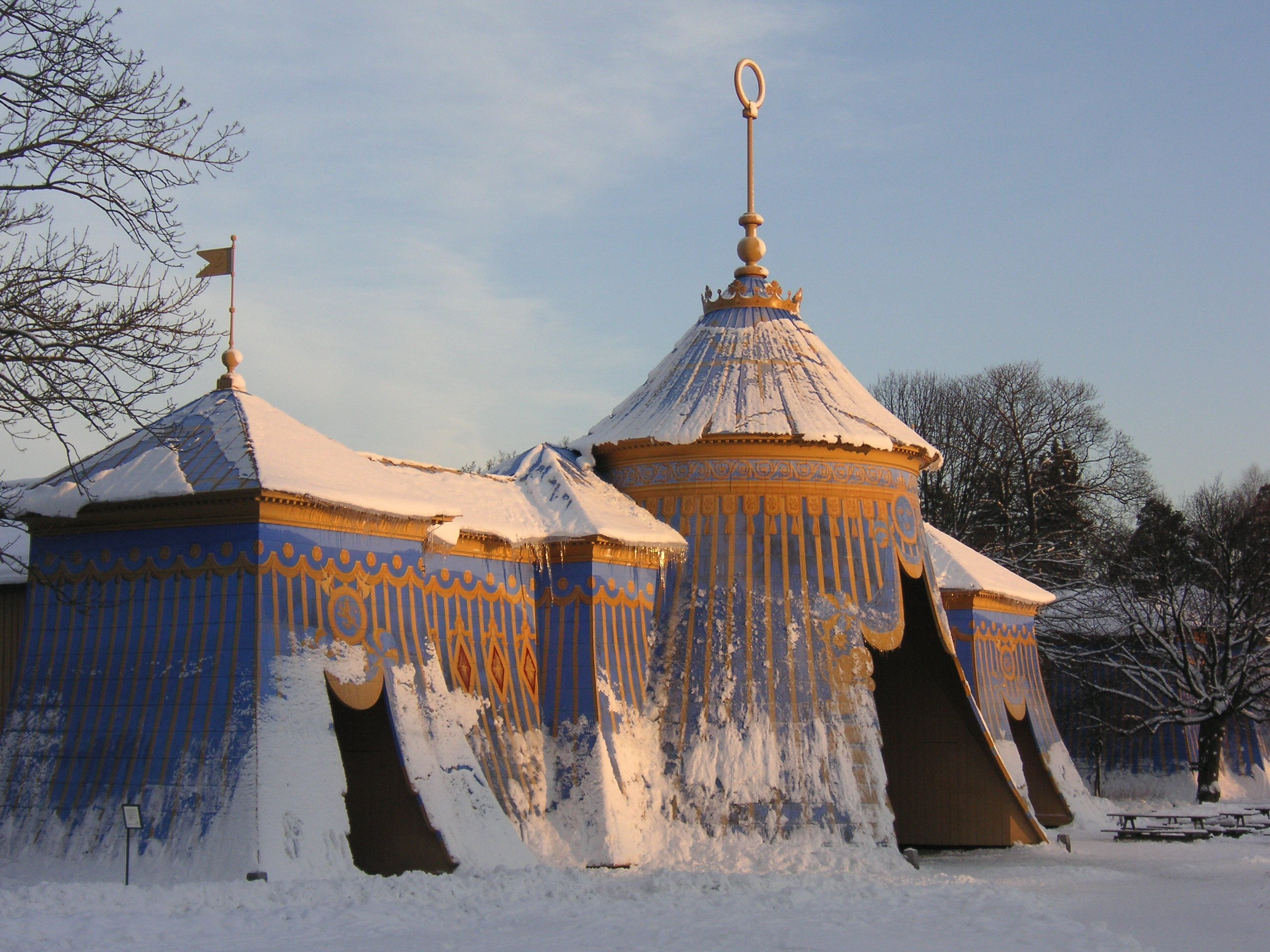
Koppartält i Hagaparken
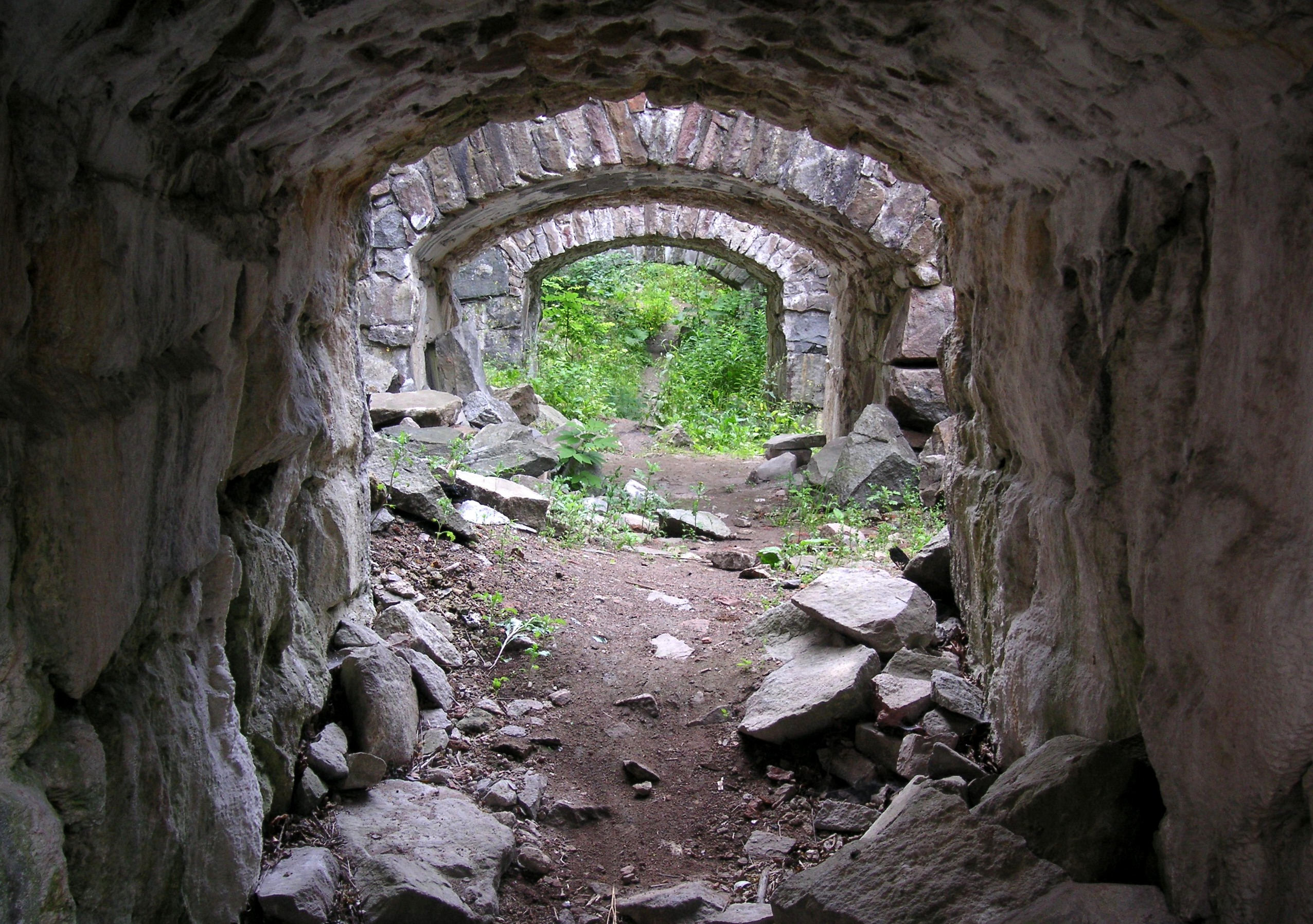
Haga slottsruin
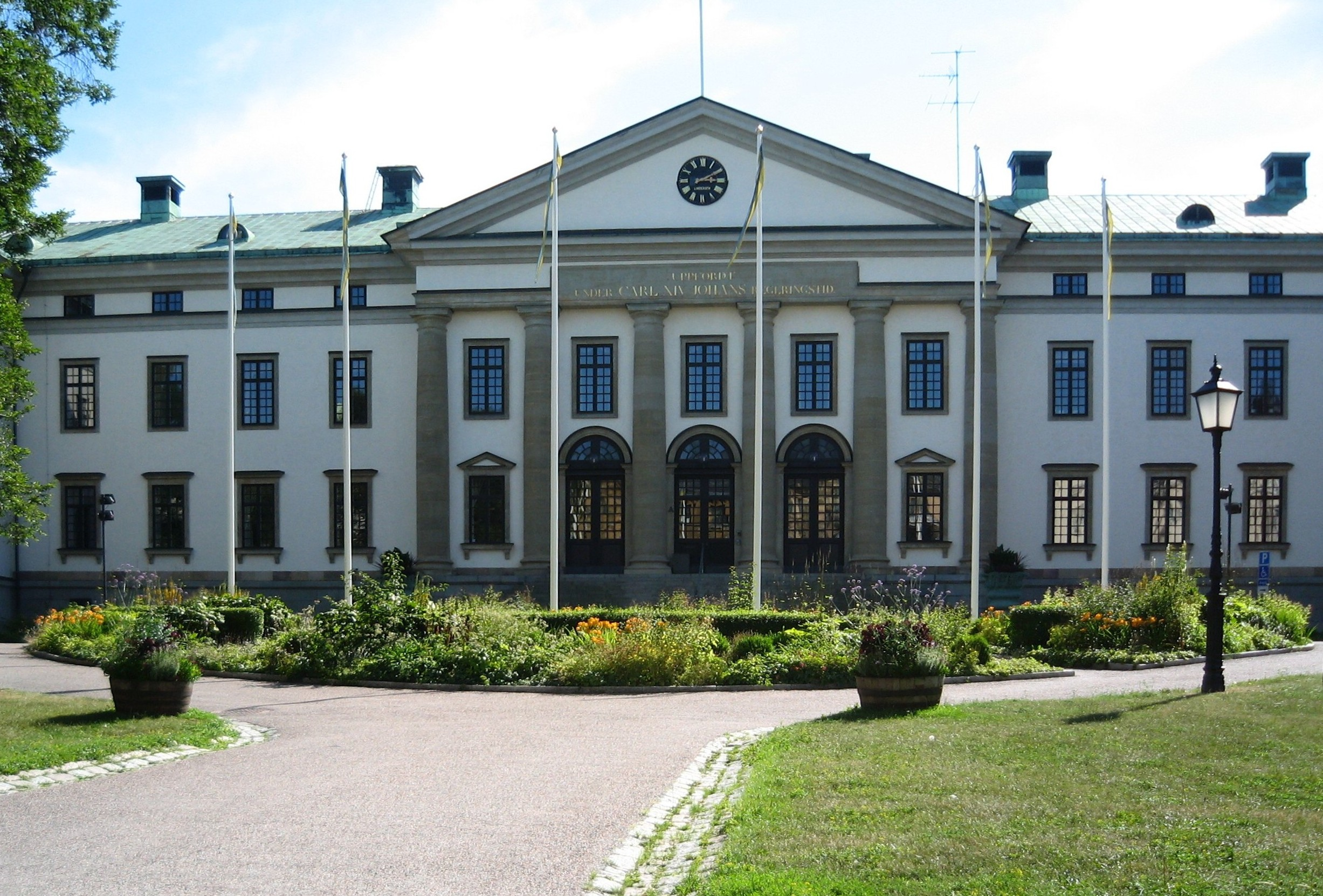
Garnisonssjukhuset
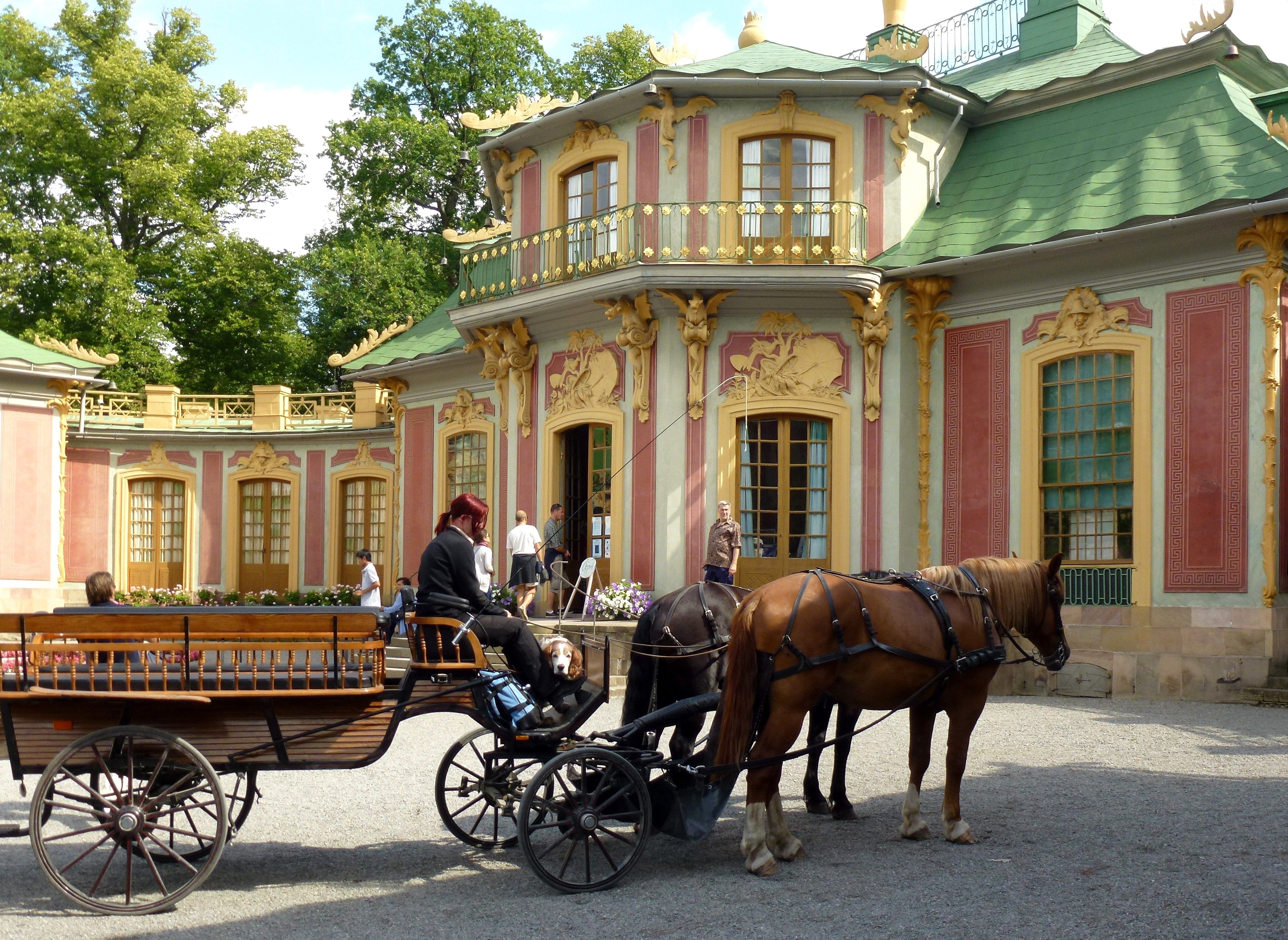
Kina slott

På 1700-talet uppfördes av förmögna privatpersoner ett stort antal så kallade malmgårdar i och omkring Stockholm. Dessa herrgårdsliknande byggnader tjänade i början huvudsakligen som sommarnöjen, men blev sedermera allt mer till åretruntbostäder. Kännetecknande var stora trädgårdar, oftast nyttoträdgårdar som fanns i anslutning till malmgårdarna. Idag finns 38 malmgårdar bevarade, de flesta ligger på Södermalm. Några av dessa är Kristinehovs malmgård (1790-talet), Reimersholm (1798), Paschs malmgård (1750-talet), Molitors malmgård (1700-talet) och Karlshälls gård (1838).
Malmgårdar från tiden

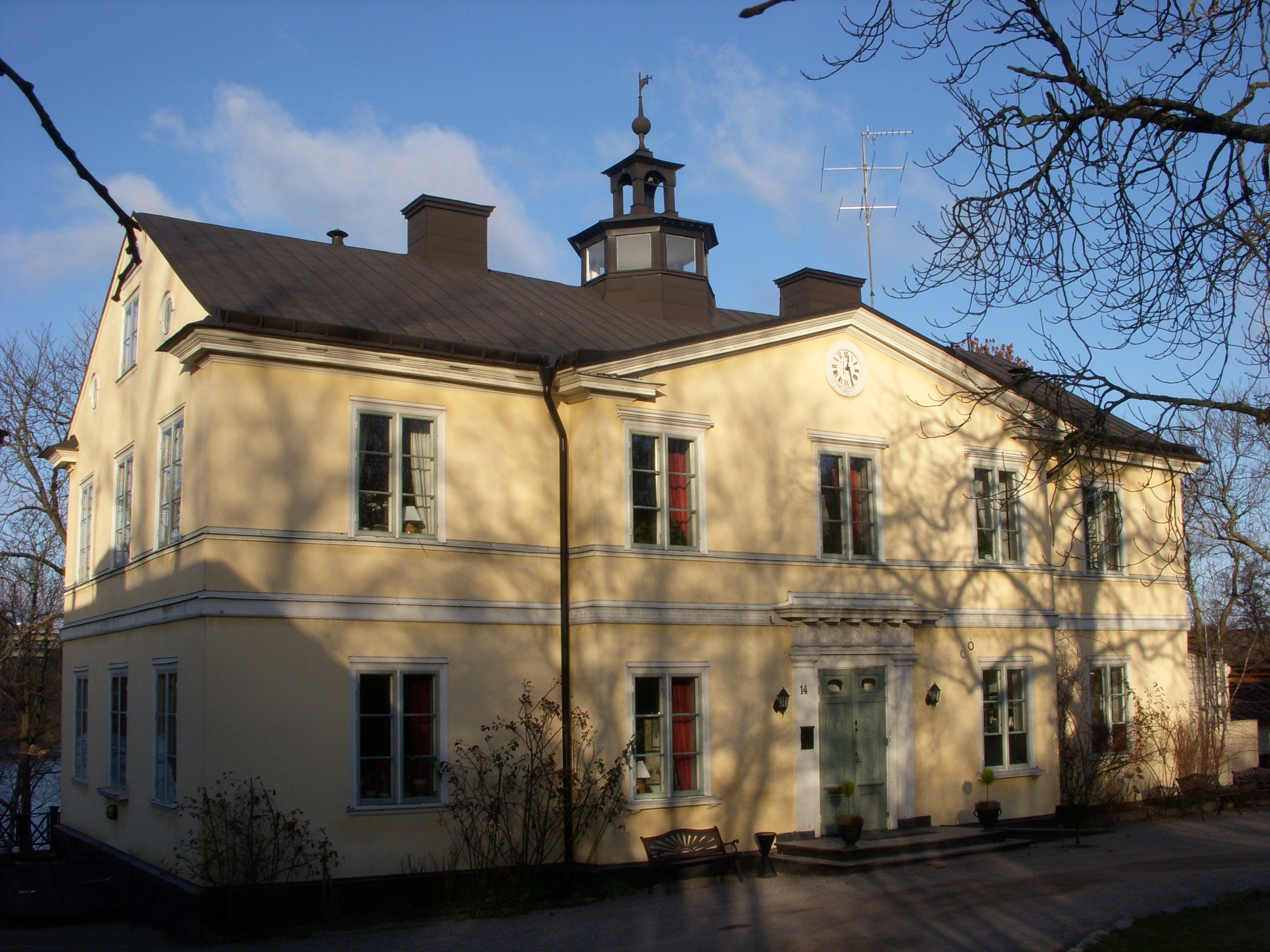
Karlshälls gård
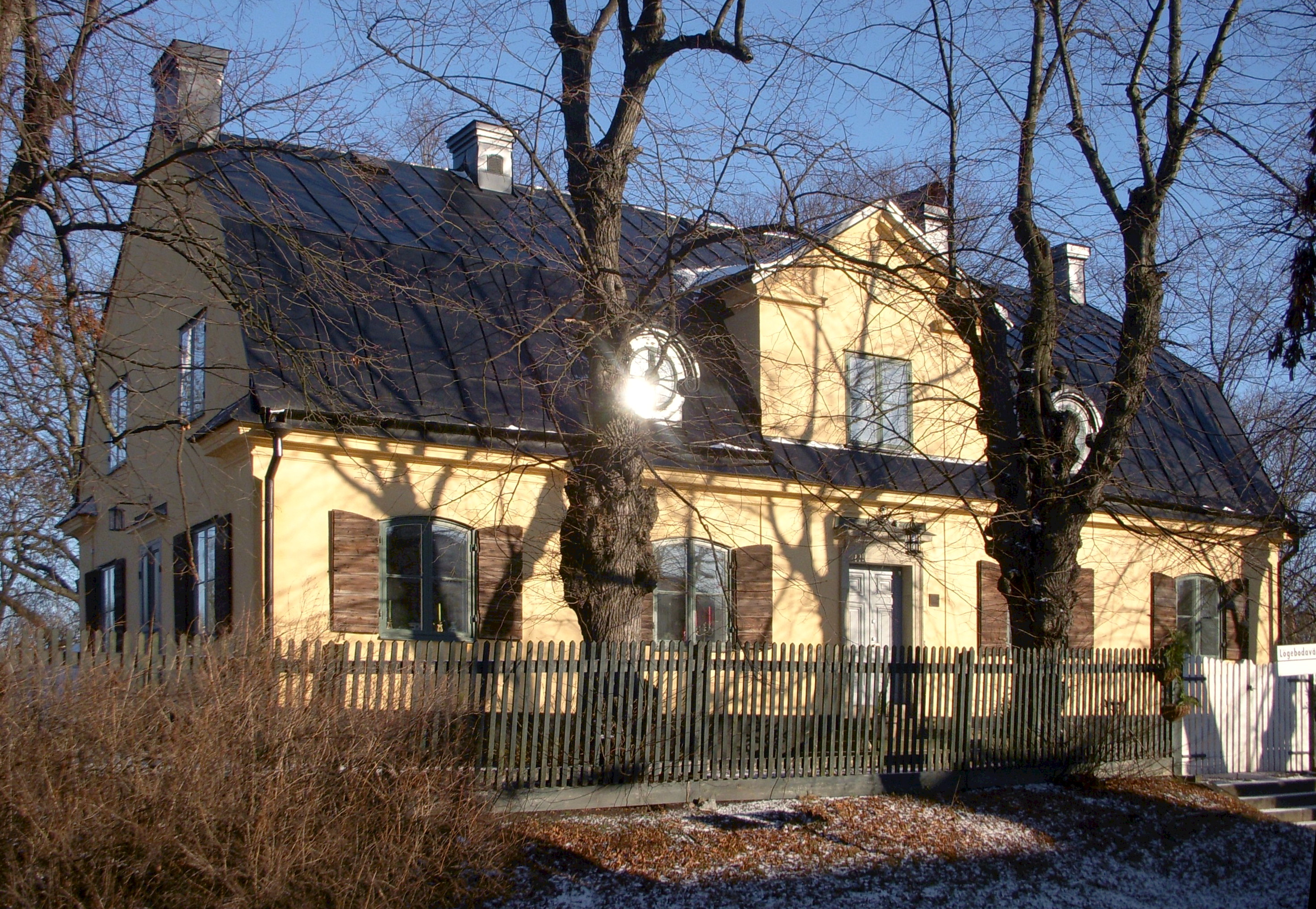
Paschs malmgård
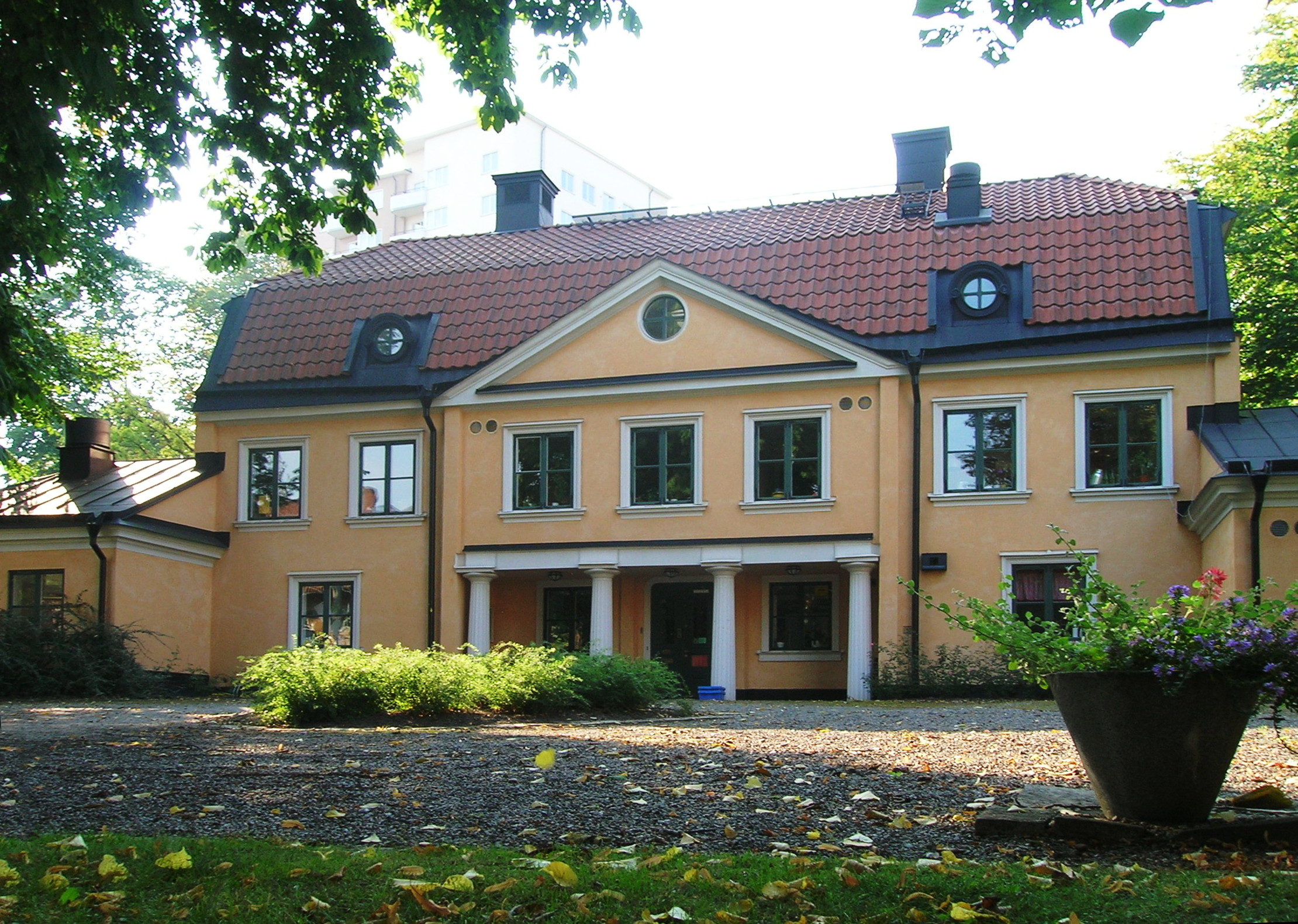
Reimers malmgård
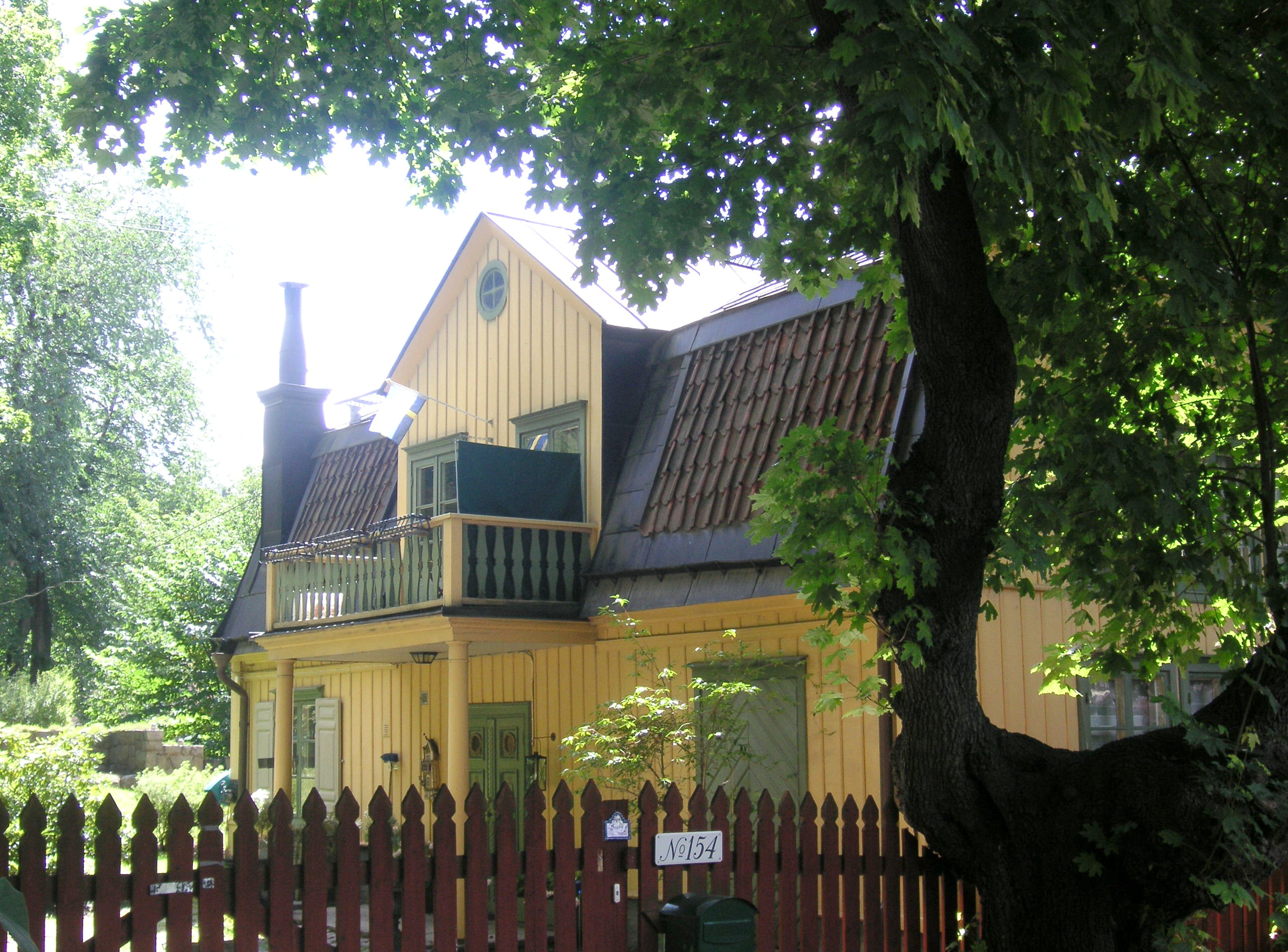
Cedersdals malmgård

### 1800–1913
1800-talets första hälft karaktäriserades av stagnation och tämligen begränsad byggverksamhet. Man byggde huvudsakligen sjukhus, kaserner, fängelser och vetenskapliga byggnader i stadens ytterområden. Vid 1800-talets mitt var fortfarande endast Gamla stan en tätbebyggd stenstad, men med industrialismens intåg i Sverige och Stockholm ändrade sig bilden snabbt igen. Industrier anlades i stadens utkanter och järnvägen var det nya transportmedlet. Stadens 1700-talsstandard höll inte för den explosivt växande befolkningen, med flera koleraepidemier till följd. De hygieniska förhållandena var mycket dåliga och vid 1850-talet var Stockholm en av Europas osundaste städer.
Under Albert Lindhagen skapades en första generalplan, Lindhagenplanen, för Stockholms malmar och Kungsholmen för att ge staden ljus, luft och grönska. Han ville att staden skulle genomkorsas av breda, trädplanterade esplanader och boulevarder. Däribland föreslog han en 70 meter bred Sveaväg (senare Sveavägen) i stil med Champs-Elysées från Brunnsviken ända fram till Gustav Adolfs torg, utan hänsyn till bebyggelse eller terräng, rätt över Adolf Fredriks kyrka, Hötorget och Brunkebergstorg. Lindhagens stadsplan blev dock endast delvis genomförd. Han stod även bakom ordningsstadgor för brandfrågor, bostadsbyggandet och hälsovård, som var av stor betydelse för en enhetlig bebyggelse som uppstod på malmarna. 1861 anlades på hans initiativ stadens första vattenverk, Årstaverket vid Skanstull och den bättre hygienen visade direkt positiva resultat i minskad dödlighet (se Vatten och avlopp i Stockholm). 
Ett intensivt byggande präglade 1800-talets senare hälft. Stadens befolkning tredubblades från 100 000 till 300 000 personer med bostadsbrist till följd. Idéerna för utbyggnaden av stenstaden hämtades främst från de stora kejsarstäderna på kontinenten, S:t Petersburg, Wien, Paris och Berlin. Stadsplanerna för dessa städer byggde på en klassicistisk tradition med rätvinkliga kvarter inordnade i ett storskaligt system av gatuaxlar och platsbildningar. Bostadshusen, ibland föraktfullt kallade ”hyreskaserner”, fyllde tätt byggda hela kvarter så att flera bakgårdar efter varandra kunde bildas, där solen lyste med sin frånvaro. Som en motreaktion introducerades trädgårdsstaden i Stockholm (se Stockholms trädgårdsstäder). I juni 1906 såldes de första 29 egnahemstomterna i Enskede trädgårdsstad (numera en del av Gamla Enskede) som hade stadsplanerads av Per Olof Hallman med inspiration av den österrikiske stadsplaneraren Camillo Sitte. Den hjärtformade planen omfattade en yta av cirka 60 hektar och var beräknad att med föreslagen bebyggelse kunna rymma bostäder för omkring 7 000 personer ur arbetarklassen.
Arbetarbostäder från tiden

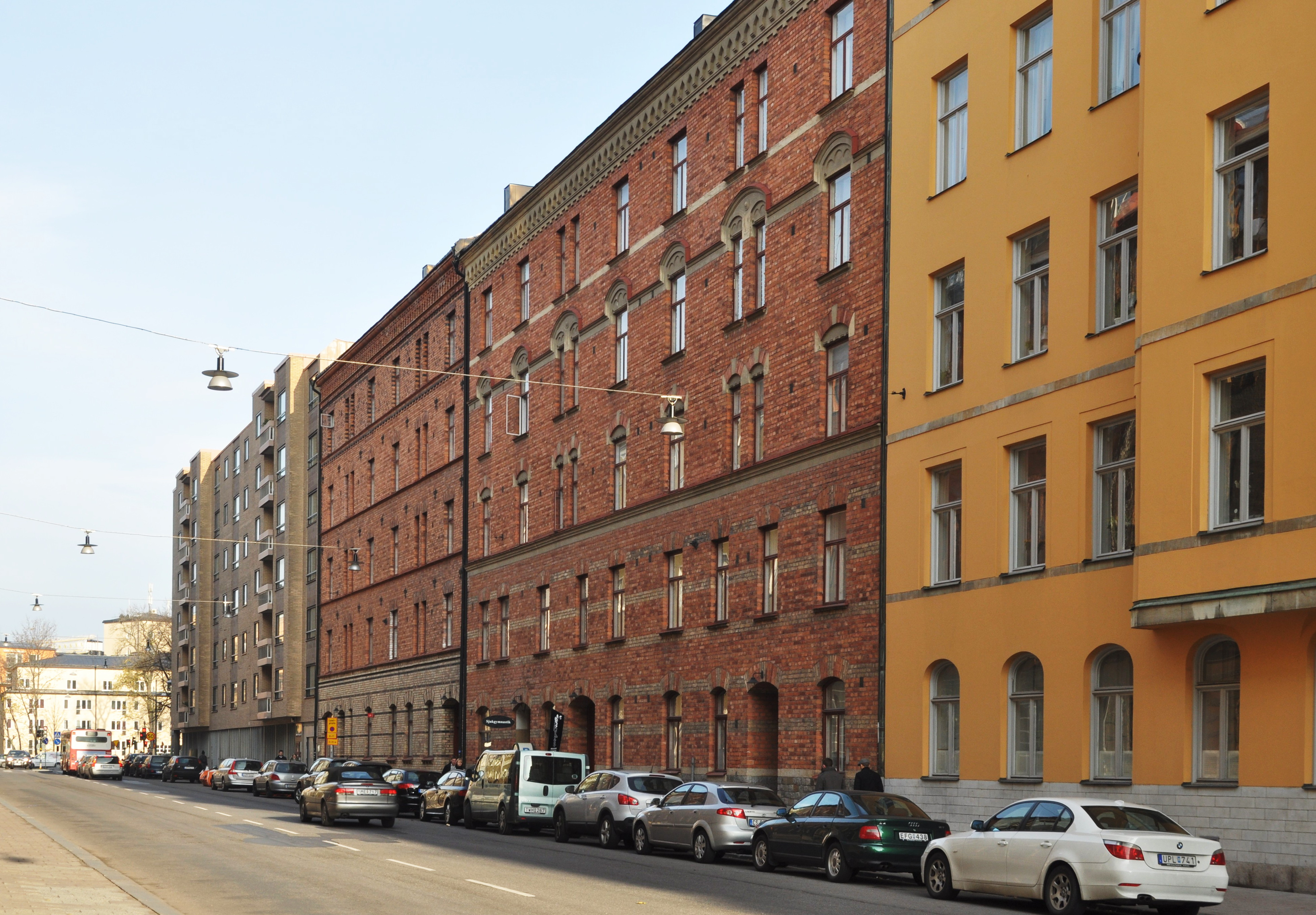
Stockholms arbetarhems hyreshus, Sibyllegatan 52, byggt 1892.
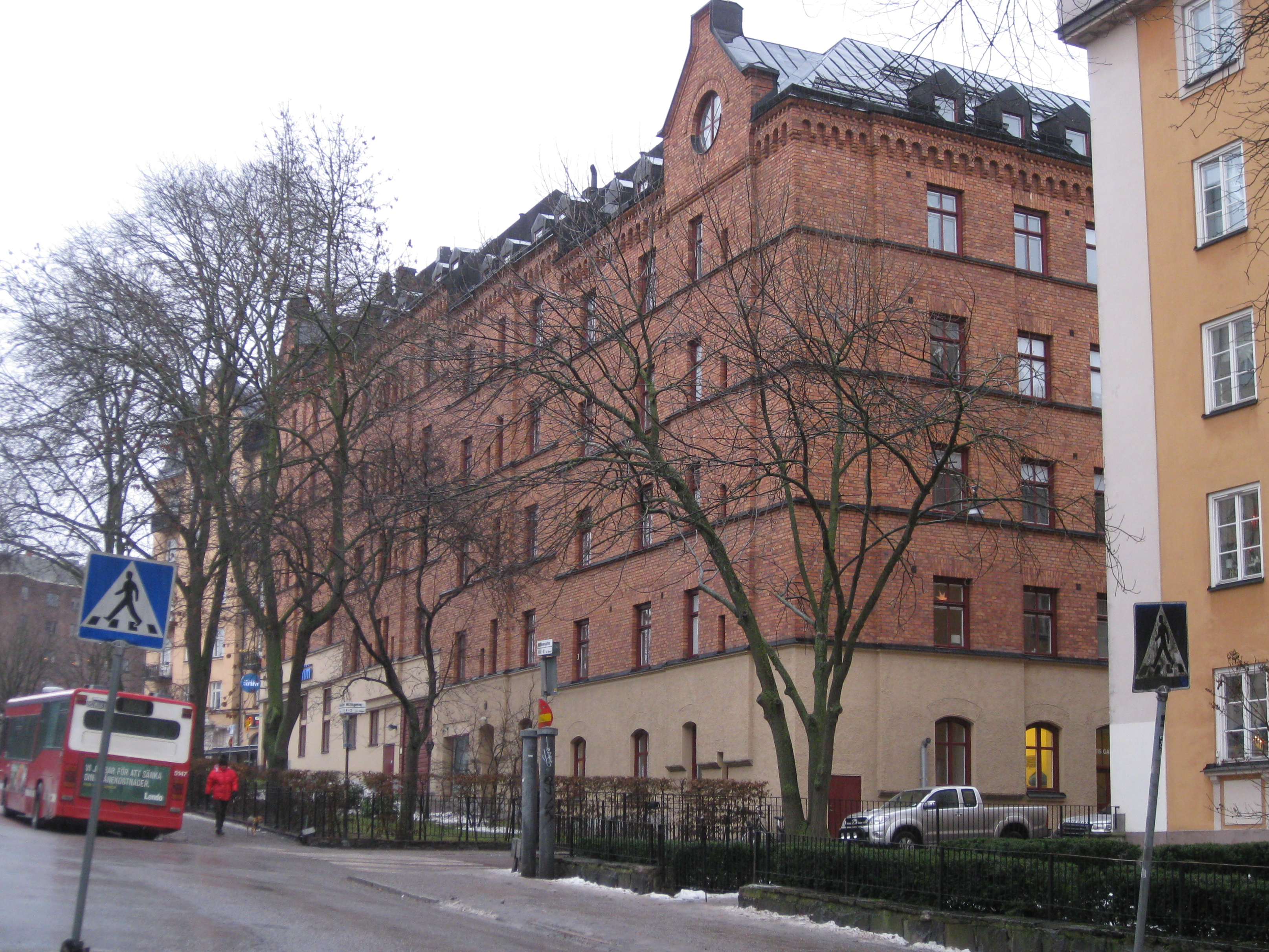
Tegeltraven vid Fridhemsplan, byggd 1895-98.
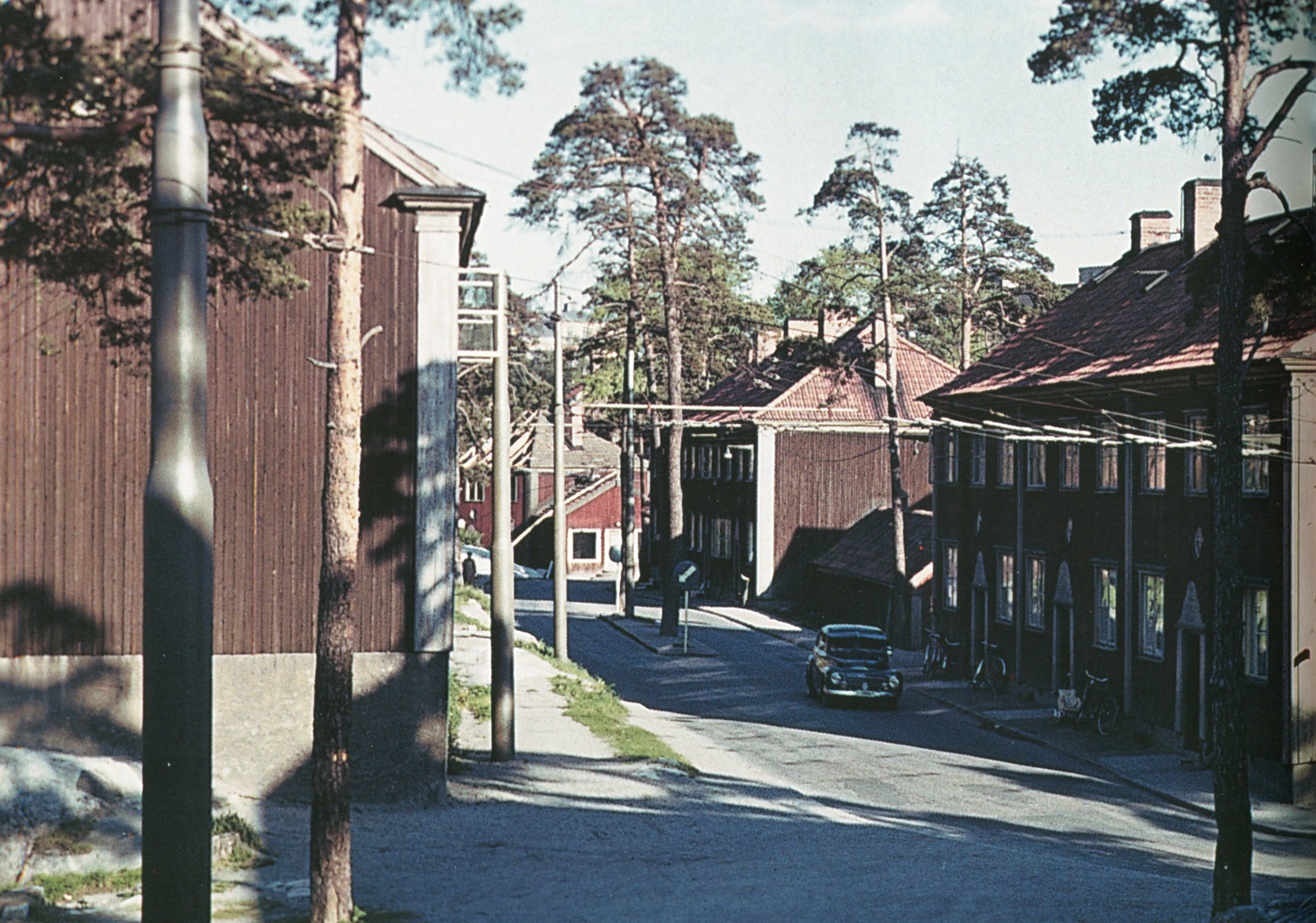
Arbetarbostäder Gamla Stadshagen, byggd 1917.
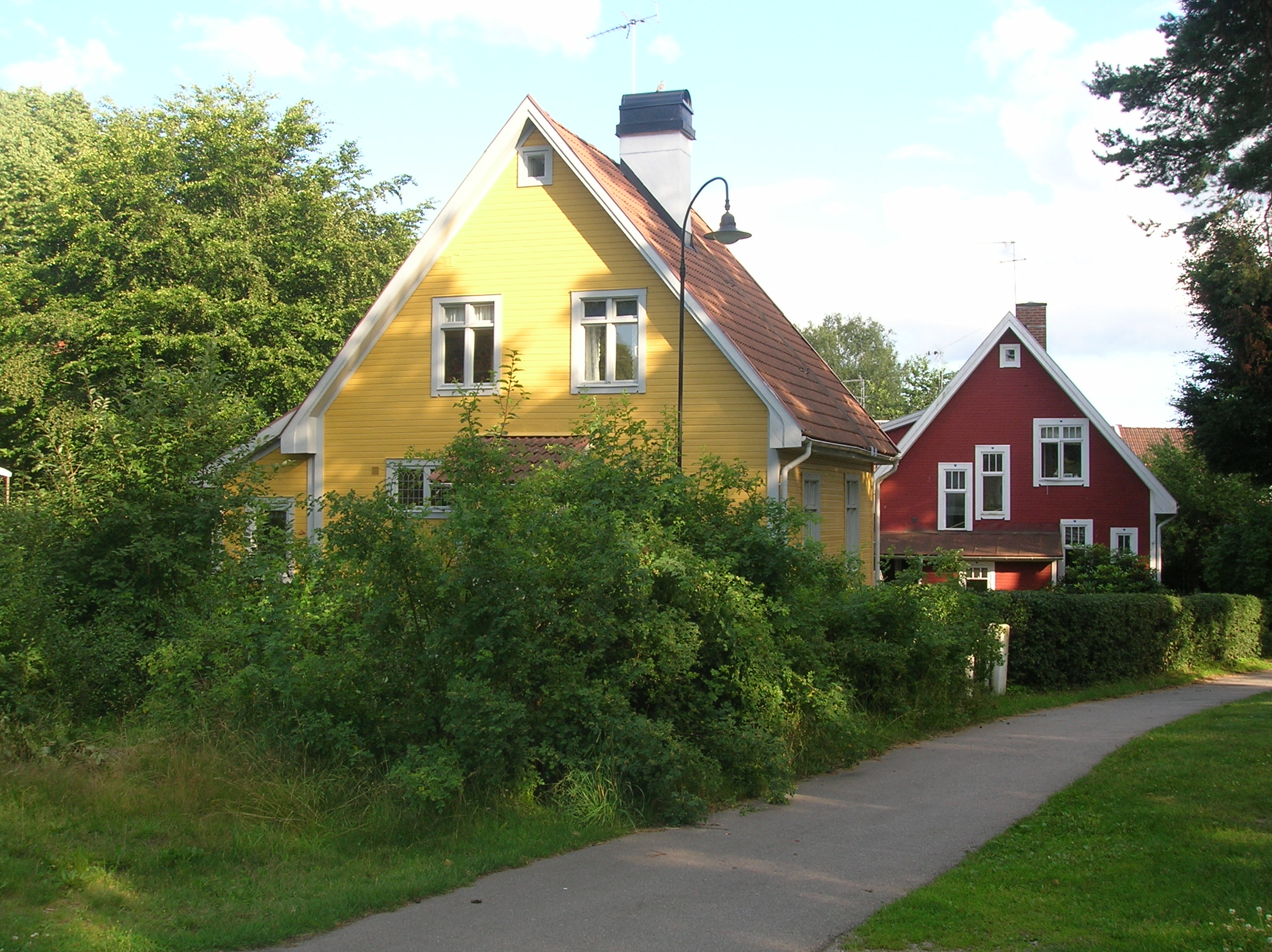
Gamla Enskede, byggstart 1906.

Av talrika industribyggnader i Stockholmstrakten, som uppfördes under den industriella revolutionen, är inte mycket kvar. Genom att staden bredde ut sig försvann många industrier och den värdefulla marken användes för bostadsbyggandet.  Av det forna industriområdet vid Rörstrand finns idag bara den numera fornminnesmärkta porslinstippen efter porslinsfabriken kvar. Av Stora Bryggeriet vid Hornsberg är bara bryggeribyggnaden bevarad, likaså Münchenbryggeriets anläggning vid Söder Mälarstrand, den ursprungliga verksamheten har dock flyttat för länge sedan.
En av de få industribyggnader som har kvar sin ursprungliga verksamhet är Östermalms saluhall från 1888 vid Östermalmstorg, ritad av Isak Gustaf Clason och Kasper Salin och byggd på rekordkort tid med en stomme av gjutjärn och en fasad av oputsat rött tegel. Inspirationen för oputsade tegelfasader hade hämtats från bland annat Nordtyskland och Italien och kallades här ”rohbau”, som egentligen betyder en något ofärdig byggnad på tyska. En annan industribyggnad från denna tid som fortfarande kan beskådas är Värtagasverket i Hjorthagen, där en ung Ferdinand Boberg ritade byggnader och gasklockor, även han valde rött oputsat tegel till fasaderna. Anläggningen stod klar 1893.
Industribyggnader från tiden

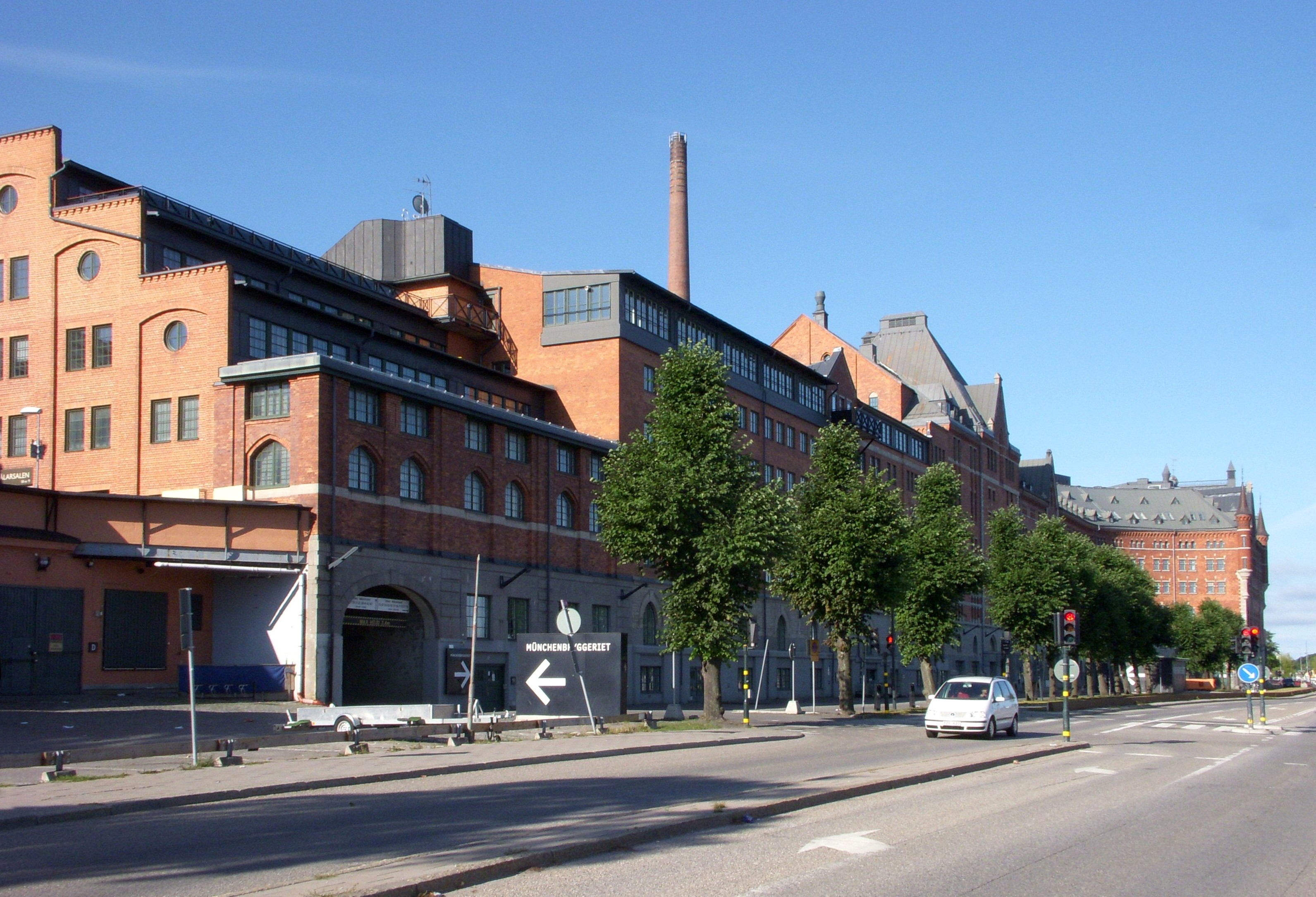
Münchenbryggeriet
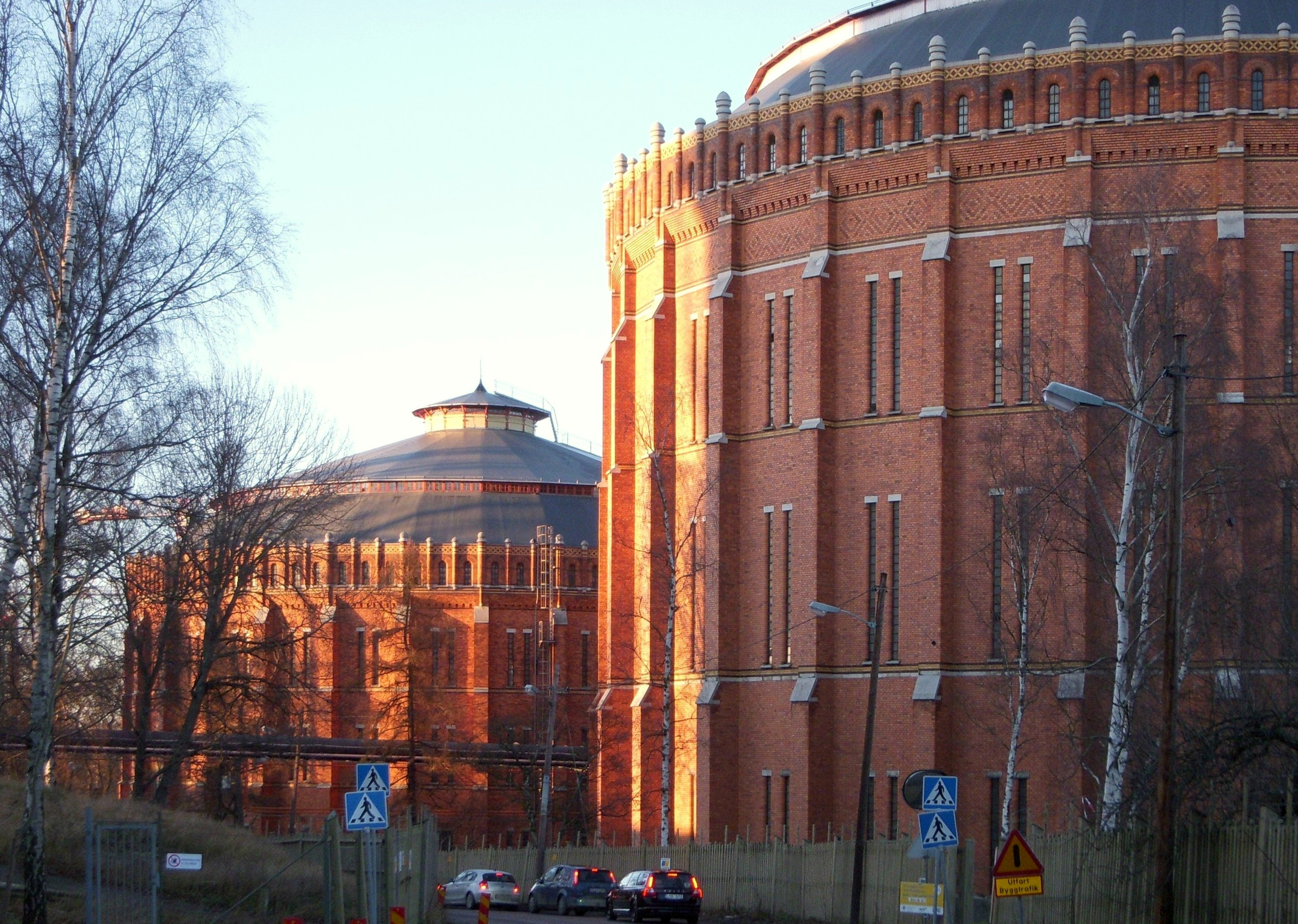
Värtagasverket
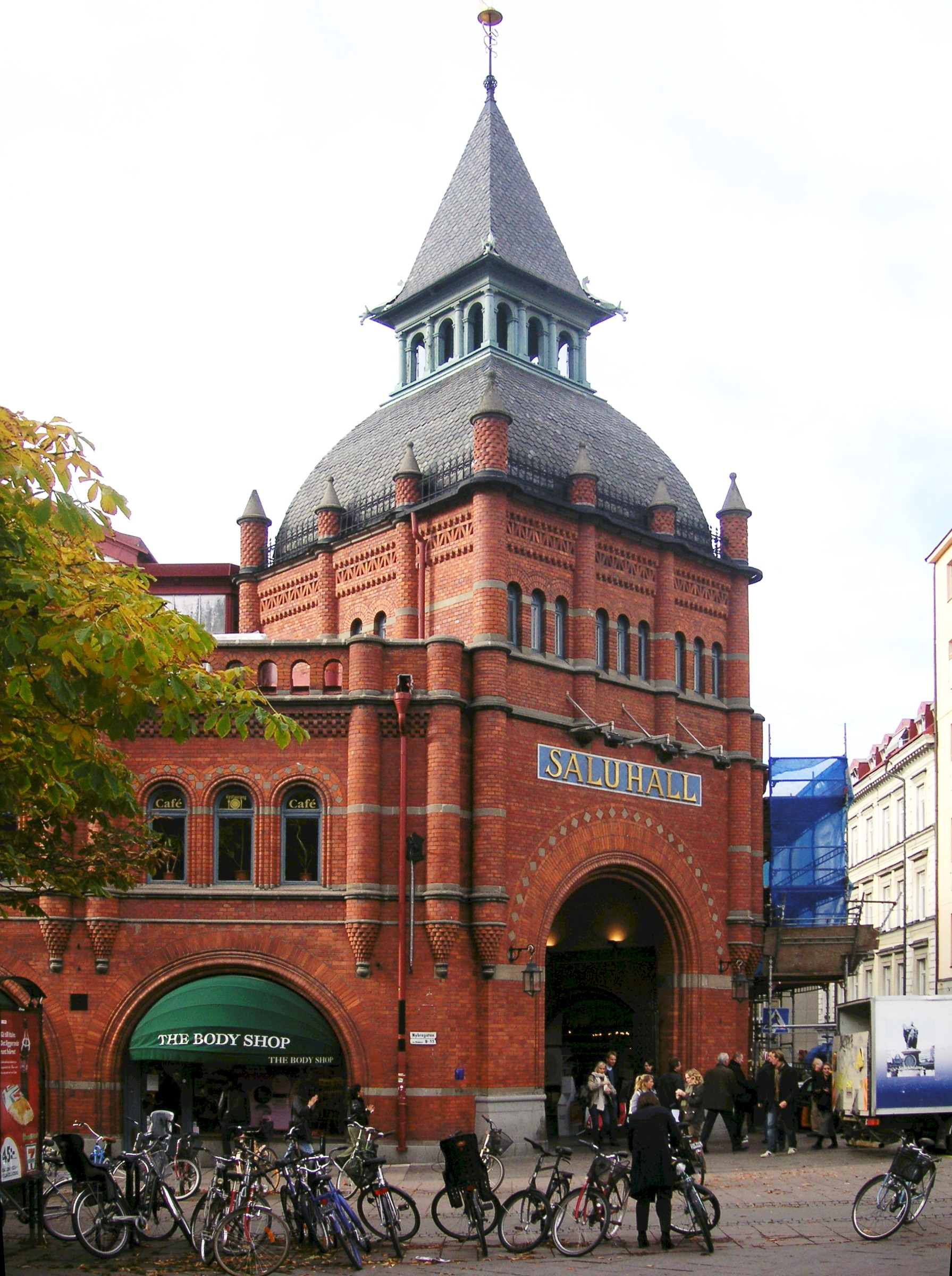
Östermalmshallen
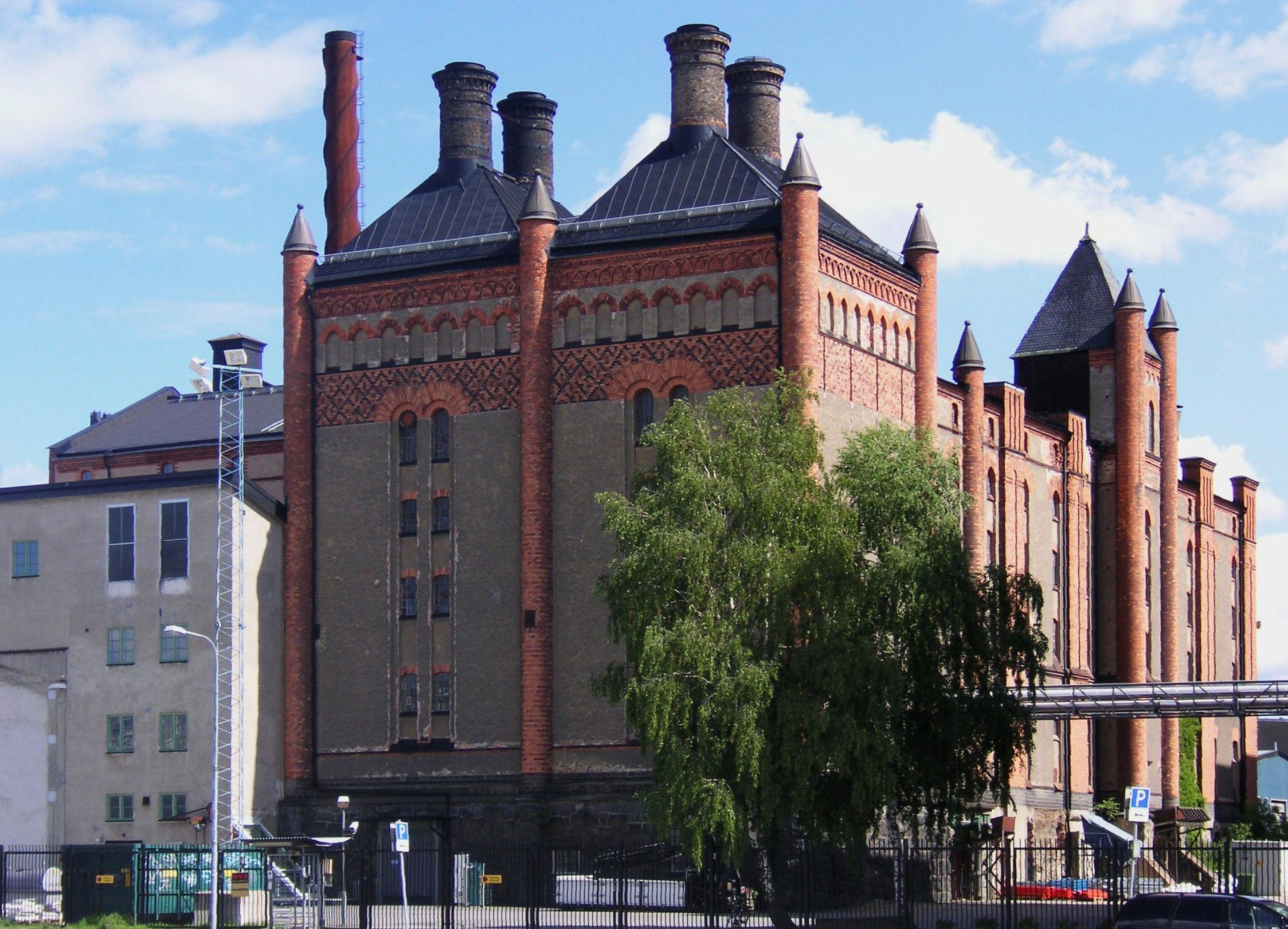
Stora Bryggeriet

Privatvillor från tiden

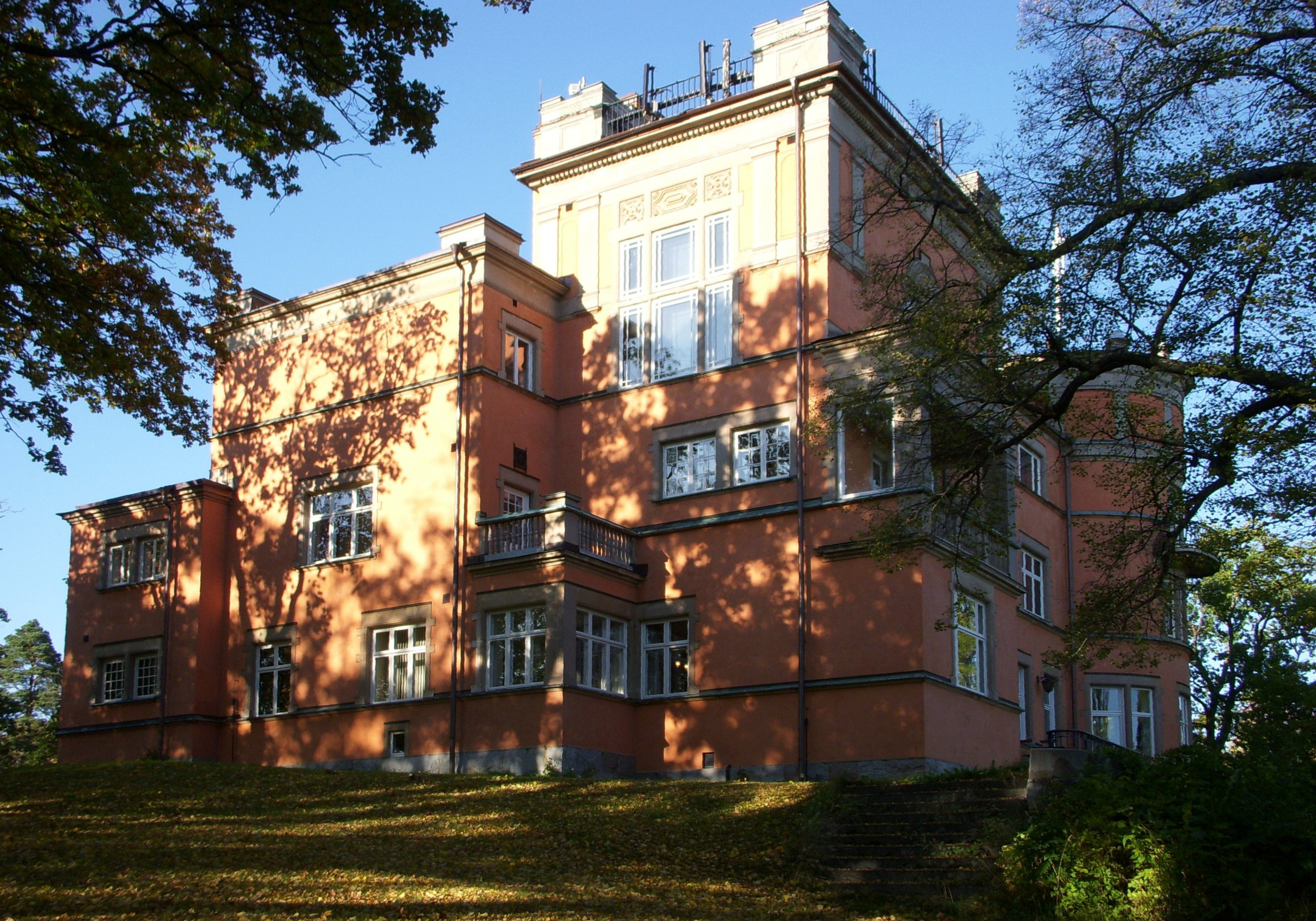
Villa Mittag-Leffler
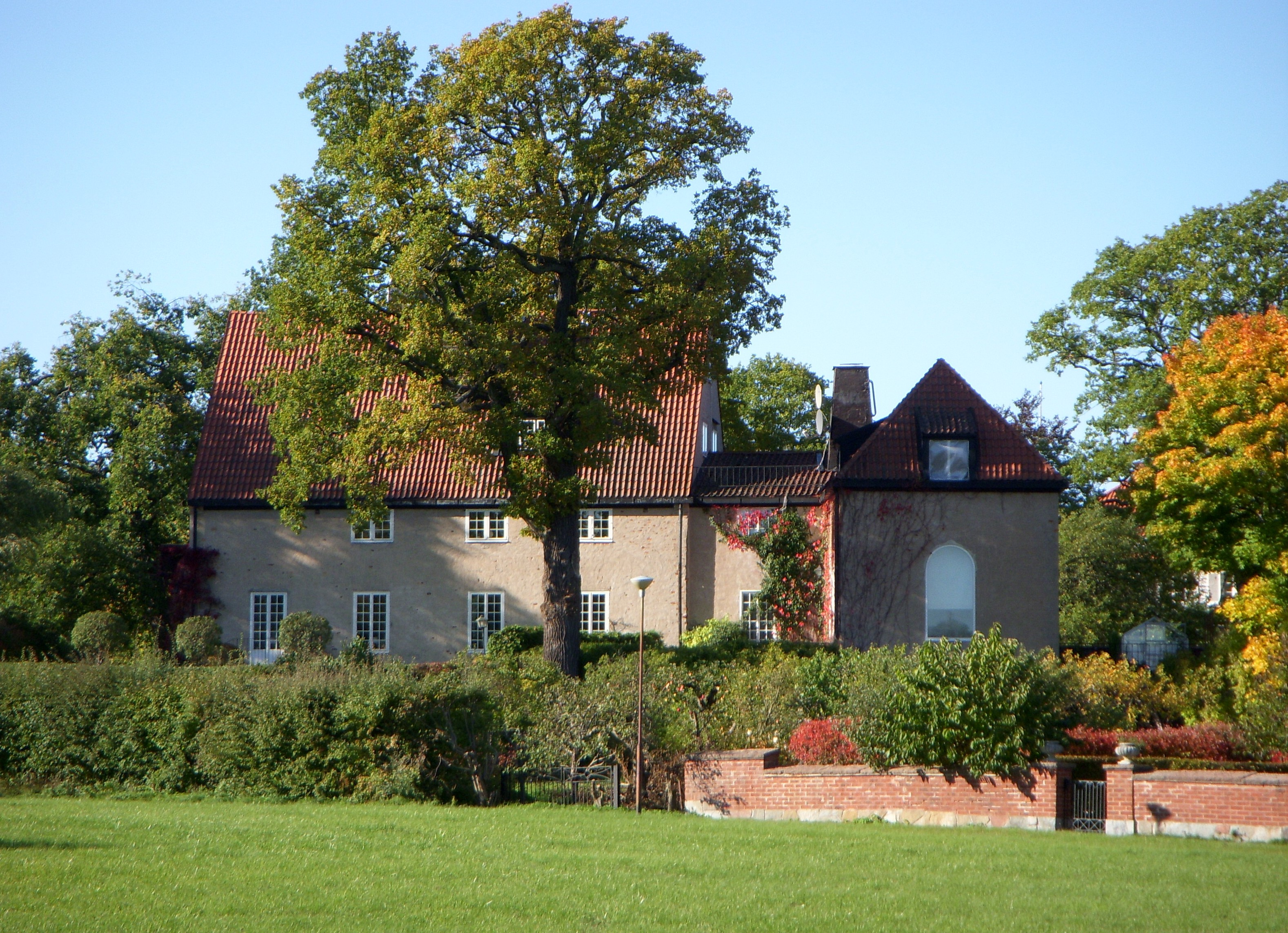
Villa Lagercrantz
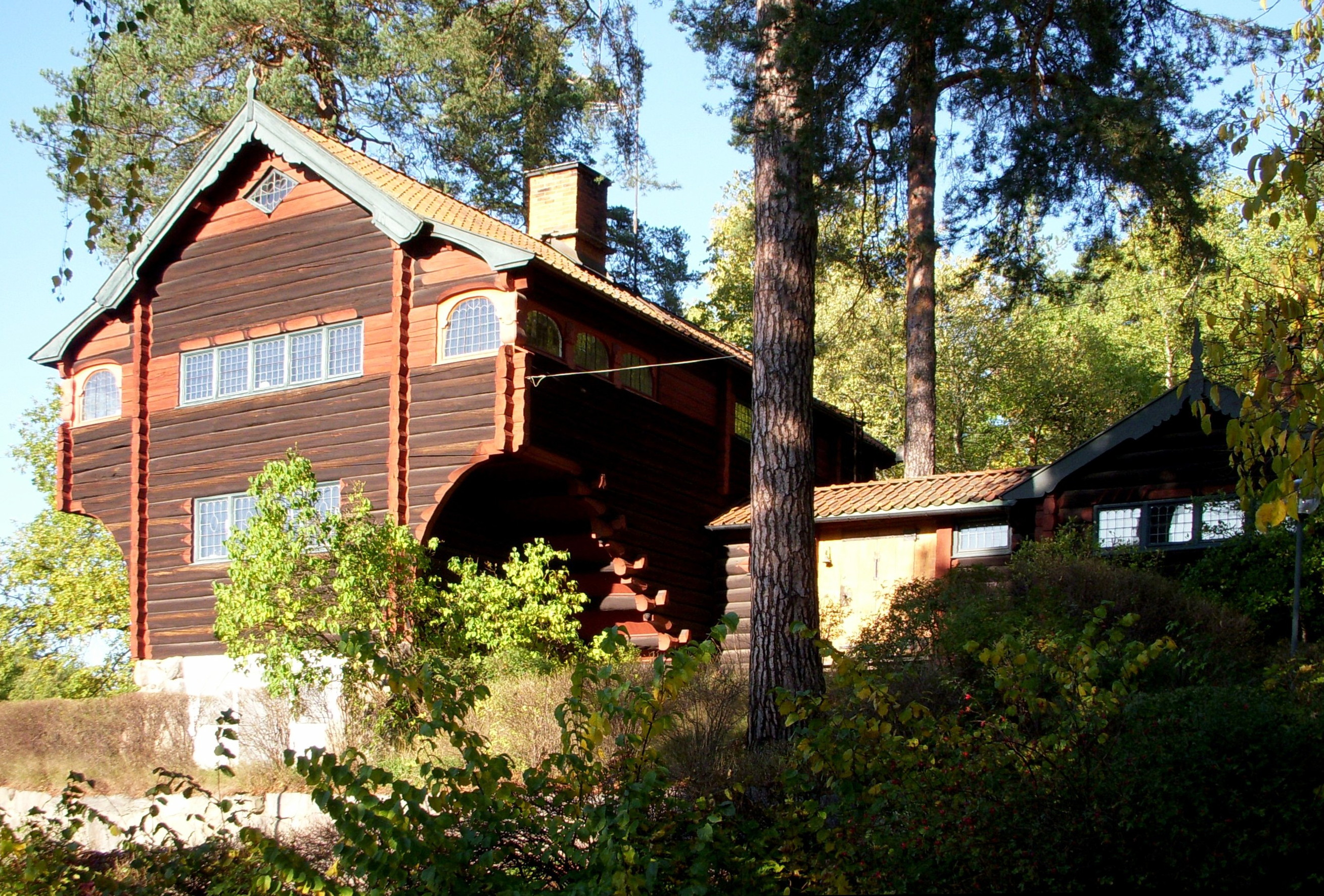
Villa Tallom
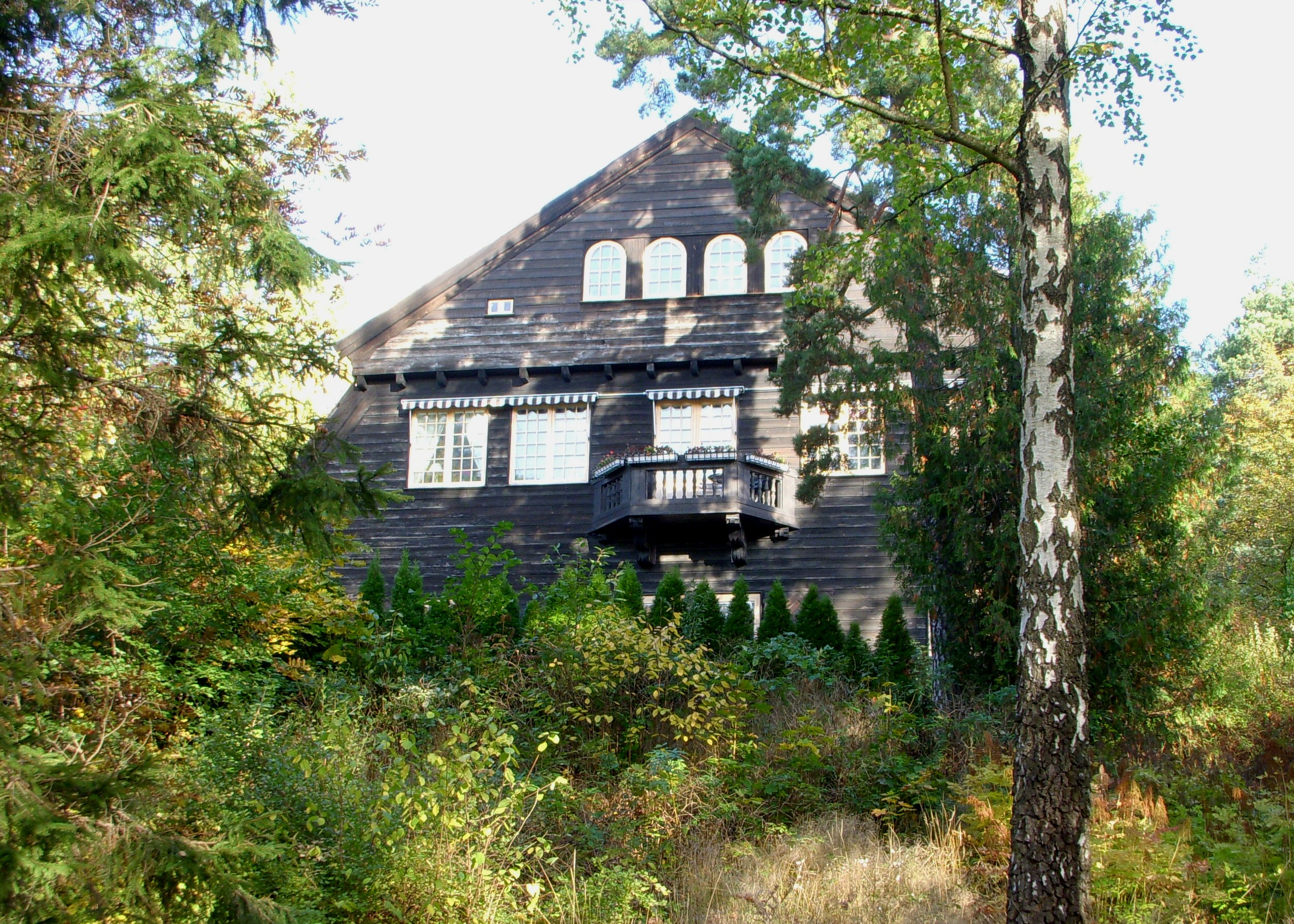
Villa Yngve Larsson

Under denna period fram till 1910 uppstod även många monumentala offentliga byggnader, så som Stockholms centralstation (1871), Kungliga Biblioteket (1878), Operan (1898), Riksdagshuset (1892–1905), Nordiska museet (1897–1907) och Dramaten (1908). 1897 bjöd Stockholm till Allmänna konst- och industriutställningen med Ferdinand Boberg som huvudarkitekt, några byggnader finns bevarade från detta evenemang; Skånska gruvan, Biologiska museet och Villa Lusthusporten. Under samma tid anlades Strandvägen som en av stadens stora paradgator. I Stockholms innerstad invigdes 1911, efter fem års byggtid, en annan paradgata, Kungsgatan, den första gatan som byggdes rakt genom den besvärliga Brunkebergsåsen.
Stadens centrum försköts under denna tid mer och mer från Gamla stan till Norrmalm och här uppstod nya affärs- och bankhus och en allt tätare bostadsbebyggelse med omoderna lägenheter (det vill säga utan rinnande vatten, bad eller wc). Kring sekelskiftet 1900 var det fortfarande mycket ovanligt med vattentoalett. Ett svar på trånga ohygieniska bostäder i stenstaden var att staden började köpa upp mark långt utanför tätområdet och stimulerade anläggandet av trädgårdsstäder efter engelskt mönster. Ett av de första var Gamla Enskede som började byggas 1908. Den förmögna borgarklassen fick efter internationella förebilder nya bostadsideal, även de flyttade långt utanför stenstaden till exklusiva villasamhällen som Djursholm (1889), Saltsjöbaden (1891) och Storängen (1900). Några intressanta privatvillor i dessa områden är Villa Mittag-Leffler (1889), Villa Pauli (1907), Villa Lagercrantz (1909), alla i Djursholm samt Villa Tallom (1906) i Stocksund och Villa Yngve Larsson (1907) i Storängen.
På Södra Djurgården lät bank- och finansmannen Ernest Thiel bygga Thielska galleriet som bostad för sig och sin familj samt för sin stora konstsamling. Huset, som ligger på Blockhusuddens högsta punkt, ritades av arkitekten Ferdinand Boberg och stod klart 1905. Byggnaden utgör ett fint exempel för svensk jugend. I en nationalromantisk stil efter Torben Gruts ritningar uppfördes 1910–1912 Stockholms Olympiastadion, kort Stadion, för de Olympiska sommarspelen 1912. 
Byggnadsverk från tiden

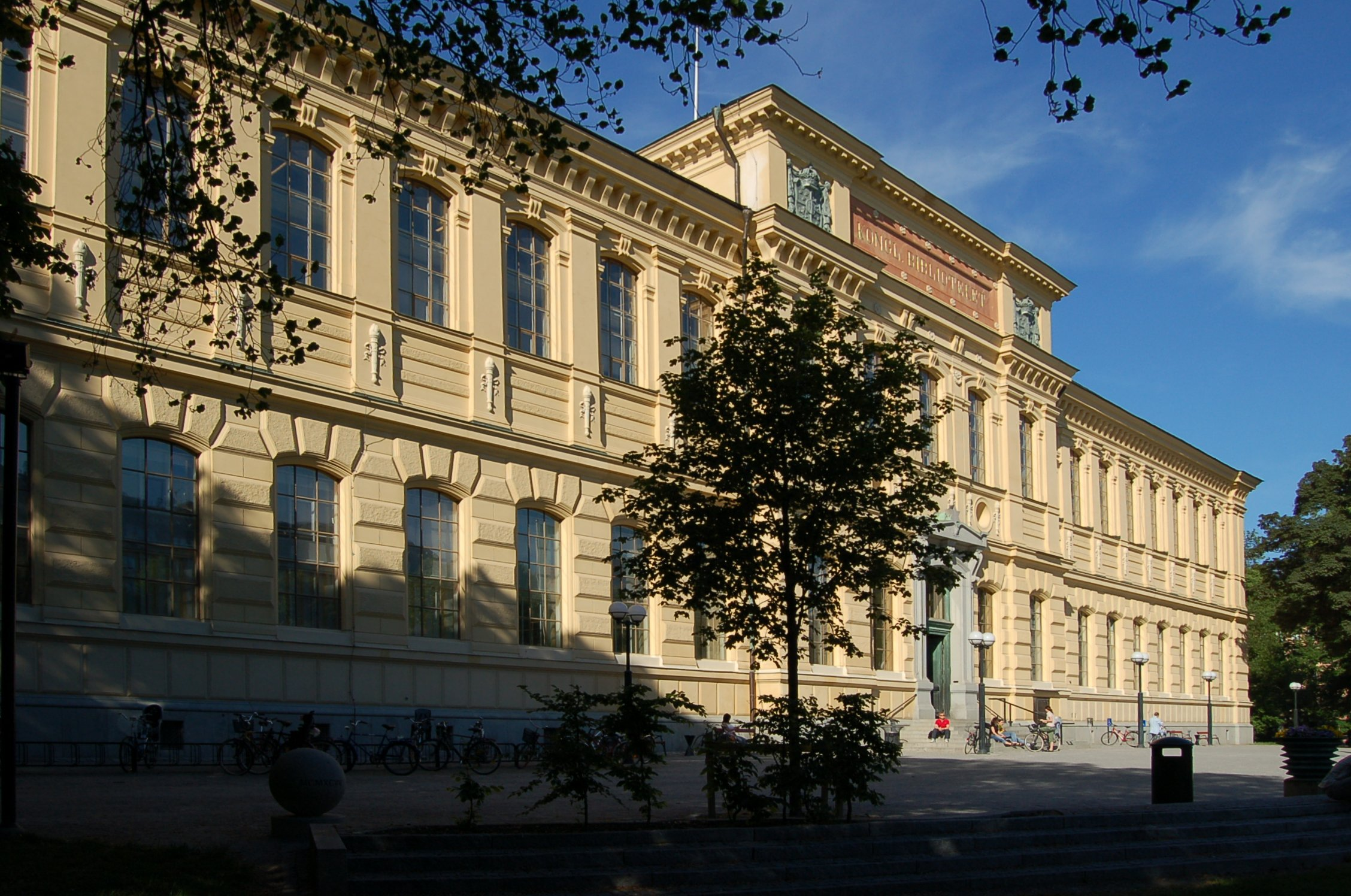
Kungliga biblioteket
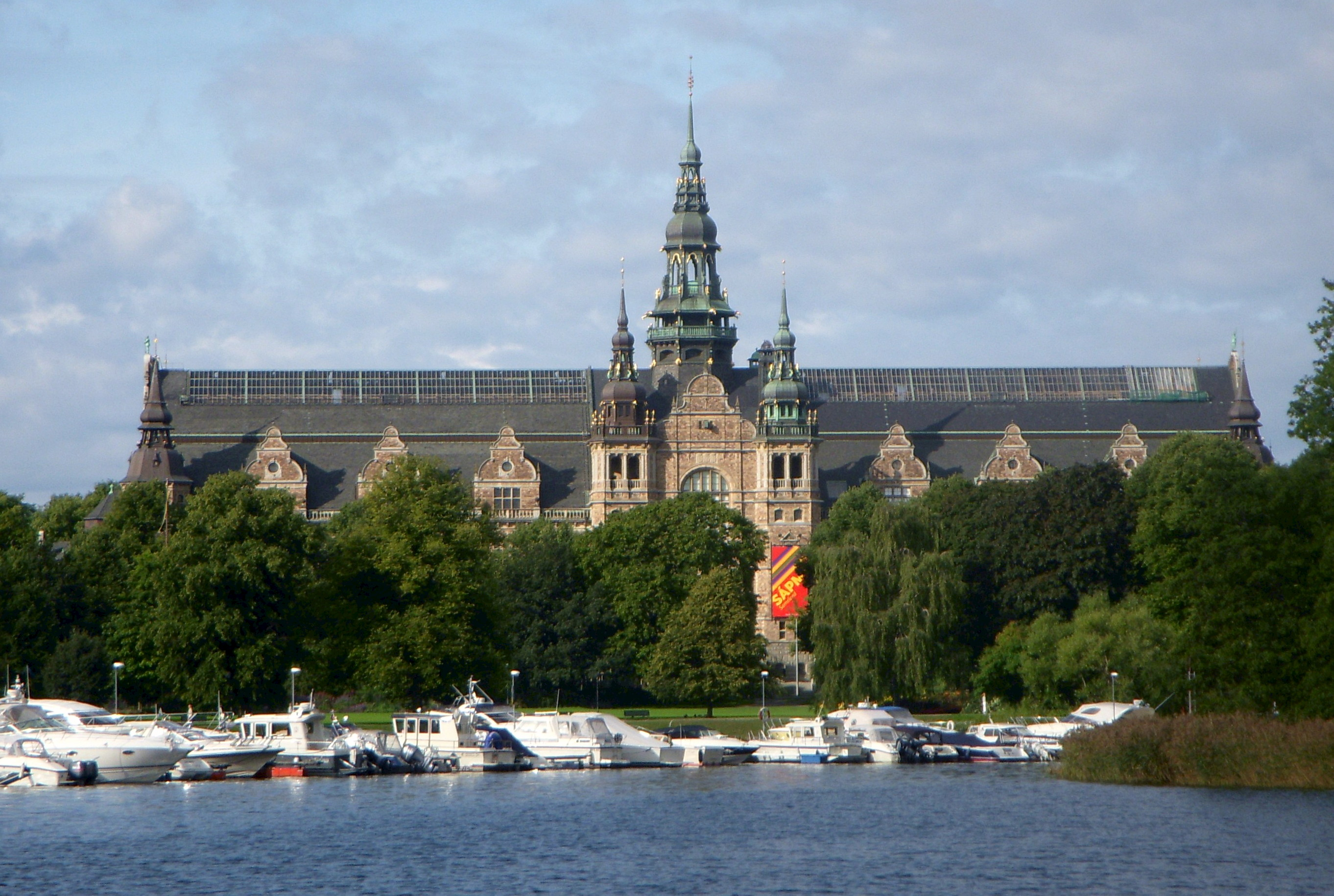
Nordiska museet
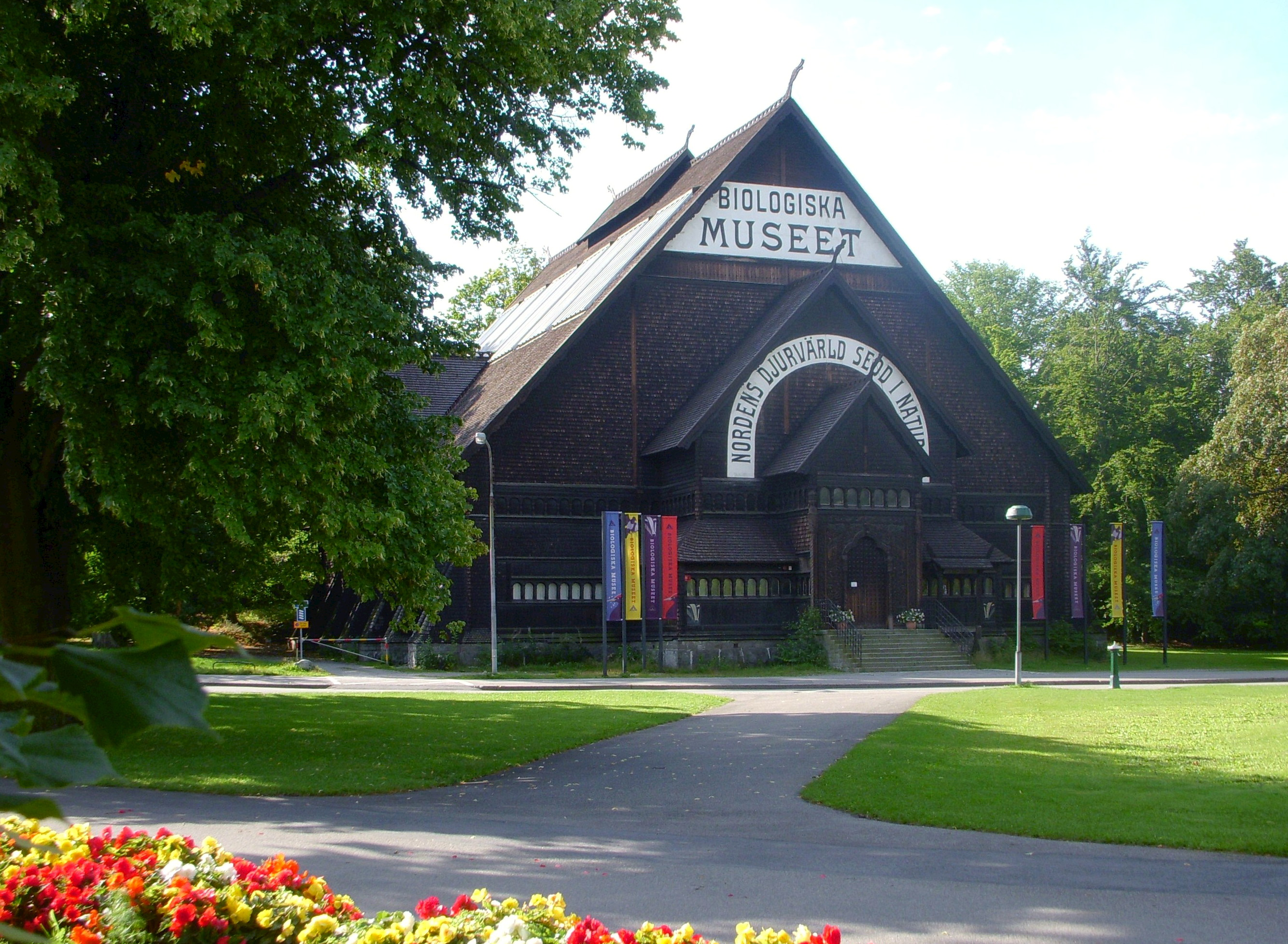
Biologiska museet
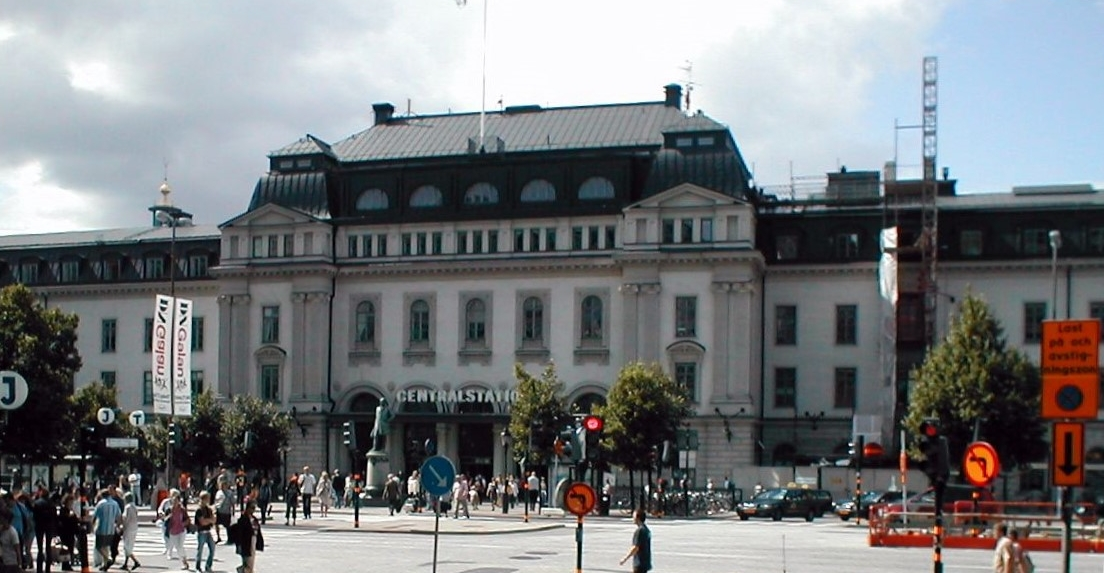
Stockholms centralstation
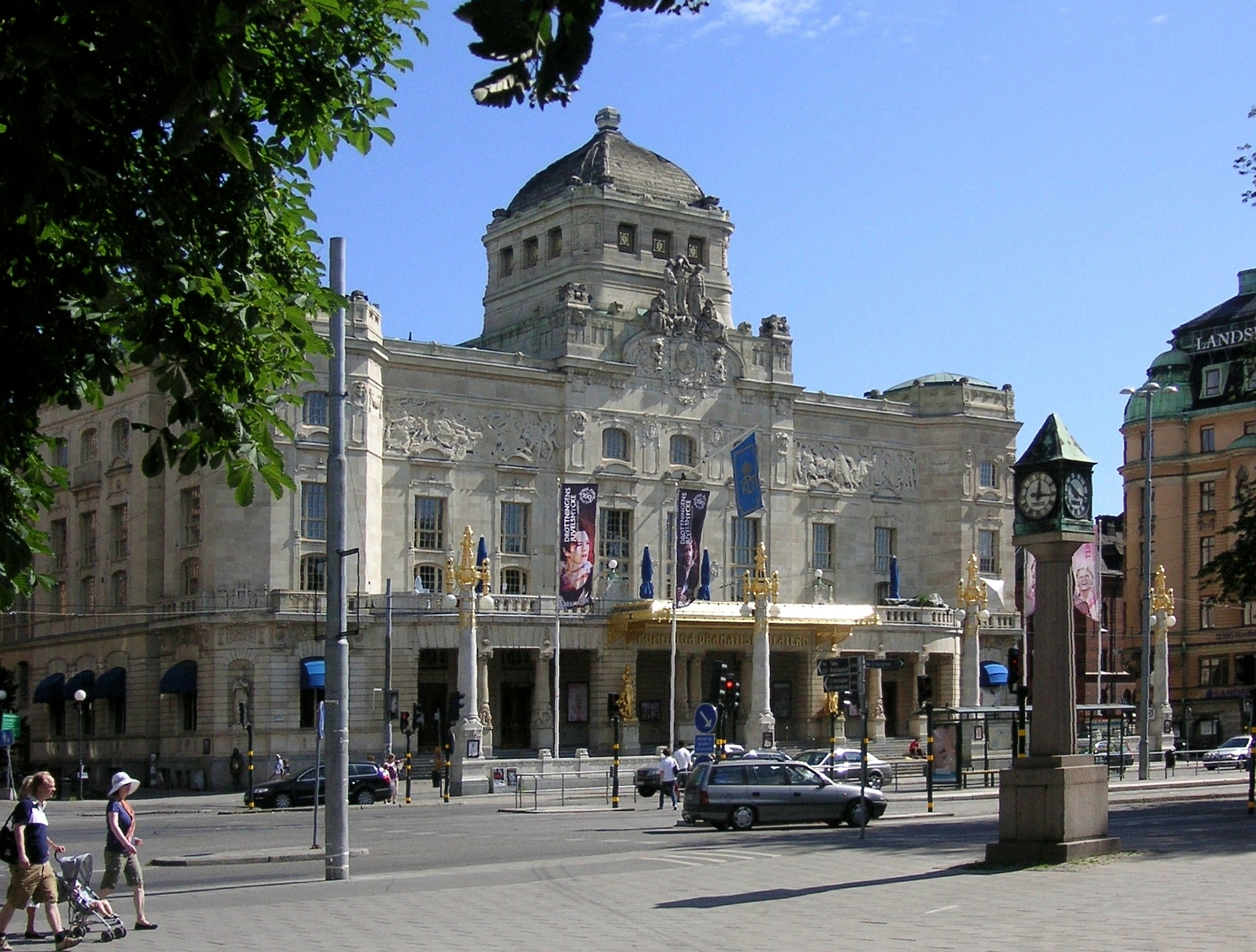
Dramatiska teatern
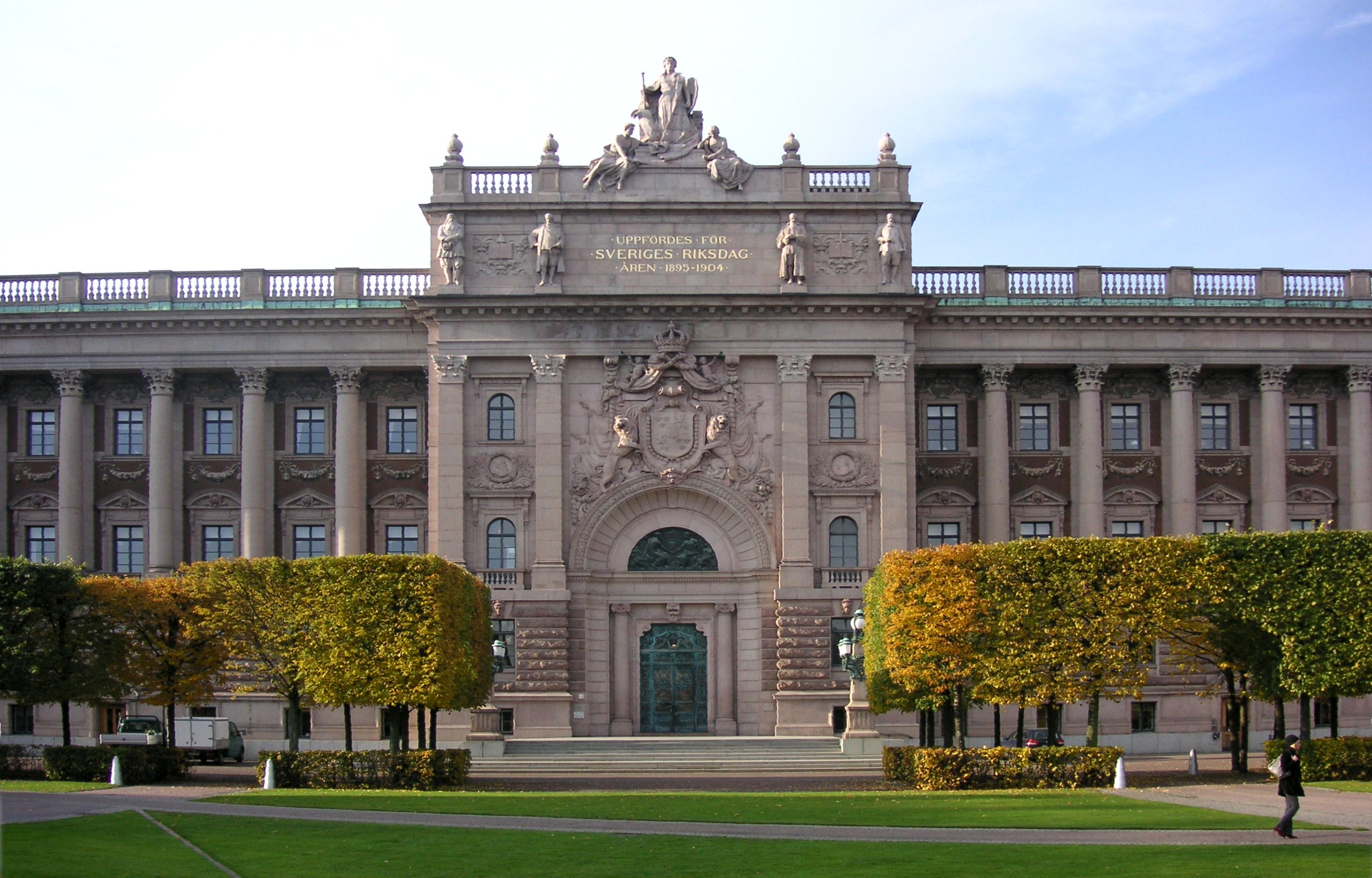
Riksdagshuset
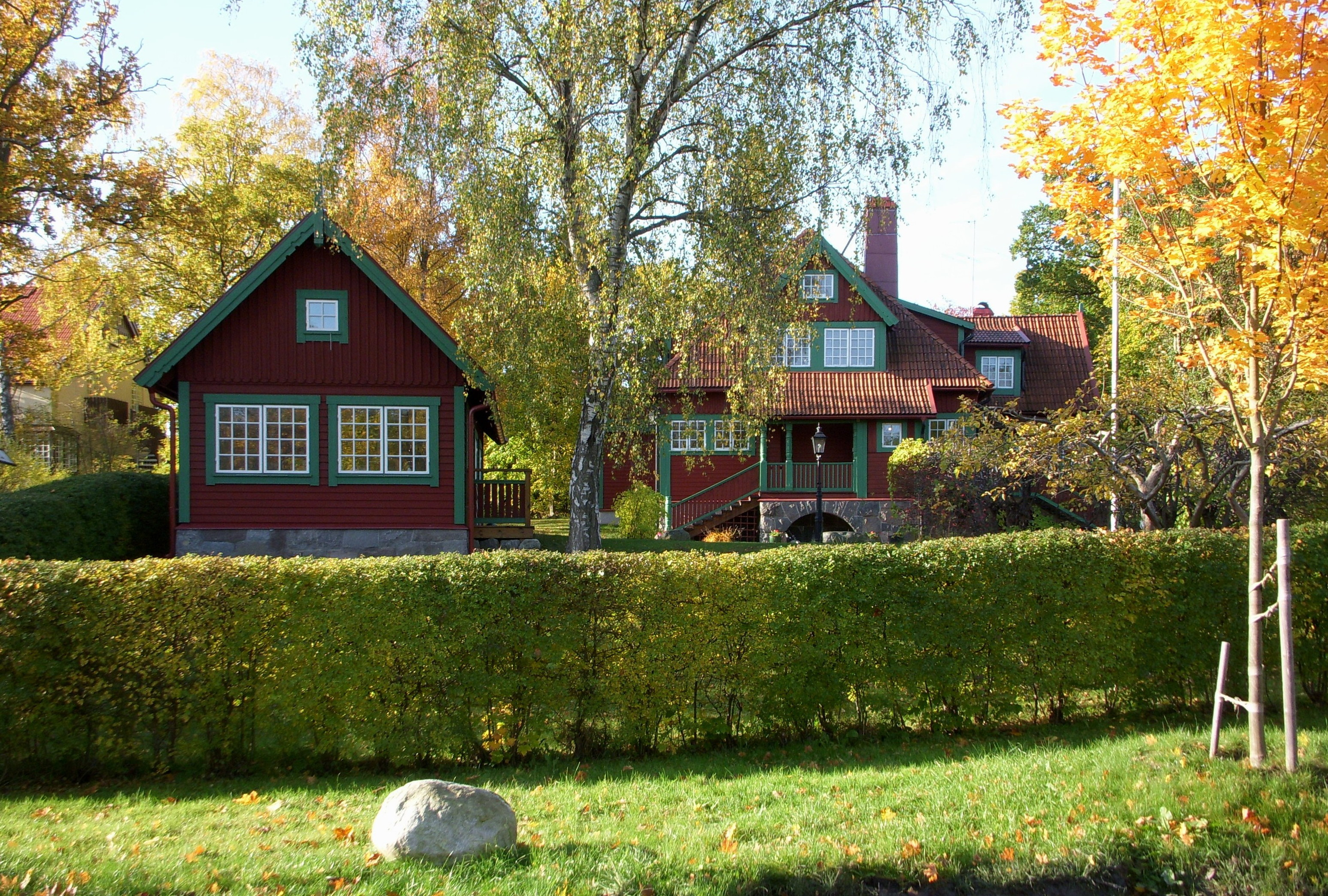
Storängen
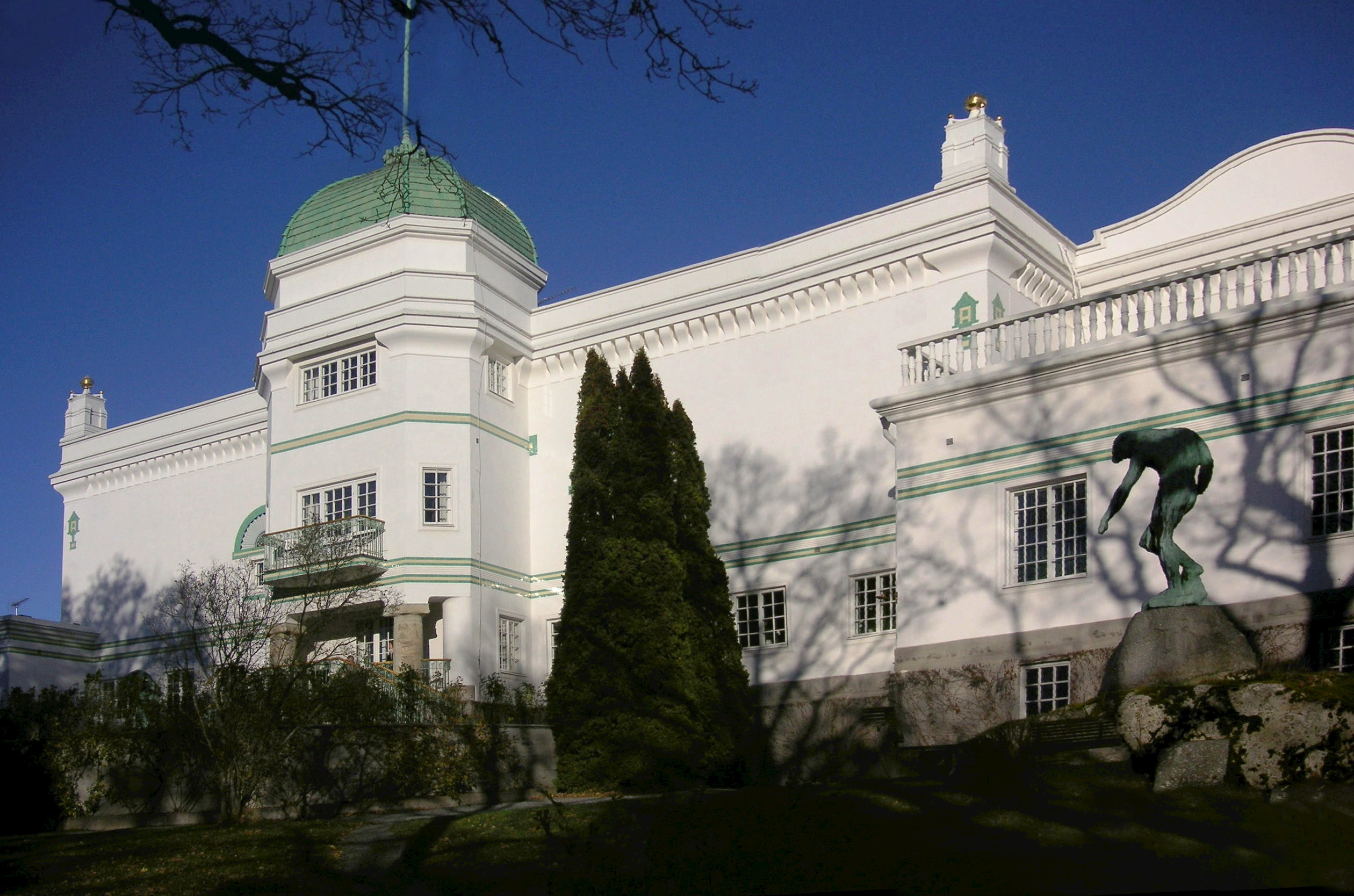
Thielska galleriet

### 1913–1930
I början av det nya seklet gjorde sig nya stadsplaneideal gällande och det stränga rutnätet övergavs till förmån för en mera konstnärlig och mjukare planering. En förespråkare av denna ideal var Stockholms förste stadsplanedirektör Per Olof Hallman. Han skapade bland annat stadsplanerna för Lärkstaden (1902–1907), Röda bergen (1909), Diplomatstaden (1913–1915) och Blecktornsområdet (1920). Genom införandet av spårvagnstrafik i Stockholm kunde man bebygga de än så länge obebyggda delarna av malmarna med stora bostadsområden och anlägga förorter på nyförvärvad mark. Den egnahemsrörelsen kom igång på allvar under fastighetsdirektören Axel Dahlberg.
Under första världskriget avstannade bostadsbyggandet nästan helt. Bostadsbrist förvandlades till bostadsnöd. I början av 1920-talet fanns det bara ett land som hade en större trångboddhet än Sverige vid den här tidpunkten och det var Finland. År 1916 bildades Stockholms Kooperativa Bostadsförening som en rektion mot de svåra bostadsförhållandena som rådde och 1917 färdigställs SKB:s första hus i kvarteret Motorn i Vasastan, ritat av arkitekt Gustaf Larson. Åren 1916-1917 lät SKB uppföra nödbostöder  i tre våningar i Kvarteret Bergsryggen i Ulvsunda, även här var Gustaf Larson arkitekt. Mellan 1917 och 1924 byggdes cirka 2 500 nödbostäder för att lindra den största nöden (se Nödbostäder i Stockholm). Det var inte ovanligt att staden anlitade kända arkitekter som skulle utforma enkla, men väl fungerande lägenheter, bland dem fanns arkitekterna Gunnar Asplund, Sven Erik Lundqvist och Axel Wetterberg. Under 1940- och 1960-talen revs de flesta områdena, idag kvarstår bara två av dem i moderniserat skick; Cedersdalsgatans hus i Vasastan och Kvarteret Bergsryggen i Ulvsunda, nu uppskattade och kulturminnesmärkta bostadsmiljöer.
Bevarade "nödbostäder" från tiden

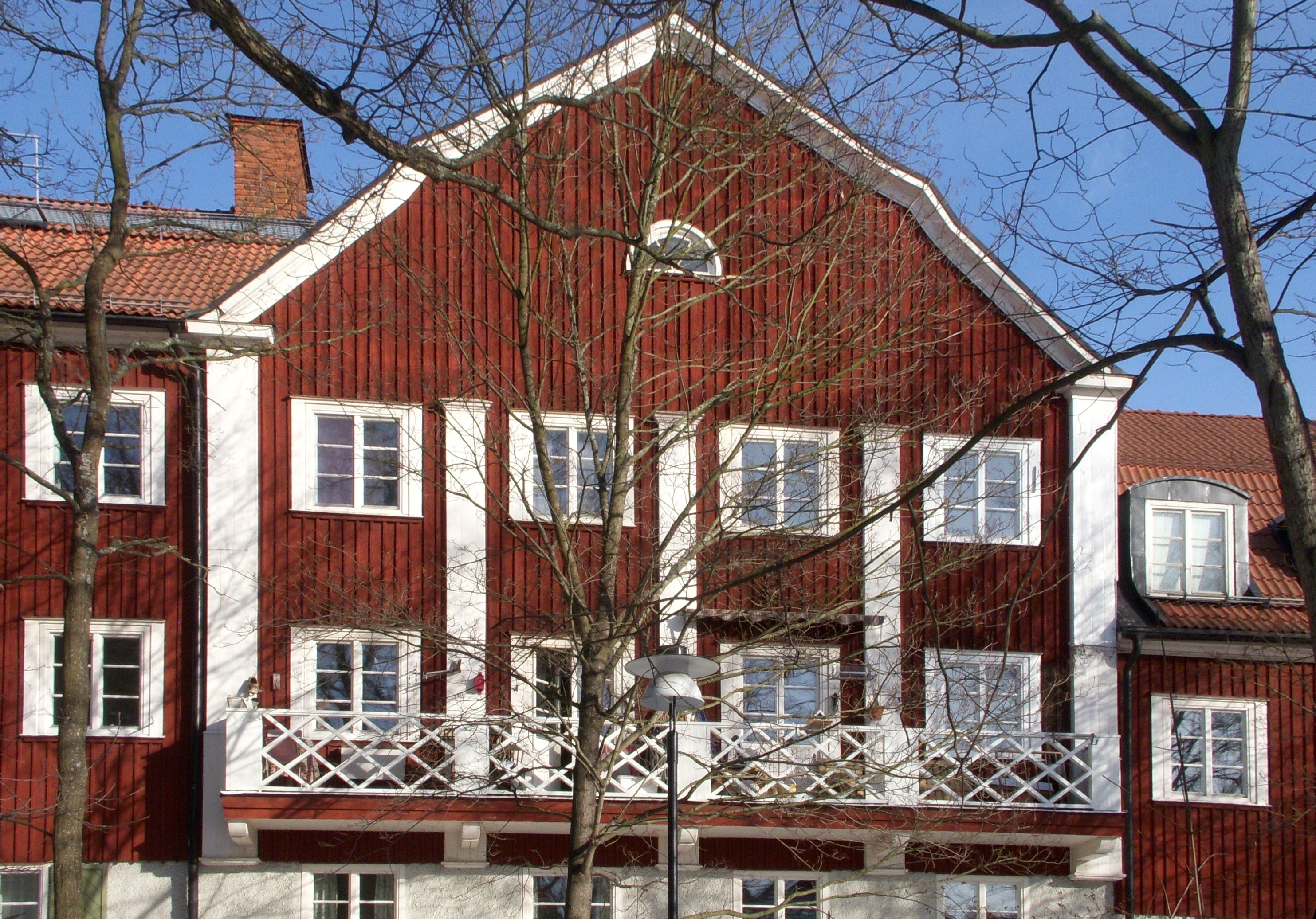
Kvarteret Bergsryggen
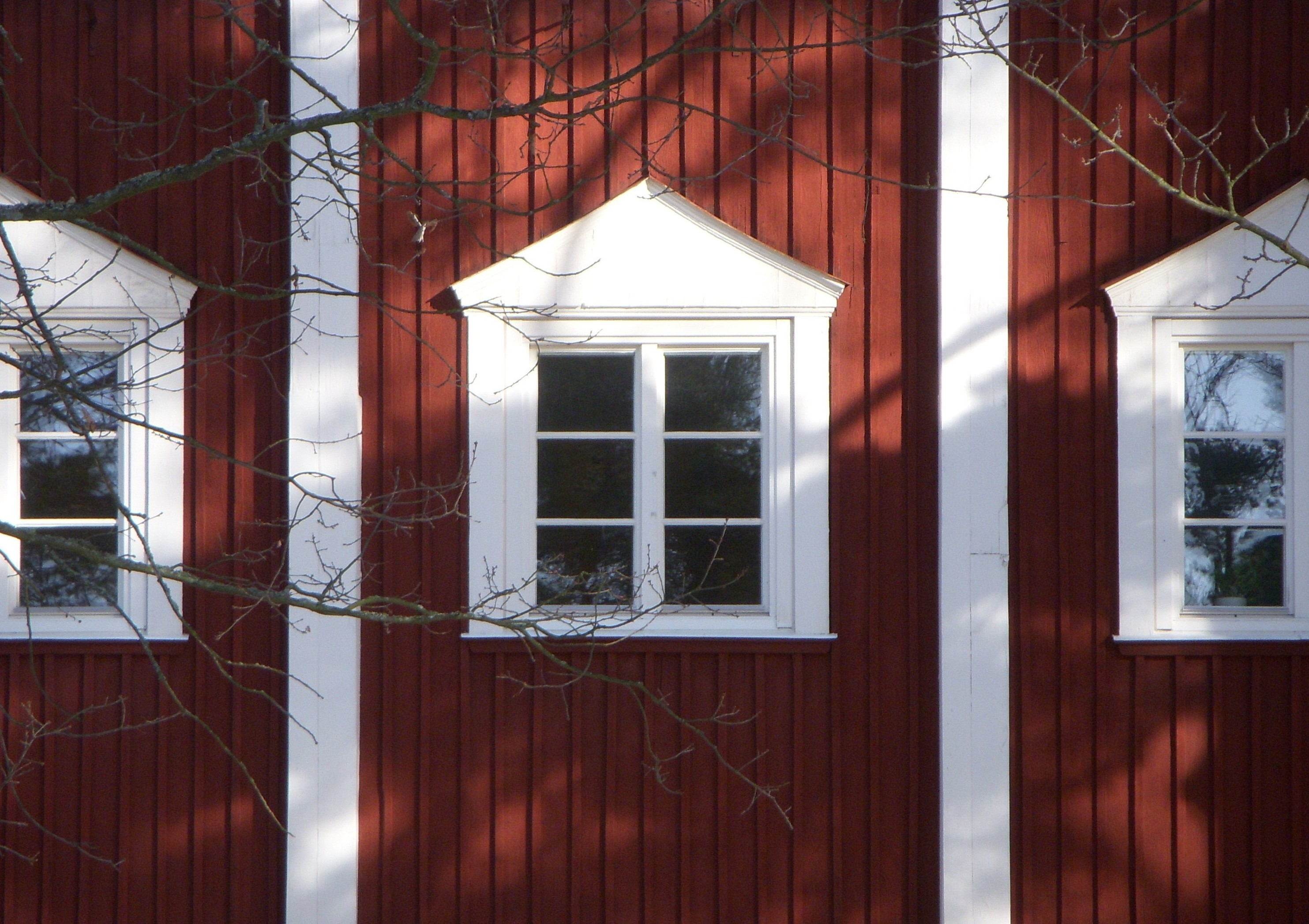
Kvarteret Bergsryggen
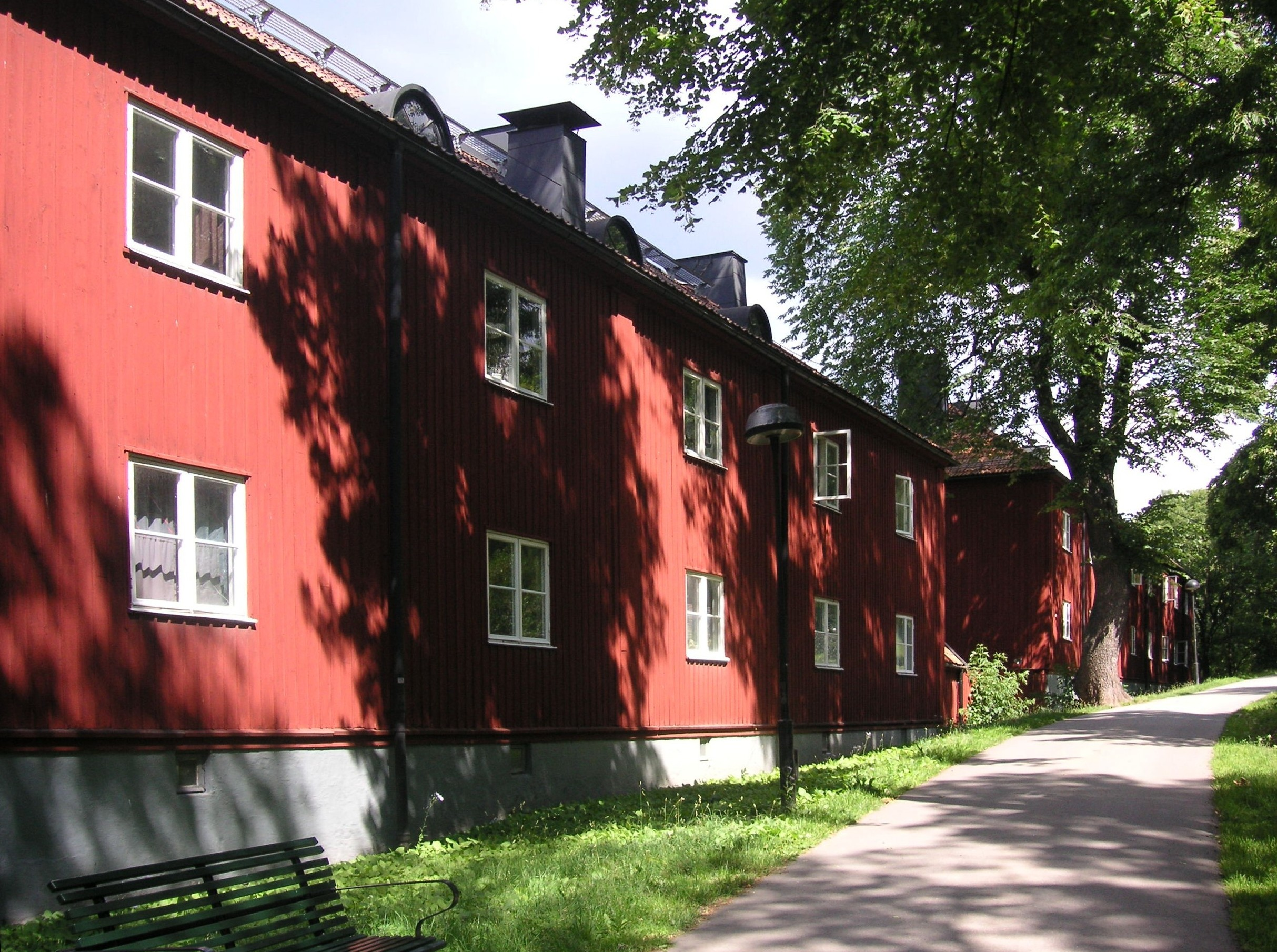
Cedersdalsgatans hus
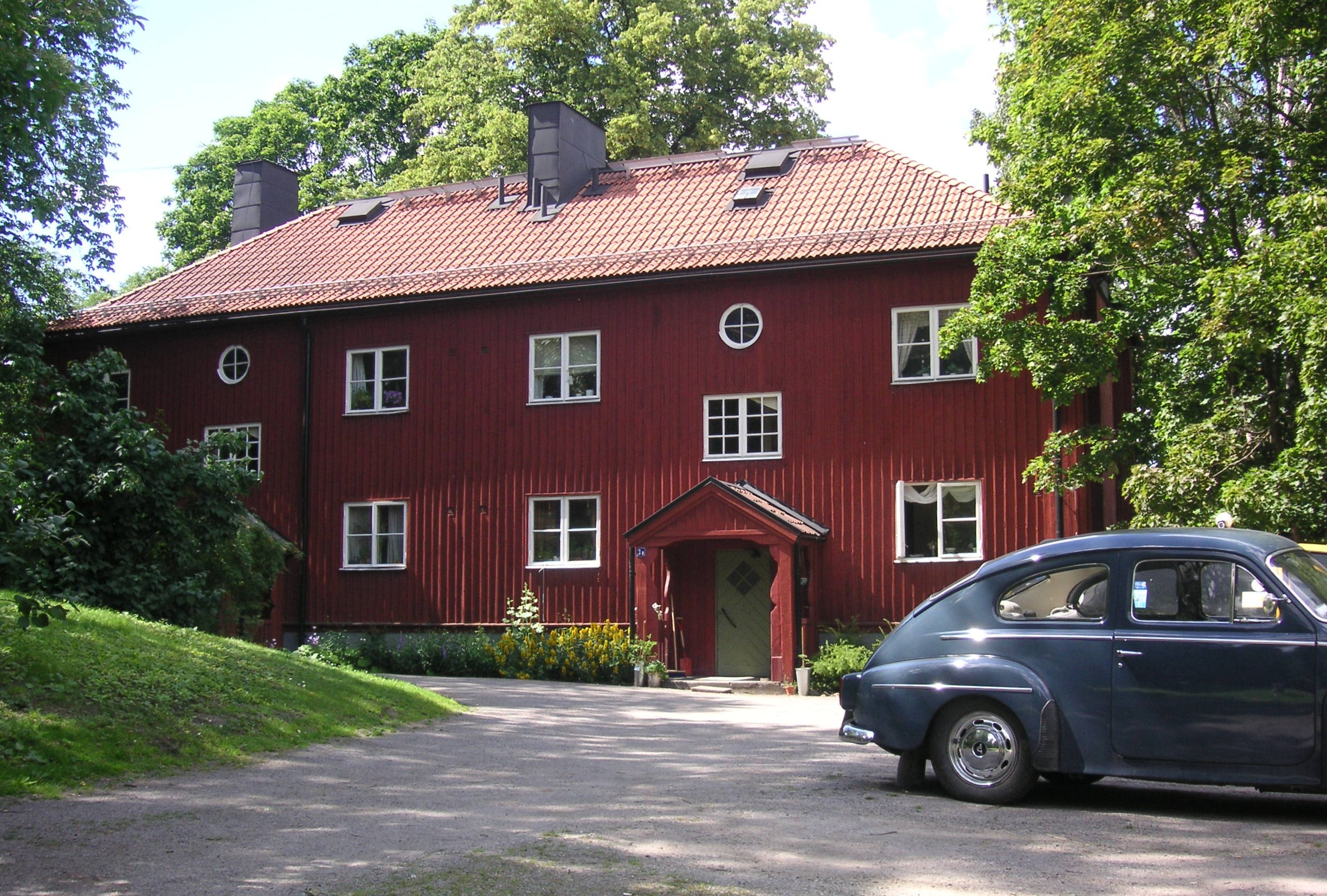
Cedersdalsgatans hus

Olika förslag till subventioner och låneformer prövades, bland annat Statens bostadslånefond 1924. Hyresgästerna slöt sig 1923 samman till Hyresgästernas Sparkasse- och Byggnadsförening (HSB), som under arkitekt Sven Wallander producerade många billiga och bra bostäder, som Kungsklippan på Kungsholmen i Stockholm. Sven Wallander ritade 1924 även det norra kungstornet vid Kungsgatan, inspiration fick han från USA.
Befolkningen i Stockholm ökade det första kvartseklet med bara 80 000 individer från 300 000 till 380 000 personer. Medräknas de 60 000 invånare som bodde i Söderort och Västerort så fanns 1925 ungefär 440 000 Stockholmare.
I Stockholm uppfördes några byggnader och anläggningar som idag räknas till stadens främsta arkitekturverk; Ragnar Östbergs Stadshuset (1904–1923), Ivar Tengboms Konserthuset (1920–1926), Gunnar Asplunds Stadsbibliotek (1920–1928) och Gunnar Asplunds och Sigurd Lewerentz’ Skogskyrkogården i Gamla Enskede (1914–1940). Den nya stilriktningen inom arkitektur och konst på 1920-talet var tjugotalsklassicism, utomlands även kallad Swedish grace.
Ett intressant infrastrukturprojekt blev Cyrillus Johanssons Årstabron (1925–1929), en järnvägsbro som spänner likt en romersk akvedukt över Årstaviken. Bron kompletterades år 2005 av ytterligare en Årstabro ritad av den brittiske arkitekten Norman Foster. Den äldre, östra bron är sedan 1986 ett statligt byggnadsminne.
1930-talet avslutades med Stockholmsutställningen som varade mellan den 16 maj och den 29 september 1930 och registrerade nästan fyra miljoner besökande. Med denna utställning, där Gunnar Asplund var huvudarkitekt, fick funktionalismen i sitt genombrott i Sverige och den stilriktningen skulle bestämma formgivningen för arkitektur, stadsplanering och design under många år framåt.
Byggnadsverk från tiden

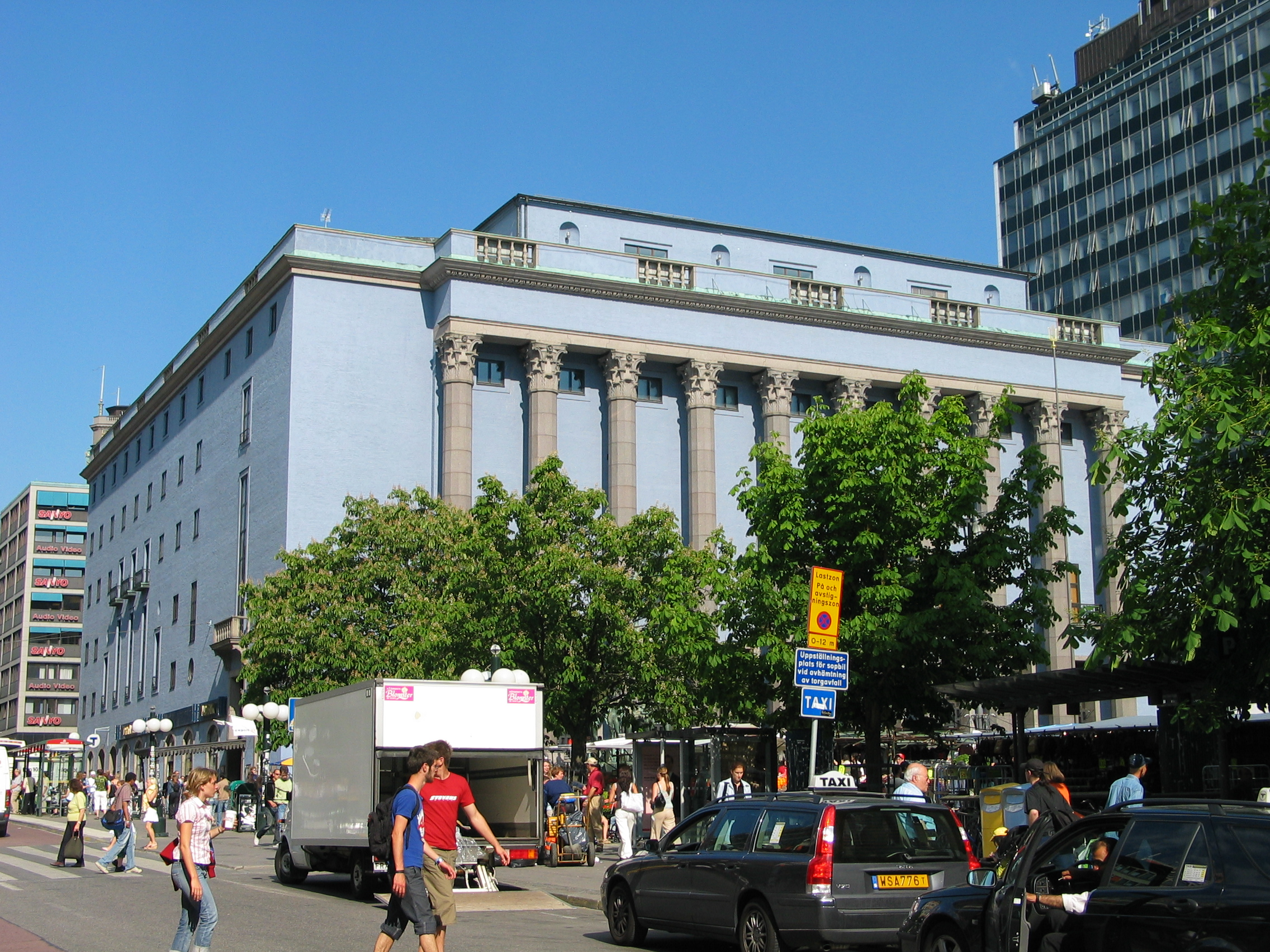
Stockholms konserthus
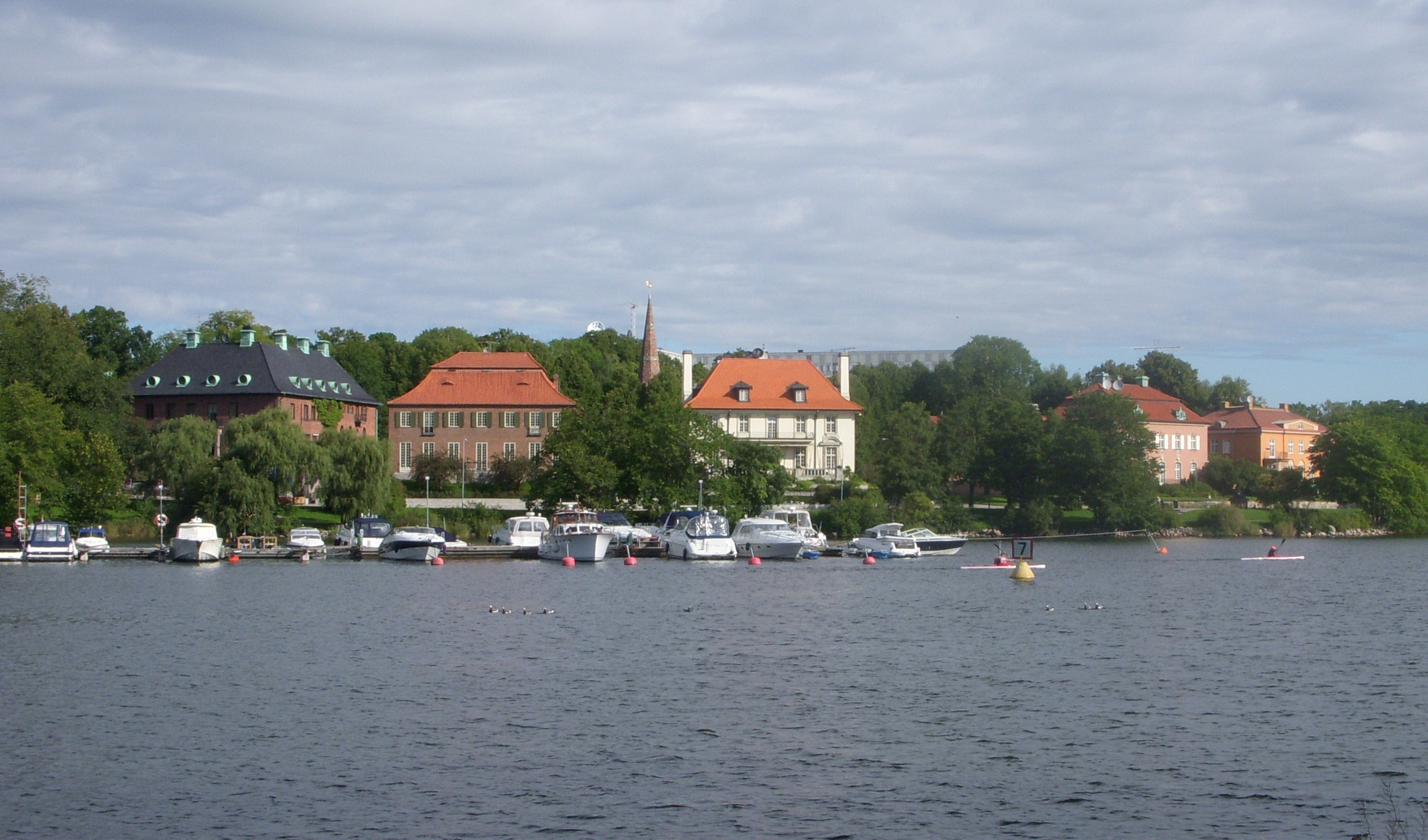
Diplomatstaden
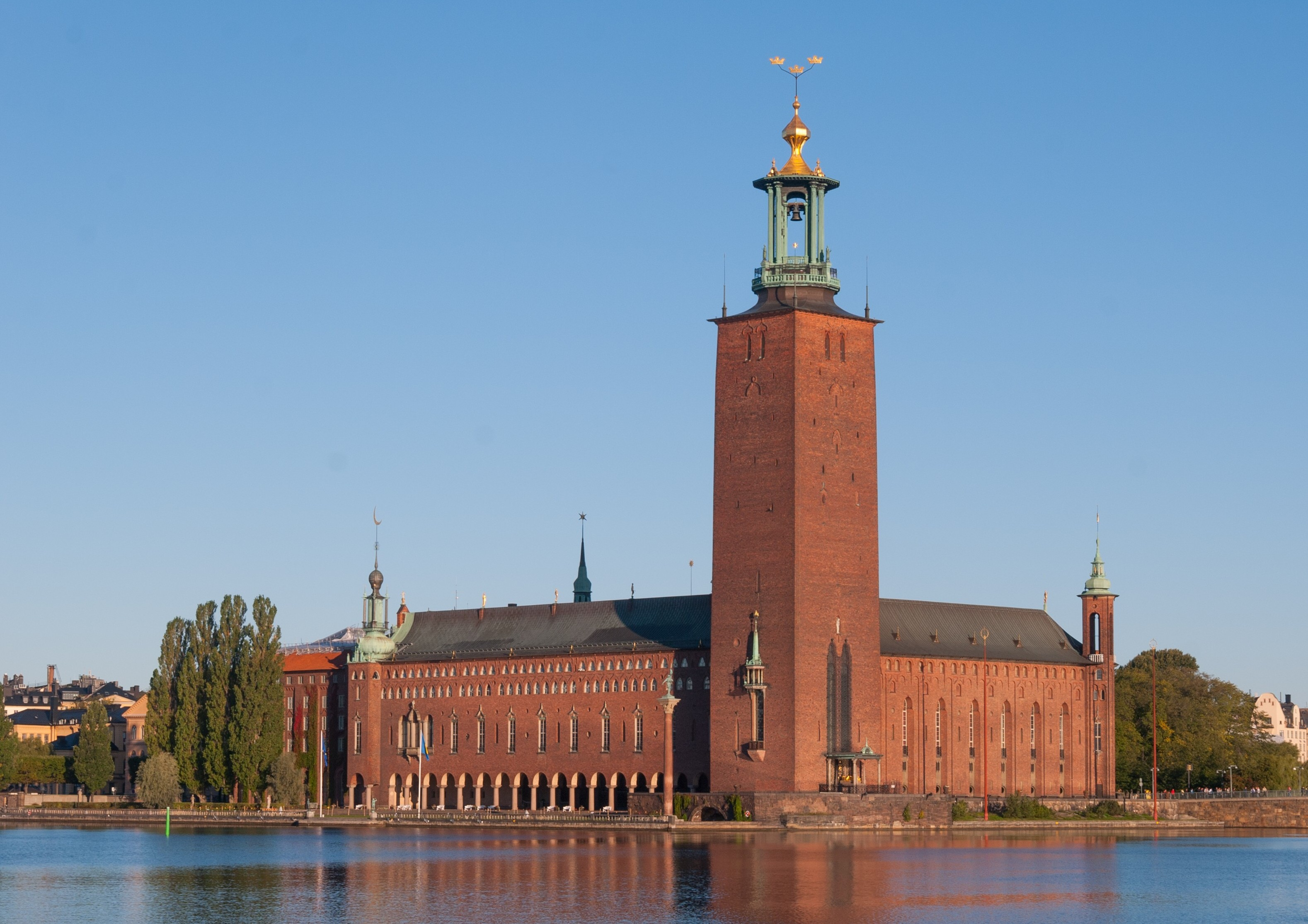
Stockholms stadshus
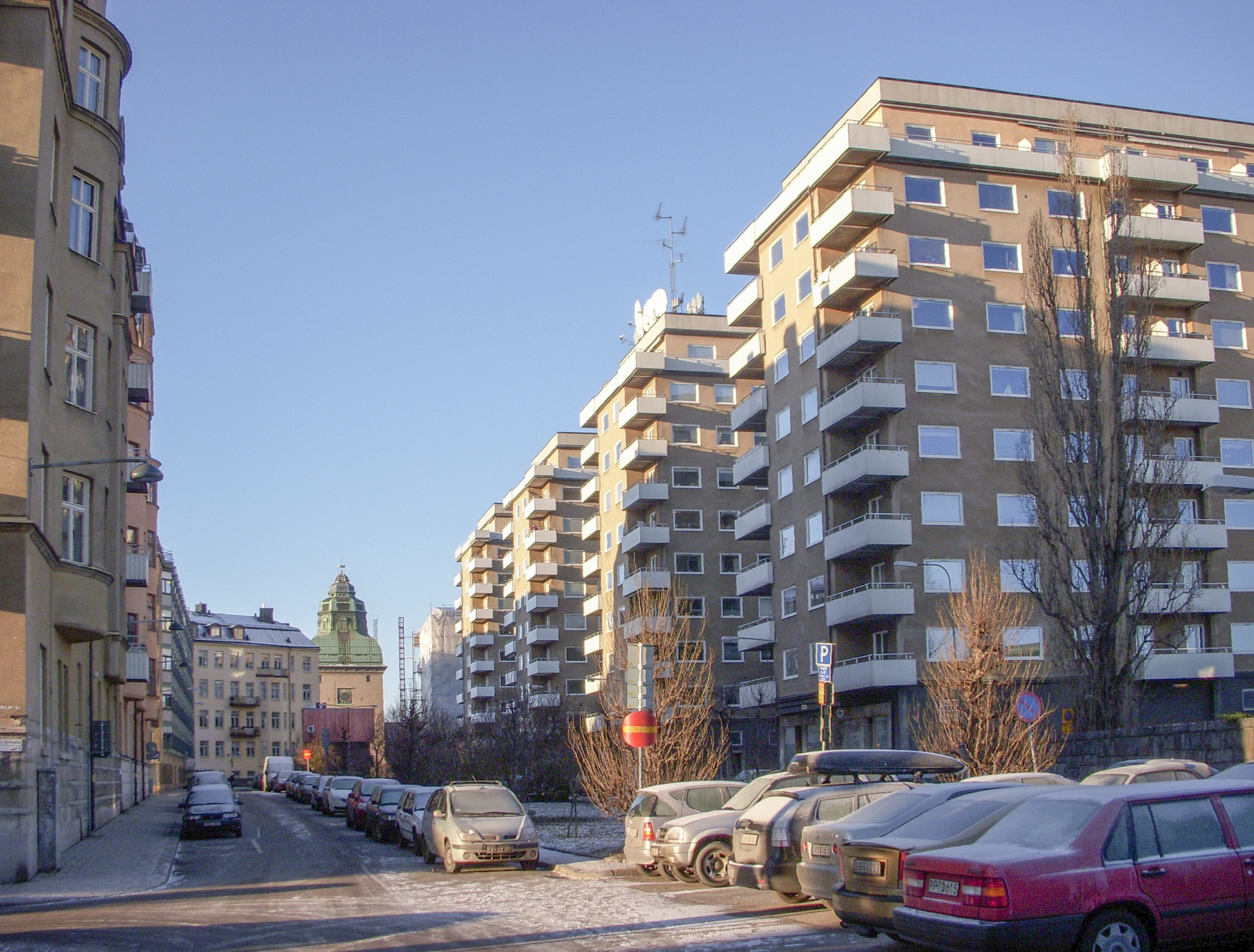
Kungsklippan
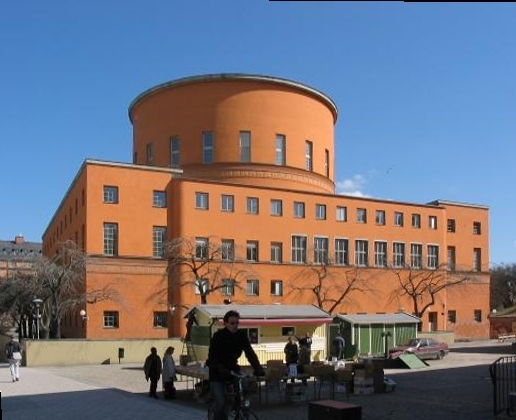
Stockholms stadsbibliotek
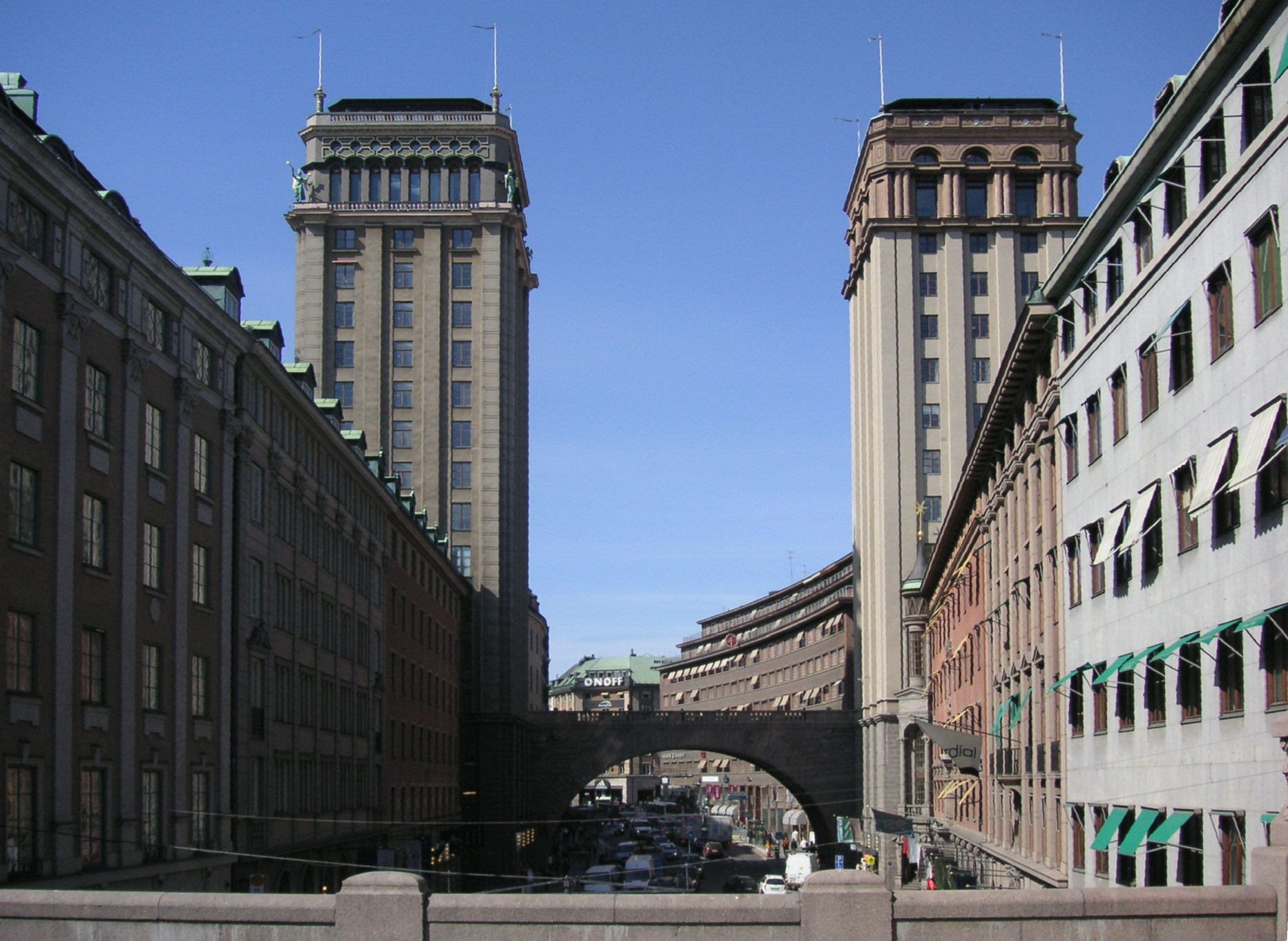
Kungstornen
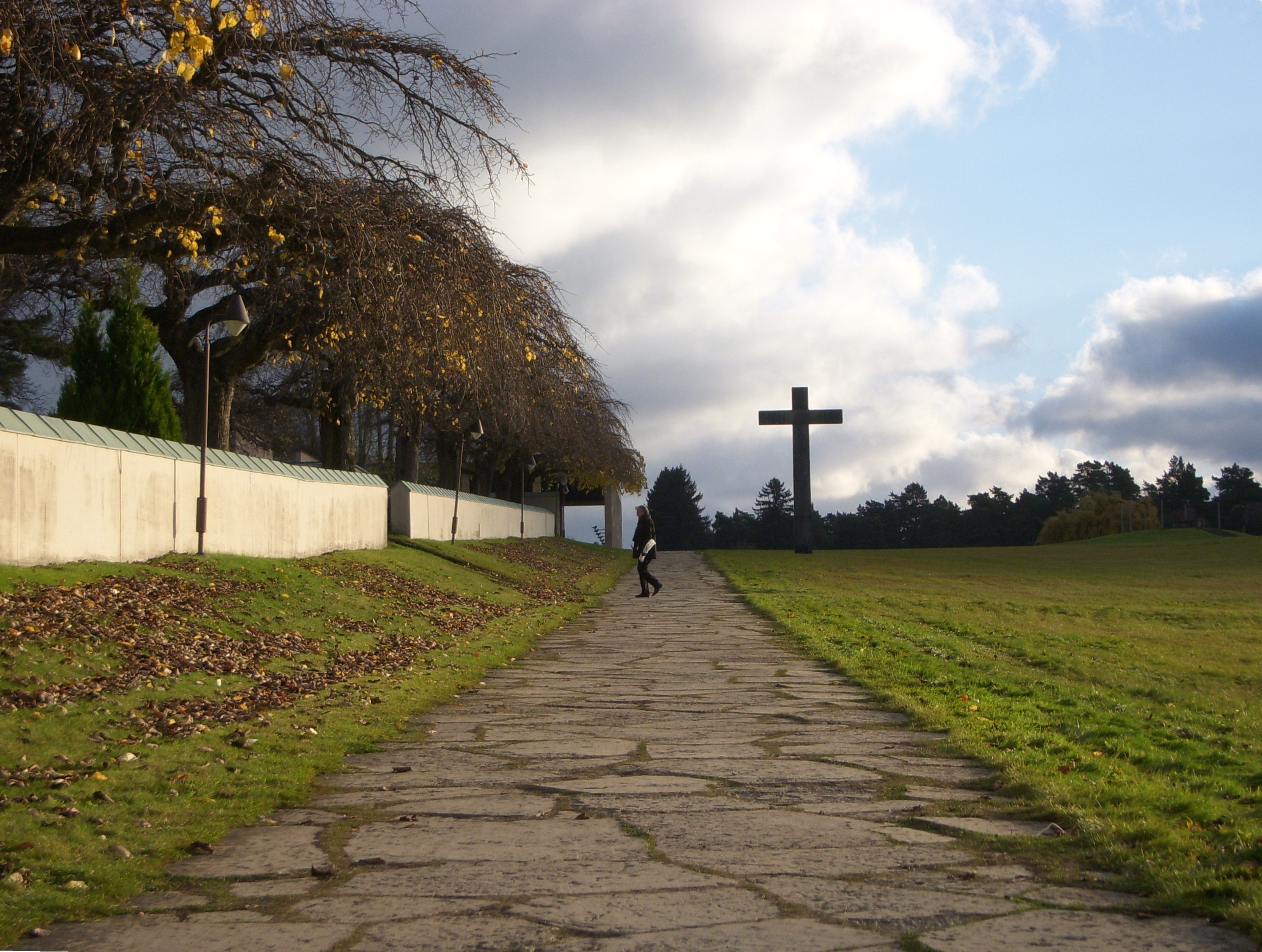
Skogskyrkogården
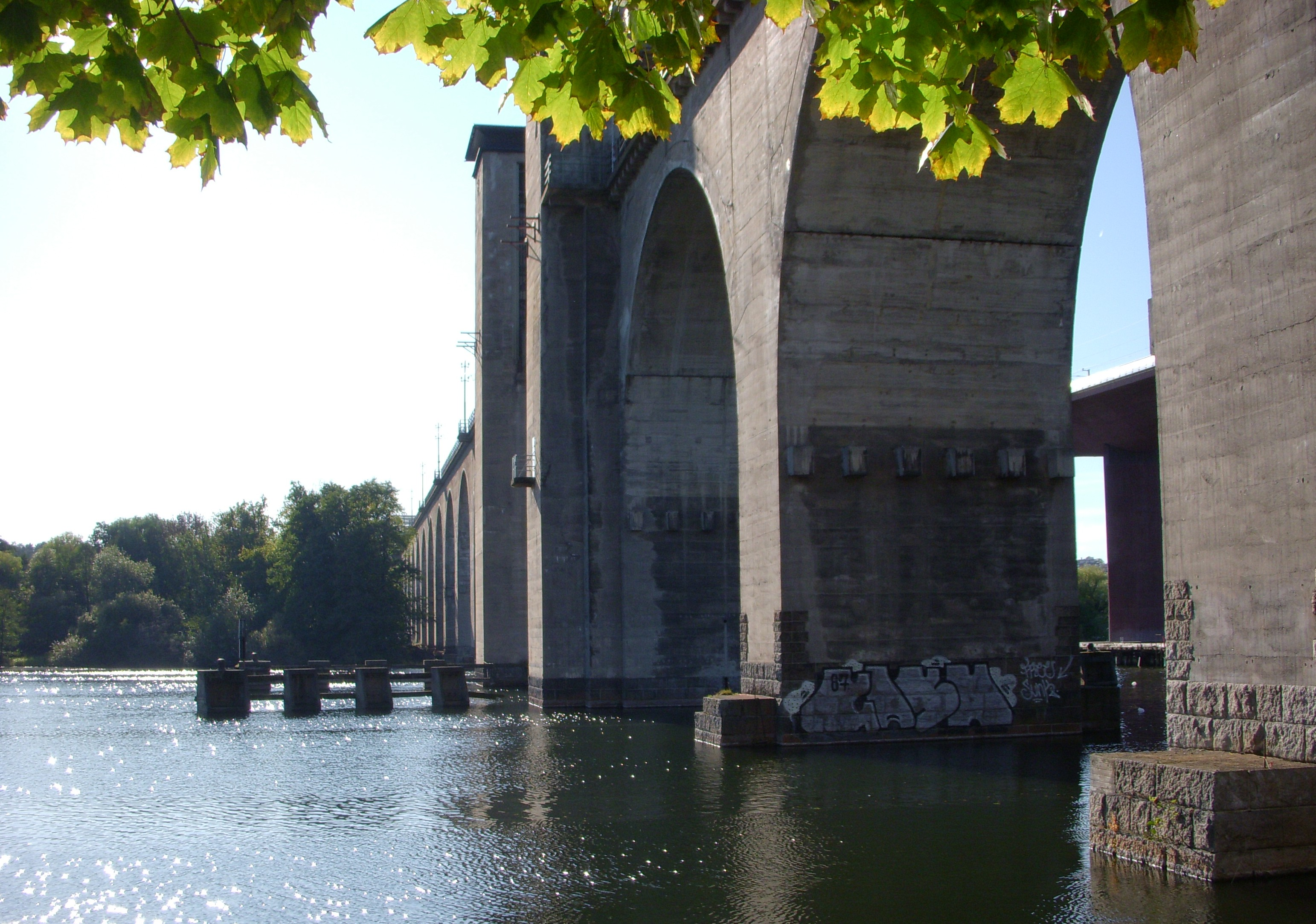
Årstabron

### 1930–1945
Redan 1931 kunde en av utställningsarkitekterna, Uno Åhrén, förverkliga sina bostadssociala idéer i radhusområdet i Norra Ängby i Bromma. Två år senare tillkom detaljplanen för det angränsande villaområdet Södra Ängby i funktionalistisk stil, där Edvin Engström ritade ungefär 98 % av villorna. Området är numera skyddat som riksintresse. Efter tysk förebild byggdes så kallade smalhus (med bredd 8-10 meter) i bland annat stockholmsförorterna Traneberg (1937), Hammarbyhöjden (1938) och Årsta (1943) för barnrika familjer (så kallade barnrikehus). Alla hus byggdes med centralvärme, och alla bostäder hade eget badrum med vattentoalett och rinnande kallt och varmt vatten, ett för tiden modernt kök och de flesta även en balkong. Stora fönster släppte in ljus och luft, i trappuppgången fanns ett sopnedkast och på gården en lekplats i det gröna. Speciellt Hammarbyhöjden och Södra Ängby kallades Den vita staden, på grund av deras ljusa färgsättning.
Tjockhus med bredd upp till 16,0 meter ansågs vara ekonomiskt fördelaktiga att bygga, eftersom flera smålägenheter kunde anordnas kring varje trapphus, men lägenheterna blev enkelsidiga med en mörk inre del. En arkitekt som förordade tjockhus var Sven Wallander som ritade ett stort antal av denna hustyp i Stockholm, exempelvis bostadshusen Kungsklippan på Kungsholmen (1934-1936) och Kvarteret Marmorn på Södermalm (1931).
I stram funktionalistisk stil anordnades radhusen på Ålstensgatan, byggda mellan 1932 och 1933 och ritade av Paul Hedqvist, de kallas även för Per-Albinhusen, efter statsministern Per-Albin Hansson, som bodde där. Funktionalismen, eller modernism som stilriktningen kallades internationellt, hade fått ordentligt fotfäste i Sverige och i synnerhet i Stockholm. Funktionalismen diskuterades livligt. 1931 utkom debattskriften ”acceptera” som gick ut på att den nya tidens formspråk, alltså funktionalismen, måste accepteras. En av författarna och dess mest radikale funktionalist var Uno Åhrén. Många affärshus och offentliga byggnader uppfördes i denna nya stil; här kan nämnas Esselte-huset (klart 1934) och Citypalatset (klart 1932) båda ritade av Ivar Tengbom samt Sveaplans flickläroverk (klart 1936) ritad av Nils Ahrbom och hans partner Helge Zimdal.
År 1934 hade landets största arkitektkontor, Kooperativa Förbundets Arkitekt- och Ingenjörsbyrå även kort kallat KFAI, över 70 medarbetare. KFAI stod för den moderna, funktionalistiska sakligheten, där socialt engagemang parades med stark formkänsla. Deras arbeten påverkade i hög grad Stockholms arkitektur under 1930- och 1940-talen. Förutom kontorets chef Eskil Sundahl (mellan 1925 och 1958), fanns här bland andra Olof Thunström, Artur von Schmalensee och Erik Ahlsén. Några av deras arbeten var Lumafabriken (1930), Hornsbergsdepån (1931) och nya Katarinahissen (1935).
Bilismen ökade kraftigt. År 1905 fanns det i Stockholm 177 registrerade bilar, siffran ökade till 9 000 motorfordon år 1925 och 1930 hade antalet fördubblats till 17 800 motorfordon och ökningstakten skulle fortsätta. På 1930-talet var det därför en av stadsplanerarnas och samhällsplaneringens viktigaste uppgifter att planera Stockholms vägnät för den förväntade fordonsökningen. Några stora infrastrukturprojekt förverkligades på kort tid; Tranebergsbron (1934), Västerbron (1935), Slussen (1935) och Bromma flygplats (1936). På Lovön byggdes 1933 Lovö vattenverk för att försörja norra Stockholm med rent dricksvatten, Paul Hedqvist var arkitekten bakom den funktionalistiska skapelsen. Man började även att diskutera en ringled för bilar runt staden. Byggandet av en tunnelbana, som redan hade tjuvstartat 1933 med en underjordisk spårvagnslinje under Södermalm, klubbades 1941. 
För Stockholms bebyggelse och infrastruktur hade stadsbyggnadsdirektören Albert Lilienberg stora planer. Hans Generalplan af Stockholm från 1928 skulle bli startskottet för en fullständig förvandling av Stockholms innerstad, det som sedermera kallats Norrmalmsregleringen och som genomfördes efter andra världskriget under stadsplanedirektören Sven Markelius. Tunnelbanan var en avgörande del i hela planeringen.
Byggnadsverk från tiden

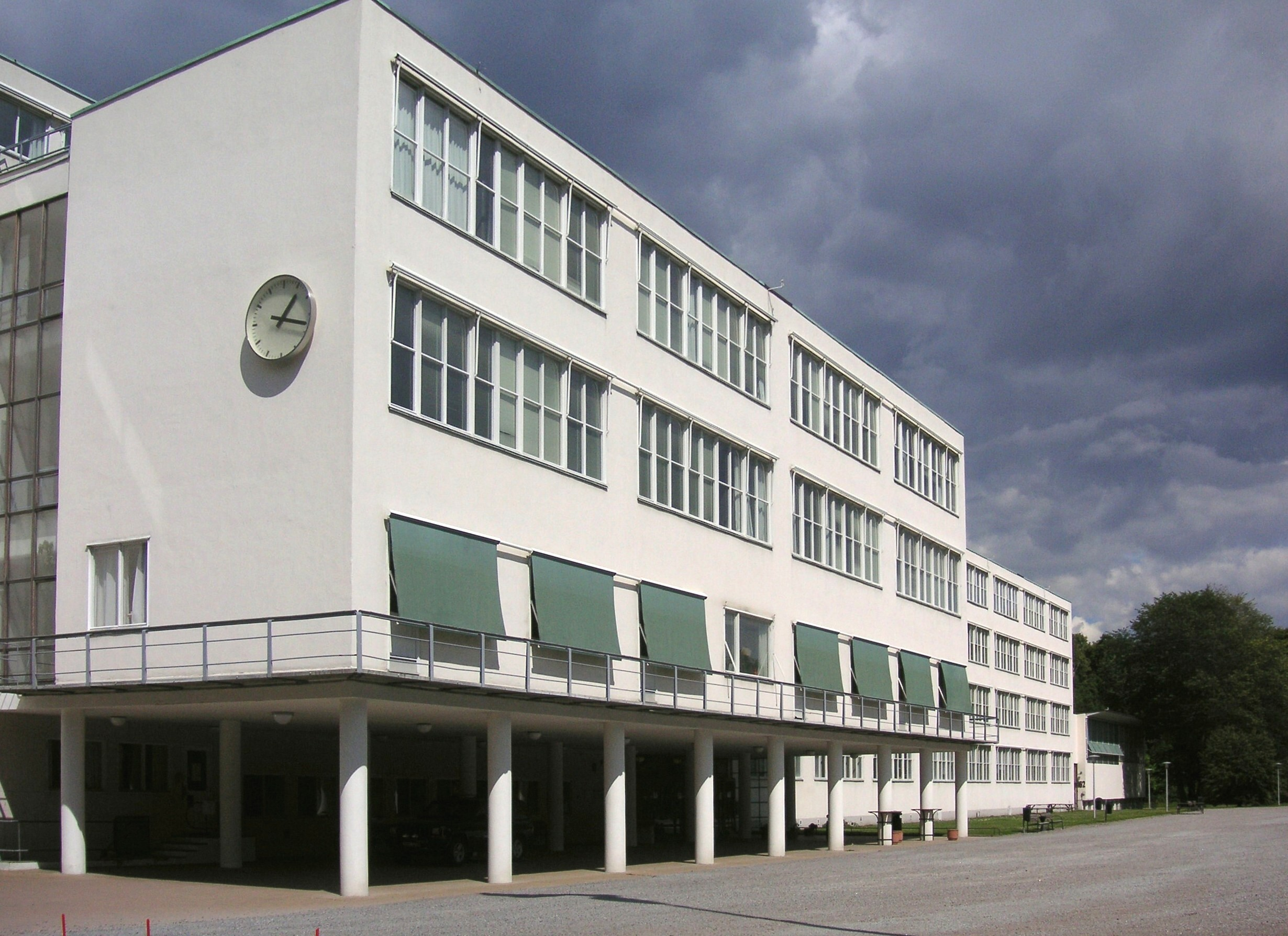
Sveaplans flickläroverk
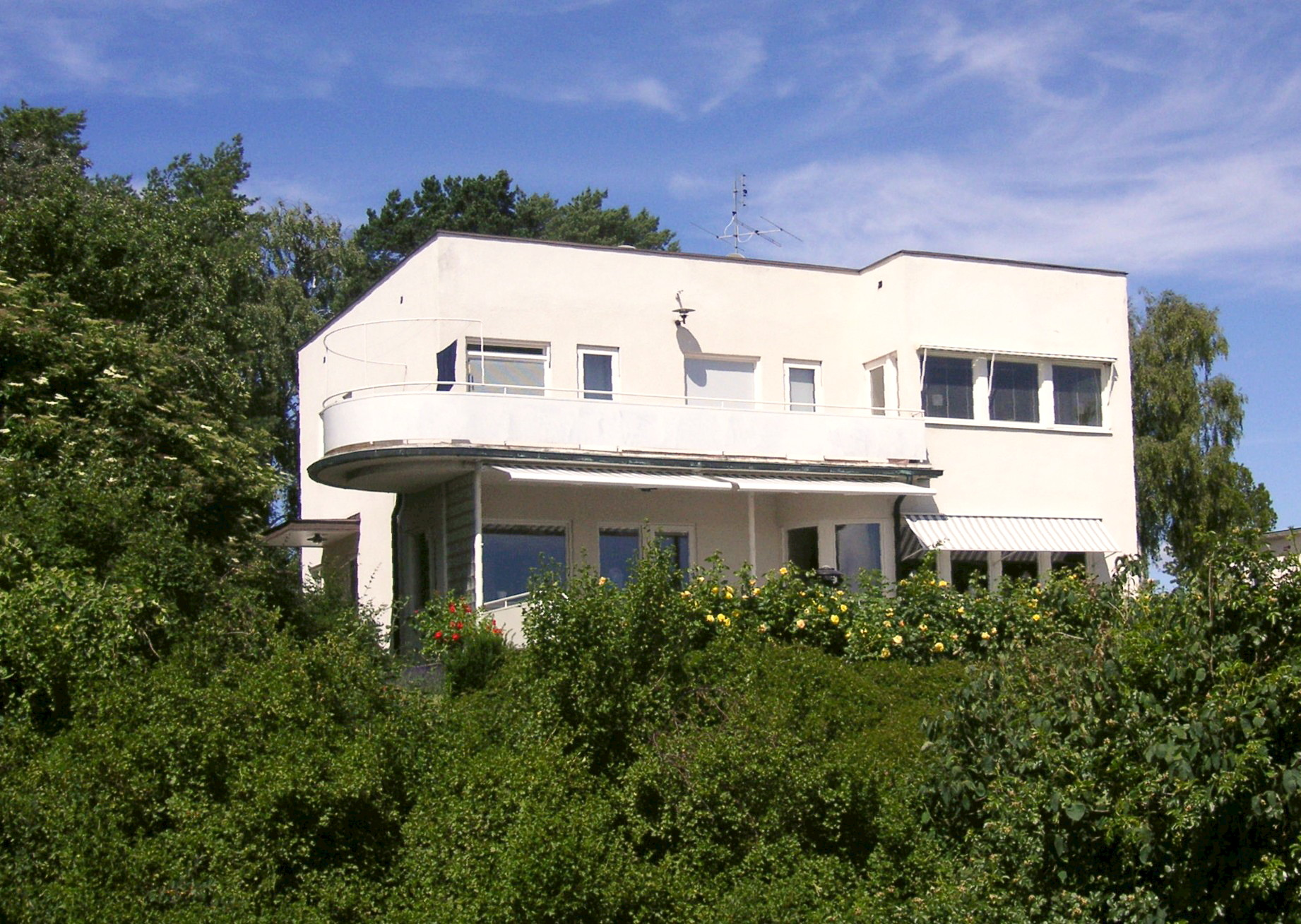
Södra Ängby
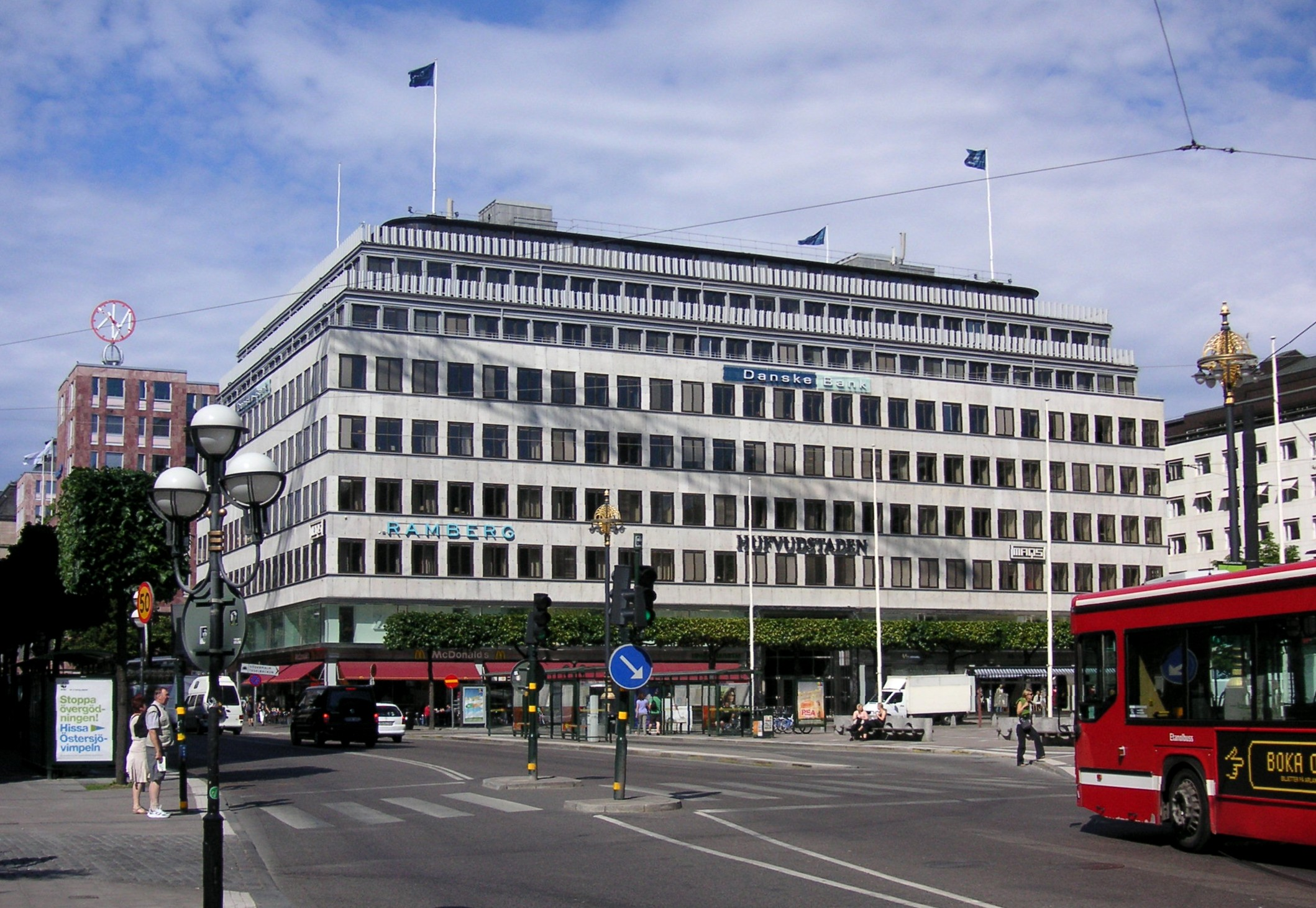
Citypalatset
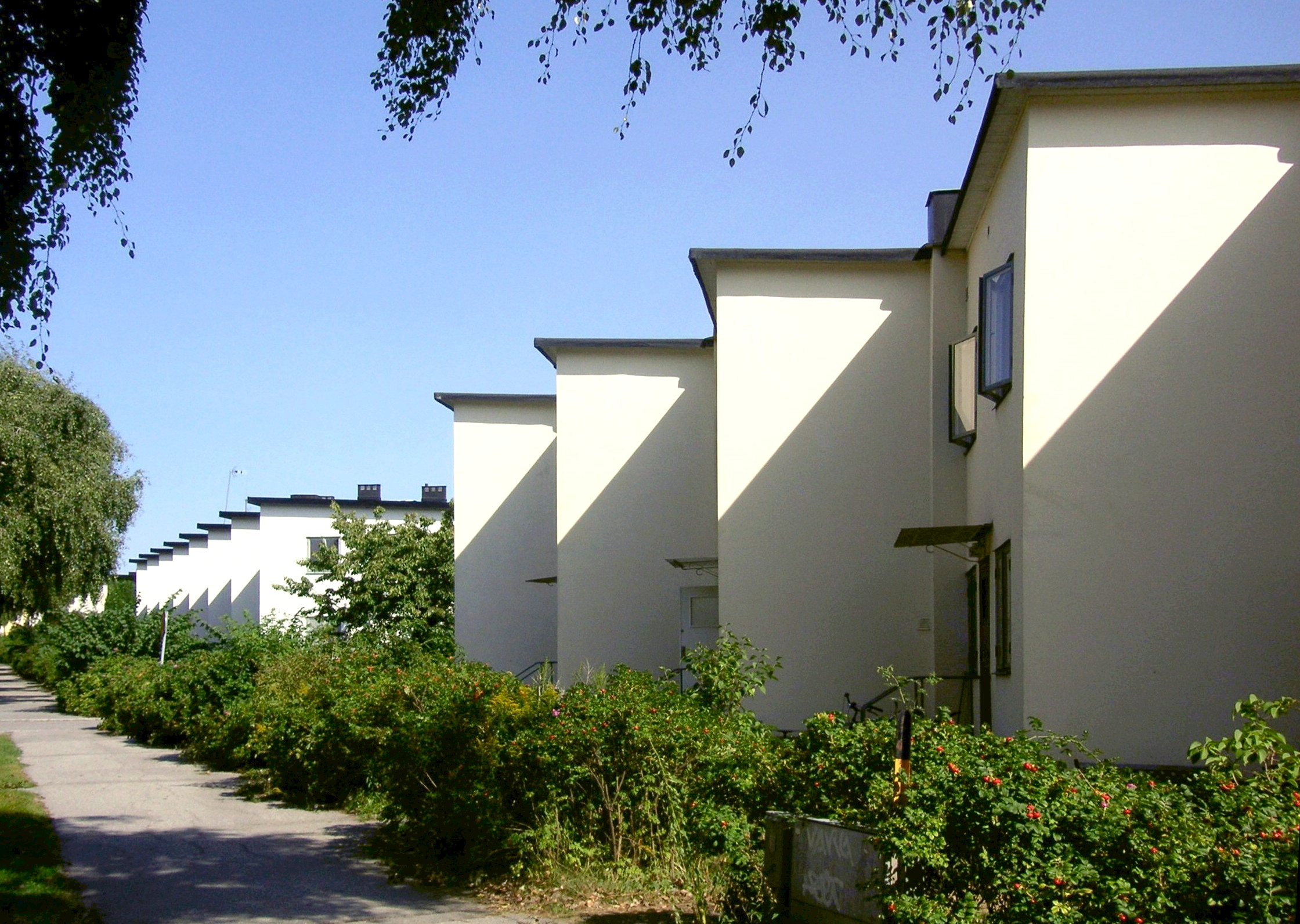
Ålstensgatan
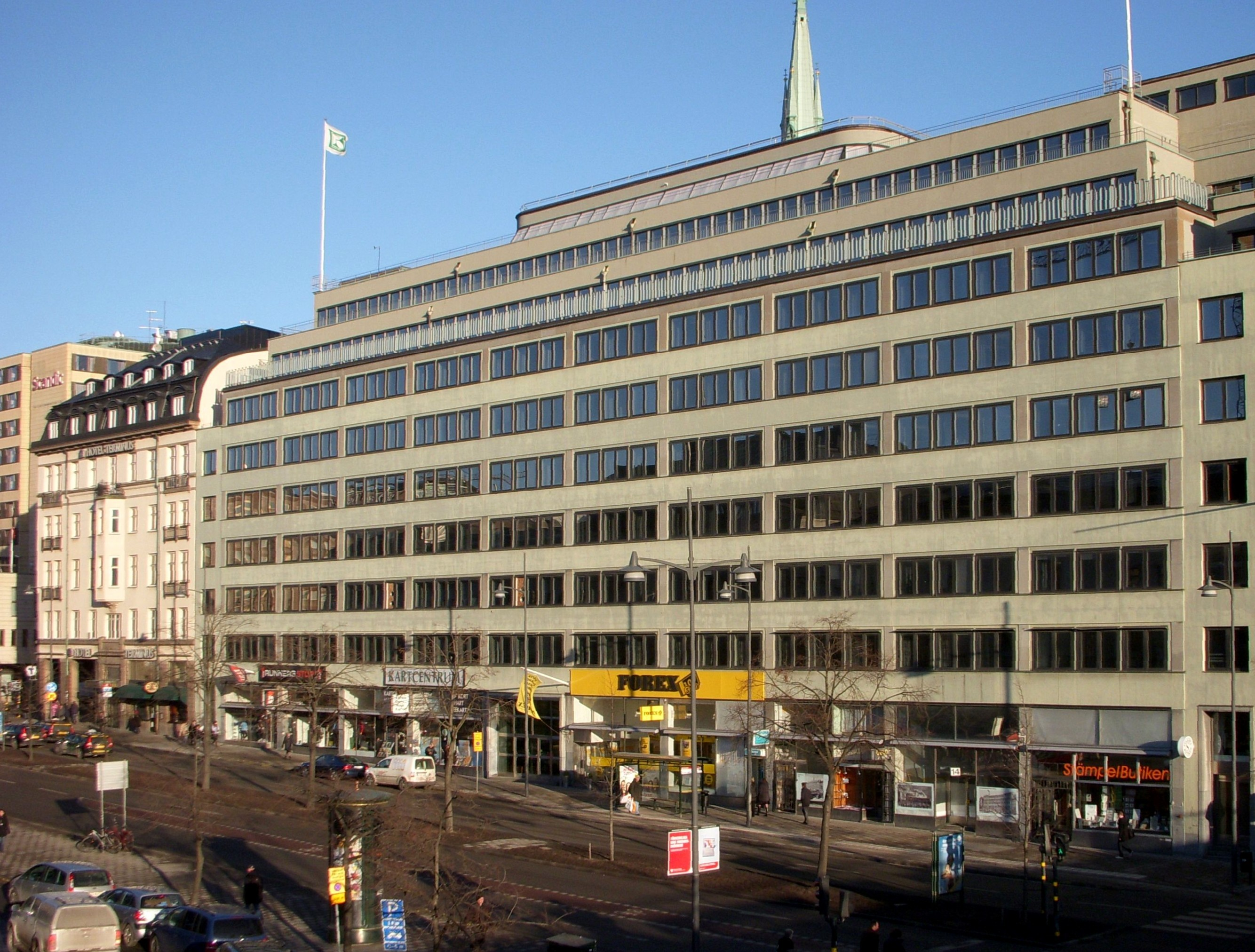
Esselte-huset
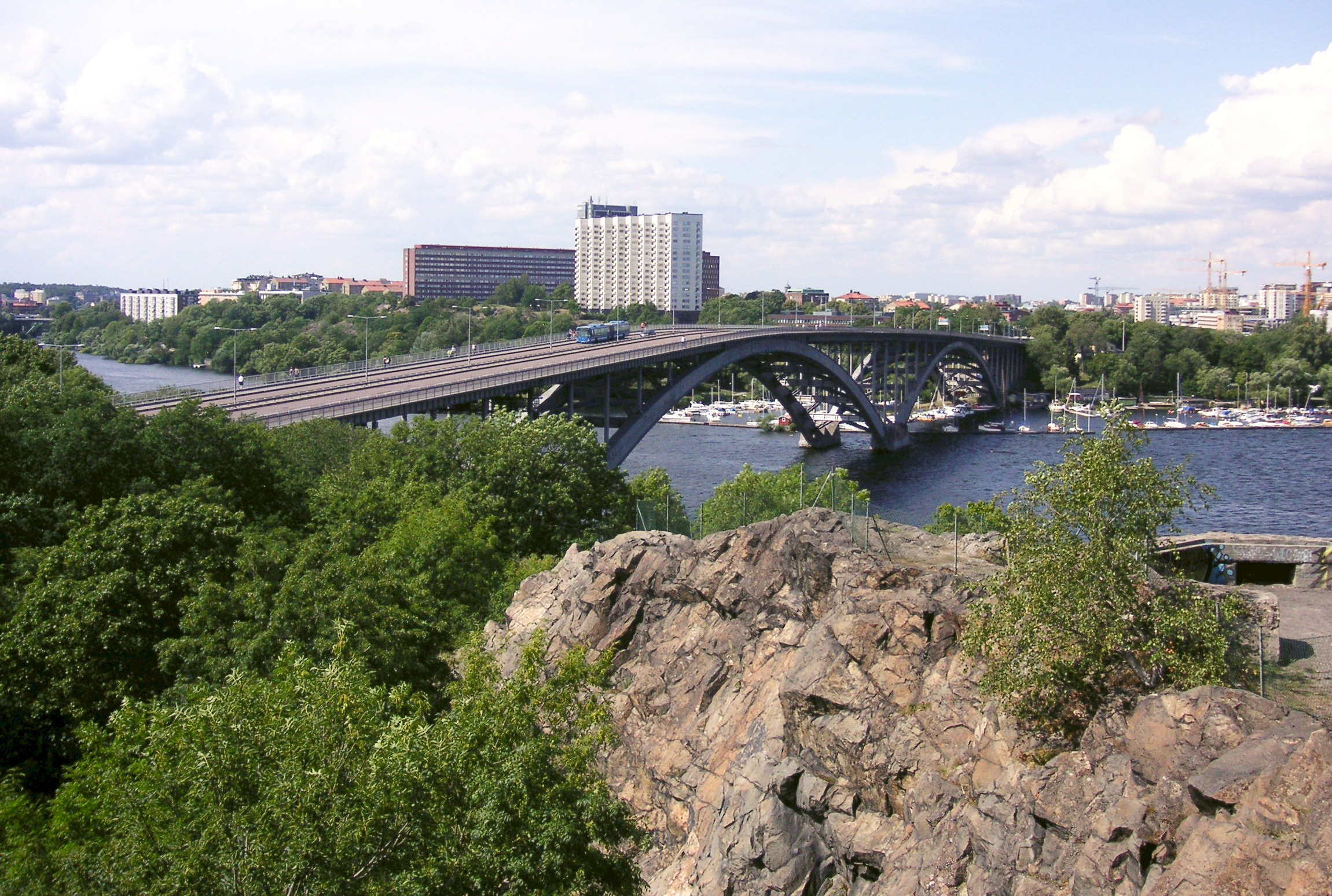
Västerbron
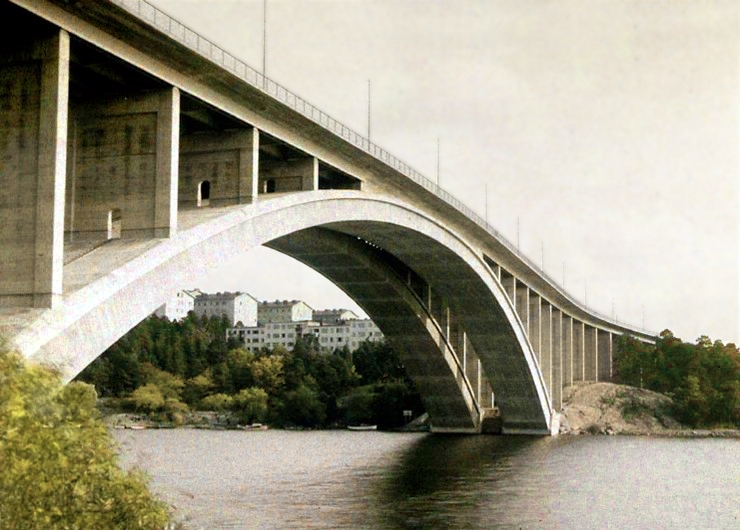
Tranebergsbron (foto: 1937)
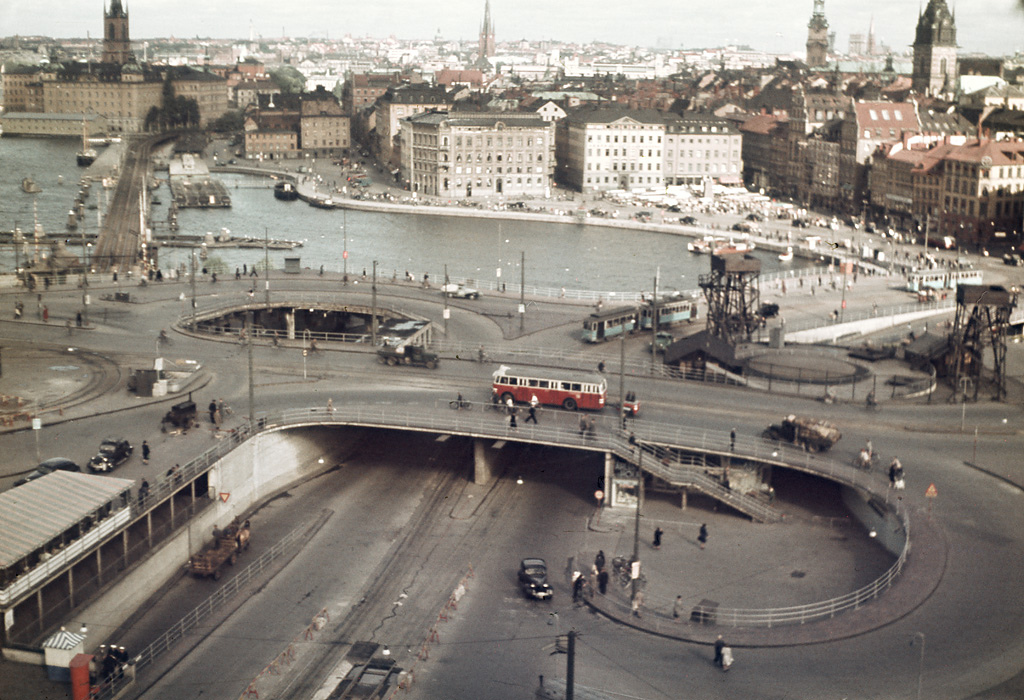
Slussen (foto: 1945)

### 1945–1970

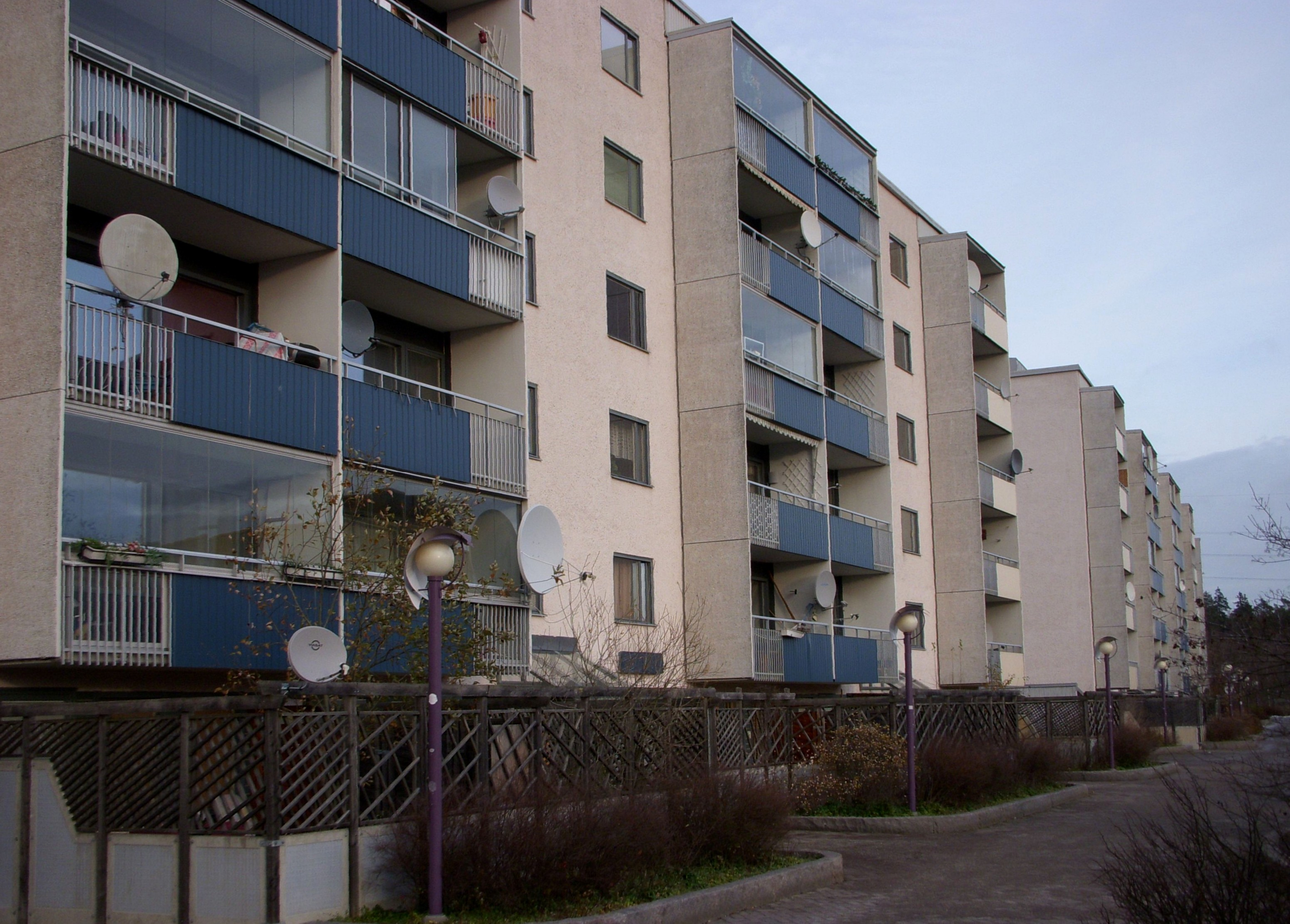
Skärholmen
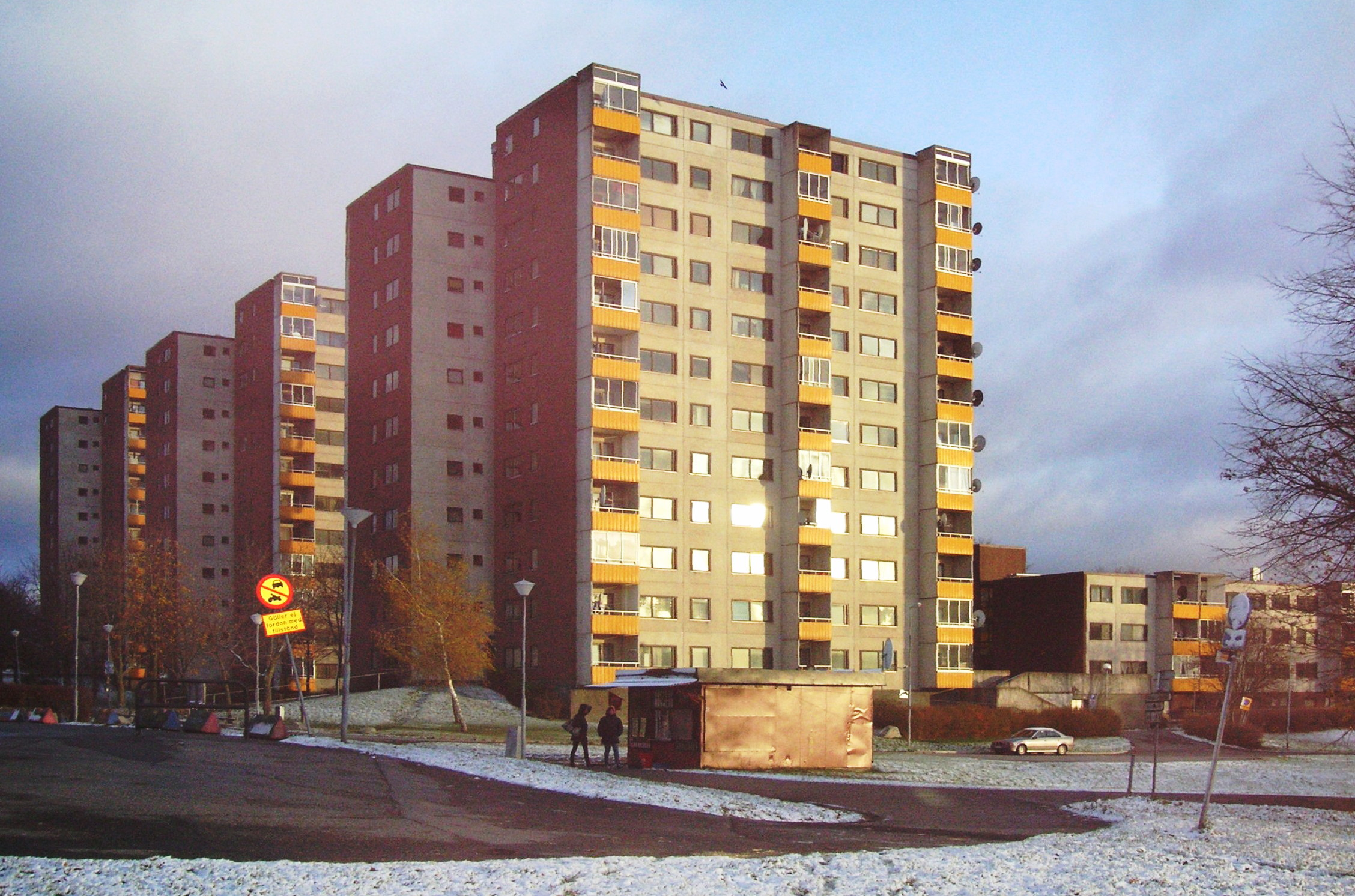
Fittja
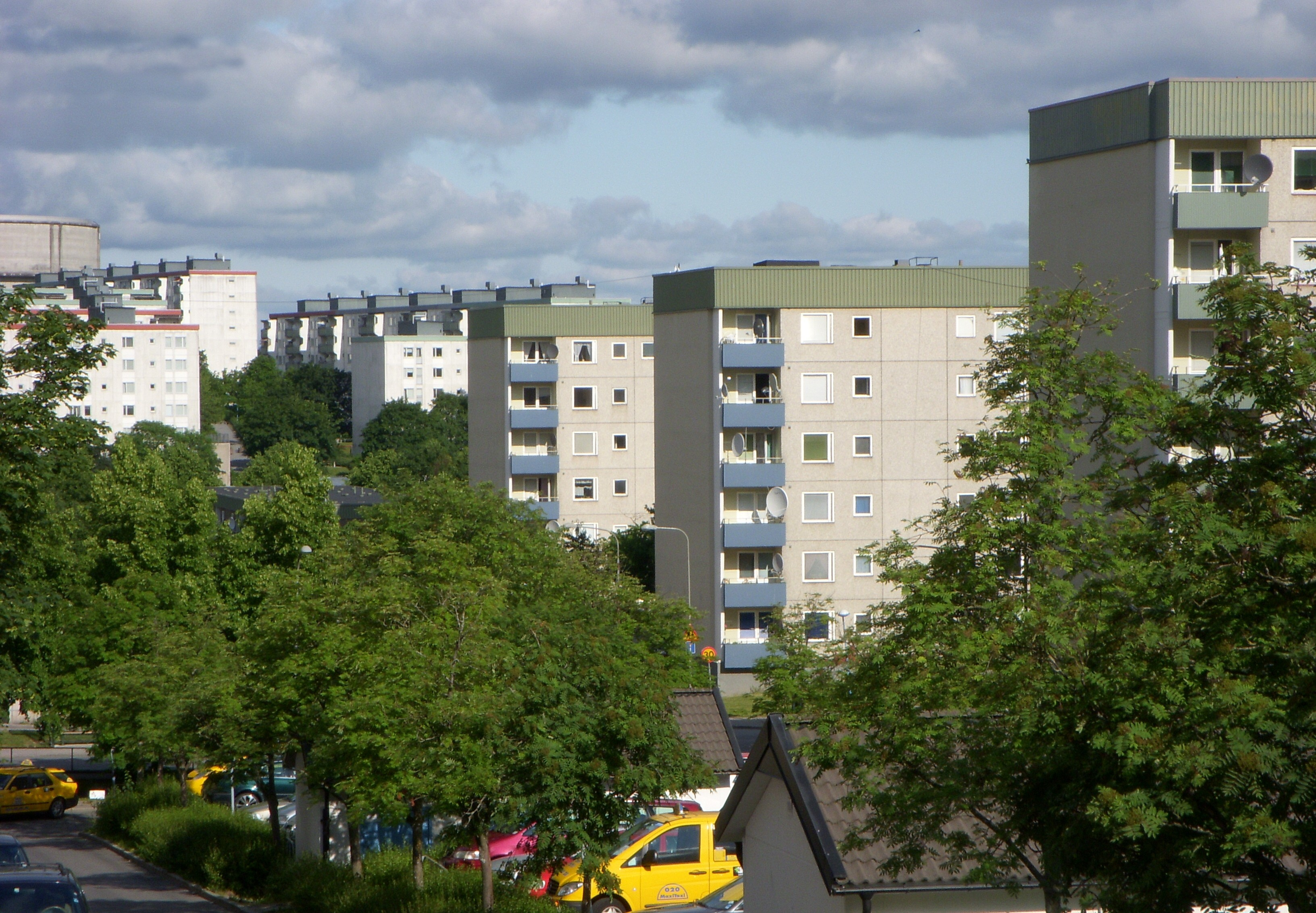
Tensta
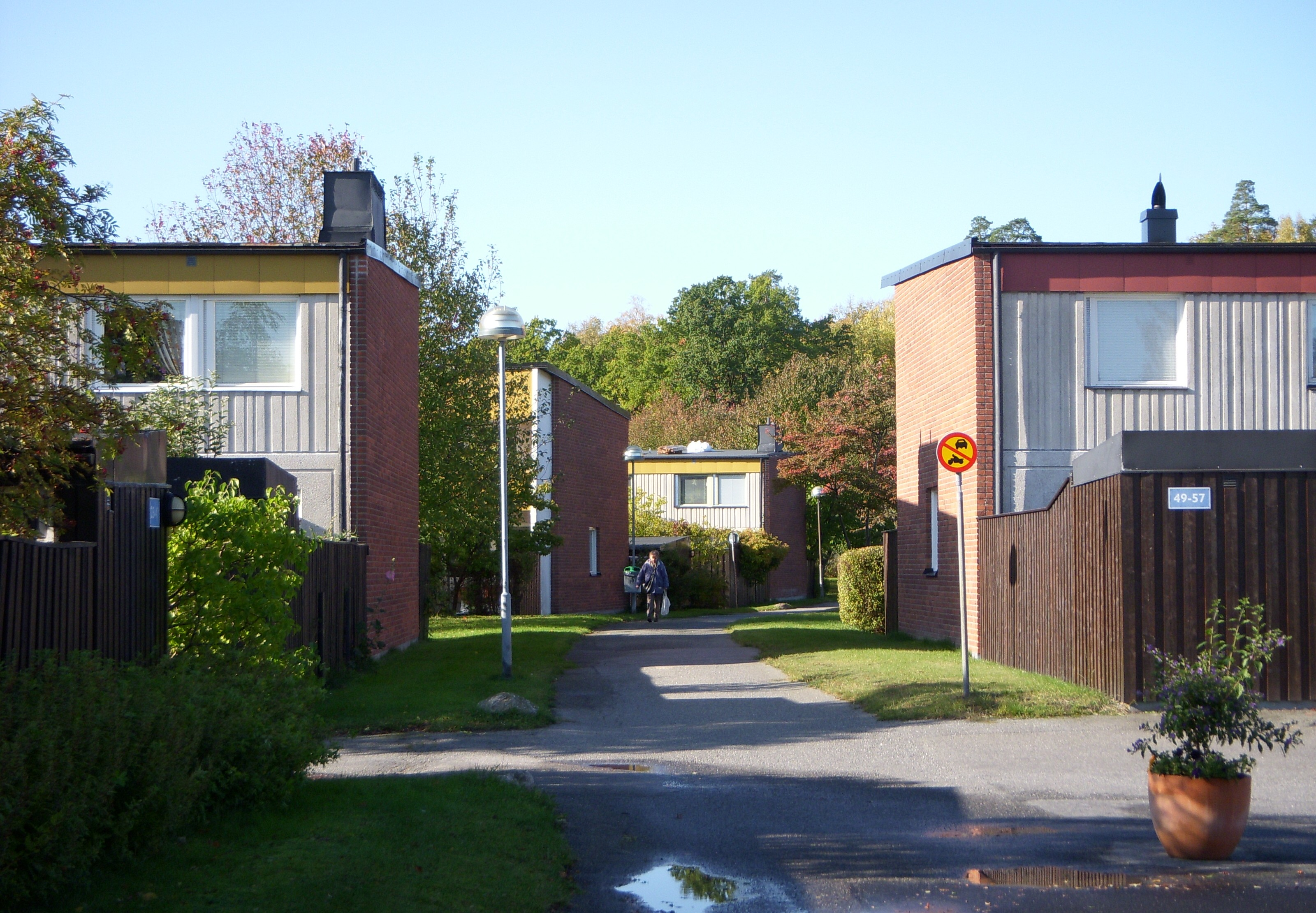
Sätra

I den generalplan som utarbetades före och under andra världskriget bestämdes att Stockholm skulle växa som ett pärlband längs tunnelbanans linjer. Tanken om en ABC-stad föddes. A stod för arbete, B för bostad och C för centrum. Årsta centrum, som planerades av Erik och Tore Ahlsén under åren 1943–1953, var det första förstadscentrumet efter denna princip, dock i början utan tunnelbana. Västertorp (1949–52) och Björkhagen (1959) byggdes förberedda för tunnelbanan. Med Vällingby och Vällingby centrum genomfördes tanken om ABC-staden mest konsekvent. Stadsplanen togs fram 1947–1950 under ledning av arkitekt Sven Markelius. 
Stjärnhusen, Gröndal ritades åren 1944 till 1946 samt 1958 till 1962 av arkitektduon Sven Backström och Leif Reinius (se även Backström & Reinius Arkitekter AB). Enligt arkitekturhistorikern Fredric Bedoire hör stjärnhusen i Gröndal till Stockholms finaste bebyggelsegrupper. De är även ett bra exempel för efterkrigstidens småskaliga och mänskliga folkhemsarkitektur.
Vällingby centrum byggdes åren 1952–1954 med bland annat Backström & Reinius som arkitekter. Resultatet blev lyckat och rönte stor internationell uppmärksamhet. Även söder om staden växte nya stadsdelar fram, längs tunnelbanan uppstod Högdalen (1957), Farsta (1960), Bredäng (1962) och Skärholmen (1968).
Stockholms innerstad och Nedre Norrmalm förvandlas fullständigt under 1950- till 1970-talen. Tunnelbanan, nya gator och torg, biltunnlar och nya affärshus samt ett nät av underjordisk försörjning skulle sammanvävas till ett modernt city. Planerna från 1920-, 1930- och 1940-talen, som hade fördröjts genom andra världskriget, skulle äntligen genomföras. Det hela blev Sveriges genom tiden största, längsta och mest kritiserade byggnadsprojekt med start i mars 1952 och avslut i mitten av 1970-talet. Under Sven Markelius ledning anlitades Sveriges arkitektelit att gestalta det nya Hötorgscity och byggnader kring Sergels torg, längs Sveavägen och Hamngatan, bland dem Markelius själv, Backström & Reinius, Anders Tengbom, David Helldén, Lars-Erik Lallerstedt och Peter Celsing.
Nya citys kännetecken blev Peter Celsings Kulturhuset (invigd 1973) och de fem Hötorgsskraporna (invigda mellan 1960 och 1966), som borgarrådet Yngve Larsson entusiastiskt kallade De fem trumpetstötarna. För att kunna genomföra omdaningen blev en omfattande rivning av delvis kulturhistoriska byggnader nödvändig. Detta vållade många protester som slutligen innebar att Norrmalmsregleringen fick avbrytas i förtid. Nybyggnadsetapperna fas 3, 4 och 5 enligt City 67 som omfattade bland annat Tunnelgatans breddning och ombyggnad till lokal huvudgata, delar av Östermalm fram till Humlegårdsgatan och Sibyllegatan samt Blasieholmen och Blasieholmsleden genomfördes aldrig. Essingeleden, som en första del av Stockholms ringled, invigdes i augusti 1966. Projektet var vid den tiden Sveriges största vägbygge trots att det bara omfattade fem kilometer ny väg. Essingeledens fortsättning mot Bromma, Brommagrenen, utfördes inte. Även utbyggnaden av tunnelbanan drabbades av byggstopp, Lidingögrenen och Nackagrenen slopades.
På senare tid har man dock omvärderat en del av den bebyggelsen som skapades under Norrmalmsregleringens tid.  Våren 2007 genomförde Stadsmuseet i Stockholm en omfattande inventering och klassificering av samtliga fastigheter på Norrmalm i Stockholm som hade uppförts 1960-1989. Stadsmuseet i Stockholm dokumenterade samtliga fastigheter i ord och bild som vägledning vid eventuella framtida förändringar av bebyggelsen i Stockholms city. Bland de 14 mest värdefulla fastigheterna, vars kulturhistoriska värde motsvarar fordringarna för byggnadsminnen i Kulturmiljölagen, återfanns 11 fastigheter uppförda i samband med Norrmalmsregleringen, ritade av några av tidens mest namnkunniga arkitekter som Peter Celsing, Nils Tesch, Carl Nyrén samt Backström & Reinius (se Stadsmuseets Norrmalmsinventering).
Byggnadsverk från tiden

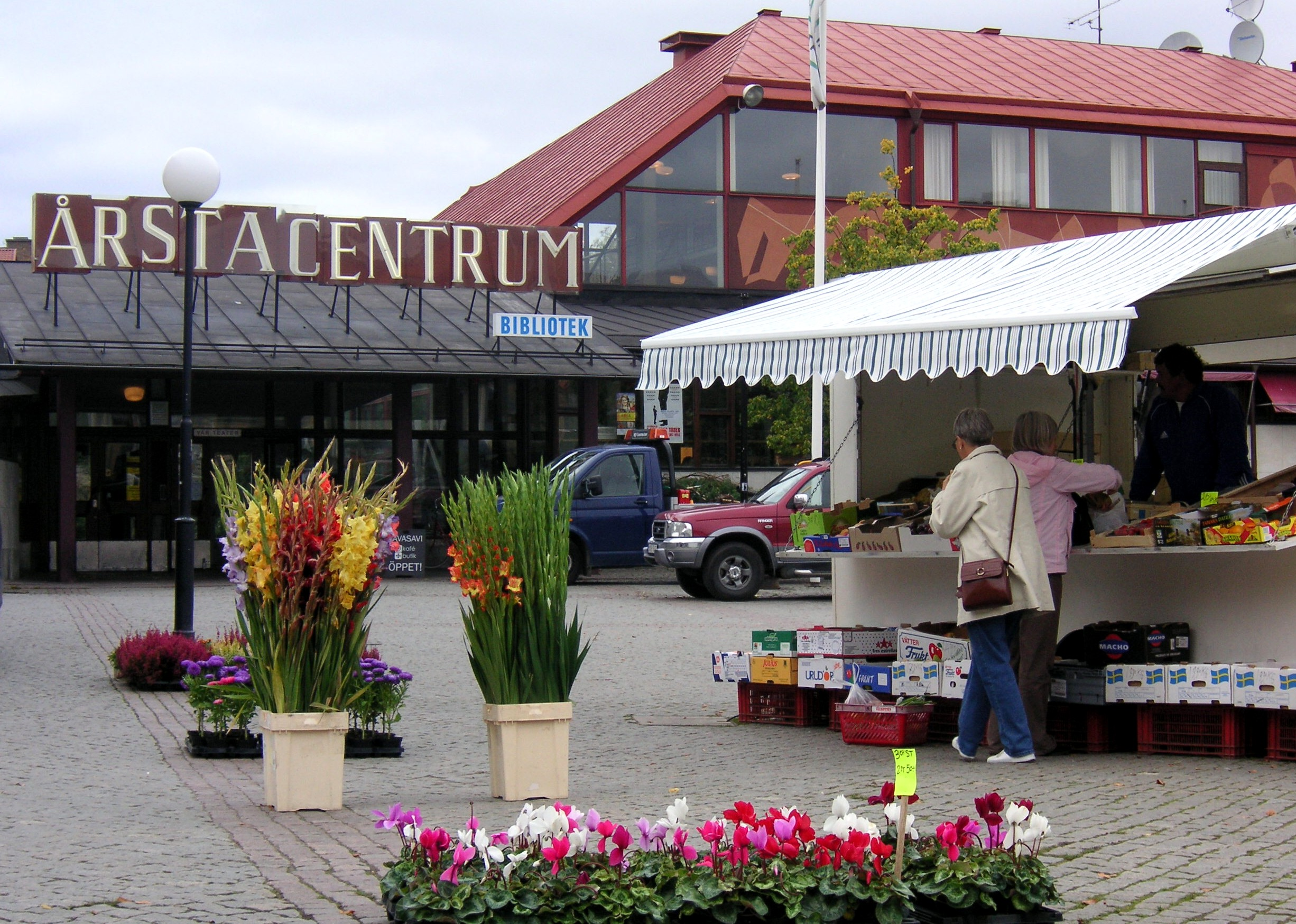
Årsta centrum
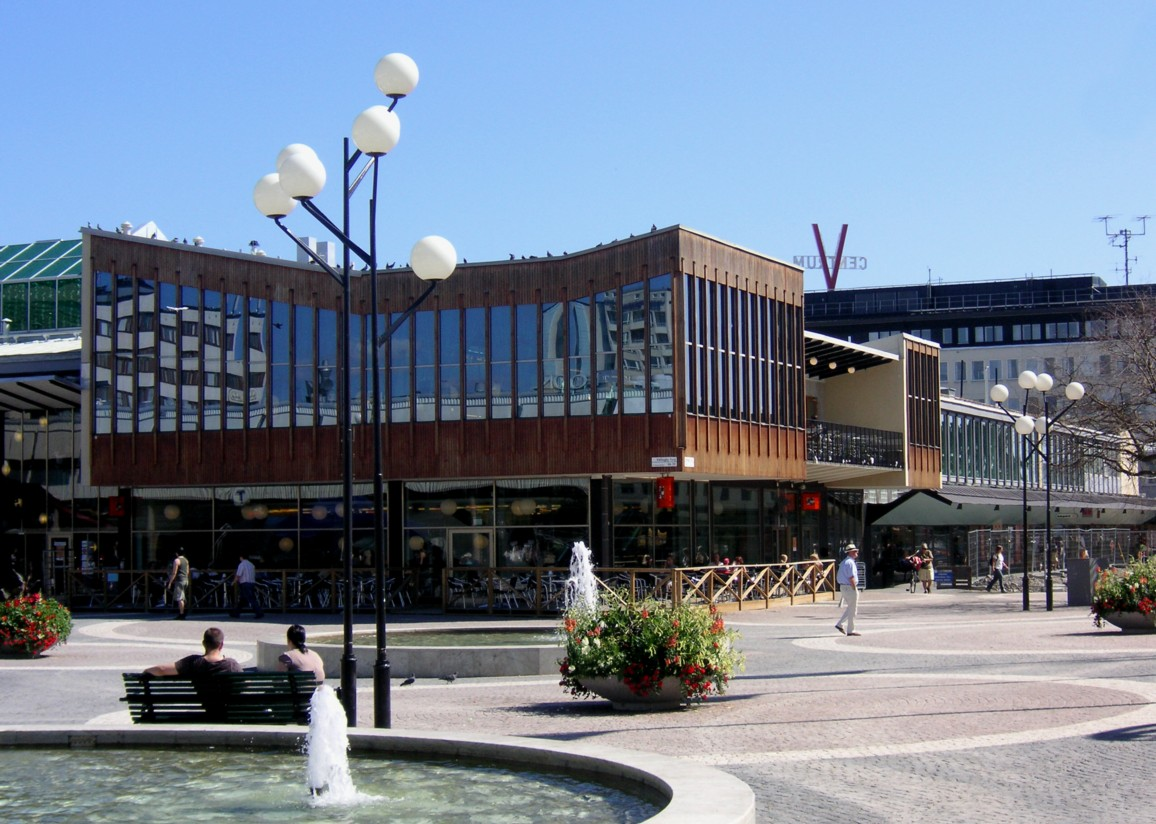
Vällingby centrum
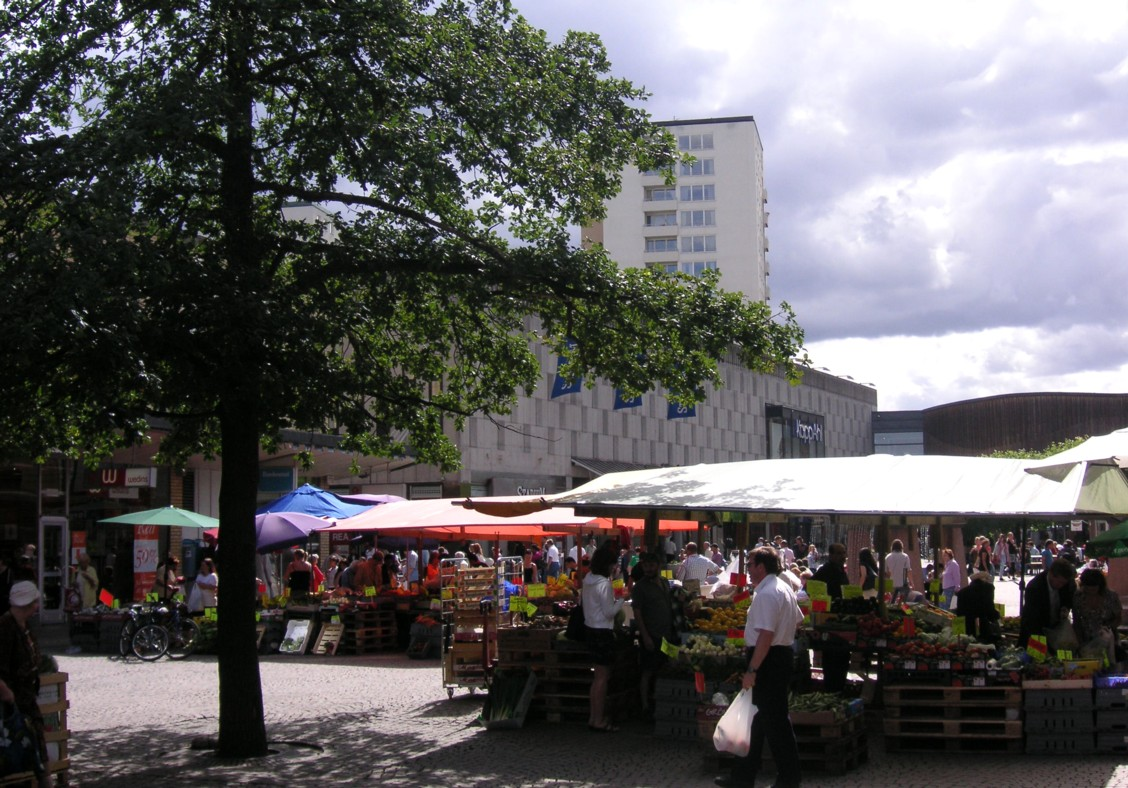
Farsta torg
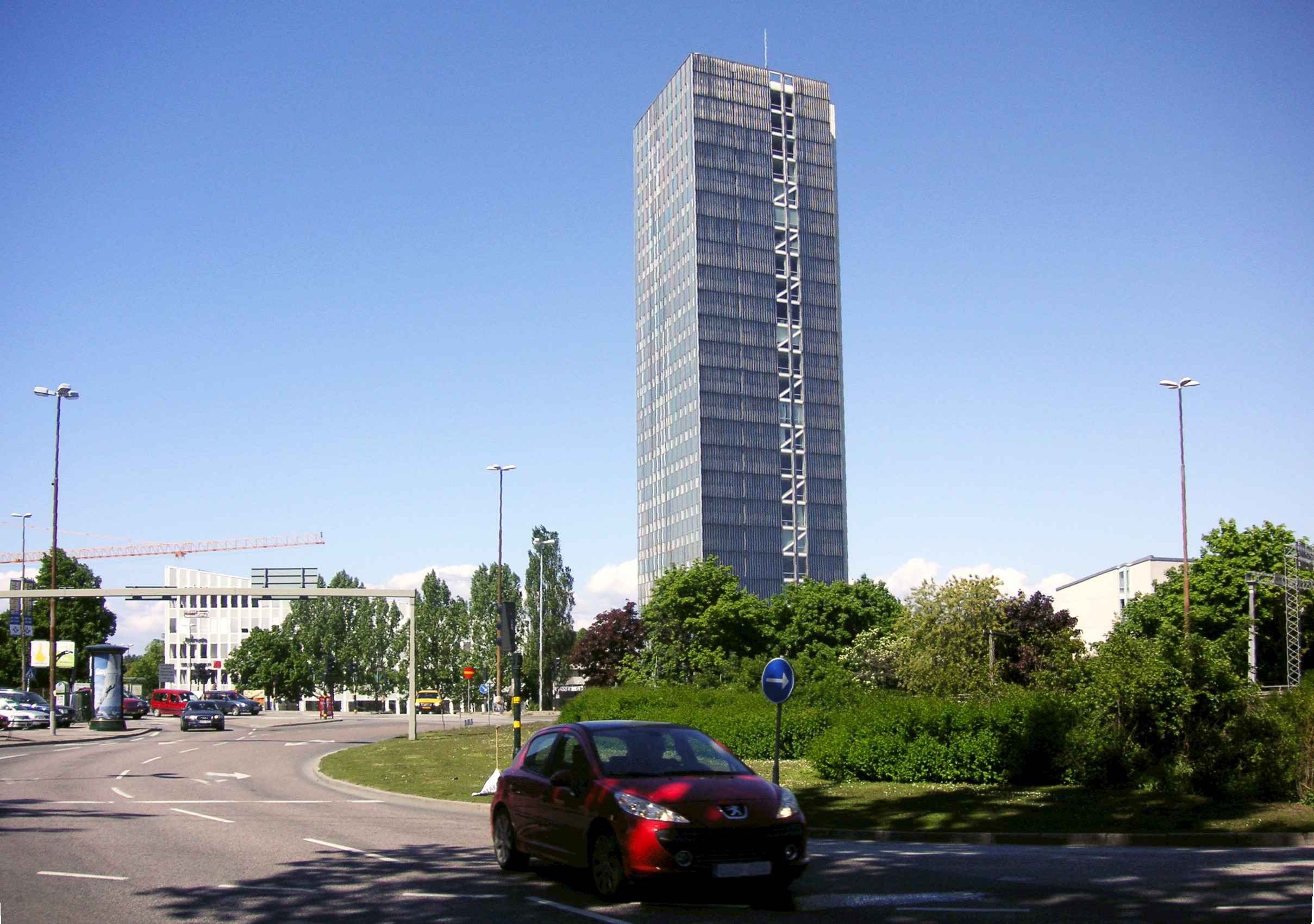
Wenner-Gren Center
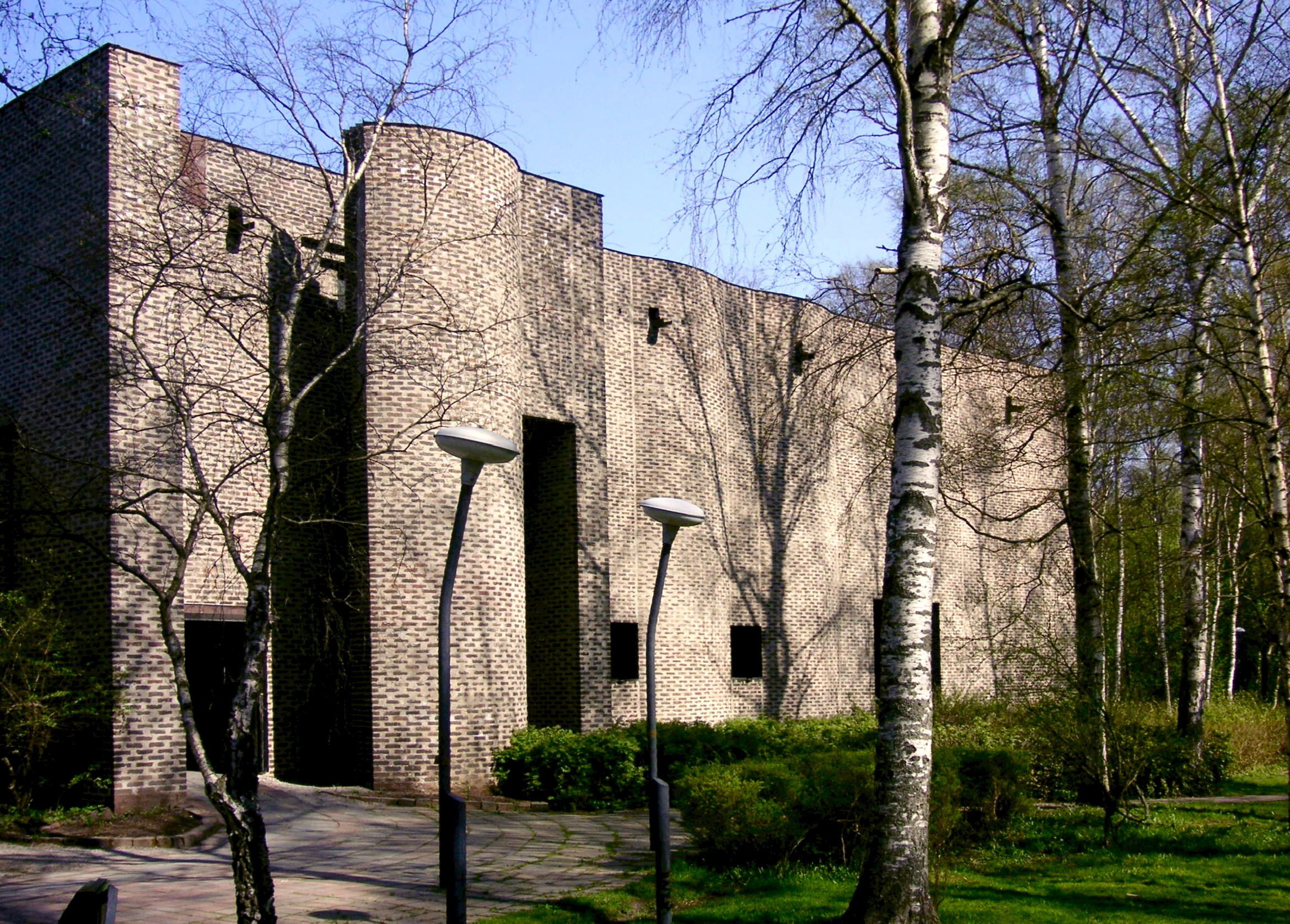
Markuskyrkan
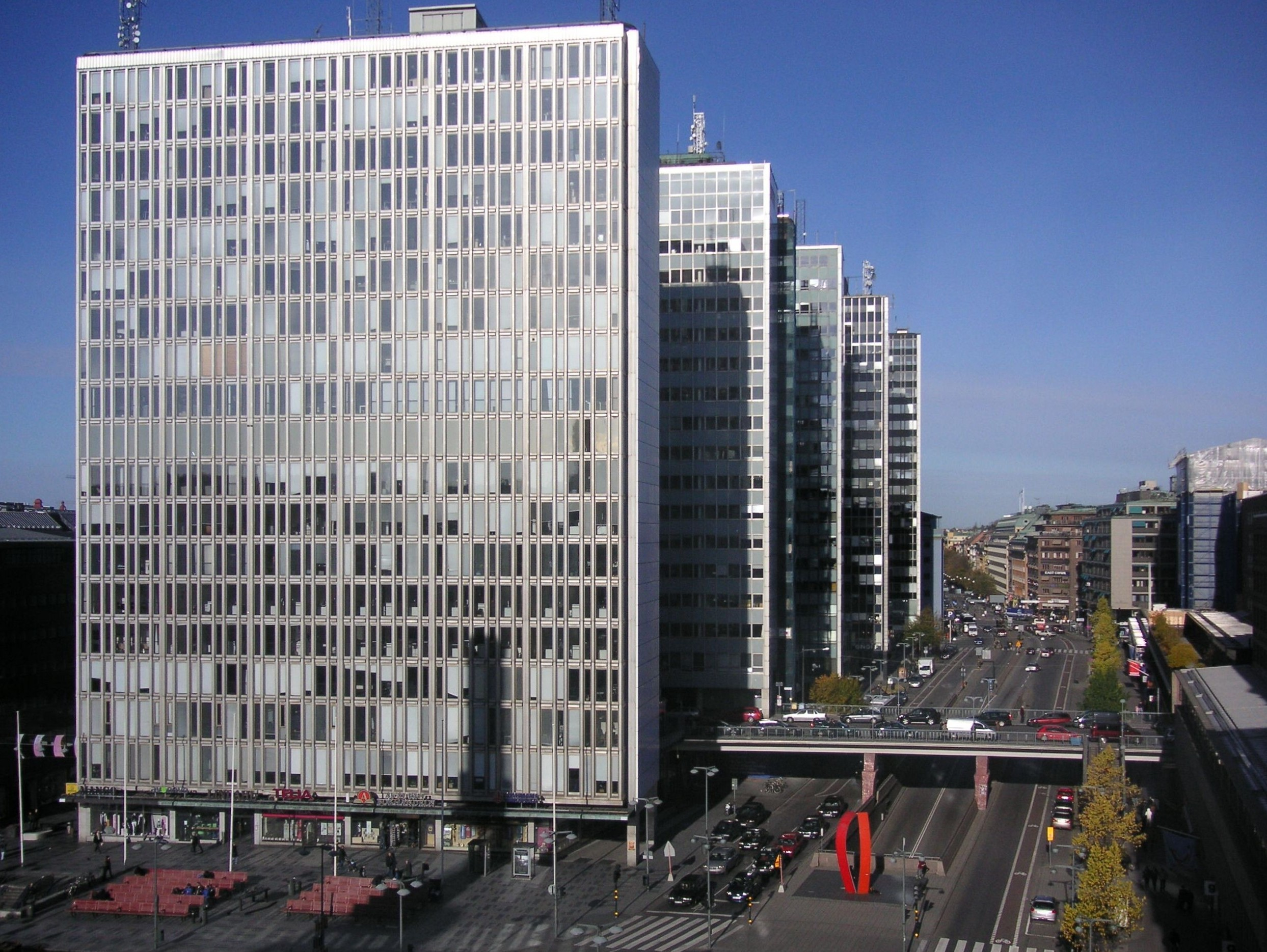
Hötorgsskraporna
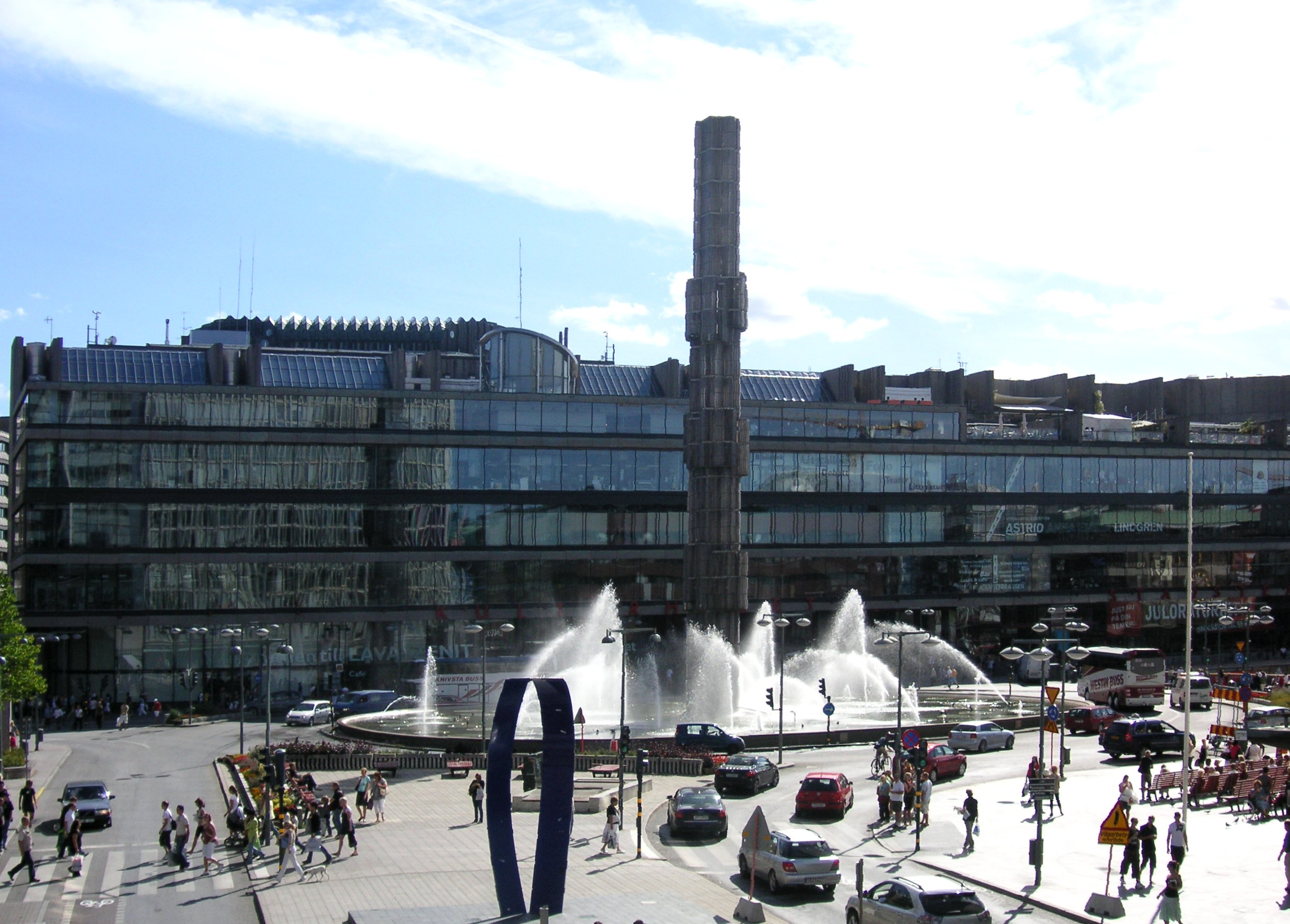
Kulturhuset
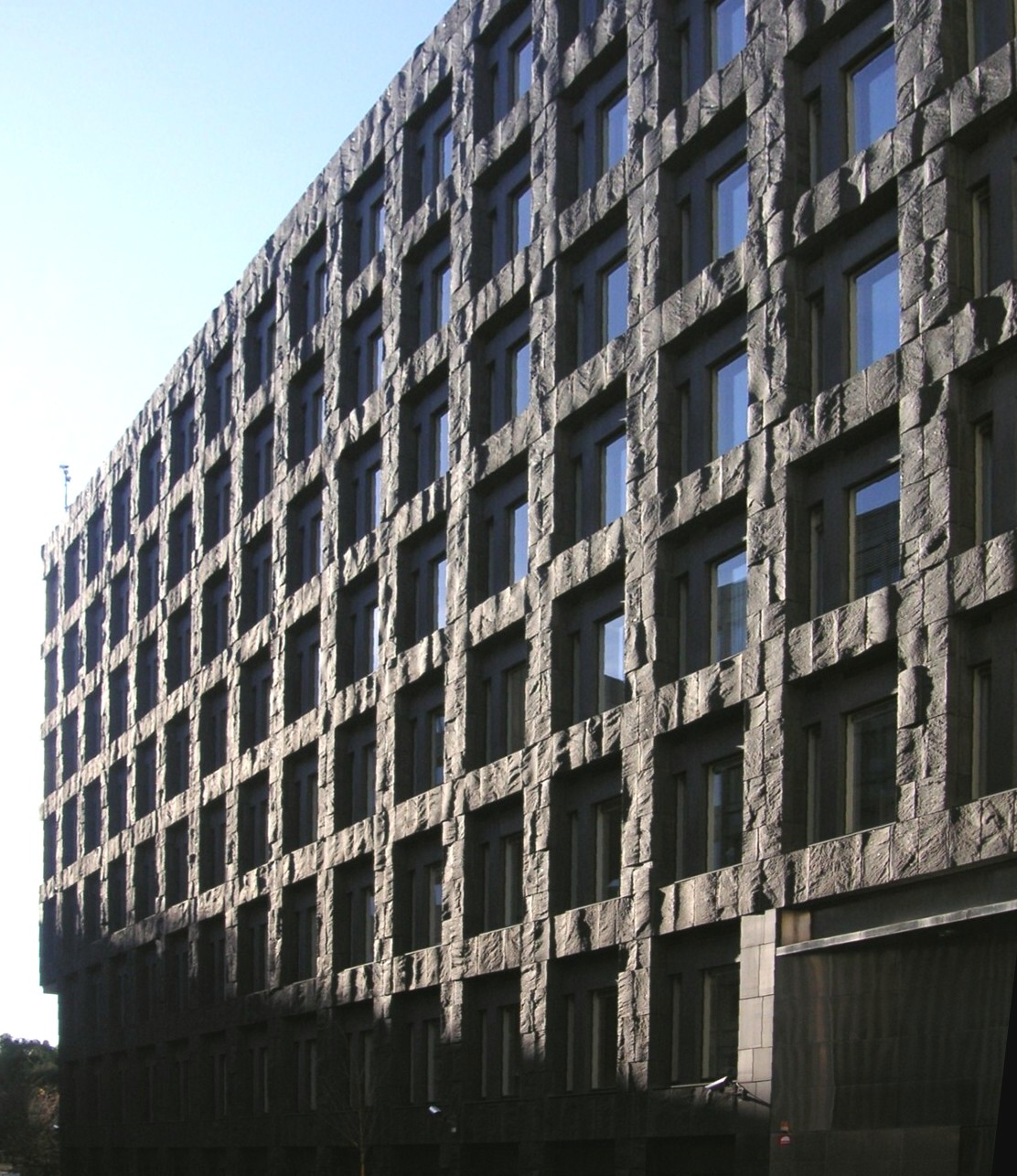
Riksbankshuset

Framstegsoptimismen var stor på 1950- och 1960-talen. Det byggdes inte bara på nedre Norrmalm eller på stadens ytterområden, utan vid Sveavägens norra slut reste sig, som ett utropstecken, en skyskrapa på 25 våningar, Wenner-Gren Center, som hade finansierats av den teknikintresserade Axel Wenner-Gren. 1959–1961 uppstod här efter arkitekt Sune Lindströms ritningar ett helt komplex med byggnader bestående av kontor, kongresshall samt forskningsplatser och bostäder för i Stockholm gästande internationella vetenskapsmän. Platsen var väl vald, vid utfarten från Stockholm till stadens nya storflygplats Arlanda. Likt en forntidens runsten (runstenar var statussymboler som restes gärna vid viktiga färdvägar) skulle Wenner-Gren Center ses av alla resenärer till och från Arlanda. Även konstruktionen var modern, Wenner-Gren Centers höghus var det första i landet med en stomme av hopnitade stålbalkar efter amerikansk förebild, det var på sin tid Europas högsta byggnad med en stomme av stål. På Södermalm invigdes 1959 ett annat höghus, i folkmun snabbt döpt till Skatteskrapan. Med sina 26 våningar var denna av Paul Hedqvist ritade byggnad ännu högre än Wenner-Gren Center.
Kyrkobyggnader har under alla århundraden återspeglat tidens stilriktning i konst och arkitektur, så även idag. I Björkhagen, söder om Stockholm, uppfördes 1956–1963 Markuskyrkan,  ritad av den då 70-årige Sigurd Lewerentz i en kompromisslös brutalistisk stil. Markuskyrkan blev ett för moderna tider ovanligt projekt. Det etablerades en gamla tiders byggnadshytta, där arkitekten var närvarande dagligen, ledde arbetet och löste estetiska och tekniska problem tillsammans med byggarbetarna på platsen. Markuskyrkan blev även internationellt uppmärksammad och var den första byggnaden som belönades med Kasper Salinpriset 1962.
Stockholm hade under 1950- och 1960-talen åter blivit en stad med stor inflyttning och befolkningsökning. 1960 hade Stockholms kommun växt till 800 000 invånare och bostadsbristen gjorde sig påmind igen. 1965 beslöt Riksdagen om det så kallade miljonprogrammet, som innebar att det skulle byggas en miljon bostäder på tio år i landet, de flesta i Stockholm. Resultatet blev enformiga bostadshus i enformiga bostadsområden, oftast byggda med betongelement och i många våningar, till exempel Tensta (1967), Rinkeby (1968) och Skärholmen (1968). En tredjedel av miljonprogrammets produktion utgjordes av storskaliga höghusområden, en tredjedel av låga flerbostadsområden samt en tredjedel småhus. Miljonprogrammets bebyggelse utgjorde 2004 cirka 25 procent av det samlade bostadsbeståndet i Sverige och återspeglade 1960- och 1970-talens idé om välfärdssamhälle.
Exempel från miljonprogrammet
- Skärholmen
- Fittja
- Tensta
- Sätra

### 1970–2000
Med den så kallade Almstriden i Kungsträdgården 1971 kulminerade protesterna mot saneringspolitiken. Detta i kombination med minskade finansiella resurser och energikrisen 1973 ledde till en inbromsning av byggandet av nya stadskvarter och stadsmotorvägar. Den ekologiska tanken föddes på allvar. Planer på ytterligare omfattande citysaneringar omarbetades och inriktades nu på varsam ombyggnad. Så räddades exempelvis Mariabergets 1700-talsbebyggelse på Södermalm från rivning och husen sanerades varsamt under 1970-talet. Miljonprogrammet hade blivit ett misslyckande. Till följd av lågkonjunkturen kring 1970 med efterföljande avflyttning från Stockholm hade man nu plötsligt fått ett överskott på 40 000 bostäder och många arbetslösa byggarbetare.
Ända fram till 1970-talet hade funktionalismens, eller modernismens tankegångar präglat stadsplaneringen med öppna stadskvarter och med anpassning till bilismen. Nu väcktes nya ideal under postmodernismen. Efter förebilder från bland annat Danmark planerades nya bostadsområden i Stockholm, där ”tätt och lågt” och helst bilfritt blev en förhärskande idé. Första kvartersstaden efter denna princip blev Kista (1975–1980) i norra Stockholm, följt av Skarpnäcks gård i södra Stockholm som bebyggdes under 1980-talet. Ett annat nytt bostadsområde är Dalen, som var färdigbyggt 1984. Till denna kategori hör även Södra Stationsområdet på Södermalm, där inflyttningen började 1987. Här ritade den spanske arkitekten Ricardo Bofill bostadsområdet som kallas Bofills båge; husen uppfördes 1991–1992.
Staden lät även uppförda några kulturbyggnader som Vasamuseet, ritat av Månsson & Dahlbäck Arkitektkontor (1990) och Moderna Museet med Arkitekturmuseet. Den nya byggnaden ritades av den spanske arkitekten Rafael Moneo och invigdes 1998.
Förtätning av befintliga bostadsområden genomfördes i bland annat Hammarbyhöjden och Traneberg. I stadsdelen Traneberg uppstod under 1980-talet det nya bostadsområdet Minneberg. Större byggnader under slutet av 1980-talet var arenan Globen, ritad av Berg Arkitektkontor och invigd 1989 samt Globen City och Cityterminalen, ritad av bland annat Tengbom arkitekter och Ralph Erskine, invigd 1989. Det rådde byggboom i Stockholm igen, som dock fick ett tvärt slut med en finans- och fastighetskris i början av 1990-talet. Många, på spekulation byggda, kontorslokaler stod tomma och bostadsproduktionen sjönk till bara 10 000 lägenheter per år i hela landet.
I början av 1990-talet byggdes bara två större bostadsområden i Stockholm, Hammarby sjöstad (etapp 1, 1992–1997) och Sankt Eriks bostadsområde (1995–1998) båda med en mycket detaljerad stadsplan av planarkitekten Aleksander Wolodarski. Hammarby sjöstad omfattar ett stort geografiskt område kring norra och södra Hammarby sjö, Hammarbykanalen och Sickla kanal, där tidigare funnits hamnanläggningar och småindustri. På norra sidan, kallad Norra Hammarbyhamnen, avslutades byggnadsarbetena 1997, medan utbyggnaden på södra sidan kommer att vara fullt utbyggd 2017  I slutet av seklet 1900, i samband med Kulturhuvudstadsåret 1998 och bostadsmässan Bygga Bo 98 byggdes Nybodahöjden. Man uppförde 156 bostäder i atriumhus, radhus och så kallade stadsvillor.
Byggnadsverk från tiden

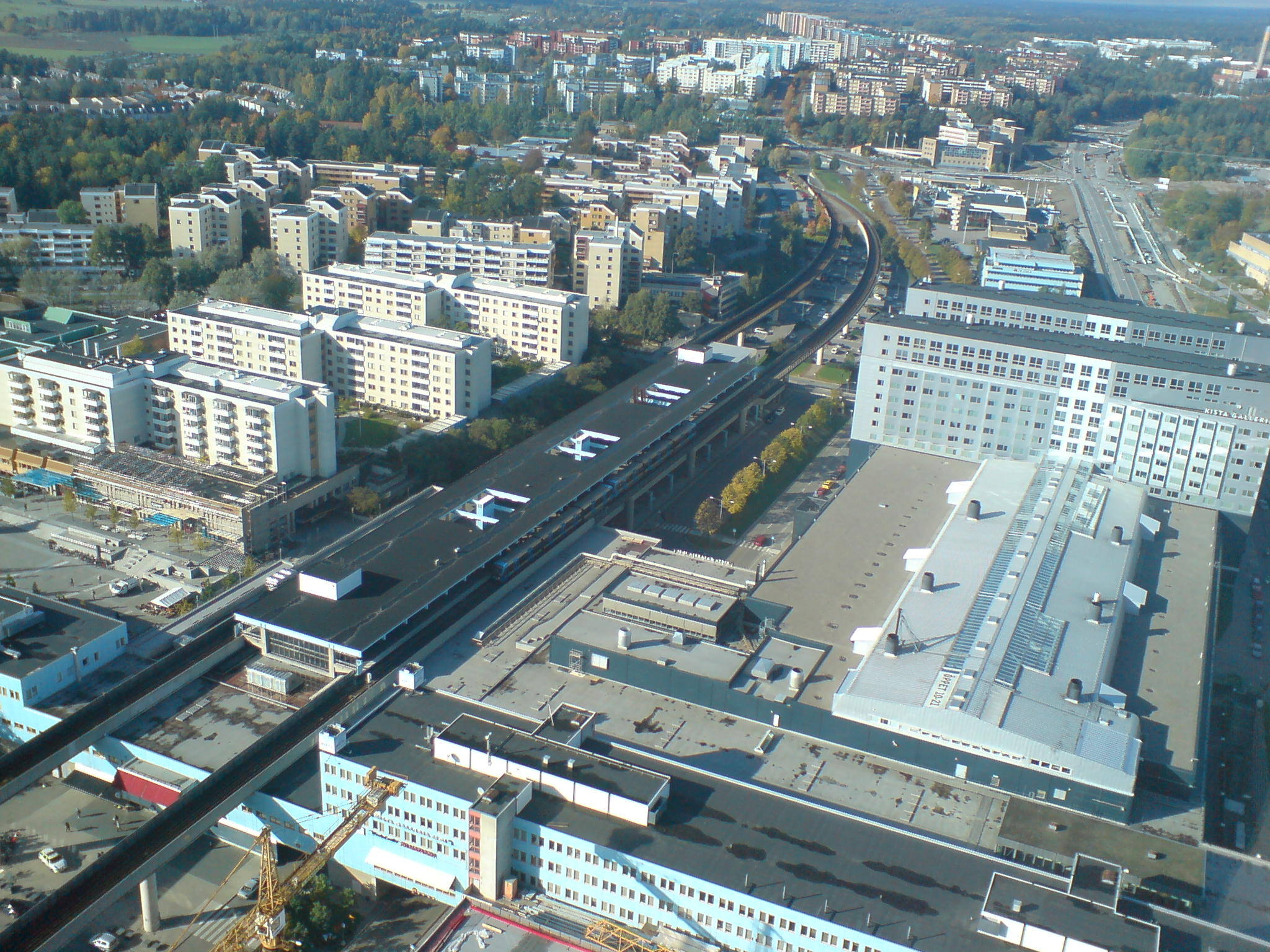
Kista
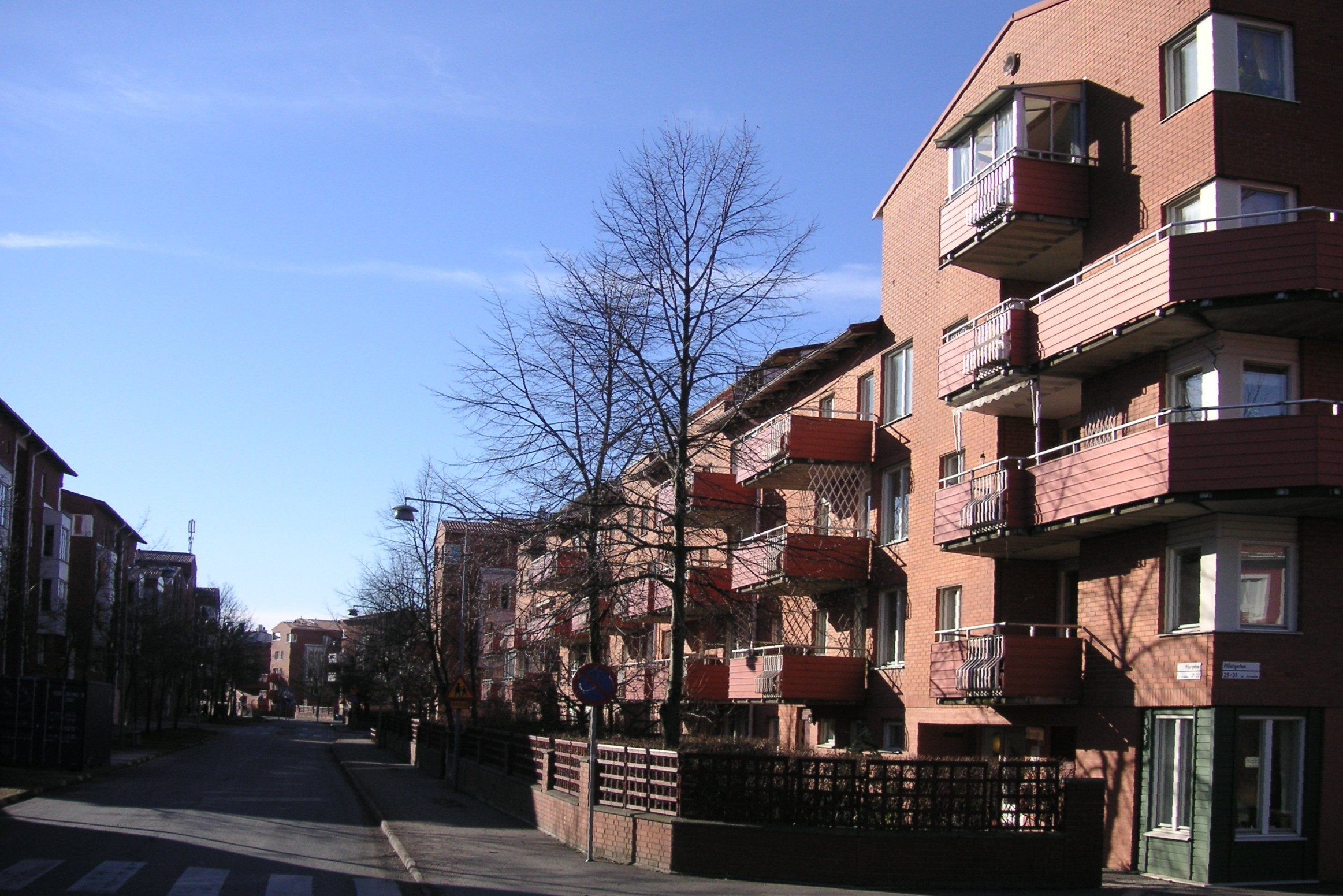
Skarpnäcks gård
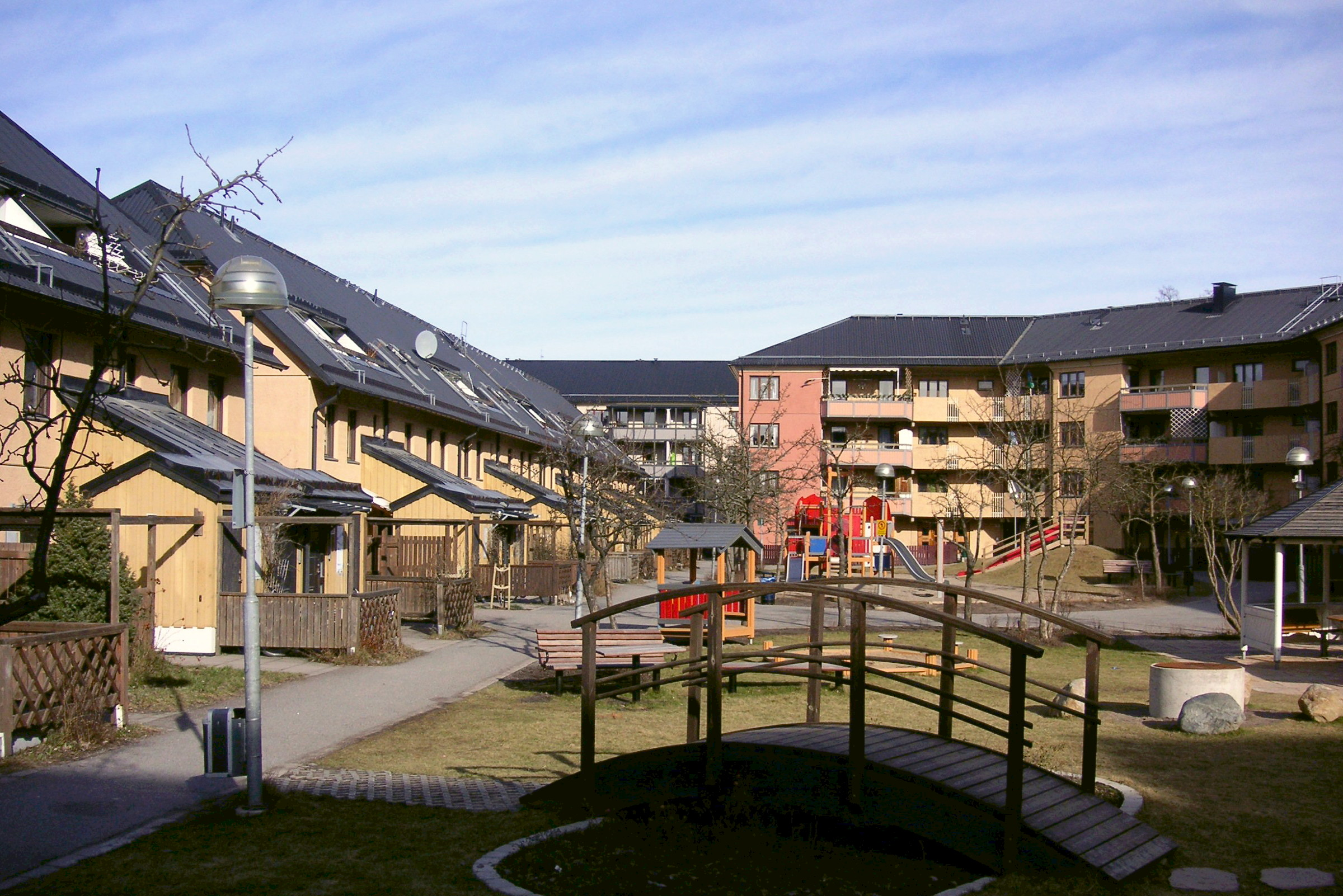
Dalen
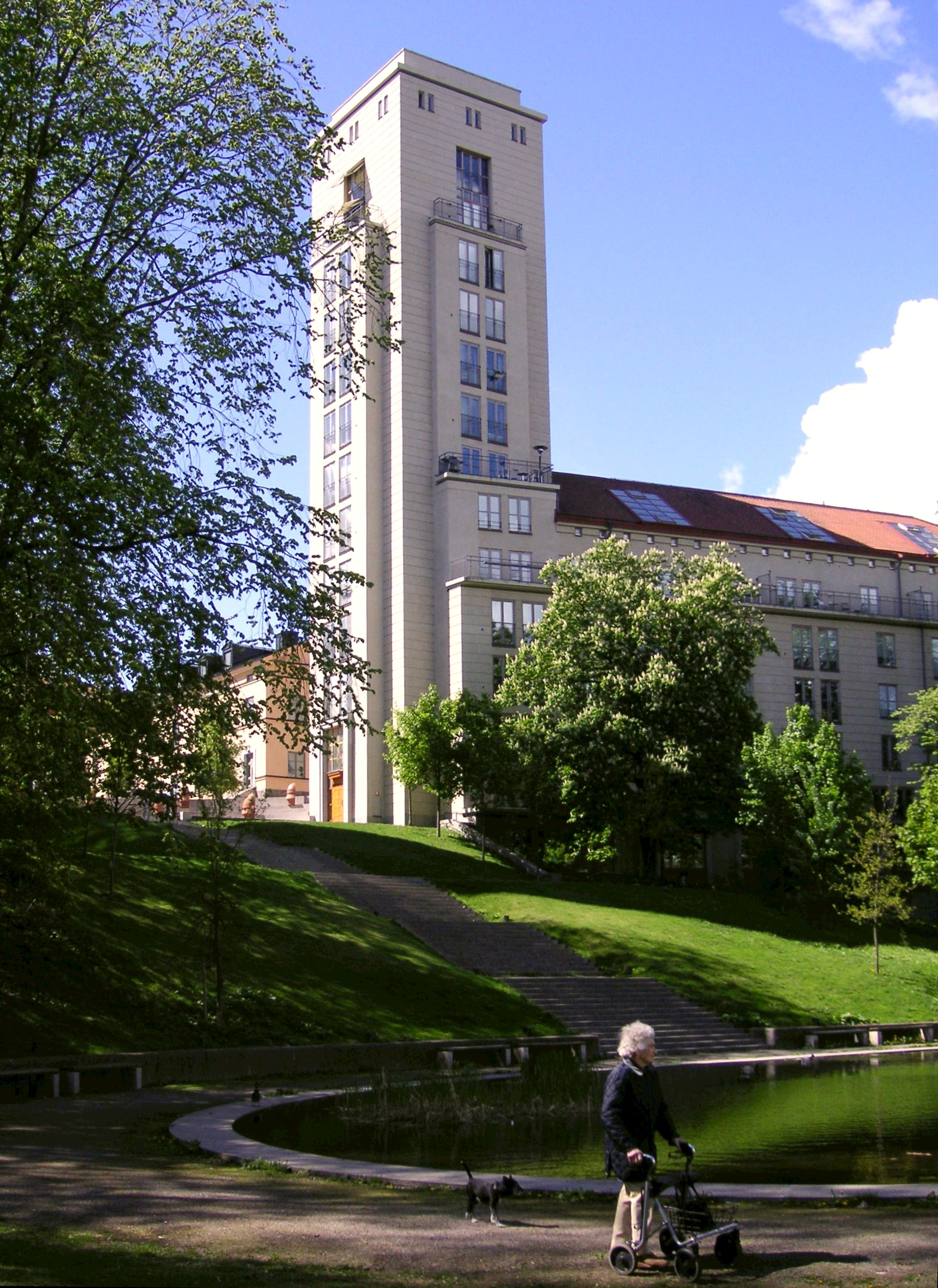
S:t Eriksområdet
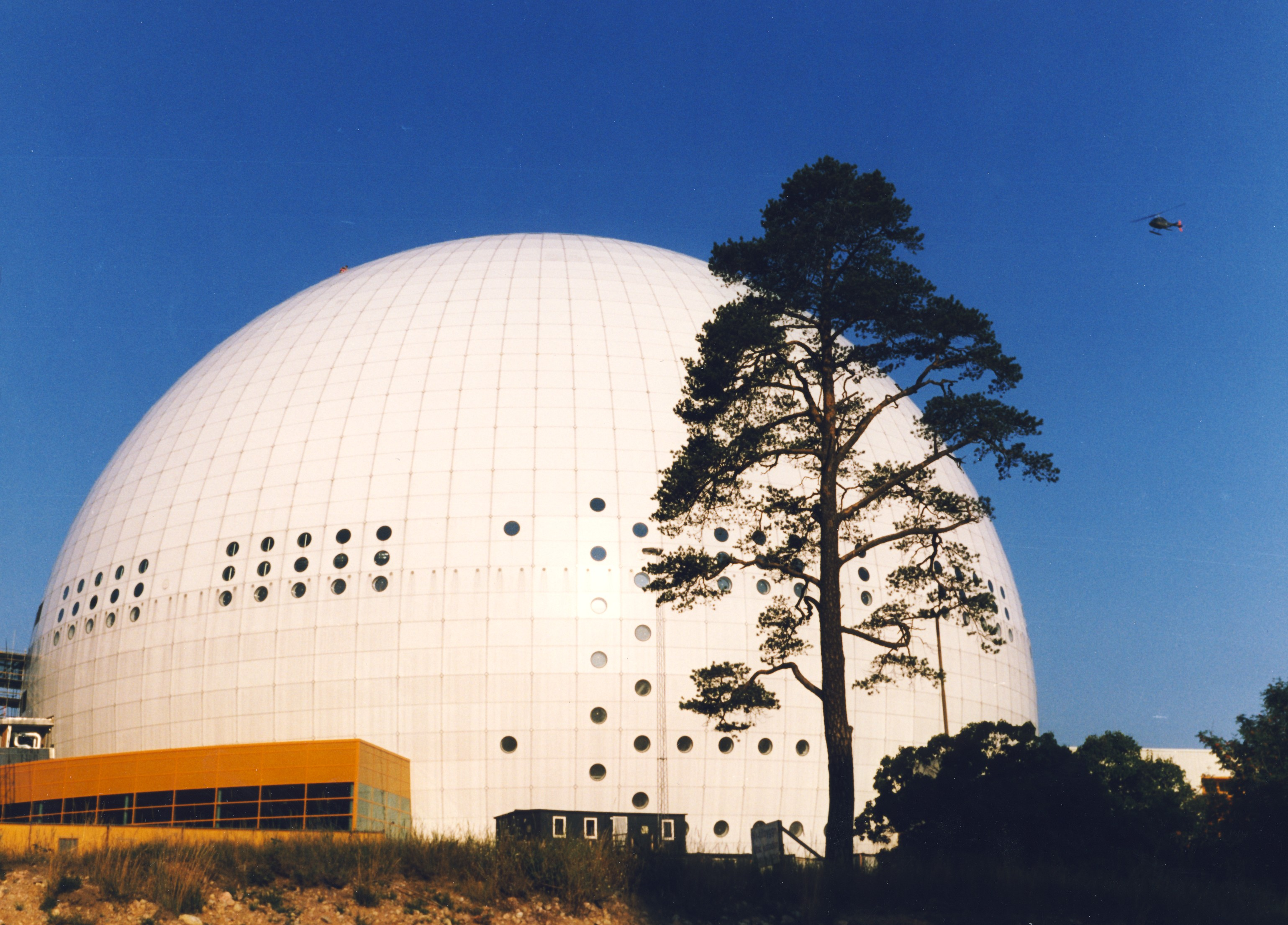
Globen
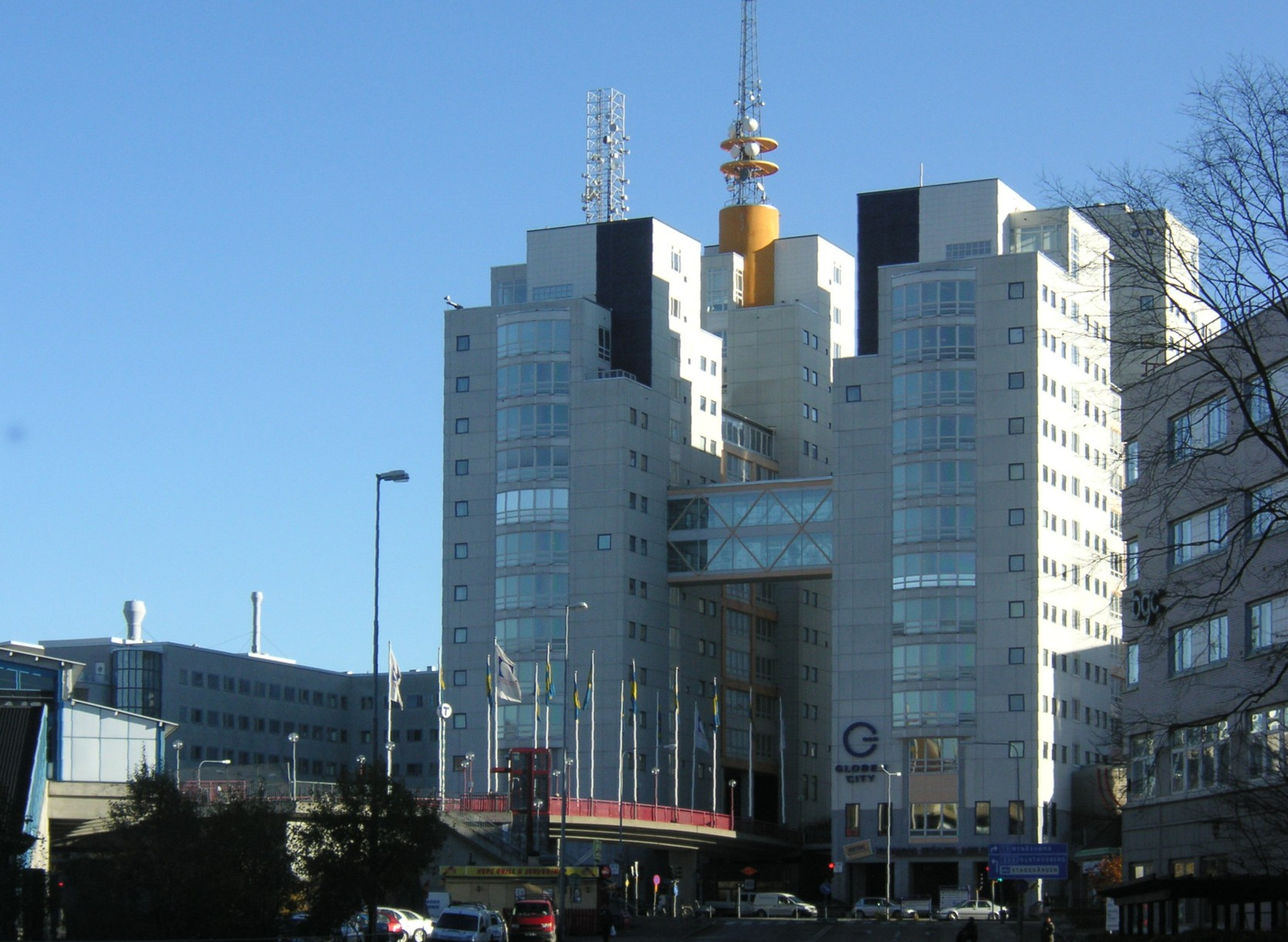
Globen City
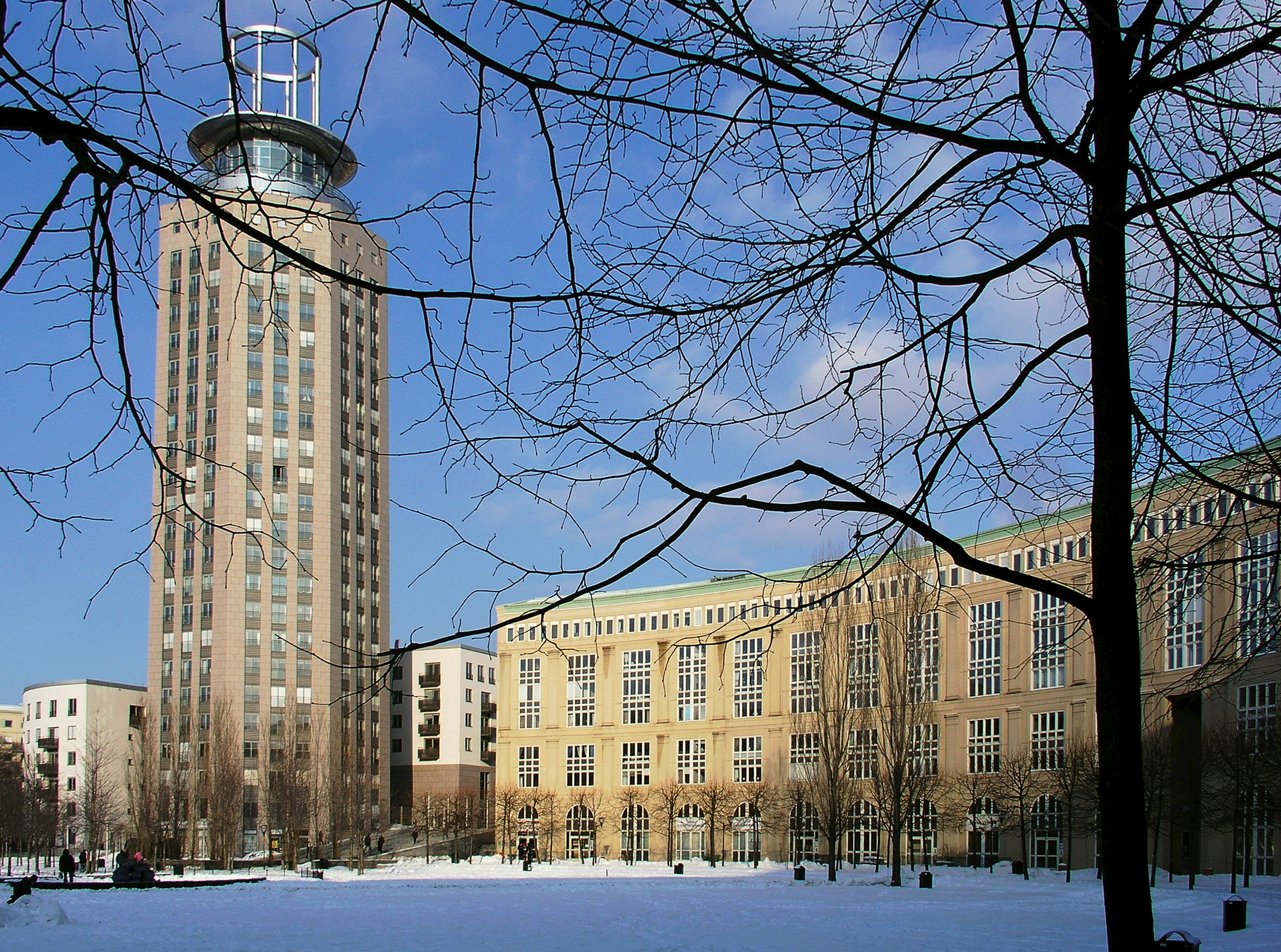
Södertorn, Bofills båge
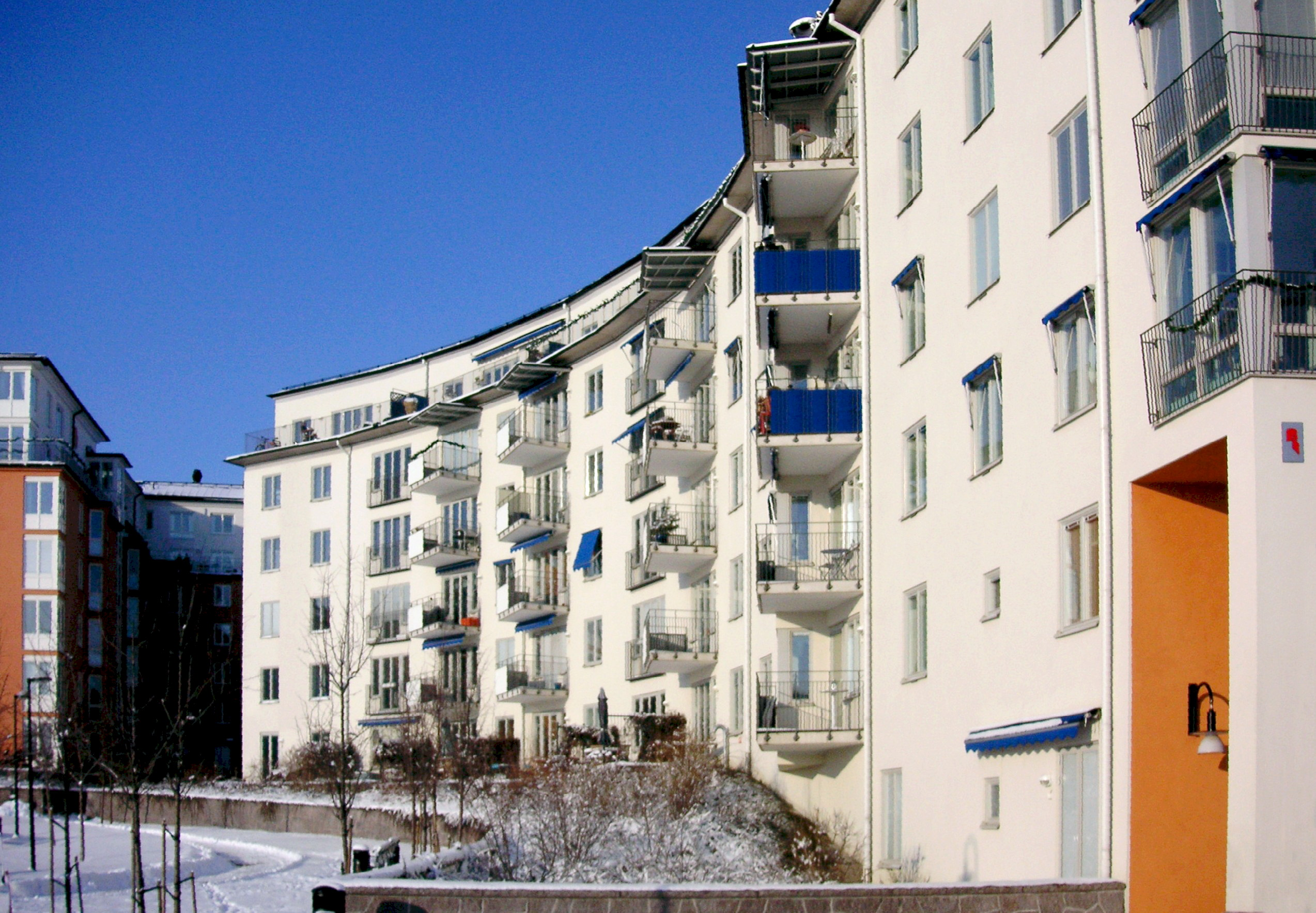
Norra Hammarbyhamnen

### Efter år 2000
I början av 2000-talet förbättrades konjunkturen och i mitten av 2000-talet rådde det byggboom igen. Ett av de större nya bostadsområdena i början av 2000-talet var omvandlingen av Lilla Essingens bebyggelse från industri till sjönära bostäder. Här skapades mellan 2001 och 2007 cirka 750 bostäder. Ett uppmärksammat projekt var nya Årstabron ritad av den brittiske arkitekten Norman Foster (invigd 2005) och Kista Science Tower ritat av White arkitekter. Bygget påbörjades sommaren 2000 och stod färdigt i slutet av 2002.
Ett stort projekt är Västra city. Där ingår Citybanan med ny pendeltågsstation, postterminalen Stockholm Klara som revs och ersattes av en hotell- och kongressanläggning, Waterfront Building, samt övertäckning av bangårdsområdet med kontor, hotell, butiker och bostäder. 
På Kungsholmens nordvästra del vid Kristineberg påbörjades 2005 Projekt Lindhagen. Man räknar med att ungefär 20 000 personer ska bo här 2017 och att det ska finnas cirka 15 000 arbetsplatser i området. Här ingår även Hornsbergs strand vid Ulvsundasjön, ett nytt område med 1 200 sjönära bostäder, parker, kajer och promenadstråk. Här ingår Hornsbergs strandpark som nominerades till Årets Stockholmsbyggnad 2013.
I sydöstra delen av området för Projekt Lindhagen byggs i kvarteret Snöflingan (tidigare Rålambshovsbacken) cirka 350 bostäder och ett hotell med cirka 270 rum. Från Lindhagensrondellen och upp mot Fridhemsplan har Drottningholmsvägen och tunnelbanan täckts över och en esplanad ska anläggas. Bil- och tunnelbanetrafiken går i tunnlar. Den övertäckta esplanaden förses med lokalgator och alléer. Bostadshusen och hotellet söder om Drottningholmsvägen är uppförda. Norr om Drottningholmsvägen beräknas bostadshusen vara klara och inflyttningsfärdiga 2011. 
Projektet Norra Djurgårdsstaden gäller en utbyggnad med cirka 5 000 bostäder och service som kommer att genomföras i stadsdelen Hjorthagen. Den första inflyttningen är tänk att ske under 2011. Frihamnen och Loudden ingår i det nya stadsutvecklingsprojekt som sträcker sig från Hjorthagen i norr till Loudden i söder. Till år 2025 planeras totalt cirka 5 000 bostäder vid Loudden och närmare Frihamnen planeras lokaler för kontor och service.
För projekt Liljeholmskajen pågår sedan 2003 byggarbeten till ett av Stockholms nya bostadsområden. Byggarbeten sker fram till 2012 och här byggs en ny stadsdel med totalt cirka 3 000 lägenheter. Kring den nedlagda järnvägsstationen Stockholms norra kommer projektet Hagastaden att förverkligas inom några år.
När det gäller infrastrukturen väntar Ringled Stockholm och Förbifart Stockholm på att bli fullbordade och en vidare utbyggnad av Tvärbanan är beslutad. 
"Annedal2012" var en bostadsmässa i nya bostadsområdet Annedal i Bromma, som ägde rum mellan den 16 och 26 augusti 2012. Onsdagen den 22 augusti invigdes bomässan och det nya bostadsområdet officiellt genom besök av bostadsministern Stefan Attefall, Stockholms finansborgarråd Sten Nordin och Sundbybergs kommunalråd Jonas Nygren. Utställningens motto: "Hållbara bostäder - för morgondagens krav".
År 2011 färdigställdes Victoria Tower, ett hotell och kontorshus på 35 våningar, ritat av Wingårdh arkitektkontor. Byggnaden kom på andra plats i tävlingen Årets Stockholmsbyggnad 2012 och på en delad fjärde plats i Emporis lista över 2012 års bästa skyskrapor i världen. Två stora arenabyggen uppfördes nästan samtidigt: Friends Arena i Solna, ritad av bland andra Berg Arkitektkontor (klart oktober 2012) och Tele2 Arena i Johanneshov, ritad av White arkitekter (beräknad invigning 2013).
Det ombyggda Slussenområdet tas i bruk från 2020 och föregicks av en intensiv debatt.
Byggnadsverk från tiden

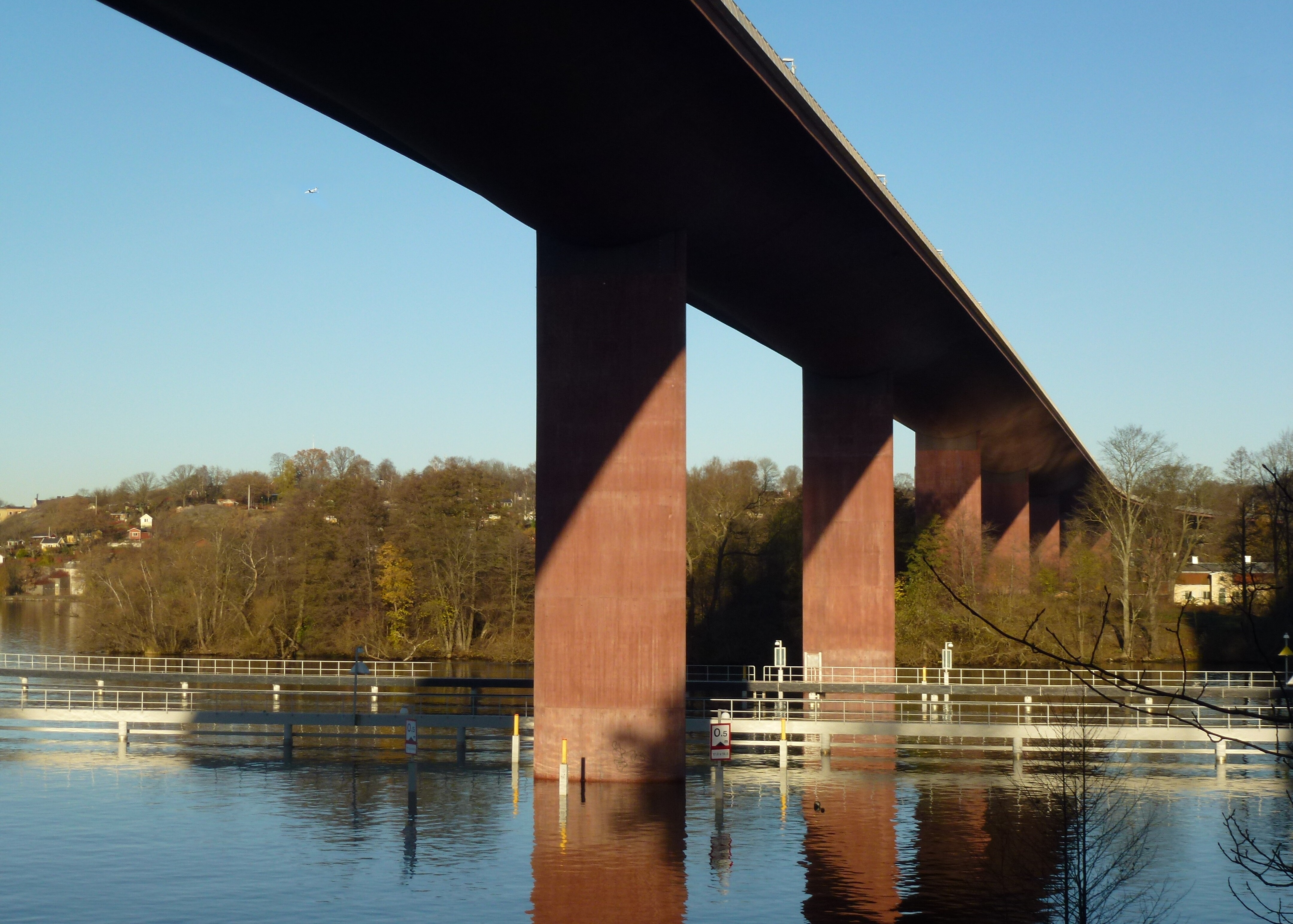
Västra Årstabron
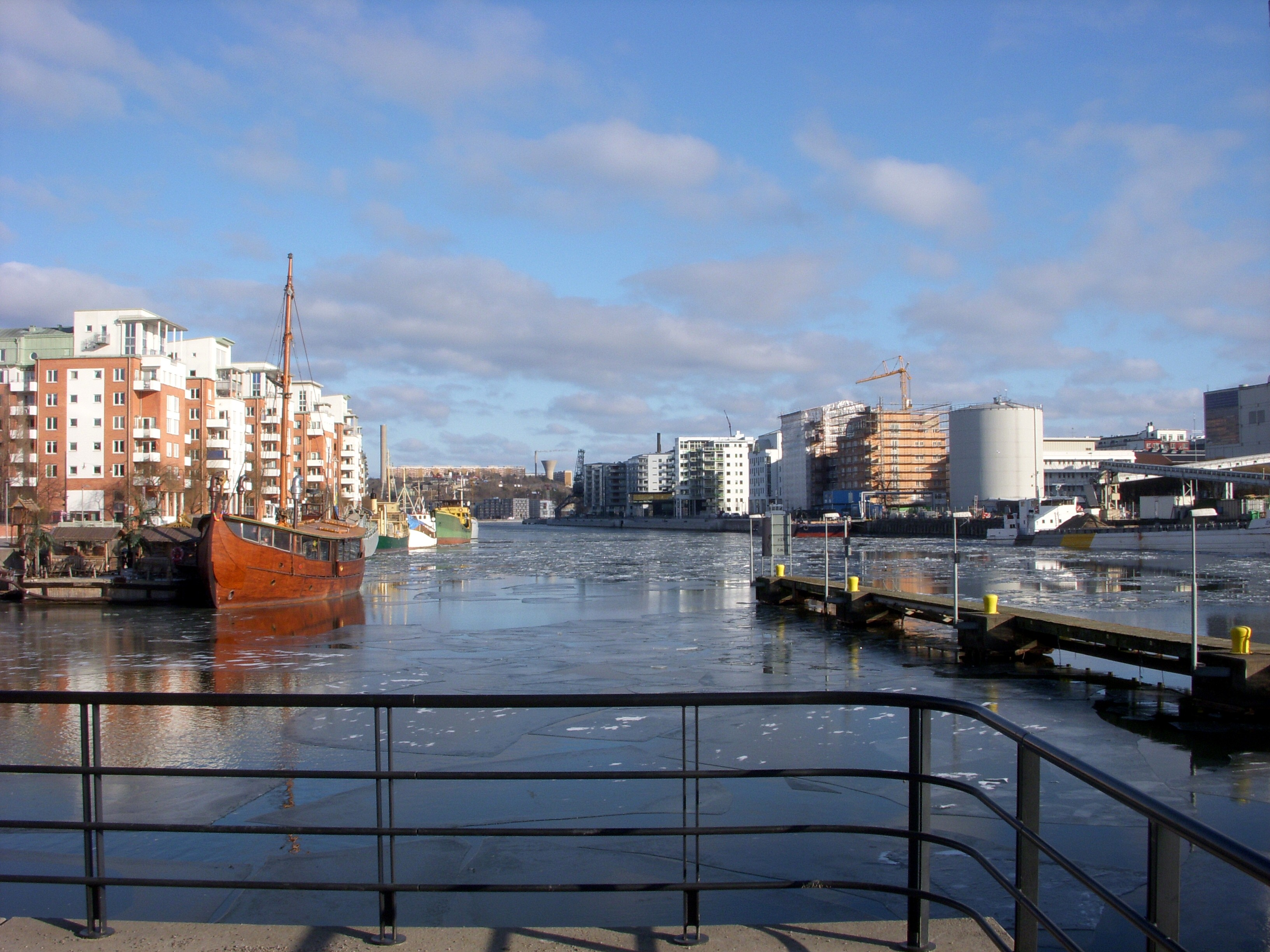
Hammarby sjöstad
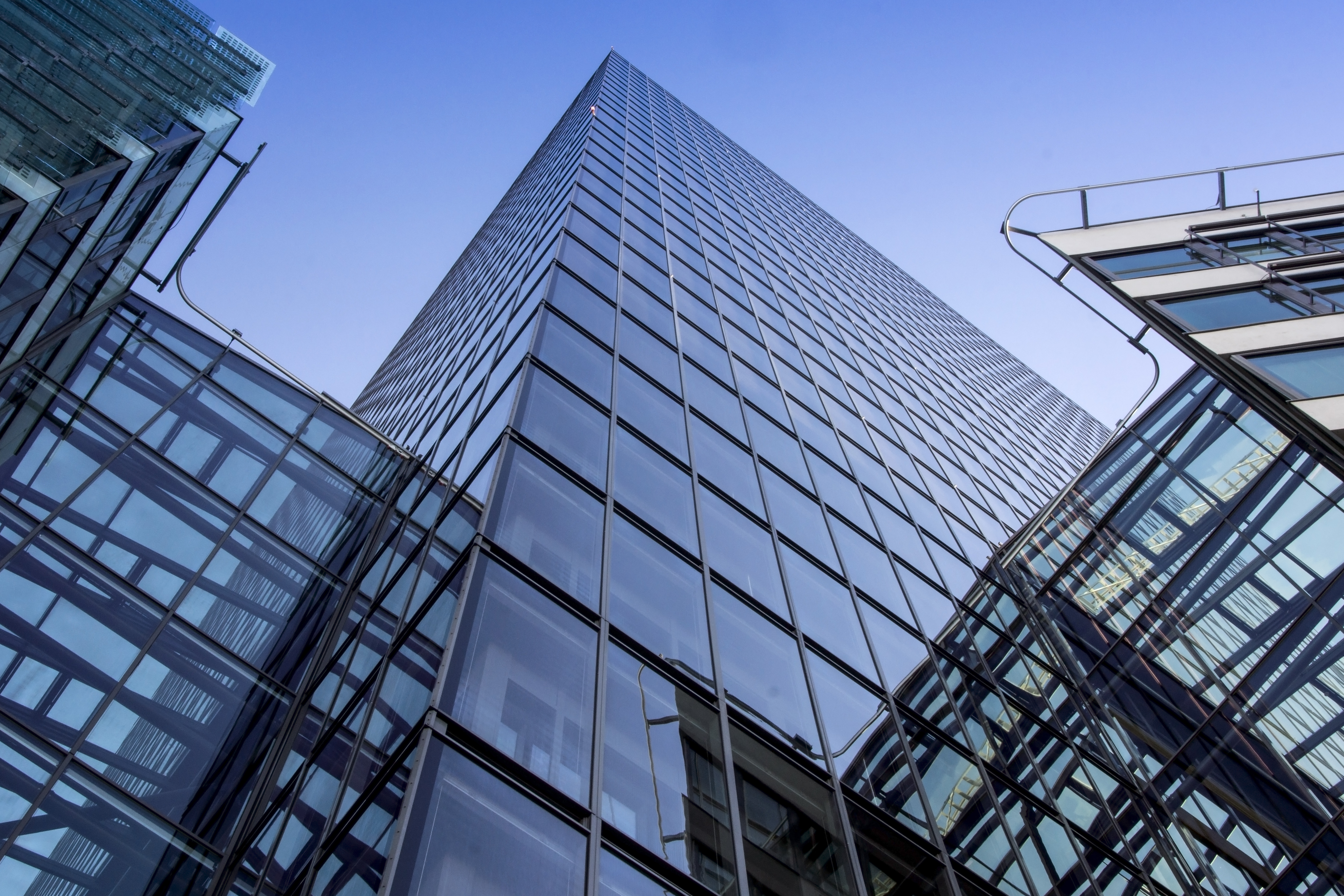
Kista Science Tower
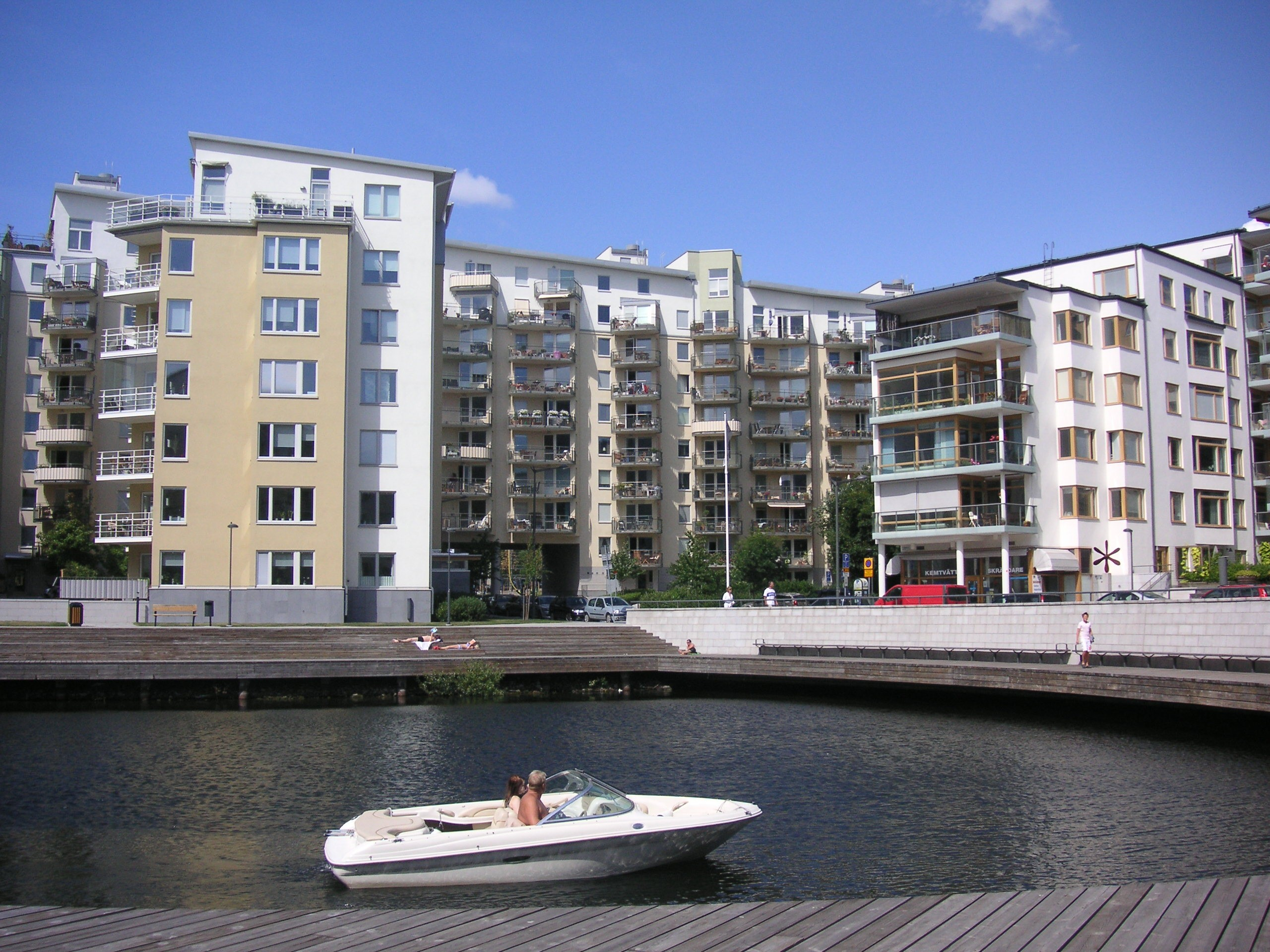
Lilla Essingen
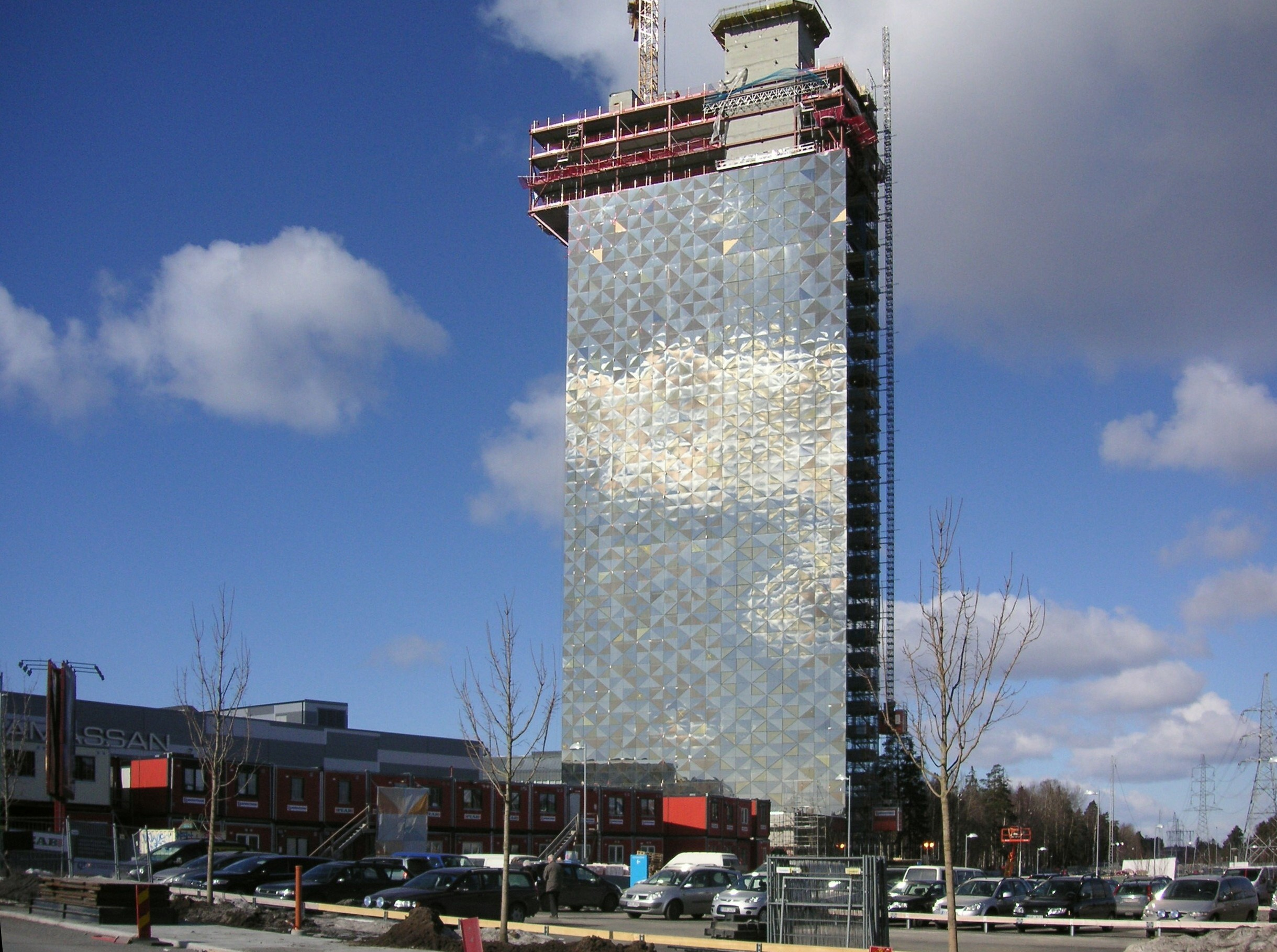
Victoria Tower
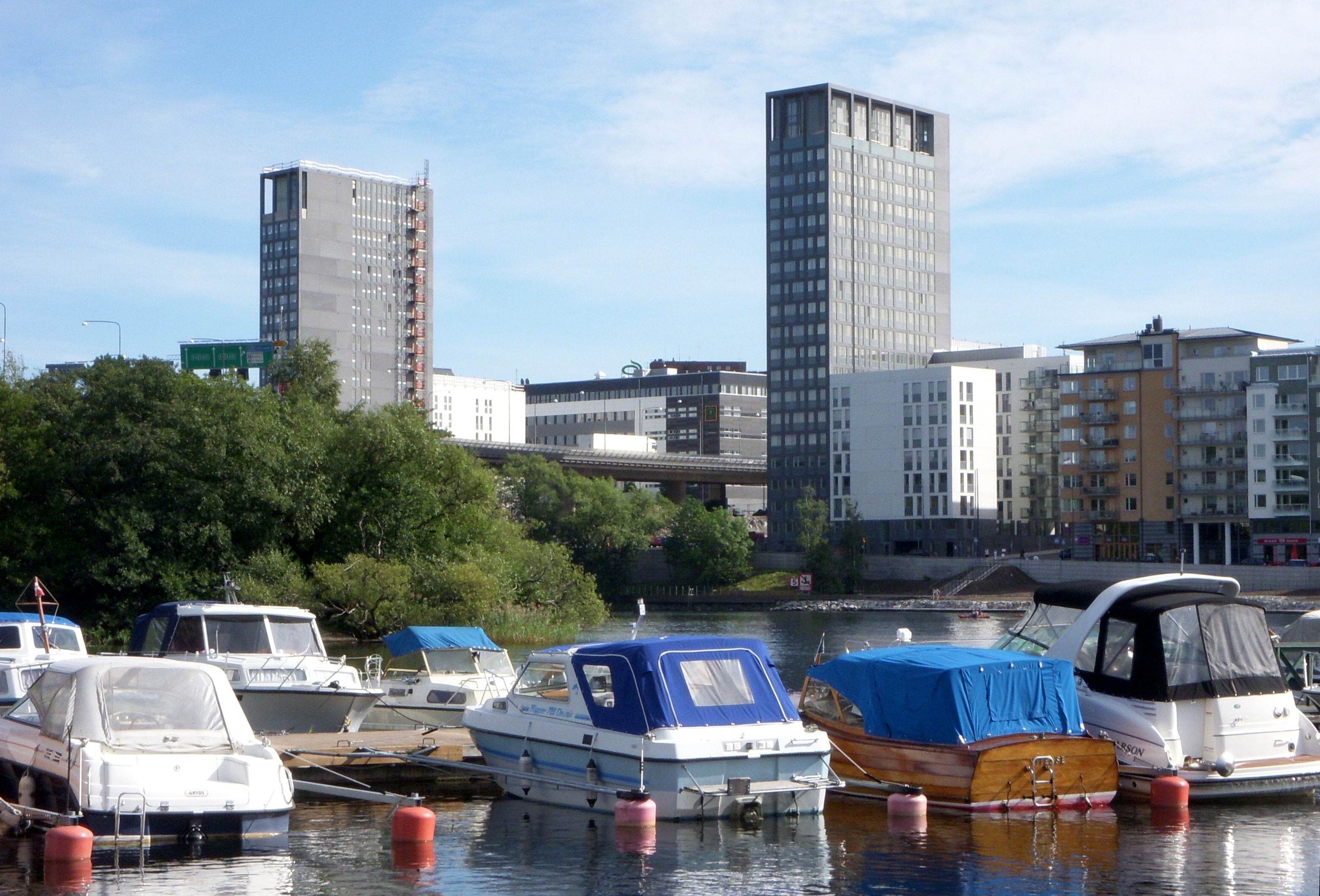
Kungsholmsporten
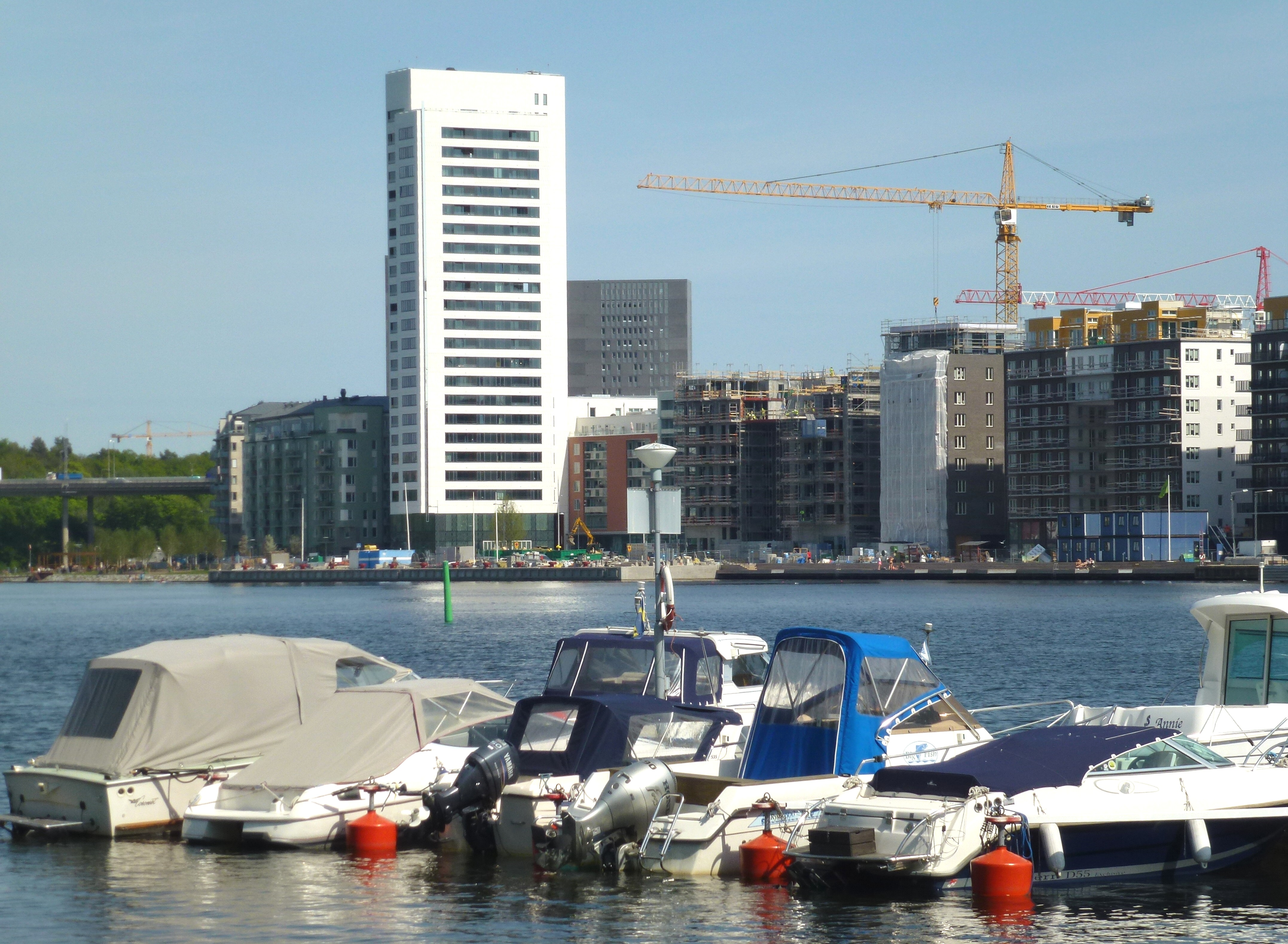
Kvarteret Lusten
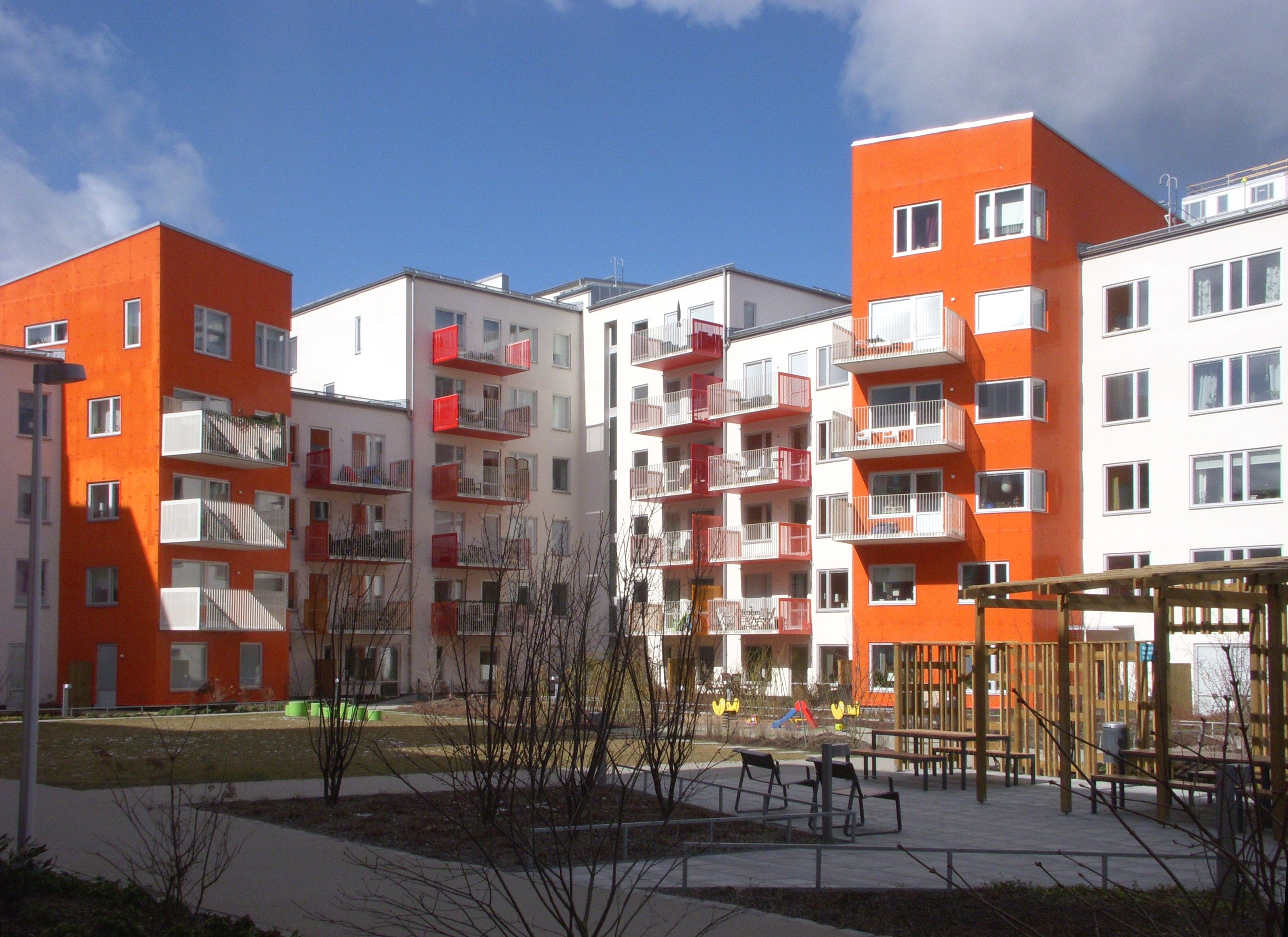
Annedal

Pågående och planerade projekt år 2012 (i urval)

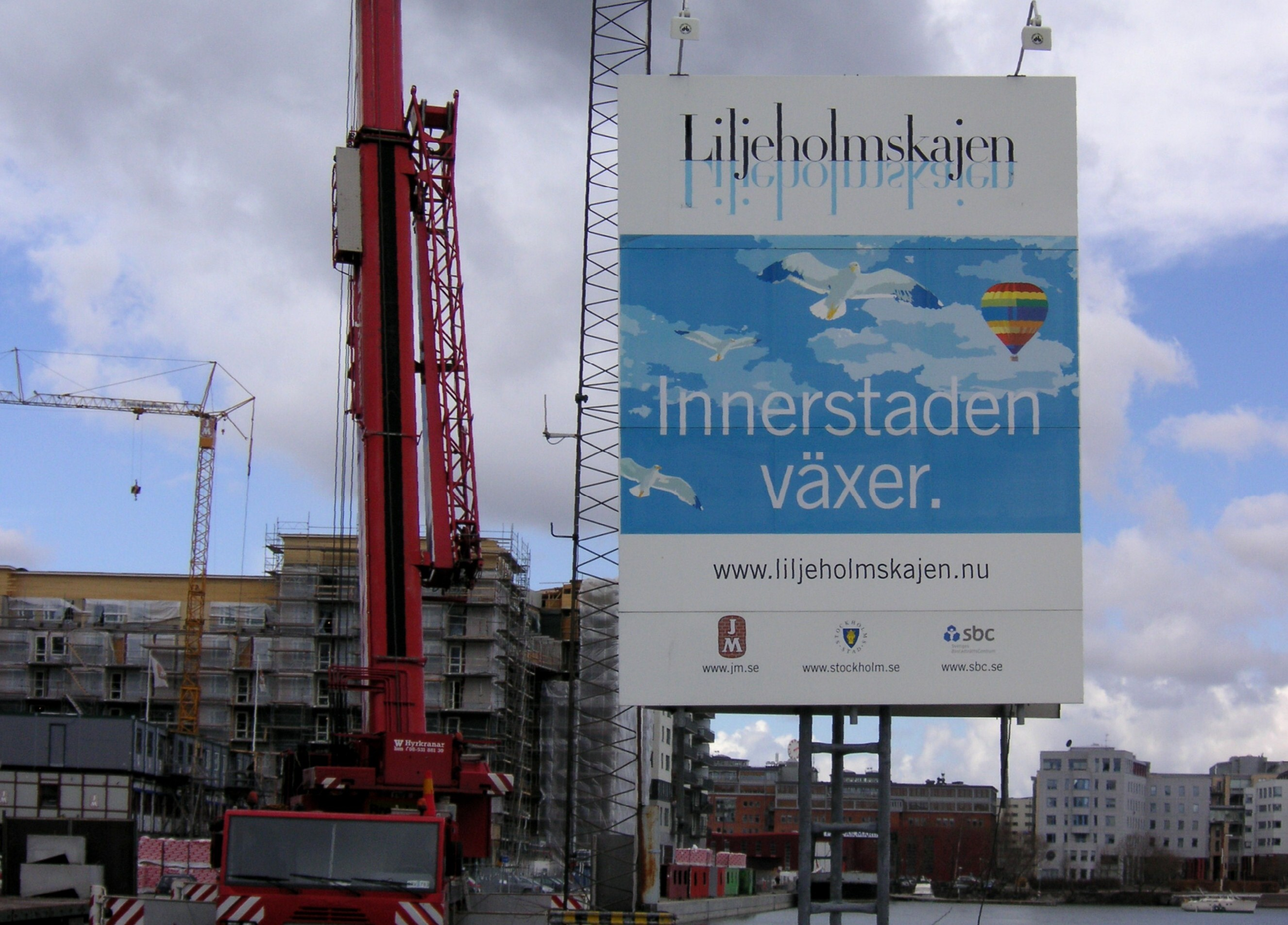
Årstadalshamnen
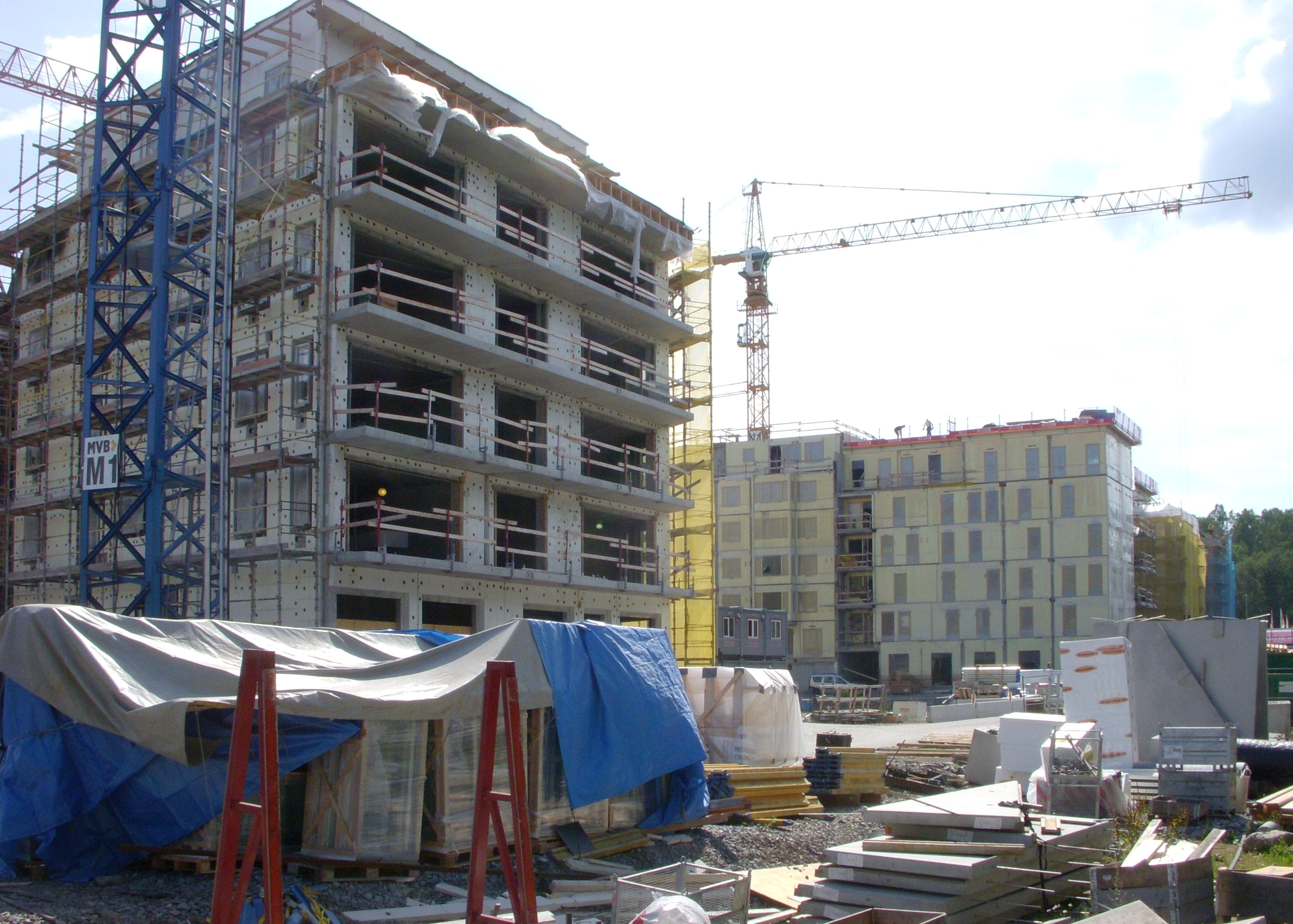
Norra Djurgårdsstaden
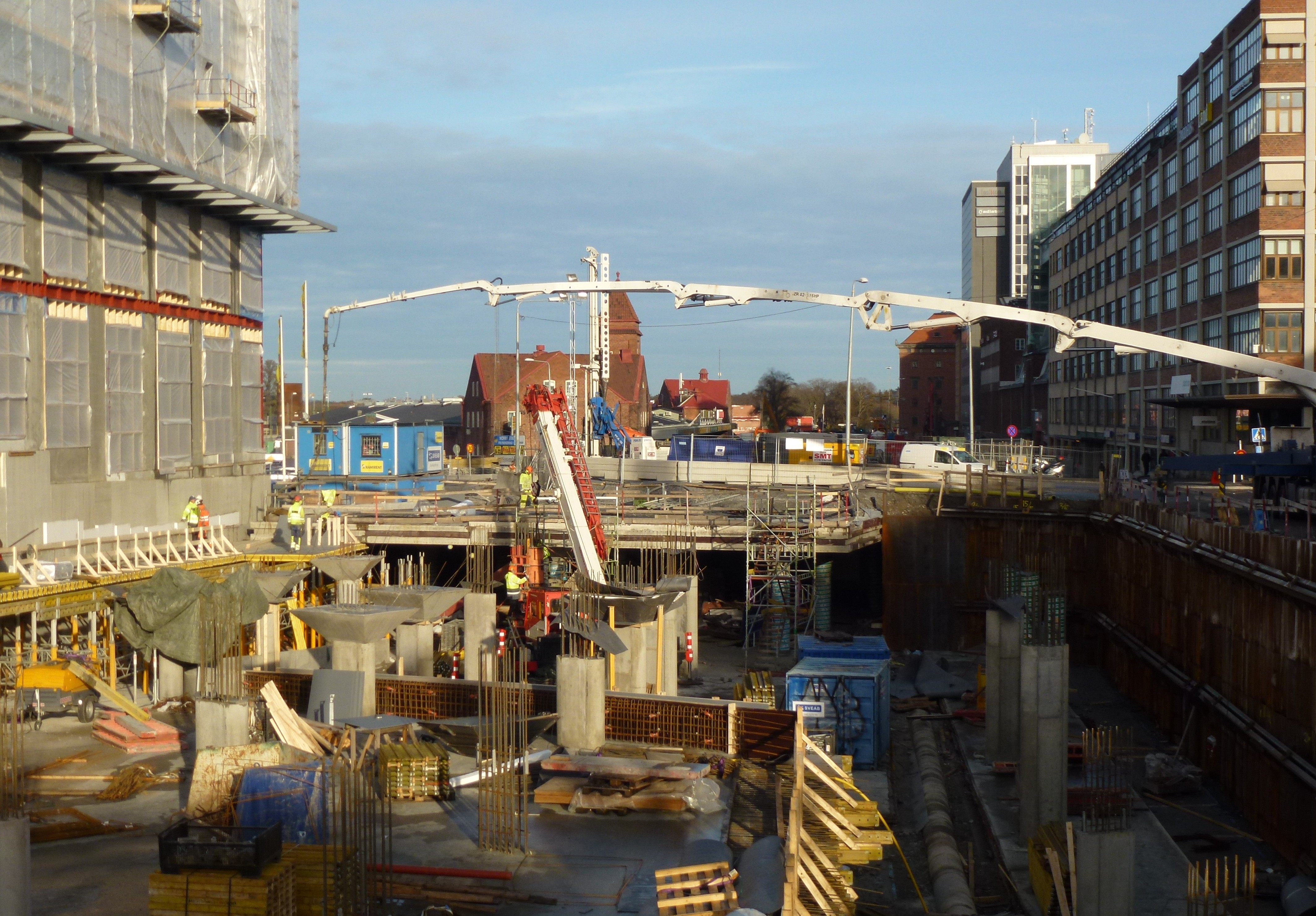
Hagastaden
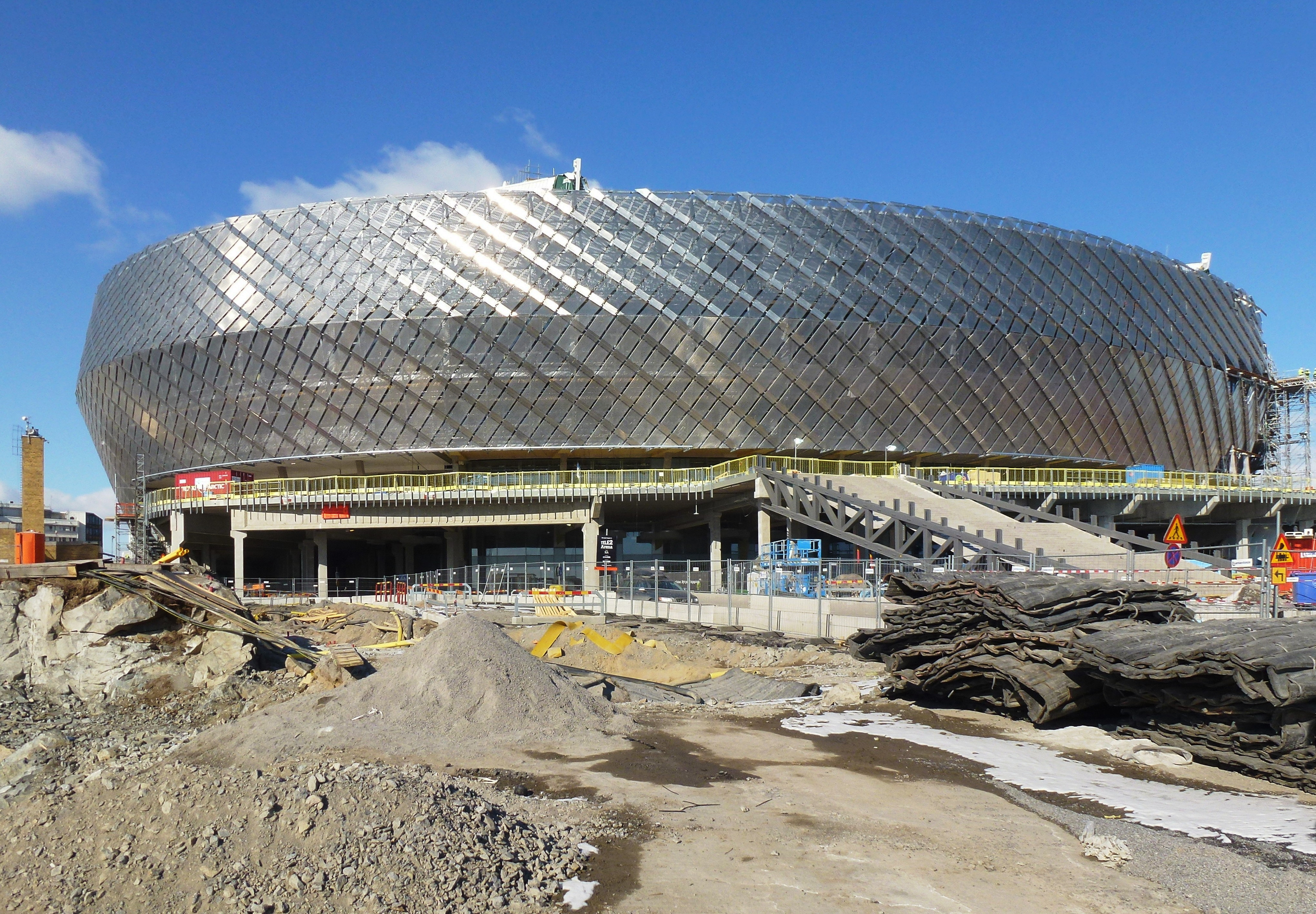
Tele2 Arena

## Uppfattningar om byggnaders estetik

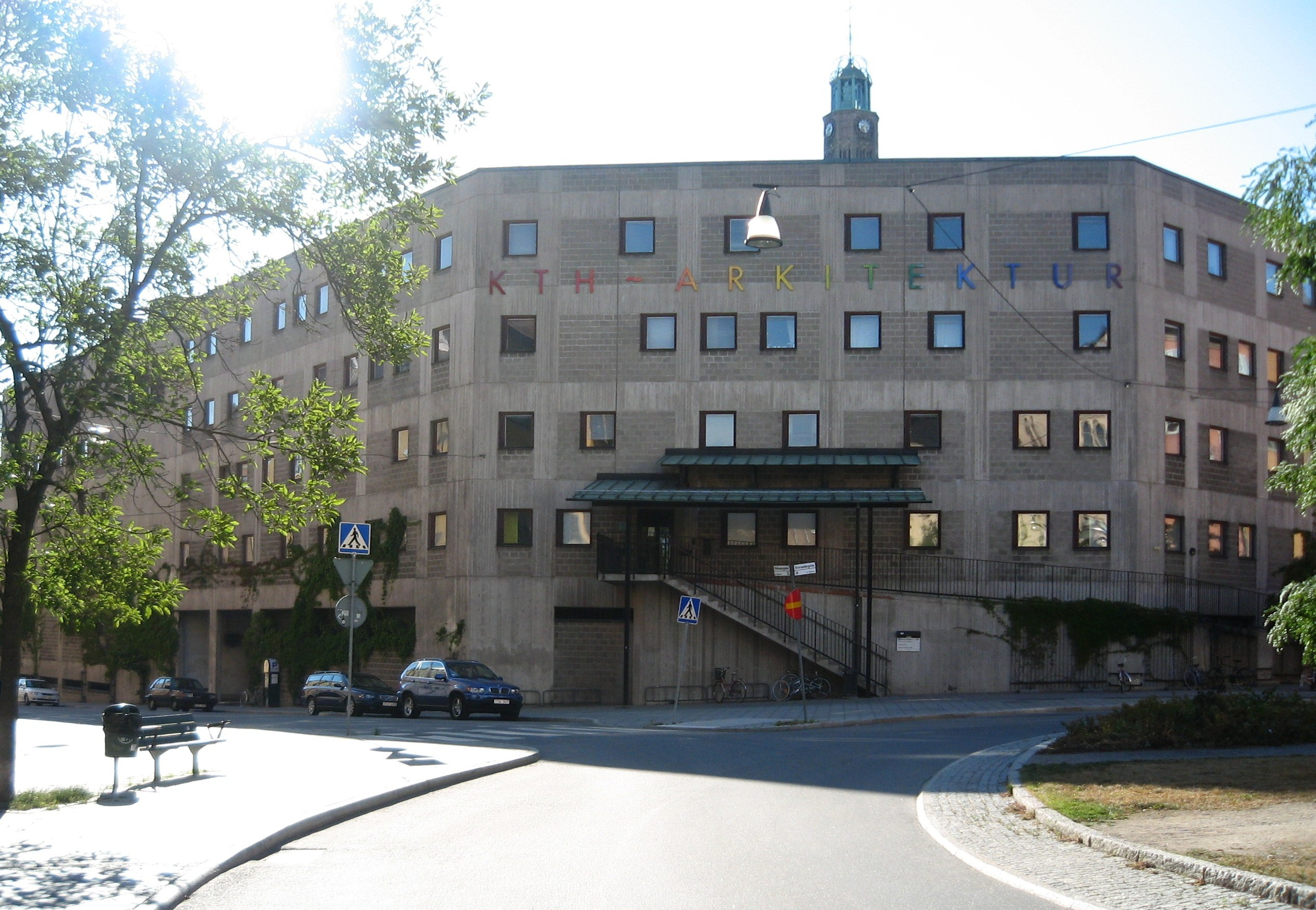
Före detta Arkitekturskolans byggnad, Östermalmsgatan, ofta kritiserad.

Vilken som är den vackraste byggnaden i Stockholm råder det delade meningar om, smaken har ständigt förändrats under de gångna århundradena. När Riksdagshuset invigdes 1906 fick dess arkitekt, Aron Johansson, utstå hård kritik för sin skapelse. Stadshusarkitekten Ragnar Östberg kallade byggnaden ”en groda utan fram och bak”.
Flera byggnader kan nämnas som stadens vackraste. Enligt en omröstning som Aftonbladet genomförde 2006 röstade 35,8 % på Stockholms stadion, 14,4 % på Stockholms stadshus och 14,1 % på Riddarhuset. Gunnar Asplunds Stadsbibliotek, som av Eva Eriksson (högskollärare och skribent i arkitektur) betecknades som ”ett av den svenska 1900-talsarkitekturens portalverk”, kom i samma omröstning med 4,8 % på plats åtta av tio.
Ironiskt nog valdes Arkitekturskolan, arkitekternas utbildningsplats, med stor majoritet åter igen (november 2008) till Stockholms fulaste hus; en brutalistisk betongbyggnad från 1969 på Östermalm ritad av Gunnar Henriksson. Huset ville dåvarande stadsbyggnadsborgarrådet Mikael Söderlund helst se rivet. I oktober 2011 har Stadsmuseet i Stockholm blåmärkt byggnaden, vilket ger den ett starkt skydd mot rivning och förvanskning. Byggnadsantikvariens motiveringar var bland annat: "Eftersom Arkitekturskolan väckt så mycket engagemang och känslor ända sedan den byggdes har huset stort kulturhistoriskt värde."
Sedan år 2010 arrangerar Stockholms stad en för allmänheten öppen tävling om Årets Stockholmsbyggnad. Den 23 juni korades tävlingens första vinnare, kontorsbyggnaden Ericsson Kista ritad av Gert Wingårdh Arkitektkontor.
Vinnare i "Årets Stockholmsbyggnad"

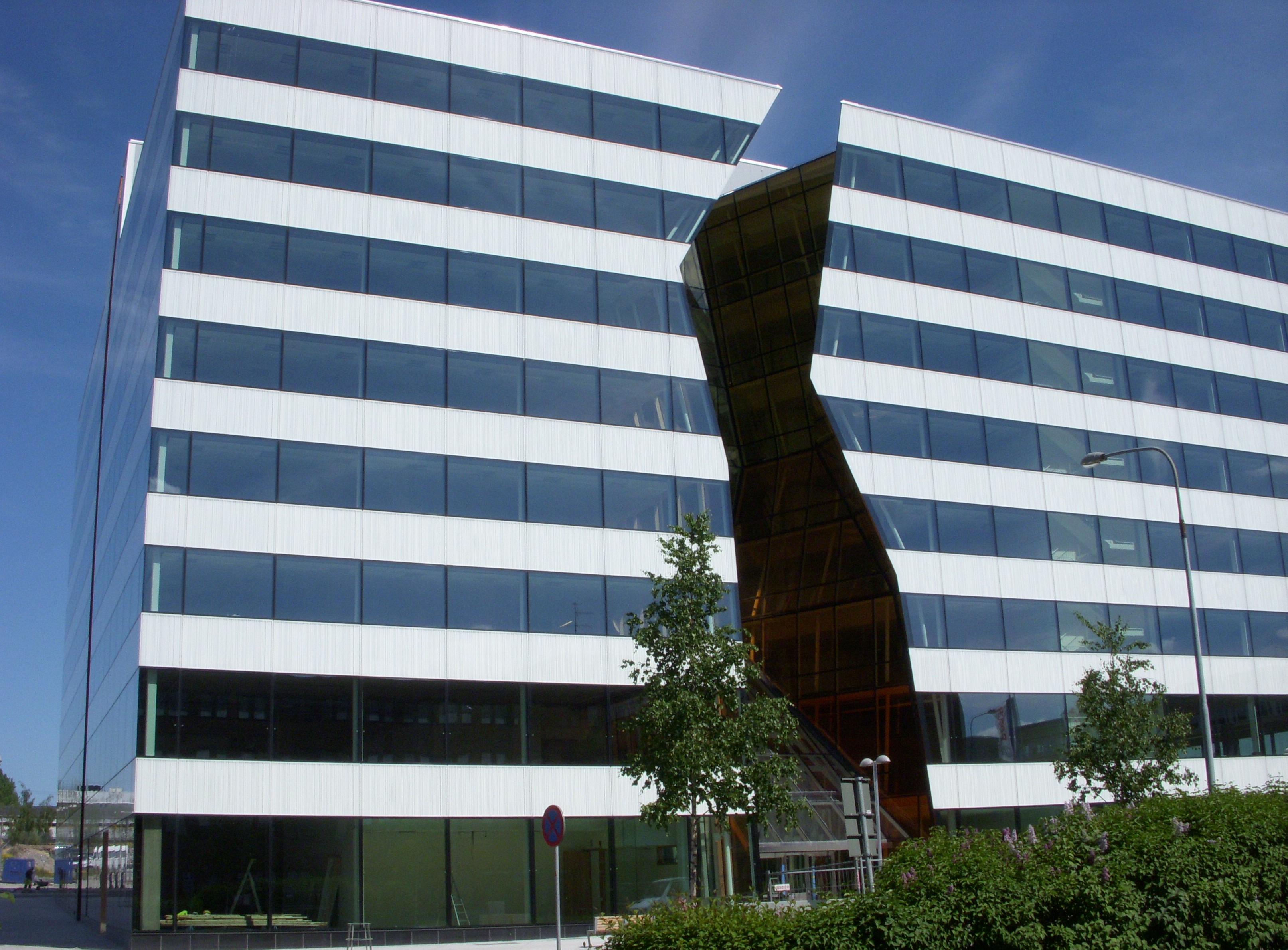
Ericsson Kista (2010)
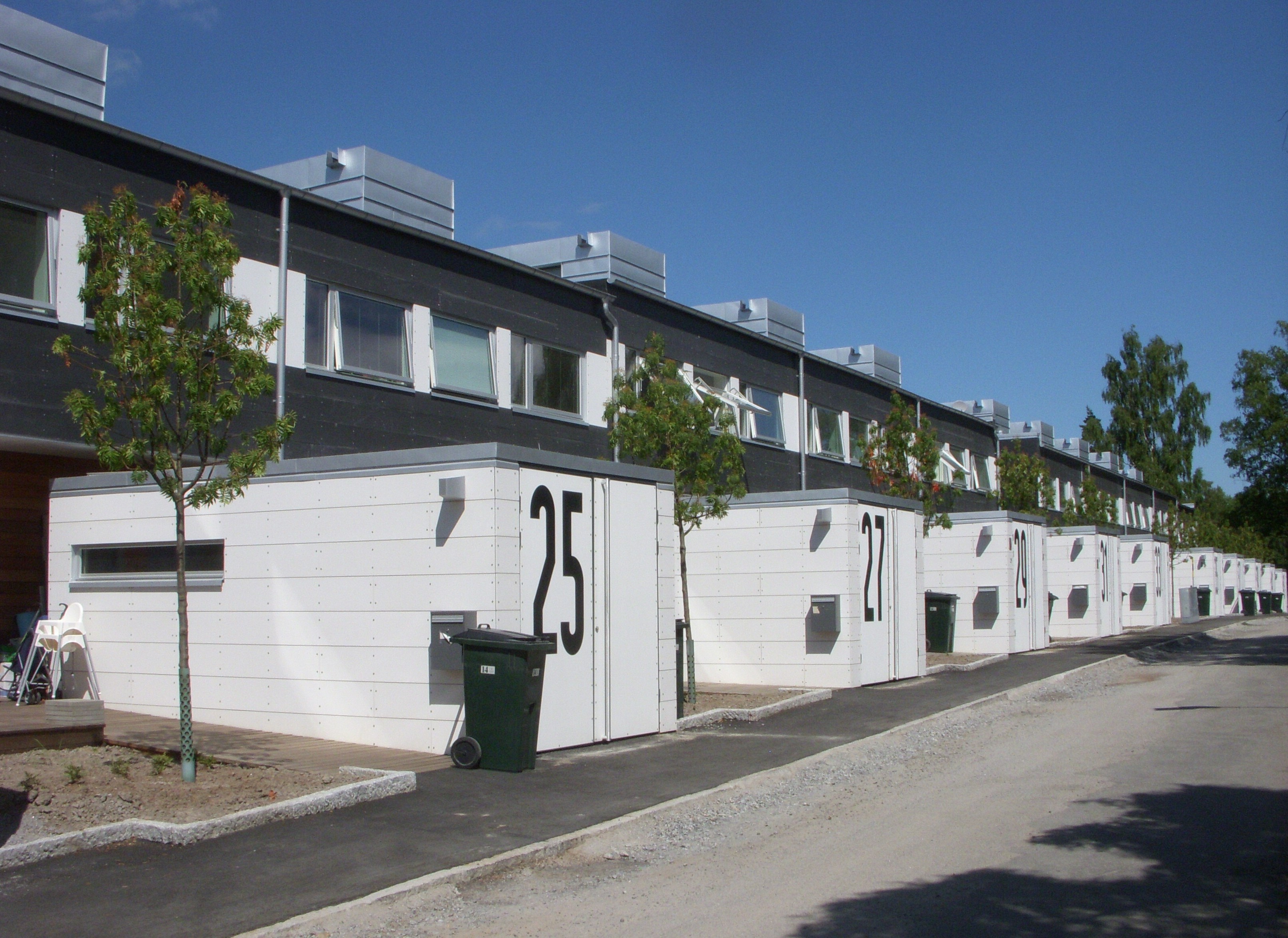
Barnmorskan (2011)
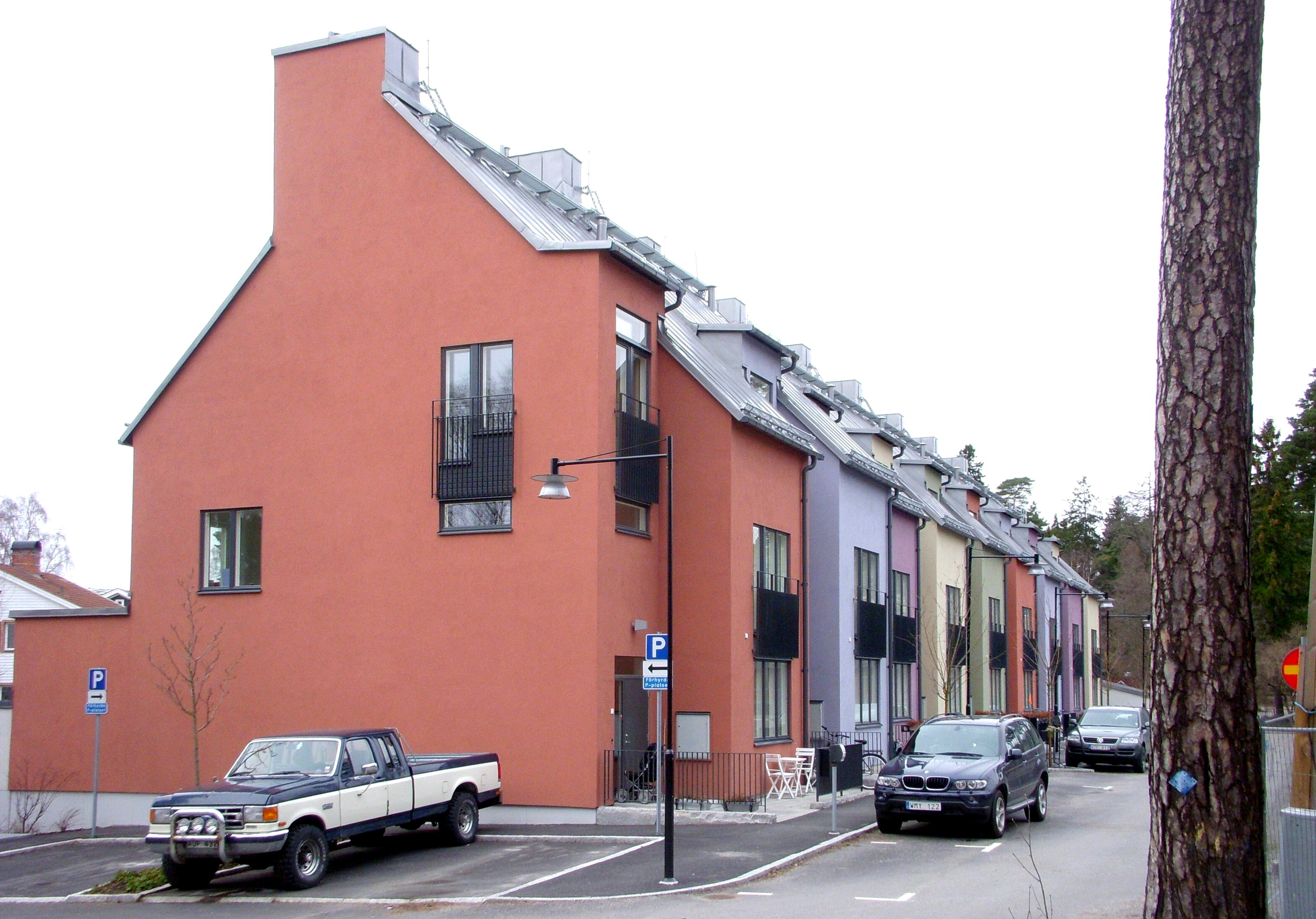
Mursmäckan (2012)
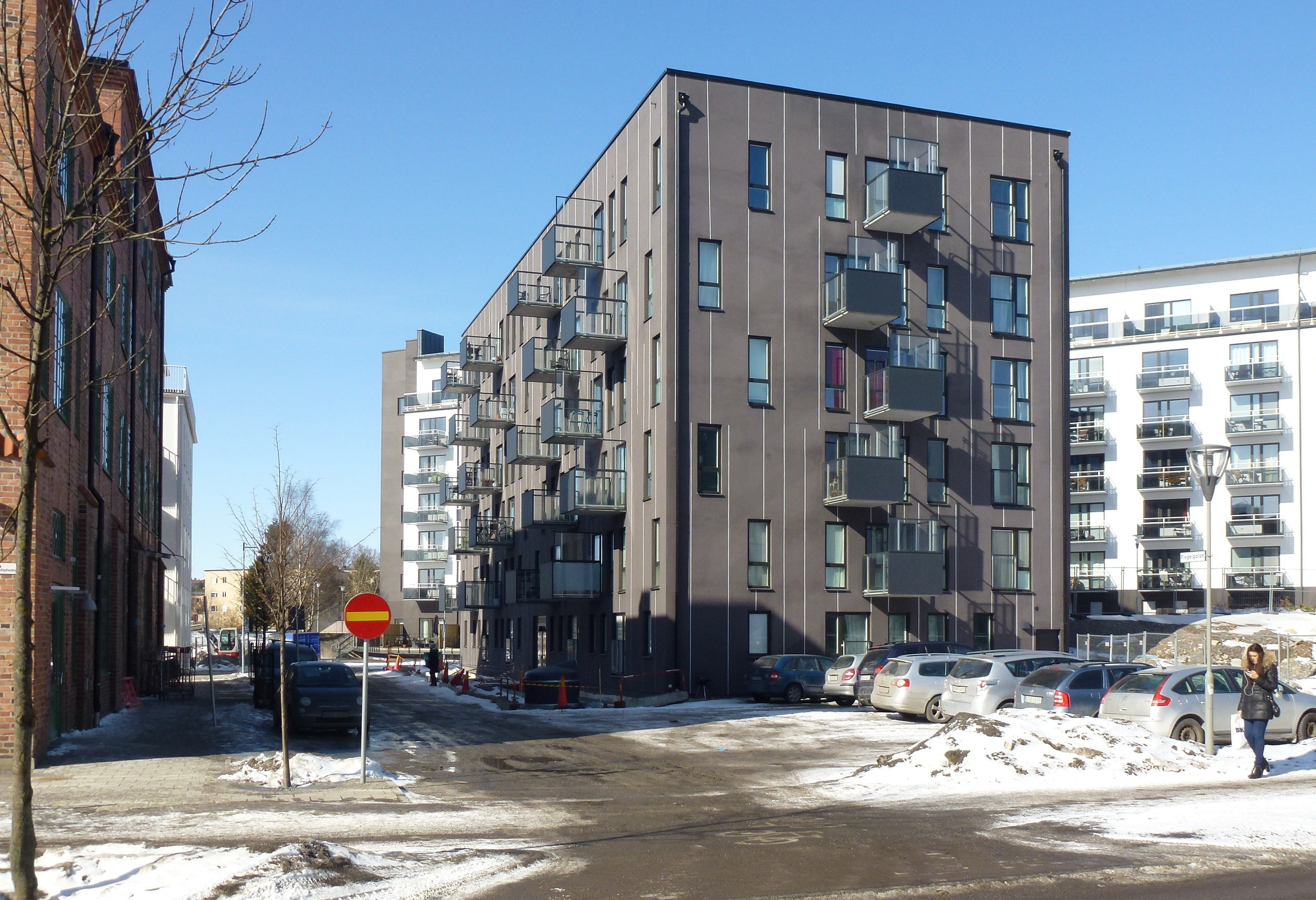
Tvålflingan 5 (2013)
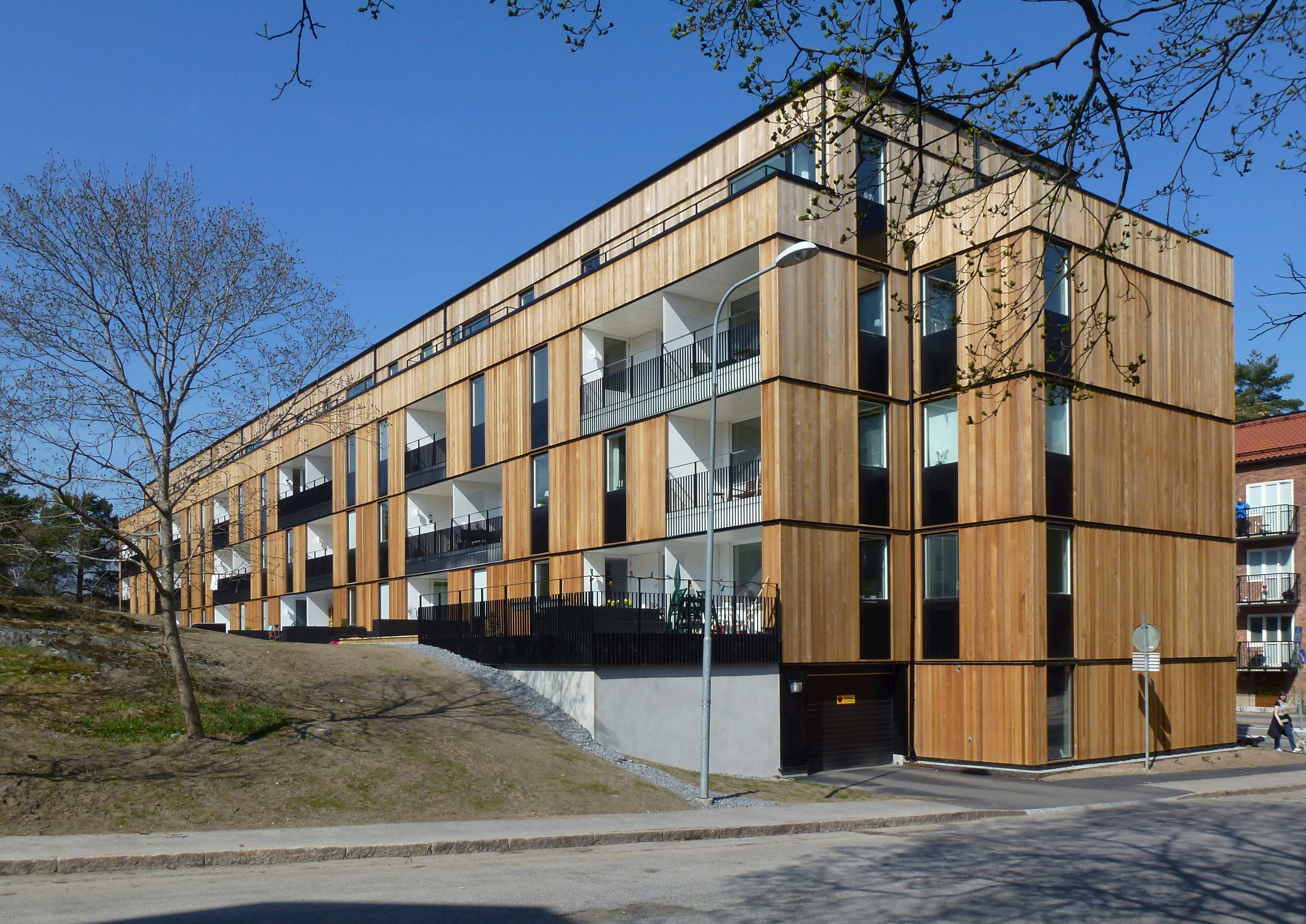
Skagershuset (2014)
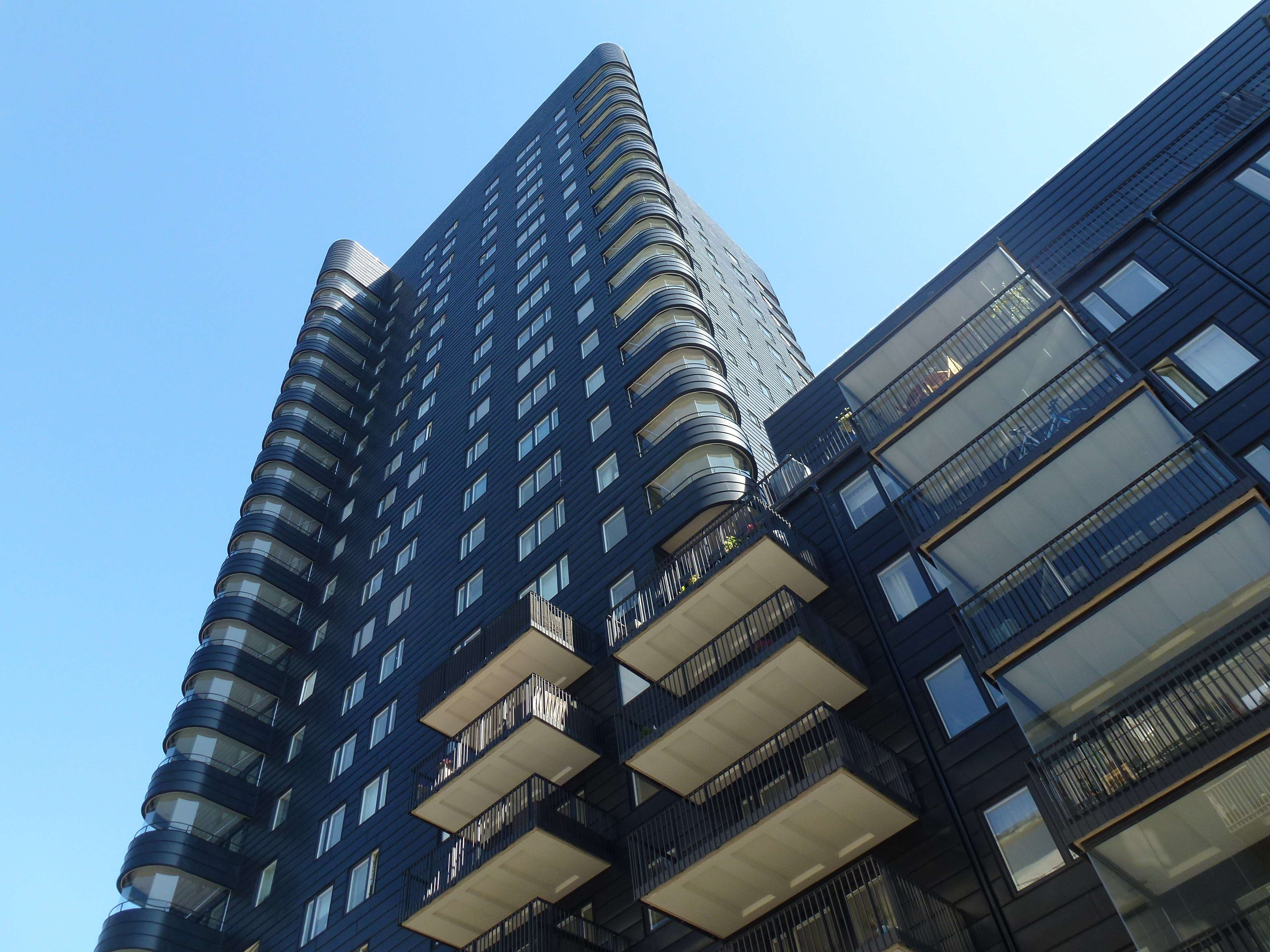
Kajen 4 (2015)
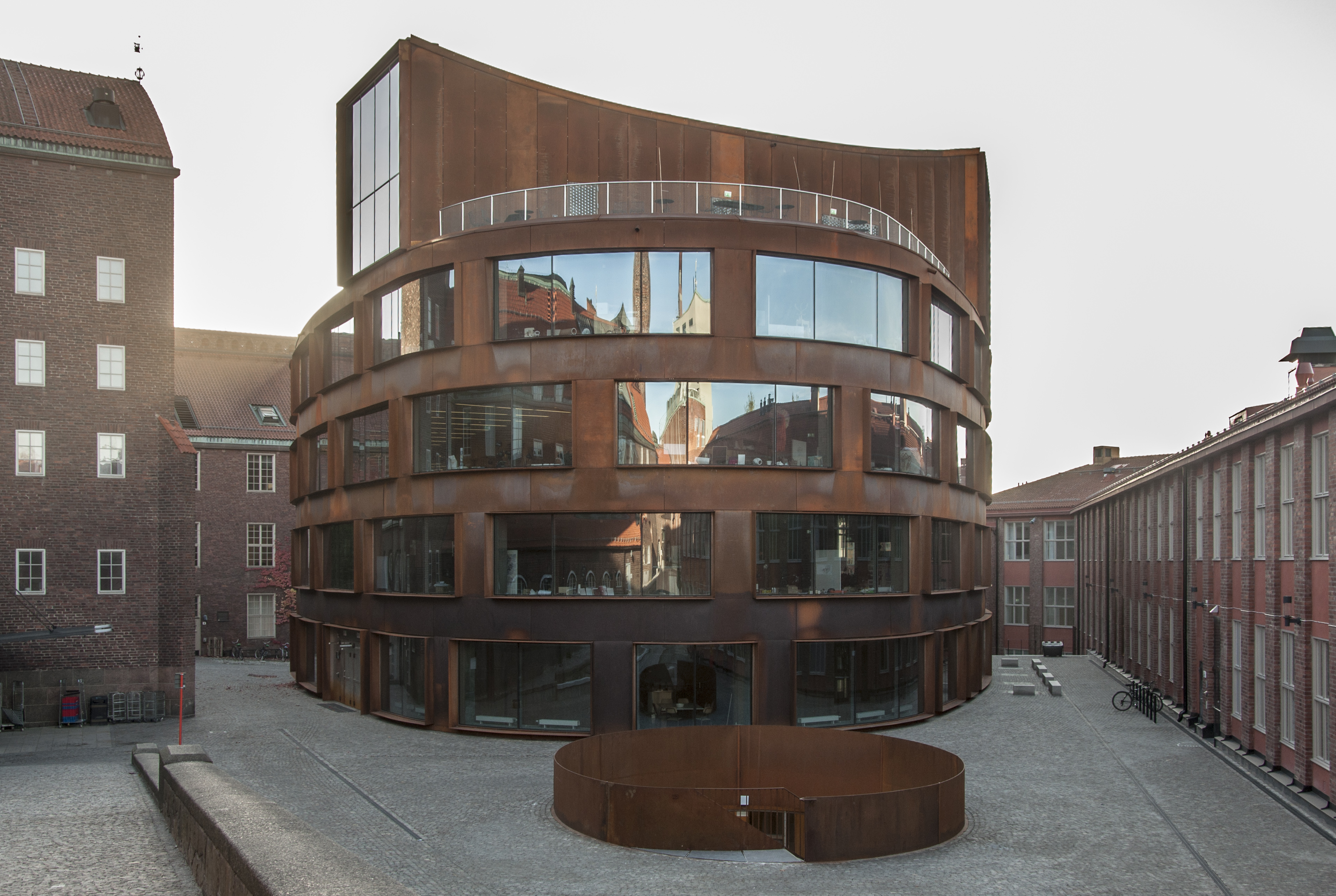
Arkitekturskolans byggnad (2016)
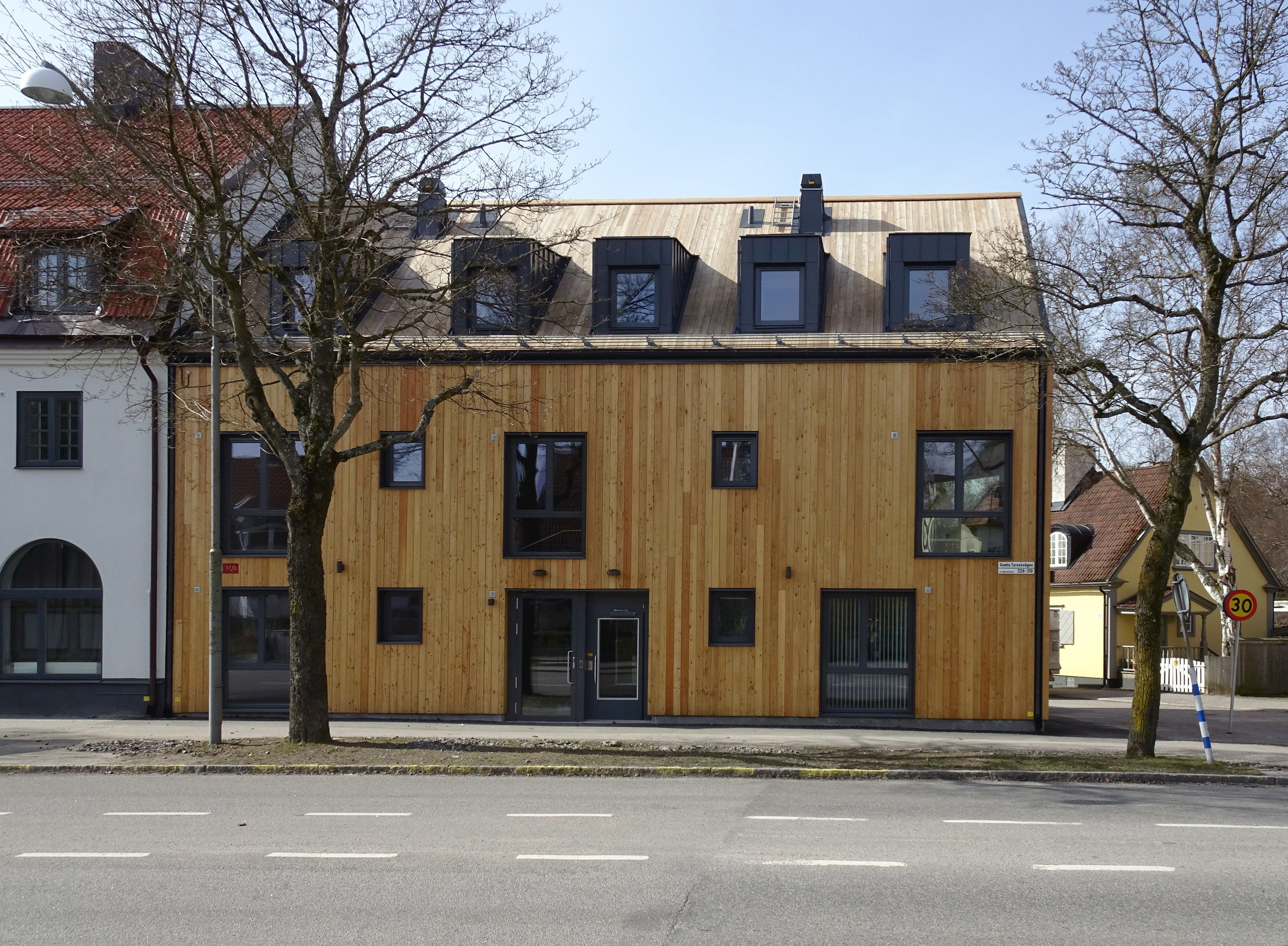
Modellvillan 21 (2017)
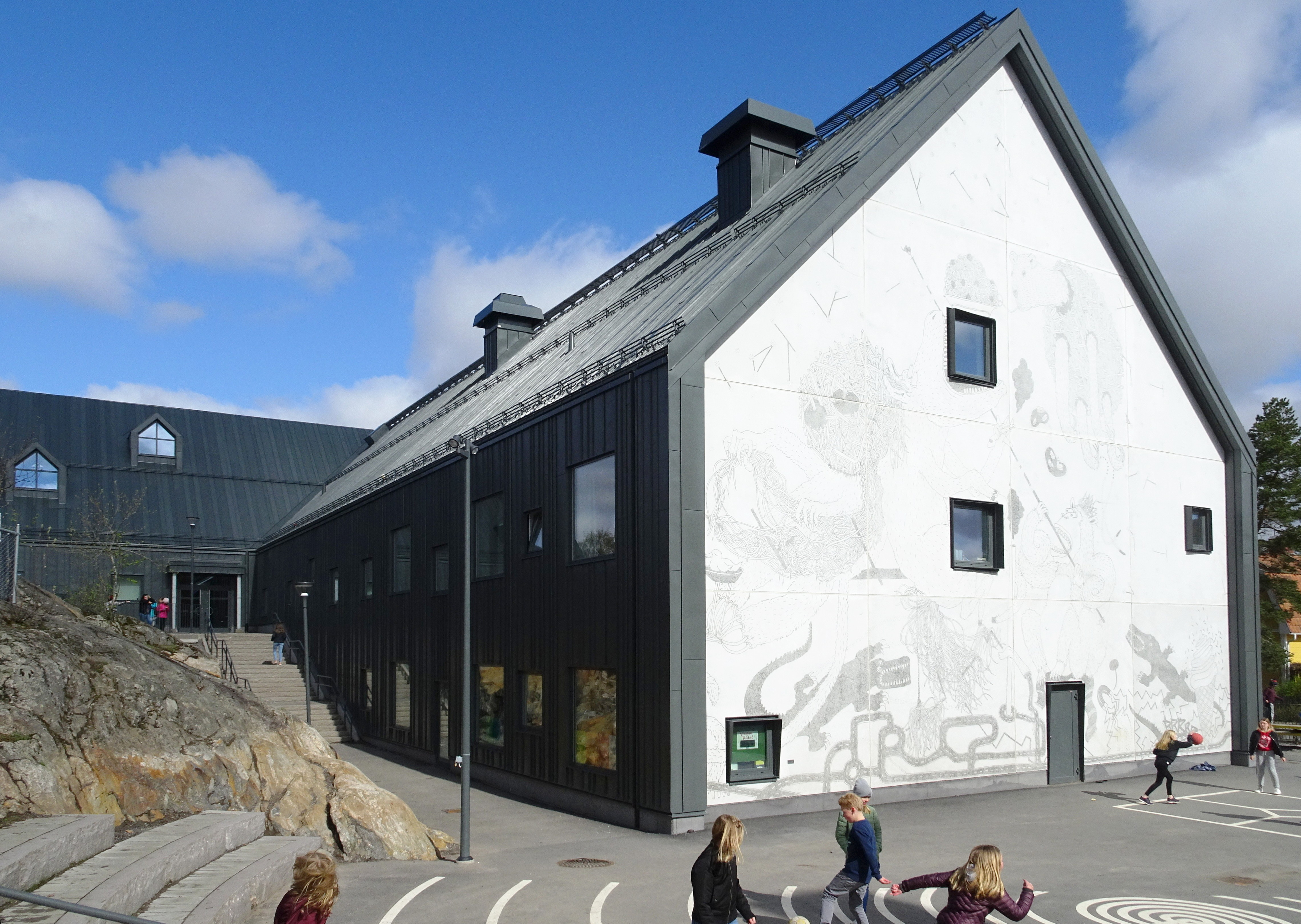
Långbrodalsskolan (2018)
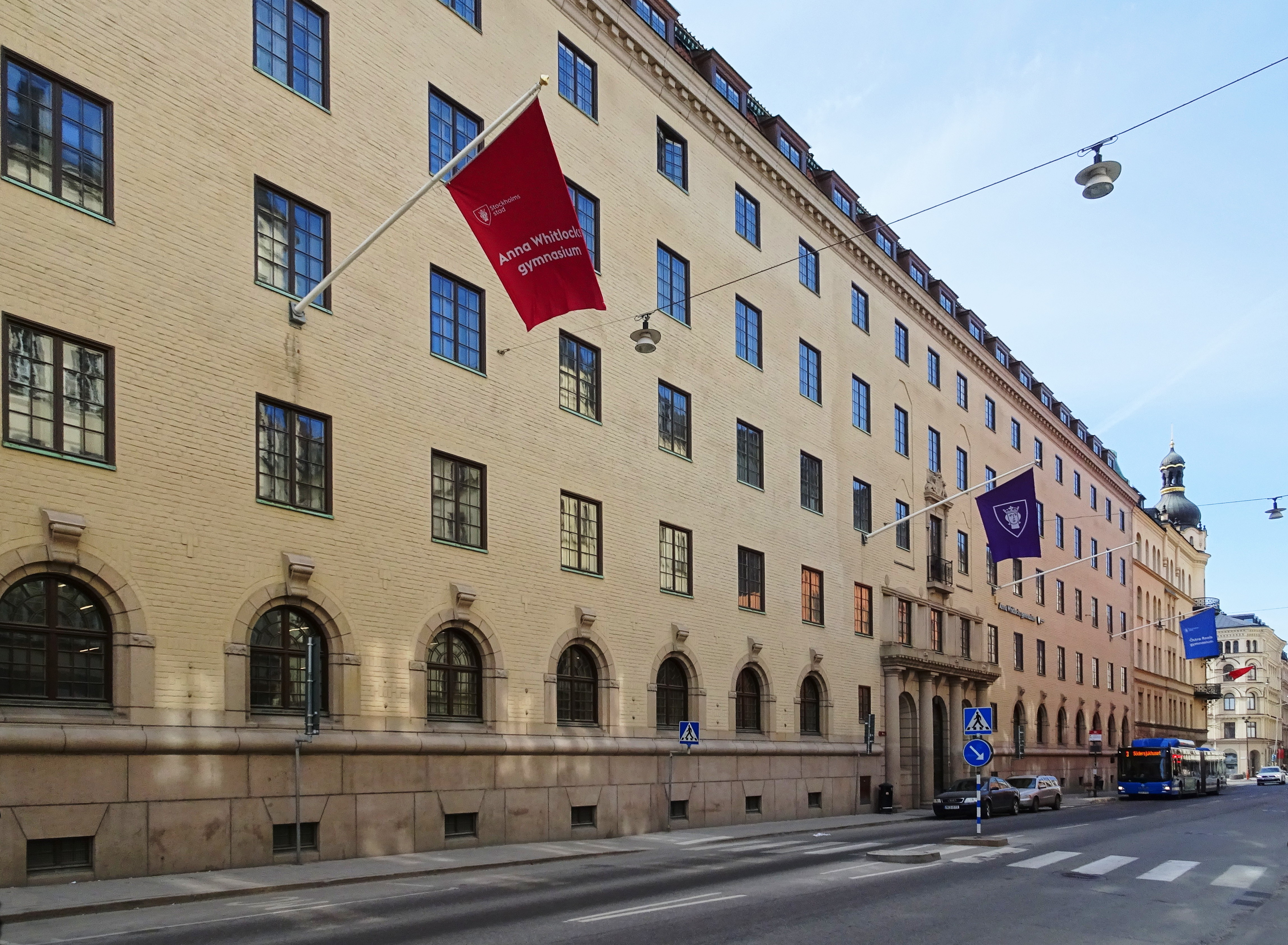
Anna Whitlocks gymnasium ombyggnad (2019)
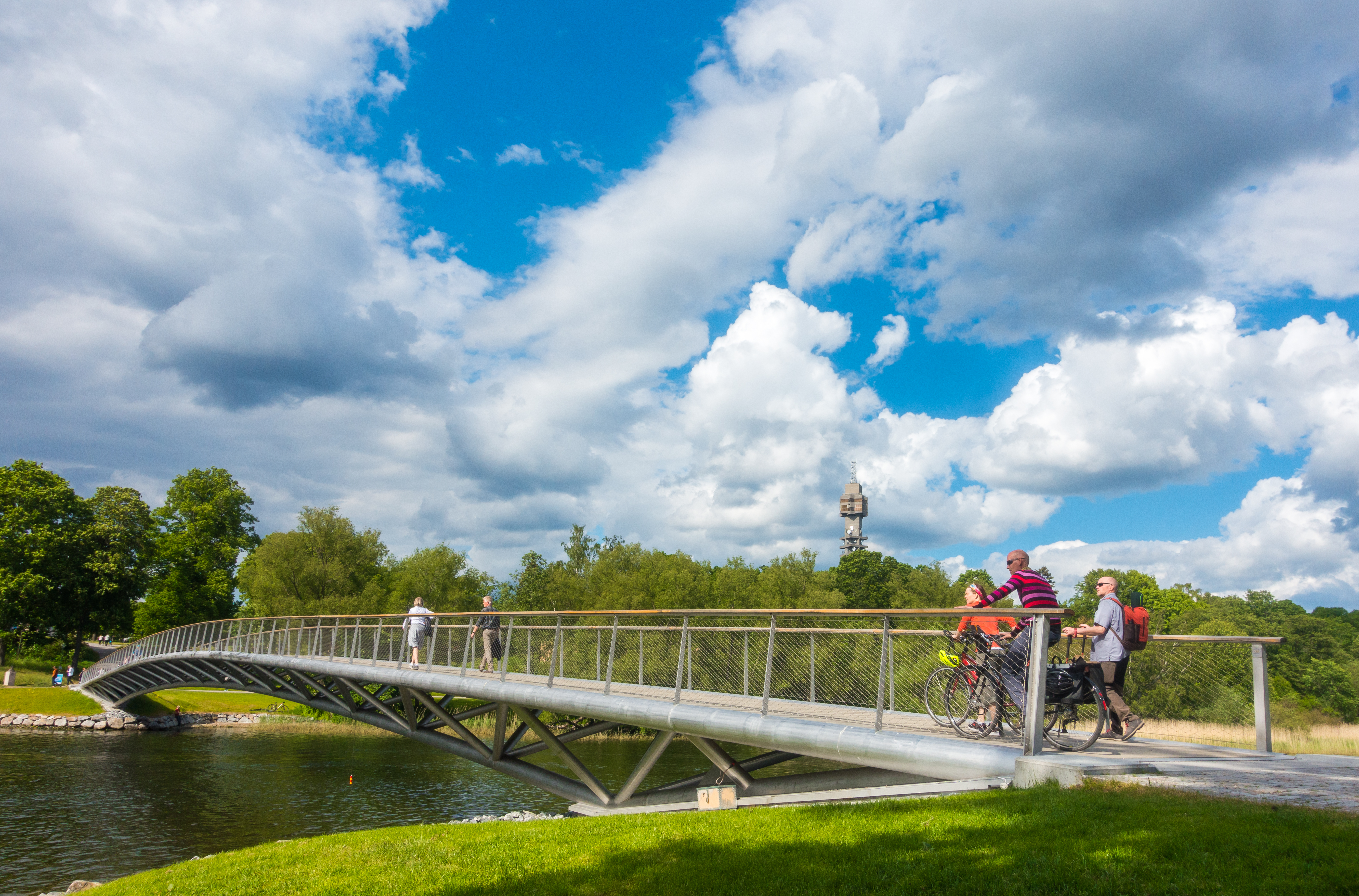
Folke Bernadottes bro (2020)
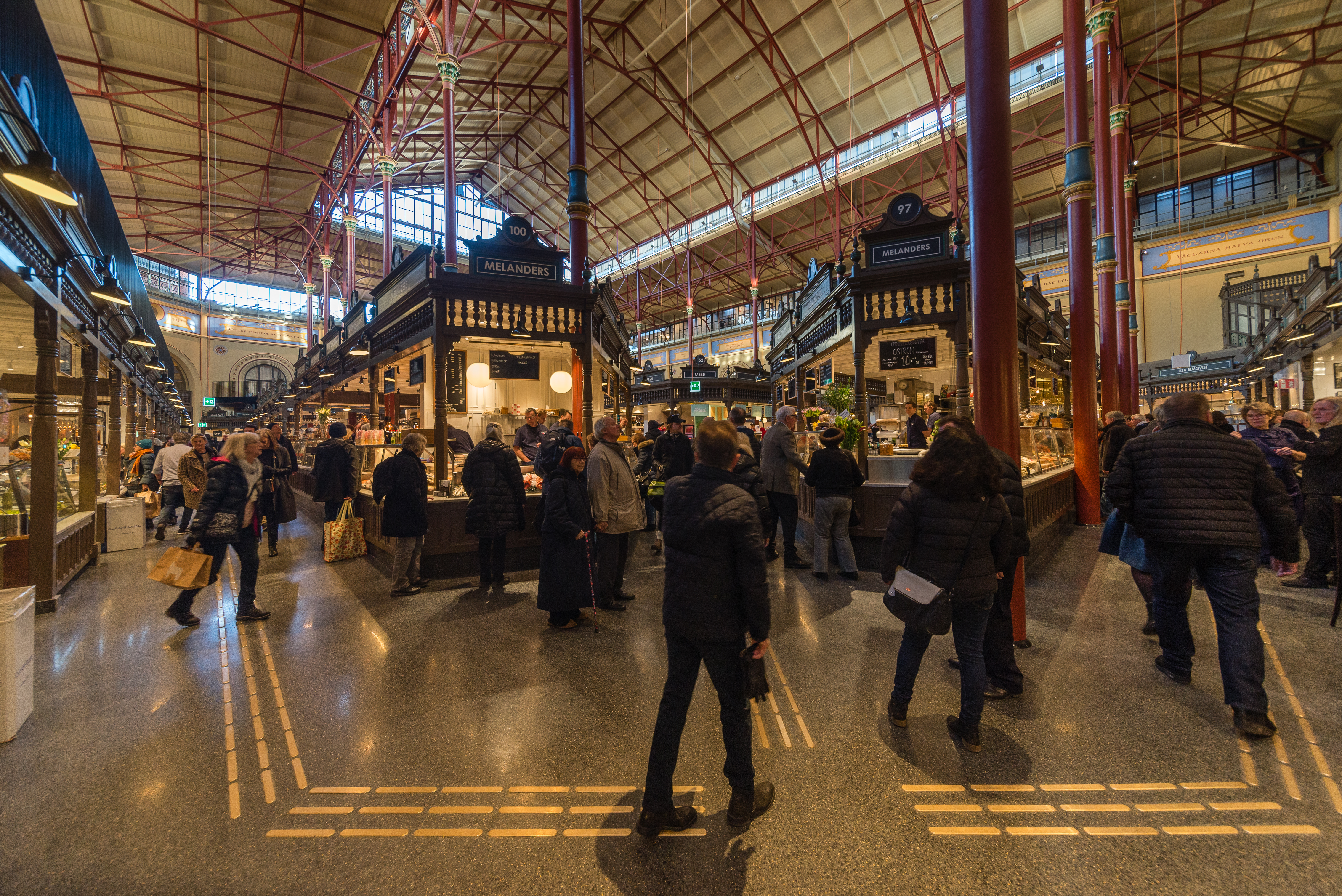
Östermalms saluhall, ombyggnad (2021)

## Listor
- Lista över inte längre existerande byggnader i Stockholm
- Lista över Stockholms högsta byggnader
- Lista över byggnadsminnen i Stockholms län
- Lista över kyrkobyggnader i Stockholms stad